# Abbaye de La Sauve-Majeure
L'abbaye de la Sauve-Majeure est un ancien monastère de l'ordre de Saint-Benoît (bénédictin) situé sur le territoire de la commune de La Sauve, dans le département de la Gironde en Nouvelle-Aquitaine.
Fondée en 1079 par le duc d'Aquitaine et Gérard de Corbie, elle abrite, à son apogée, quelque 300 moines. Ruinée et abandonnée à la fin du XVIIIe siècle, elle fait l’objet d’un classement au titre des monuments historiques par la liste de 1840. Cette première protection est confirmée par un arrêté publié au Journal officiel en 1914, puis par la protection de plusieurs terrains contenant les ruines. Cet ensemble fait l’objet d’un classement au titre des monuments historiques depuis le 12 avril 1929. Enfin, les terrains omis par les précédents arrêtés sont classés au titre des monuments historiques par arrêté du 9 avril 2002. Par ailleurs, l'abbaye est classée en décembre 1998 au patrimoine mondial de l'UNESCO au titre des chemins de Saint-Jacques de Compostelle en France.

## L'histoire de l'abbaye
L'abbaye de la Sauve-Majeure est connue sous le nom de la Grande Sauve ou Sauve Majeure, sauve signifiant forêt, bois — du latin silva.

### Des débuts prospères
Sur le lieu-dit d'Altus Villaris, à égale distance de la Garonne et de la Dordogne, l'abbé Gérard de Corbie fonde Notre-Dame de la Grande Sauve en 1079. Son nom est issu du nom de la forêt occupant à l'époque l'Entre-deux-Mers (Inter duo Maria) : la Silva Major.

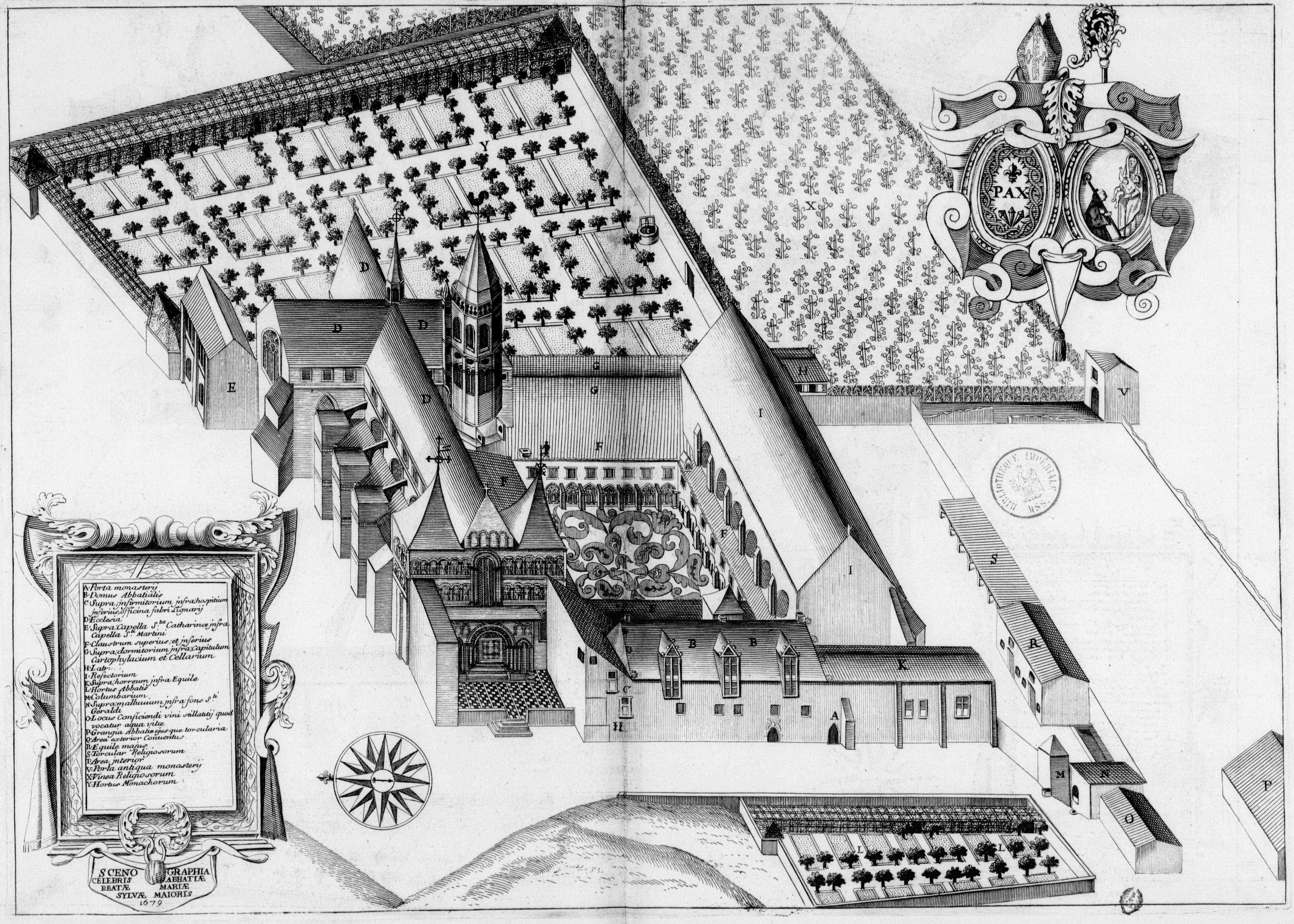
L'abbaye au XVIIe siècle

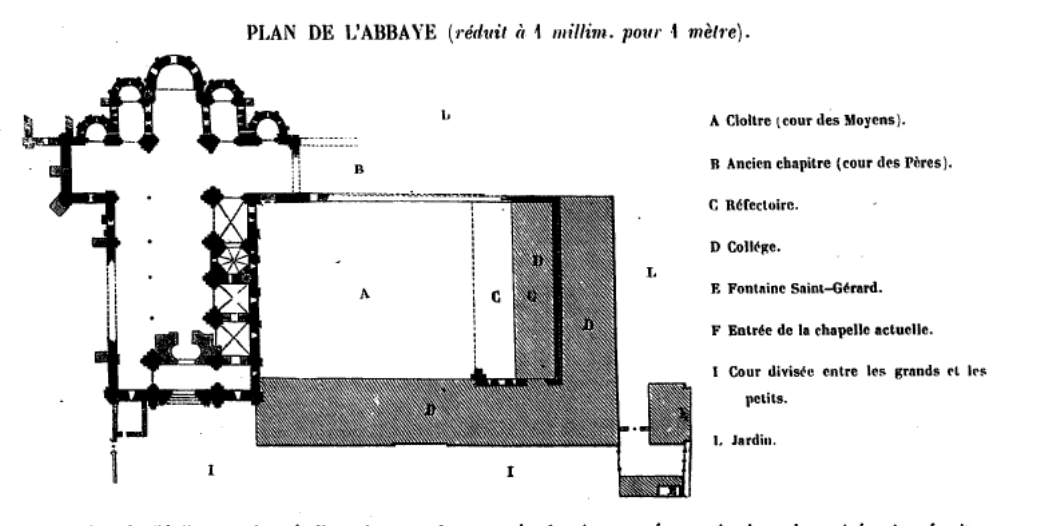
Plan de l'abbaye, selon L. Drouyn

L'abbé construit alors une première église abbatiale. Avec l'appui du duc Guillaume VIII d'Aquitaine (1023-1058-1086), avec le soutien du pape Grégoire VII (1015/1020-1073–1085) et grâce à de généreux donateurs et protecteurs parmi lesquels les rois de France et d'Angleterre, l'abbaye prospère rapidement. Elle se trouve sur la route de Compostelle et sert de point de départ régional pour le pèlerinage. L'abbé Gérard y est enterré à sa mort en 1095. Pierre Ier d'Amboise, élu septième abbé de cette abbaye en 1126, demande à Rome la canonisation pour l'abbé Gérard, mais il faut attendre 1197 pour que le pape Célestin III accède à sa demande. L'abbaye passe sous la tutelle des rois d'Angleterre à la suite du mariage d'Aliénor d'Aquitaine avec Henri II Plantagenêt en 1152. L'église actuelle est consacrée en 1231.
La vie spirituelle de l'abbaye de la Sauve-Majeure s'organise tout au long du Moyen Âge suivant une lecture renouvelée de la règle de saint Benoît, à mi-chemin entre la tradition clunisienne et les innovations cisterciennes.
Au Moyen Âge, l'abbaye est riche et puissante. Elle dispose de 51 prieurés, jusqu'à Burwell, en Angleterre. Aliénor d'Aquitaine aurait fait plusieurs séjours dans ce dernier, même si les sources demeurent peu précises sur le sujet.
Au XIIIe siècle, les habitants du bourg monastique de La Sauve se révoltent à plusieurs reprises contre les moines. La richesse de la Sauve-Majeure suscite les convoitises des seigneurs locaux, des troupes capétiennes et de celles des Plantagenêts, notamment pendant la guerre de Cent Ans, qui oppose les royaumes de France et d'Angleterre de 1337 à 1453 pour l'appropriation de l'Aquitaine et du Poitou. En avril 1462, Louis XI, roi de 1461 à 1483, confirme les droits, privilèges, franchises, libertés, etc., accordés à l'abbaye par ses prédécesseurs ou par les rois d'Angleterre (en tant que ducs de Guyenne).
Après les ravages de la guerre, des réparations sont effectuées sur l'édifice au XVIe siècle, des fortifications sont apportées. Ces restaurations interviennent dans un climat de contestation des privilèges de l'abbaye et de rivalité économique avec la bastide de Créon. S'amorcent alors le déclin de l'abbaye et la perte de son influence.

### Le pèlerinage de Compostelle
Saint-Jacques-de-Compostelle est un des trois grands pèlerinages de la chrétienté au Moyen Âge, avec ceux de Rome et de Jérusalem. Avant la traversée des Landes, l'abbaye est une halte providentielle où les pèlerins de Saint-Jacques trouvent soins, nourriture et repos. Après La Sauve, ils rejoignent Langoiran, traversent la Garonne au Tourne et retrouvent à Belin la voie de Tours.

### Un déclin lent
L'abbaye rejoint plus tard la congrégation des Exempts, et devient mauriste en 1667. En 1665, une tempête cause de gros dégâts aux toitures de l'église, aux dortoirs et au réfectoire. Le clocher s'écroule à la fin du XVIIIe siècle à la suite de ces dommages. De plus, en 1759, un tremblement de terre ébranle l'église.
À la Révolution, les richesses de l'abbaye sont confisquées et dispersées. En 1793, les bâtiments sont utilisés comme prison. Les voûtes de l'église tombent en 1809. Elle est alors exploitée comme carrière pendant 40 ans pour construire les bâtiments du village de La Sauve.
En 1837, l'archevêque achète les bâtiments conventuels et fait édifier un collège de jésuites. Celui-ci est plus tard transformé en école normale d'instituteurs. Mais, en 1910, un incendie détruit l'école, et le site est de nouveau abandonné. Entre 1914 et 1918, les bâtiments sont transformés en petit hôpital militaire de campagne.
En 1960, le monument est récupéré par l'État. Le ministère des Affaires culturelles entreprend d'importants travaux de consolidation. Depuis l'ouverture au public, le site est géré par le Centre des monuments nationaux.

## L'abbaye en ruines
Pendant sept siècles, l'abbatiale de la Sauve-Majeure est le plus beau joyau d'architecture de toute la Gironde. Jusqu'au début du XIXe siècle, après que l'Assemblée constituante de 1789 a chassé les moines, les bâtiments s'effondrent lentement mais sûrement. Le monument est légalement exploité comme carrière de matériaux et pierres de taille où s'approvisionnent entrepreneurs, chaufourniers et cantonniers de la région. Les antiquaires, en quête de belles pièces, enlèvent des sculptures, qui se trouvent actuellement dans des collections privées. La destruction est arrêtée en 1840, avec le classement de l'abbaye aux monuments historiques.
|  |

En ce qui concerne les bâtiments claustraux, tout n'est plus que ruines. Il n'en reste encore debout que des substructions de la salle capitulaire et les deux pans de mur du réfectoire, qui date de 1295. L'ensemble monastique où vivaient une centaine de moines en 1231 (et plus de 300 à son apogée) a disparu.
De la salle capitulaire, il ne reste qu'un espace délimité par des colonnes basses et un carrelage moderne. Le cloître, à l'ouest de la salle capitulaire, était fermé par quatre galeries couvertes entourant un jardin. Il ne subsiste que le plan. Le scriptorium se situait dans le prolongement sud de la salle capitulaire. Il était réservé aux moines copistes et enlumineurs. À l'étage, se trouvait le dortoir. Il subsiste quelques vestiges. Le réfectoire n'a gardé qu'un mur percé de baies gothiques du XIIIe siècle.

Ruines de l'abbaye
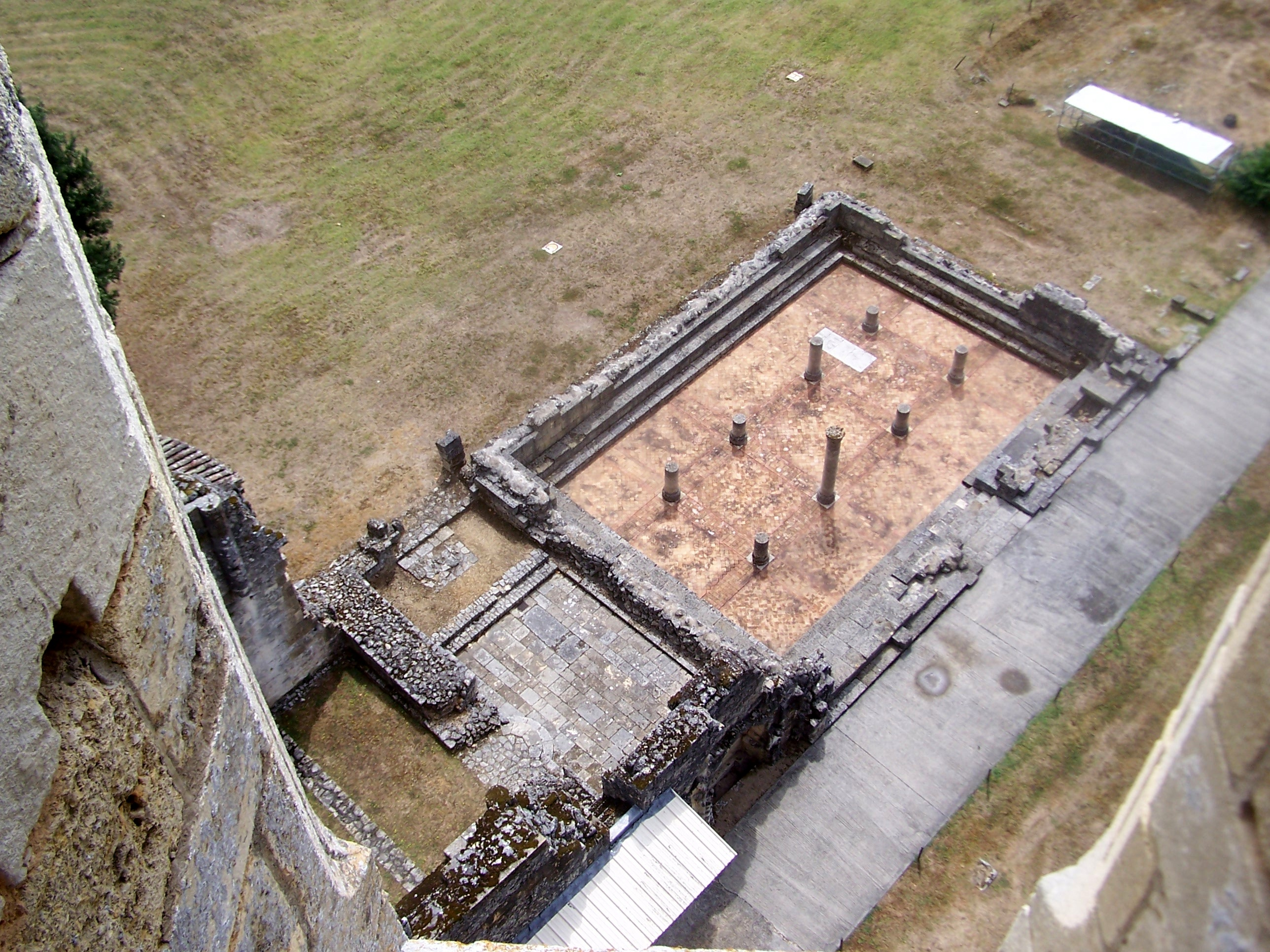
Salle capitulaire et scriptorium.
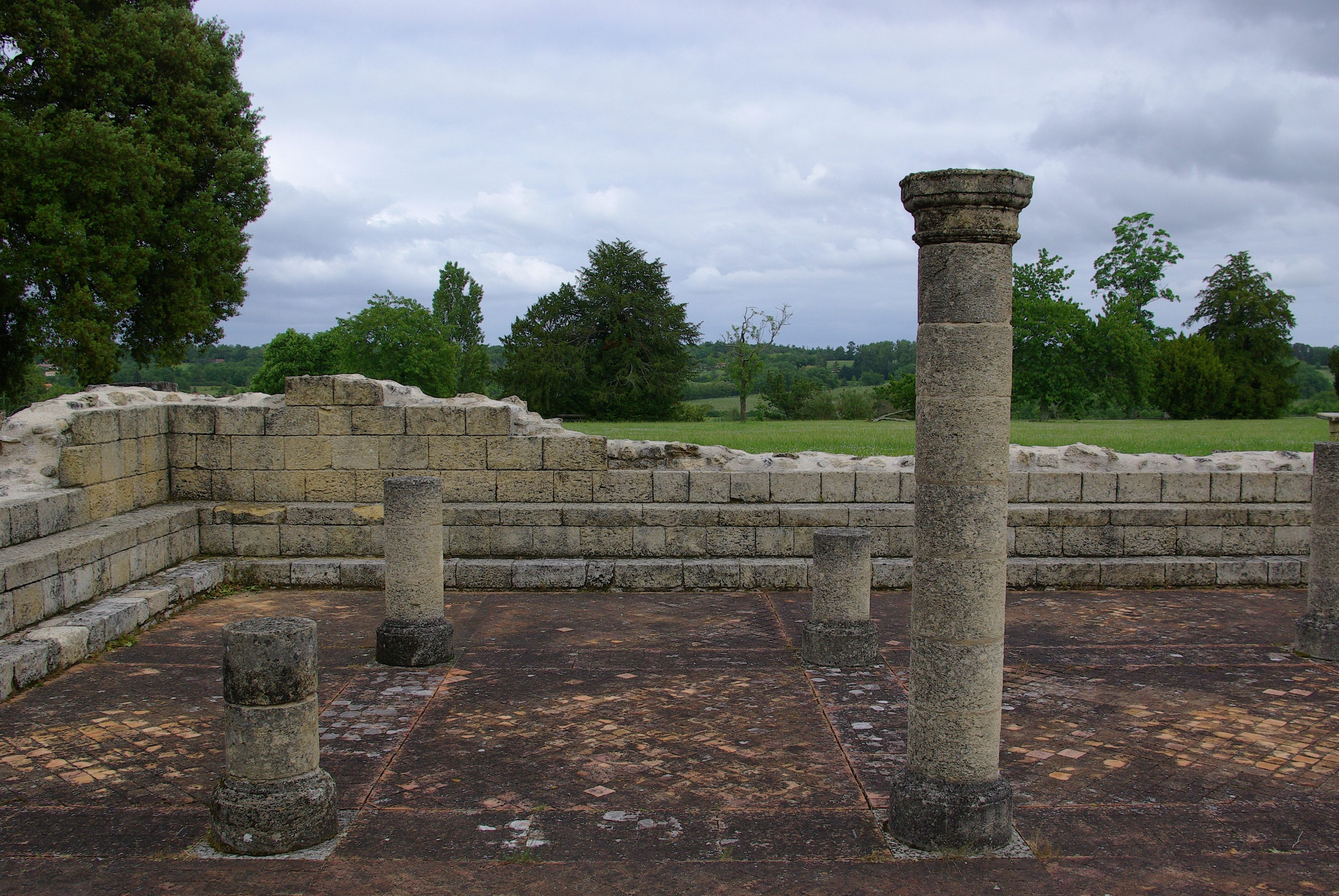
Salle capitulaire.
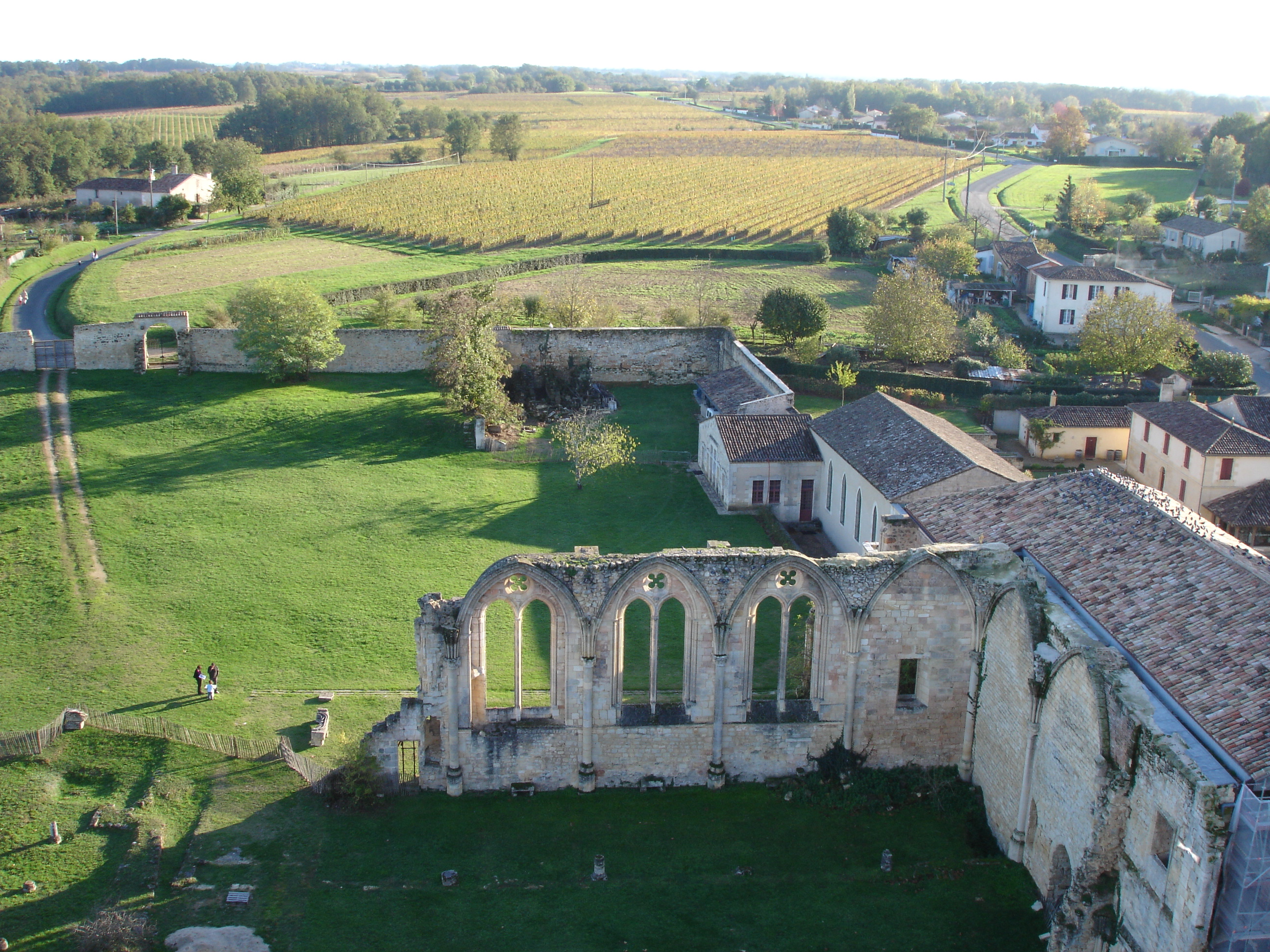
Réfectoire et cloître.
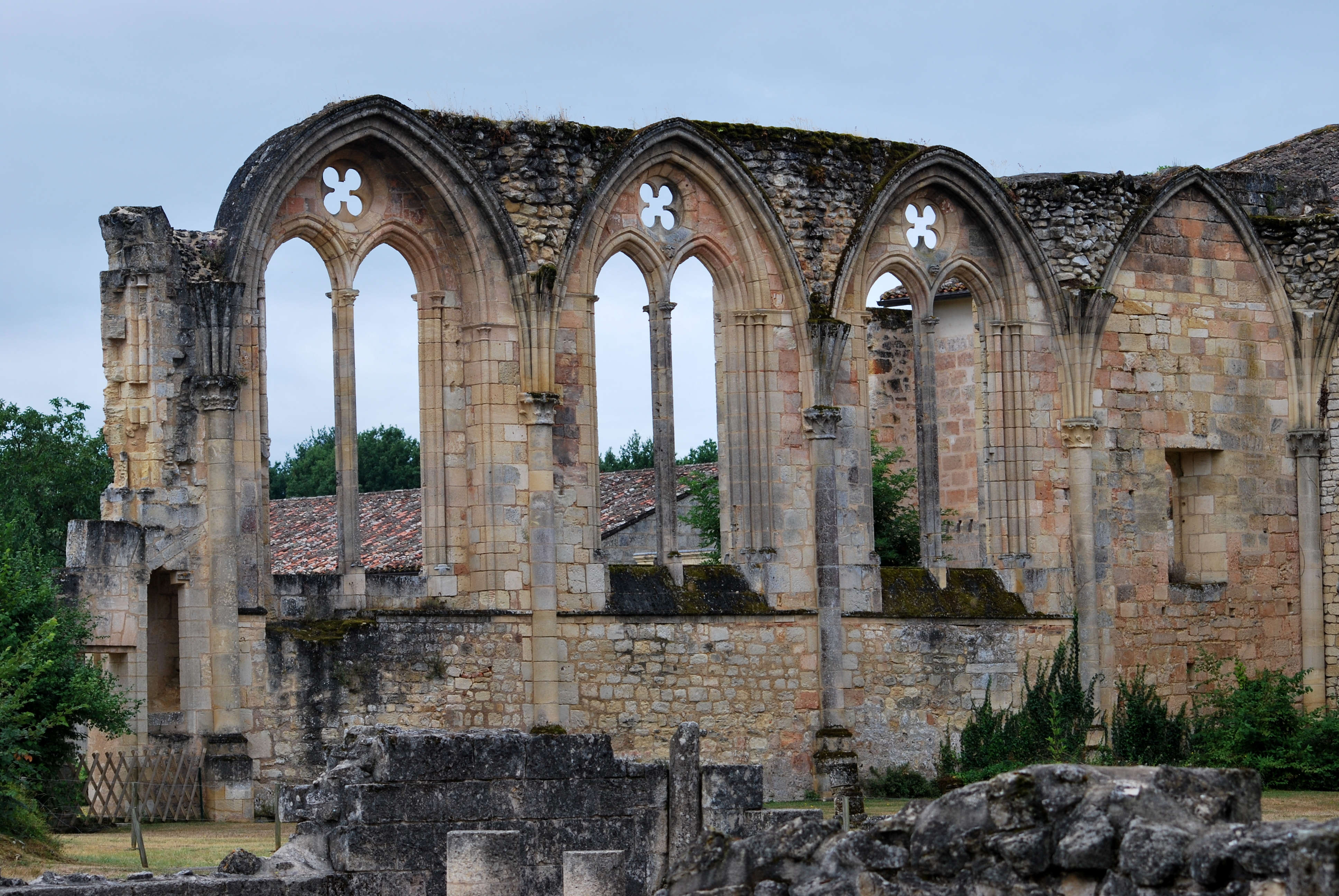
Réfectoire.
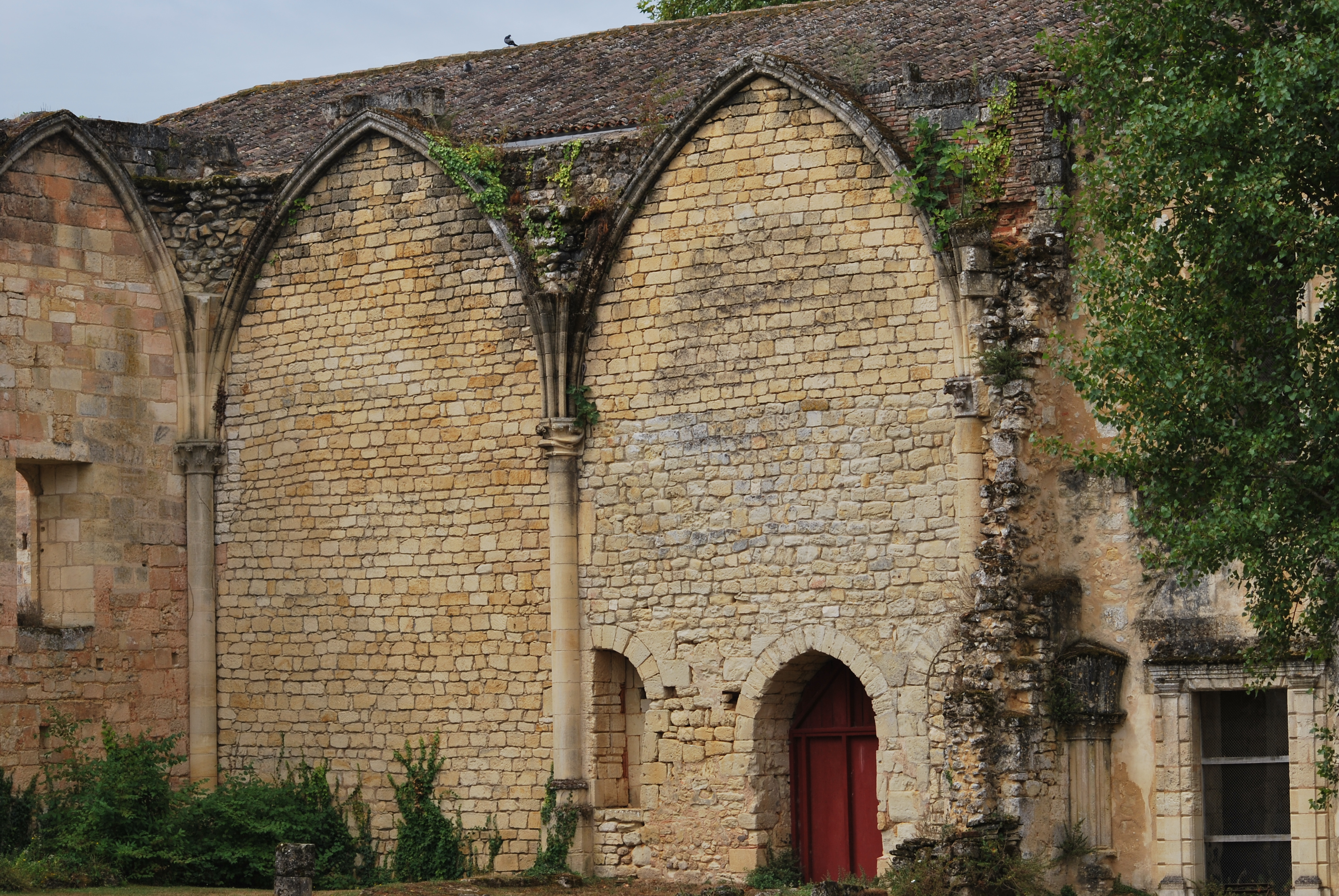
Cloître.

Pour l'église Notre-Dame de l'abbaye, la vague de vandalisme s'est arrêtée au sanctuaire. Quasiment toute la partie gothique de l'église a été détruite et c'est la partie la plus ancienne, l'église romane, qui a été partiellement épargnée. Les murs du croisillon nord, la totalité du chevet (hormis les voûtes de l'abside principale) et le bas-côté sud encadrant le clocher ont échappé au démantèlement.

Ruines de l'église Notre-Dame
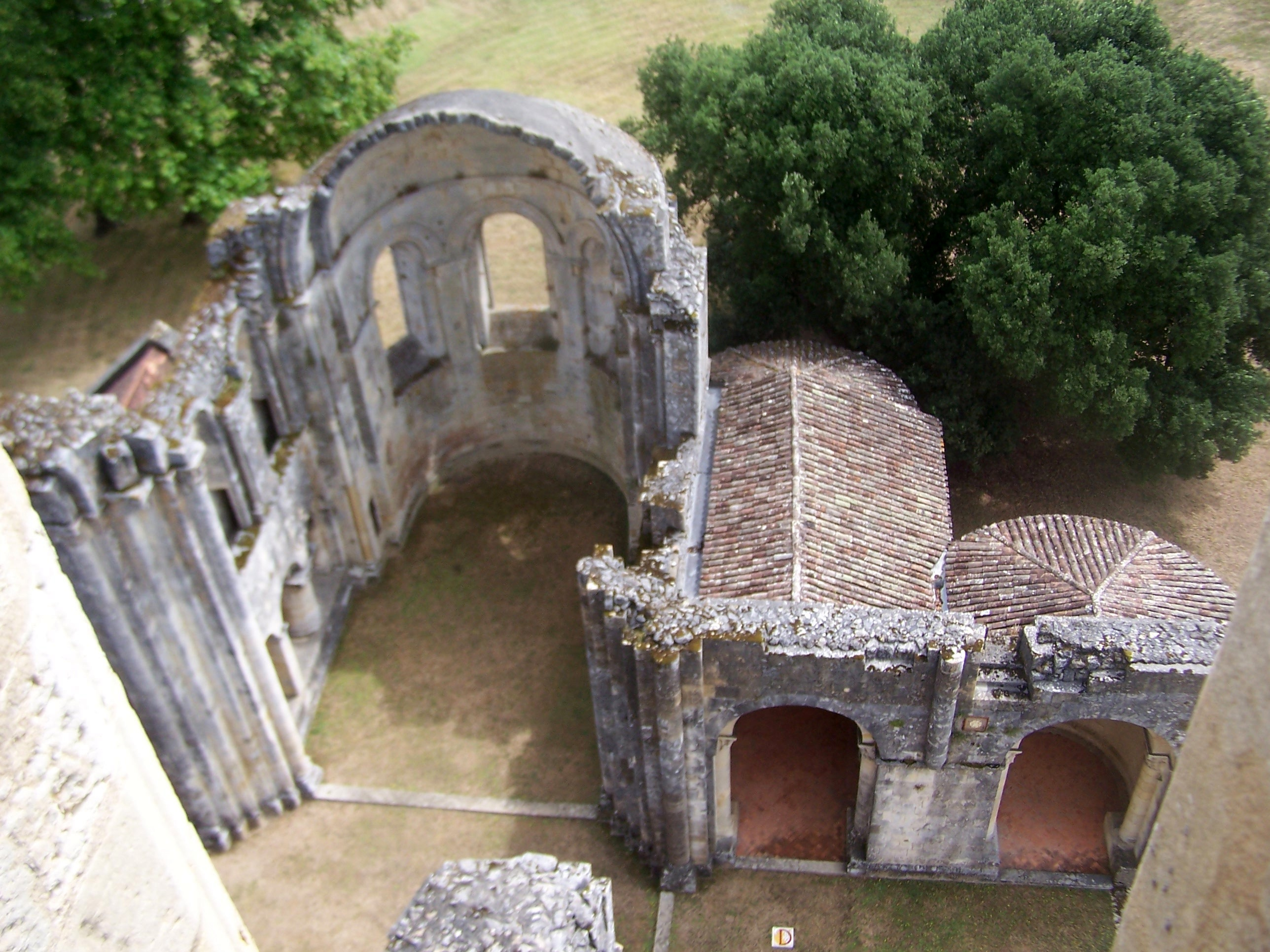
Abside et absidioles sud.
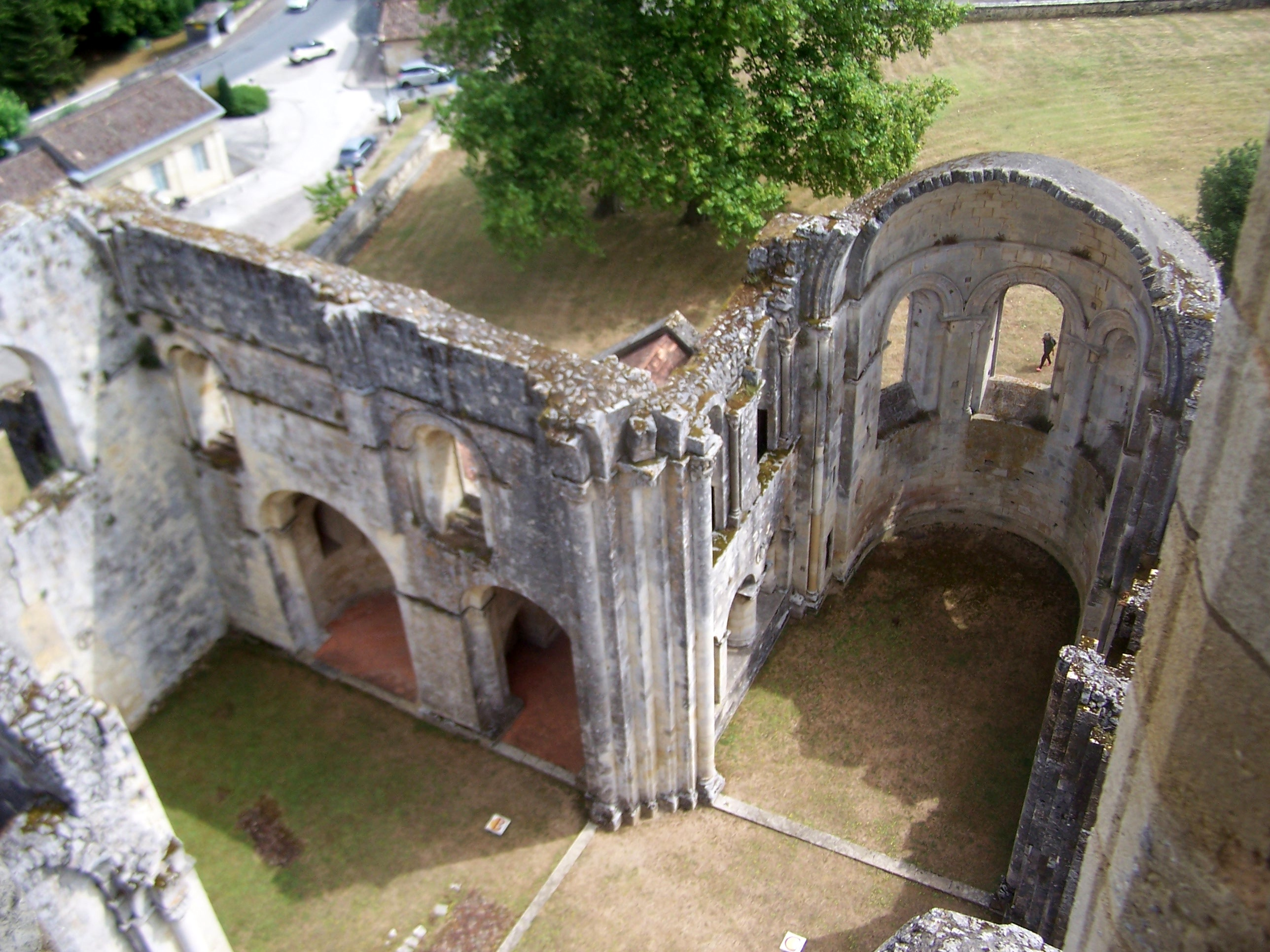
Abside et absidioles nord.
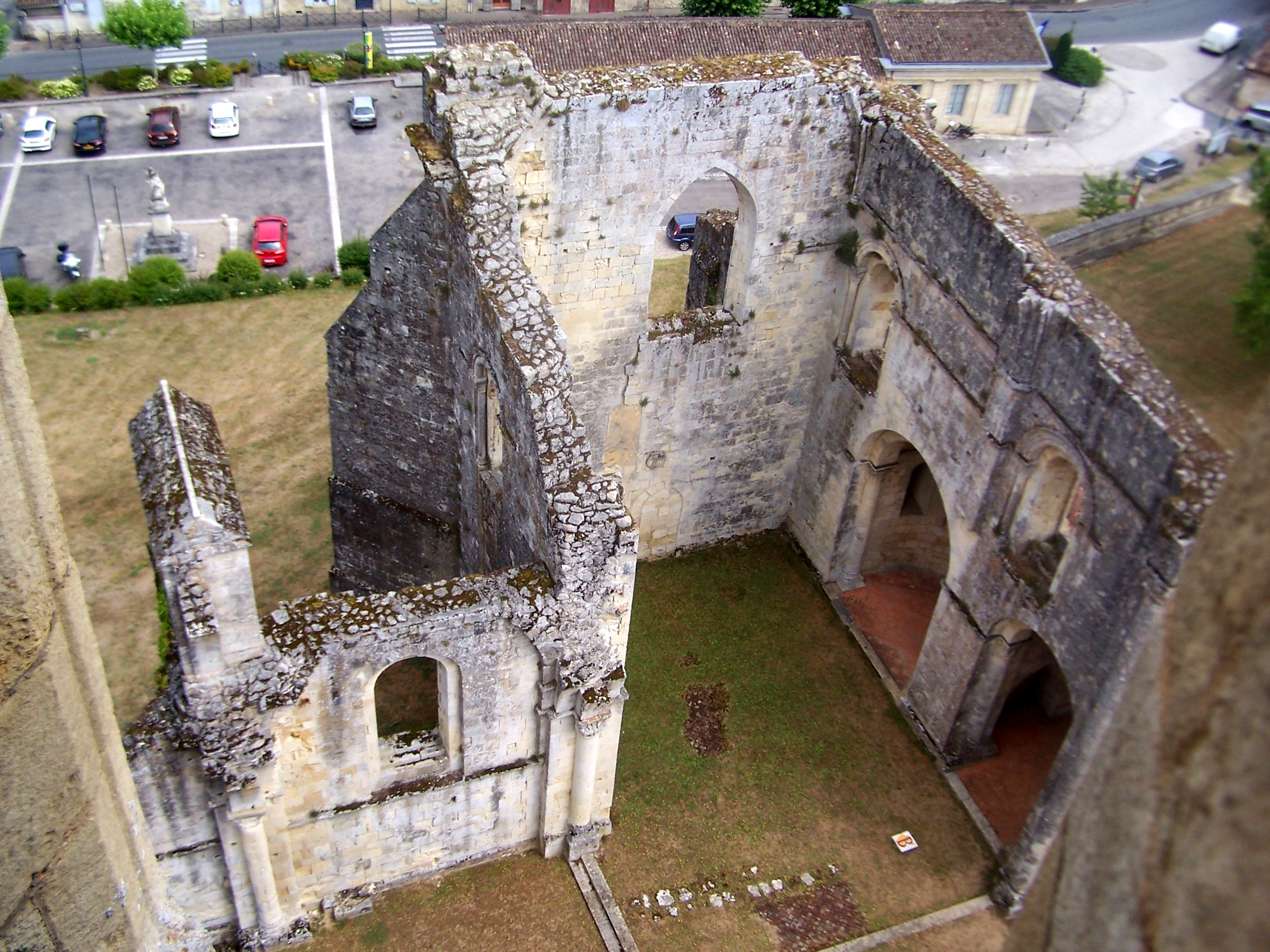
Croisillon nord du transept.

### Plan de l'église

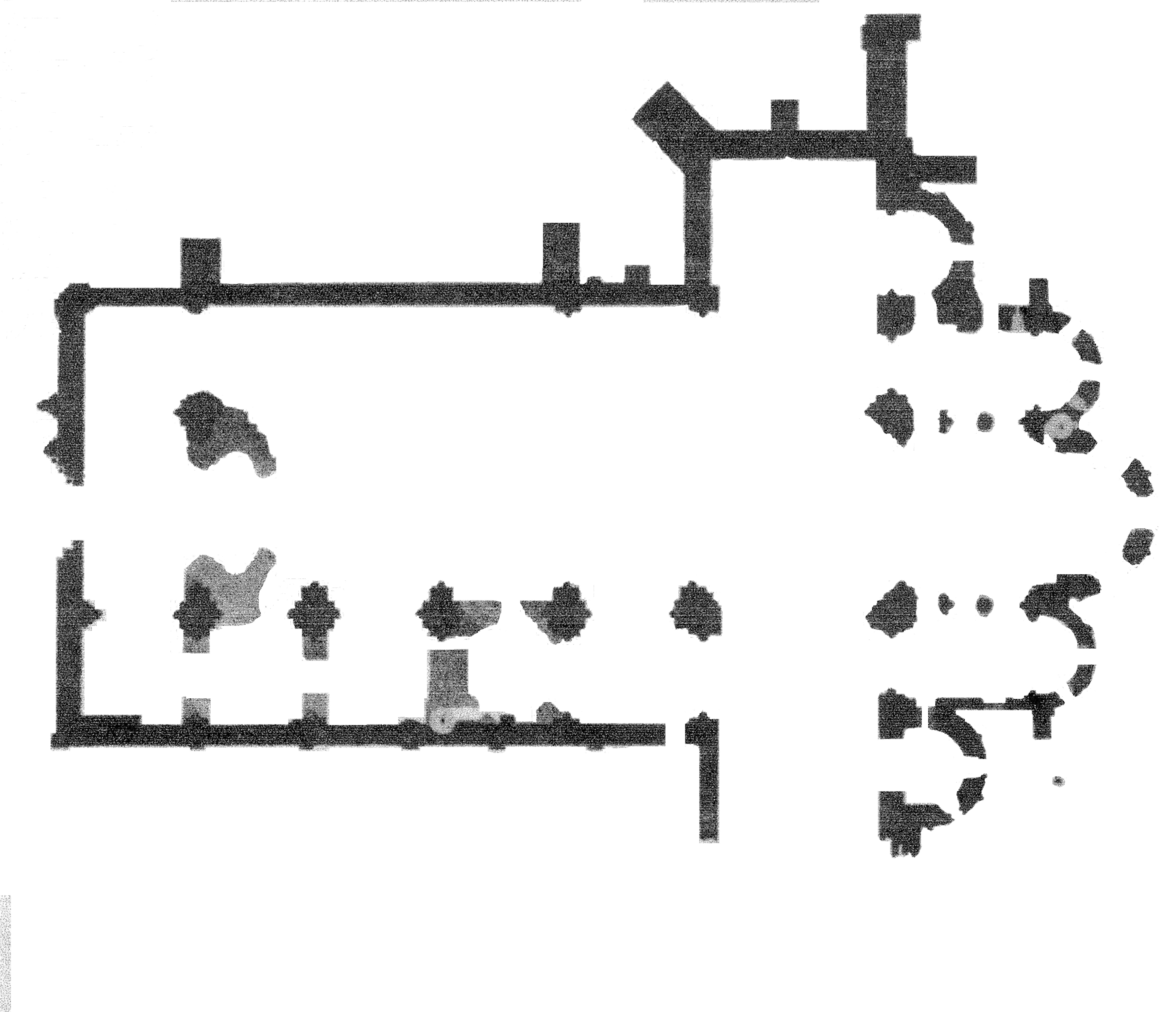
Plan de l'église Notre-Dame (Brutails, 1912)

L'église est bâtie en forme de croix latine. Elle se compose d'une nef de cinq travées, flanquée de bas-côtés, d'un transept ouvrant sur le chœur et de chapelles latérales. Très peu d'éléments du portail subsistent. On peut avoir une idée de son importance à partir de gravures du XVIIe siècle, avant le démantèlement de l'église.
La nef
Dans la première travée de la nef, se trouvent un puits et une niche. Au XVIIe siècle, deux gros massifs de maçonnerie, dessinant une sorte de tambour d'entrée ovale, sont construits pour recevoir une tribune d'orgue. À divers endroits, enchâssés dans le mur, on trouve six des douze médaillons de consécration, posés en 1231.
Le collatéral sud
Dans le collatéral sud, les voûtes sur croisées d'ogives des deuxième et troisième travées sont gothiques, du XIIIe siècle, comme la tour clocher à plan octogonal. La cinquième travée est dotée d'une voûte d'arête enduite, du XIIe siècle, de style roman.
L'abside
L'abside date du début du XIIe siècle. Elle est la partie la plus ancienne de l'église. Elle comprend le chœur et les chapelles voisines, qui ont gardé leurs voûtes en berceau plein-cintre. Le chœur, illuminé par trois grandes baies, abritait le tombeau (aujourd'hui disparu) du fondateur, saint Gérard de Corbie.

## L'iconographie romane de l'église Notre-Dame
Dans son état actuel l'église compte plus de 80 chapiteaux sculptés, répartis en autant de sujets ornementaux que de figures animées. Leurs descriptions sont données d'abord par l'extérieur, en partant de la façade occidentale, en contournant l'édifice par le nord, puis à l'intérieur, en suivant le même chemin. Finalement, les éléments du décor qui ne sont plus in situ (musée lapidaire de l'abbaye, autres musées et dans certains églises des environs) seront décrits.

### L'iconographie extérieure
La description des sculptures à l'extérieur de l'église, commence avec le portail de la façade occidentale, puis, successivement, le mur nord de la nef, le croisillon nord du transept, et finit par les deux absidioles nord, l'abside et les deux absidioles sud du chevet. La façade sud de l'église ne contient aucune sculpture romane.

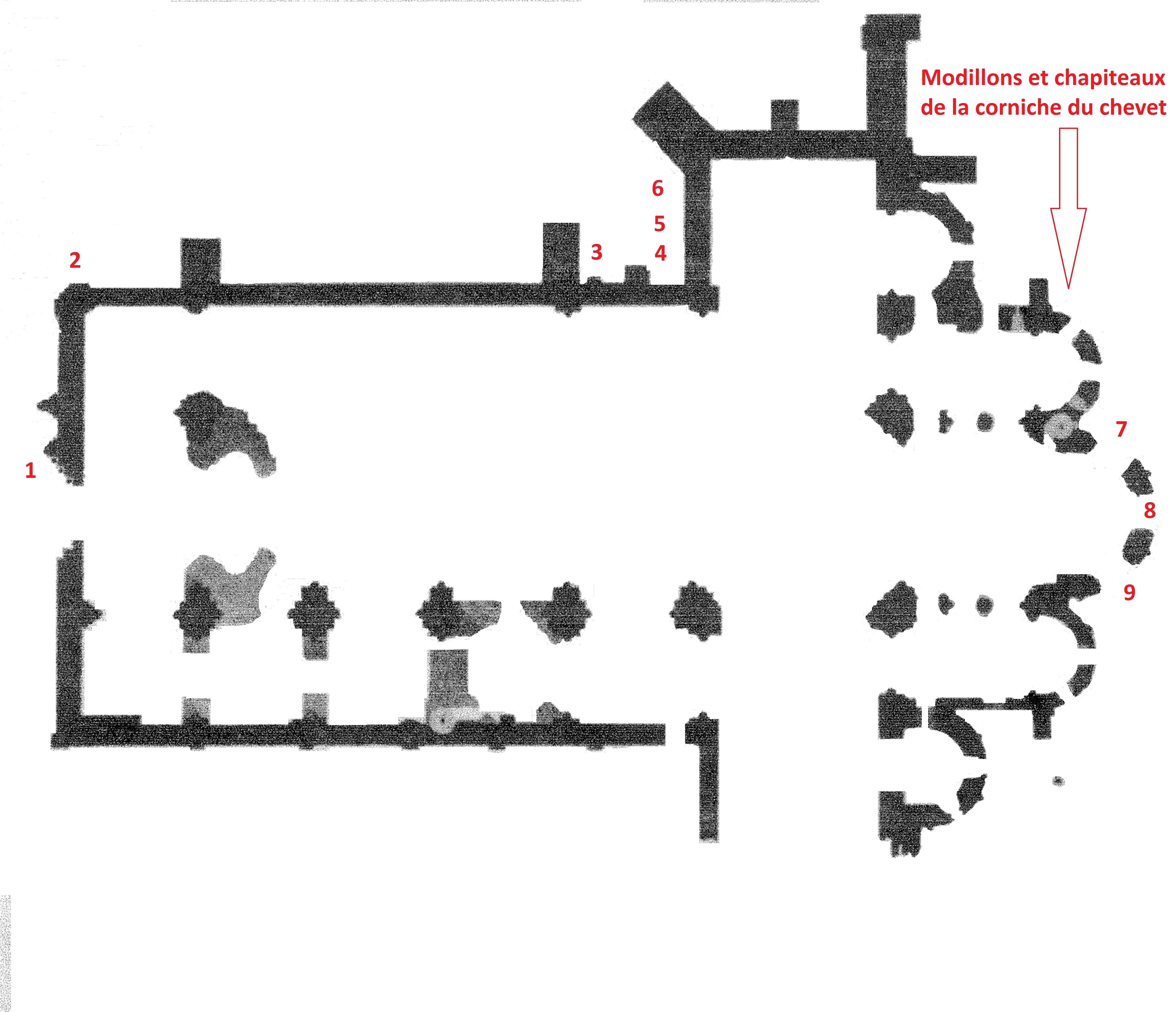
Emplacements des sculptures à l'extérieur de l'église.

L'extérieur de l'église
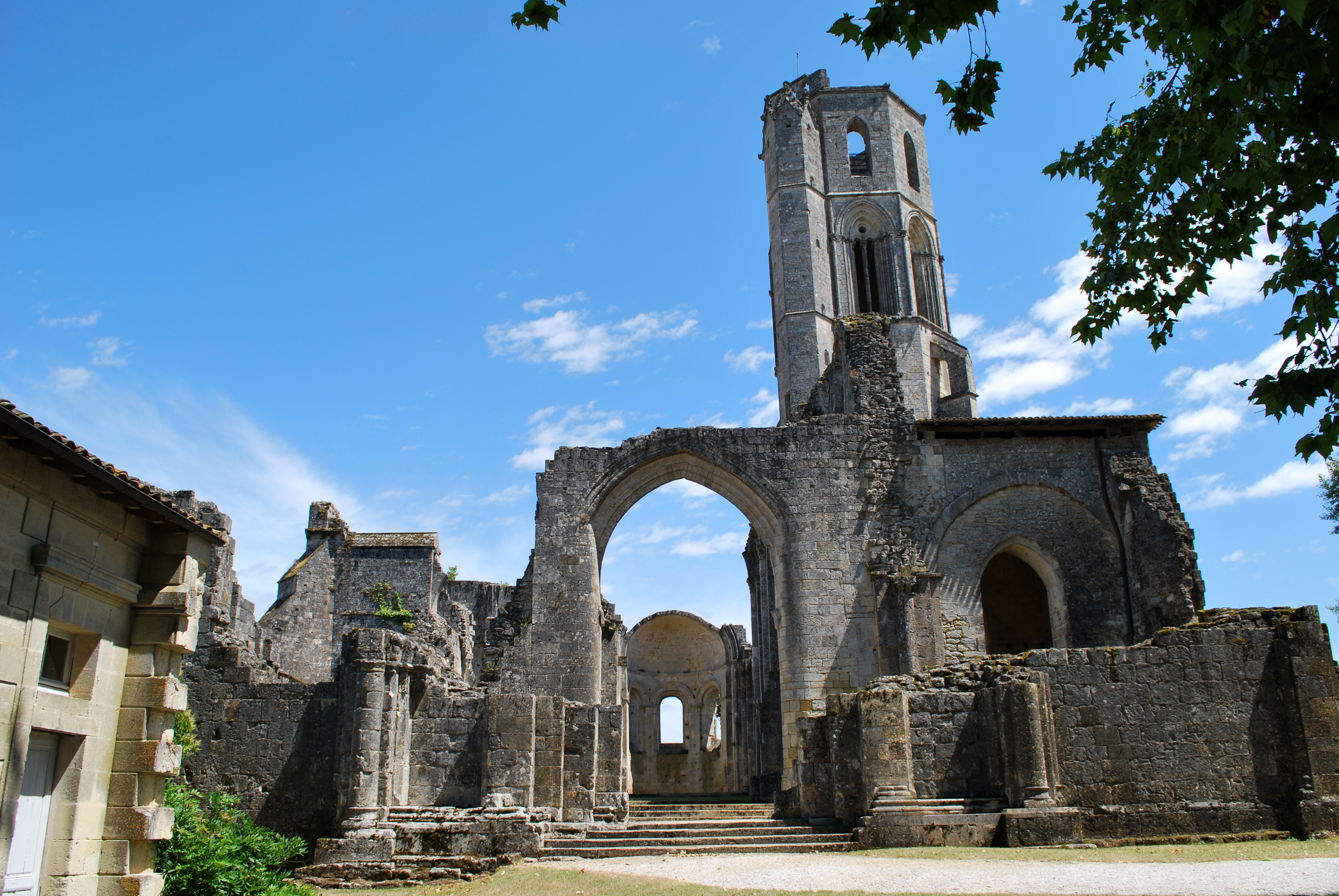
Façade occidentale.
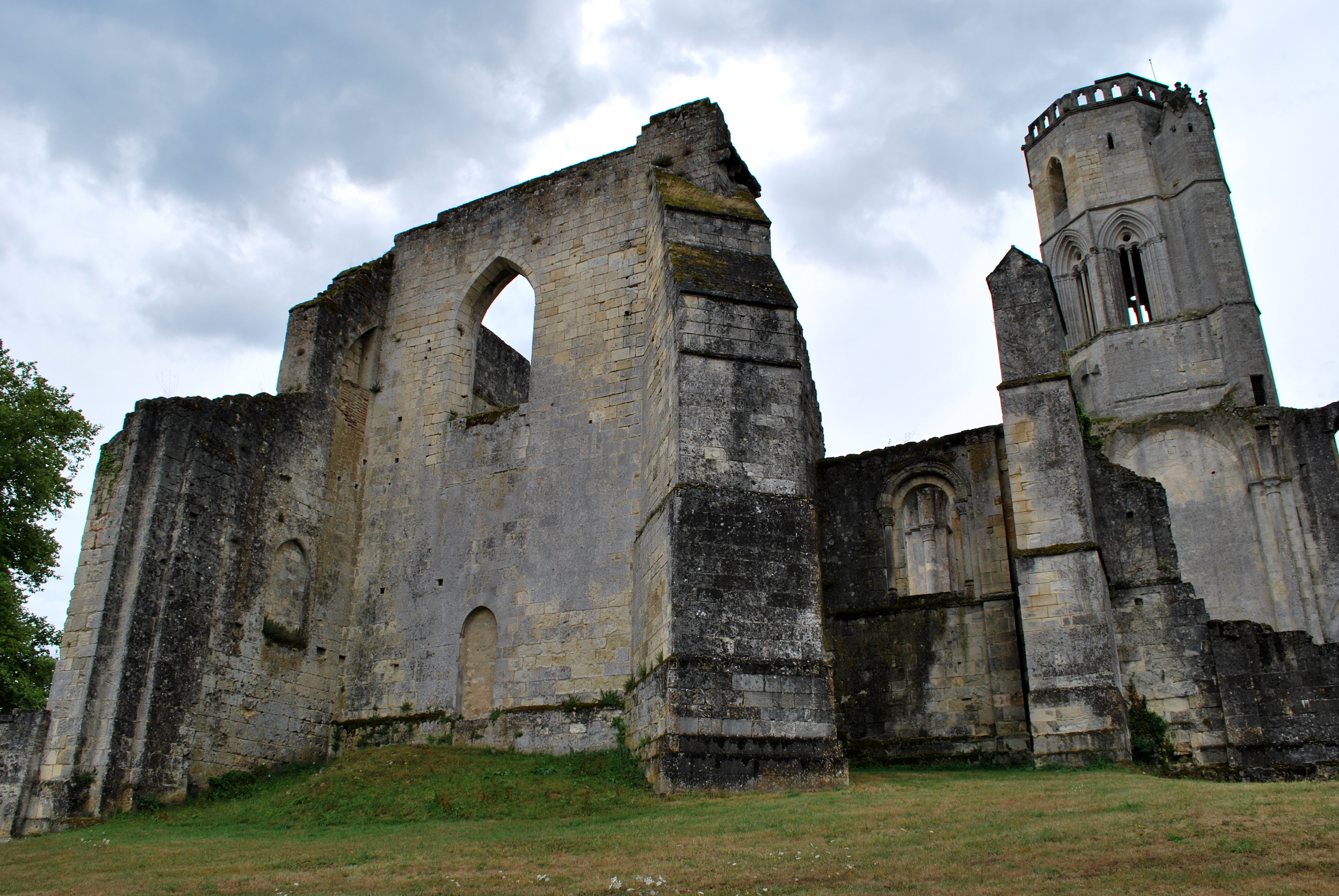
Croisillon nord.
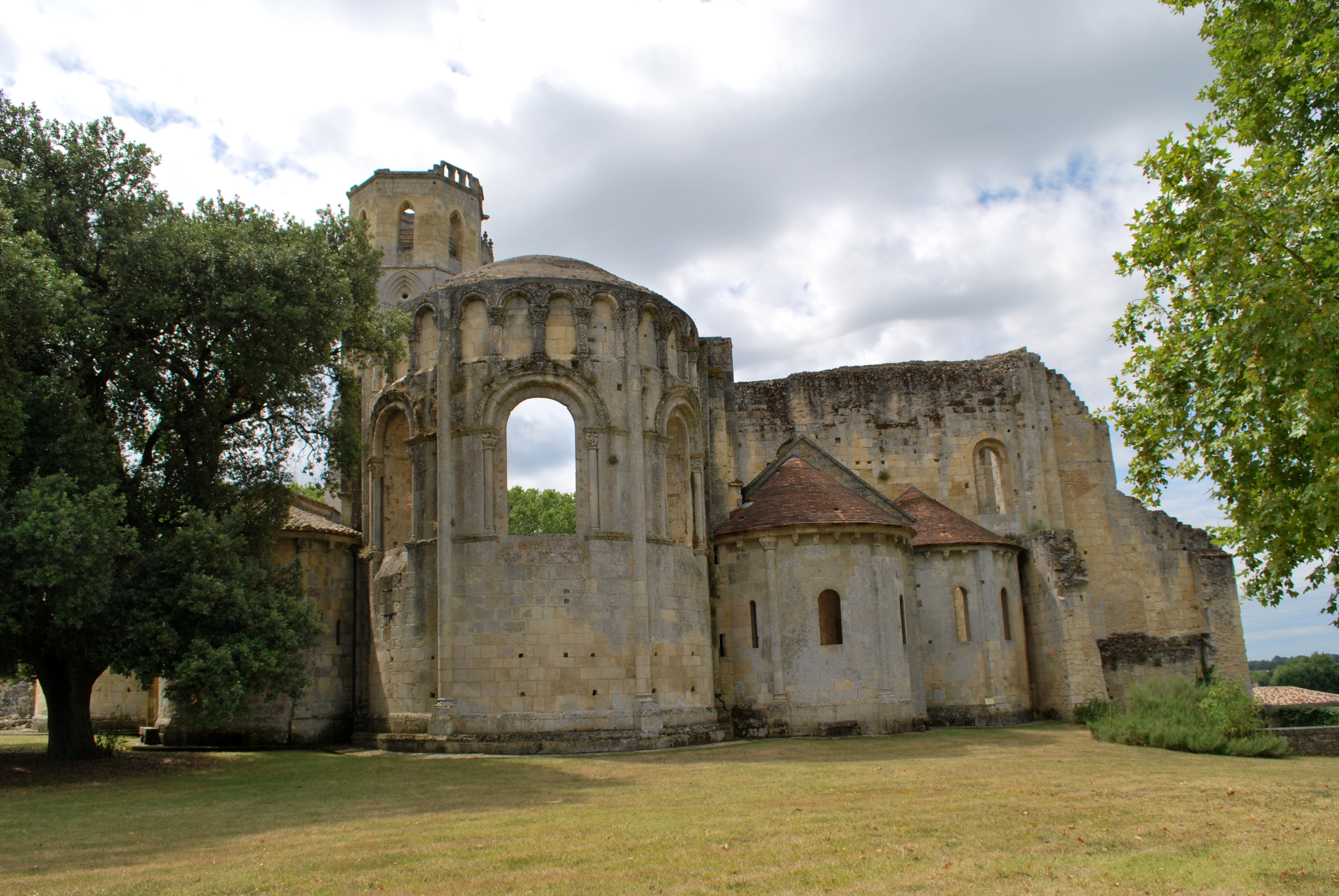
Abside et absidioles nord.
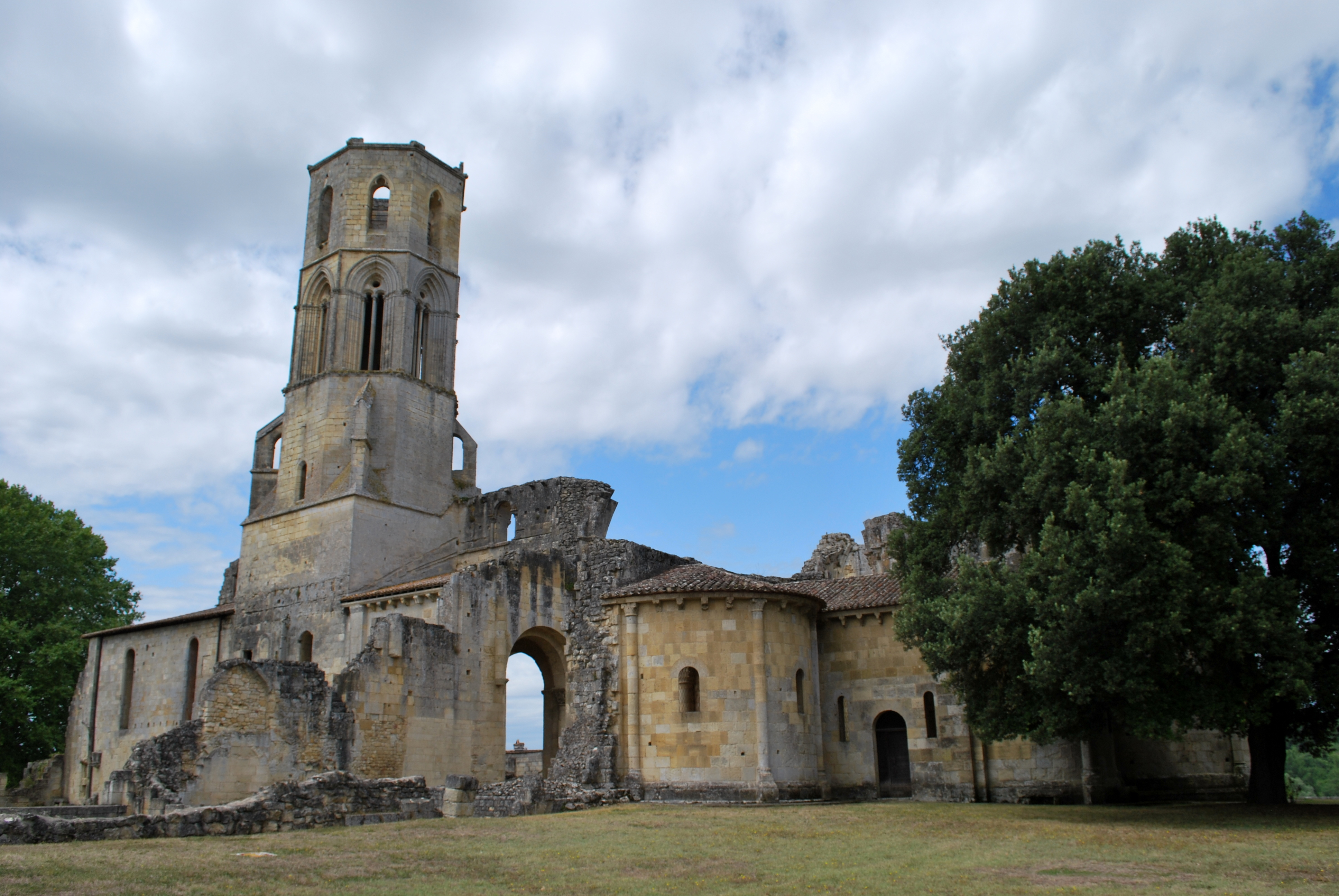
Absidiole sud et clocher.
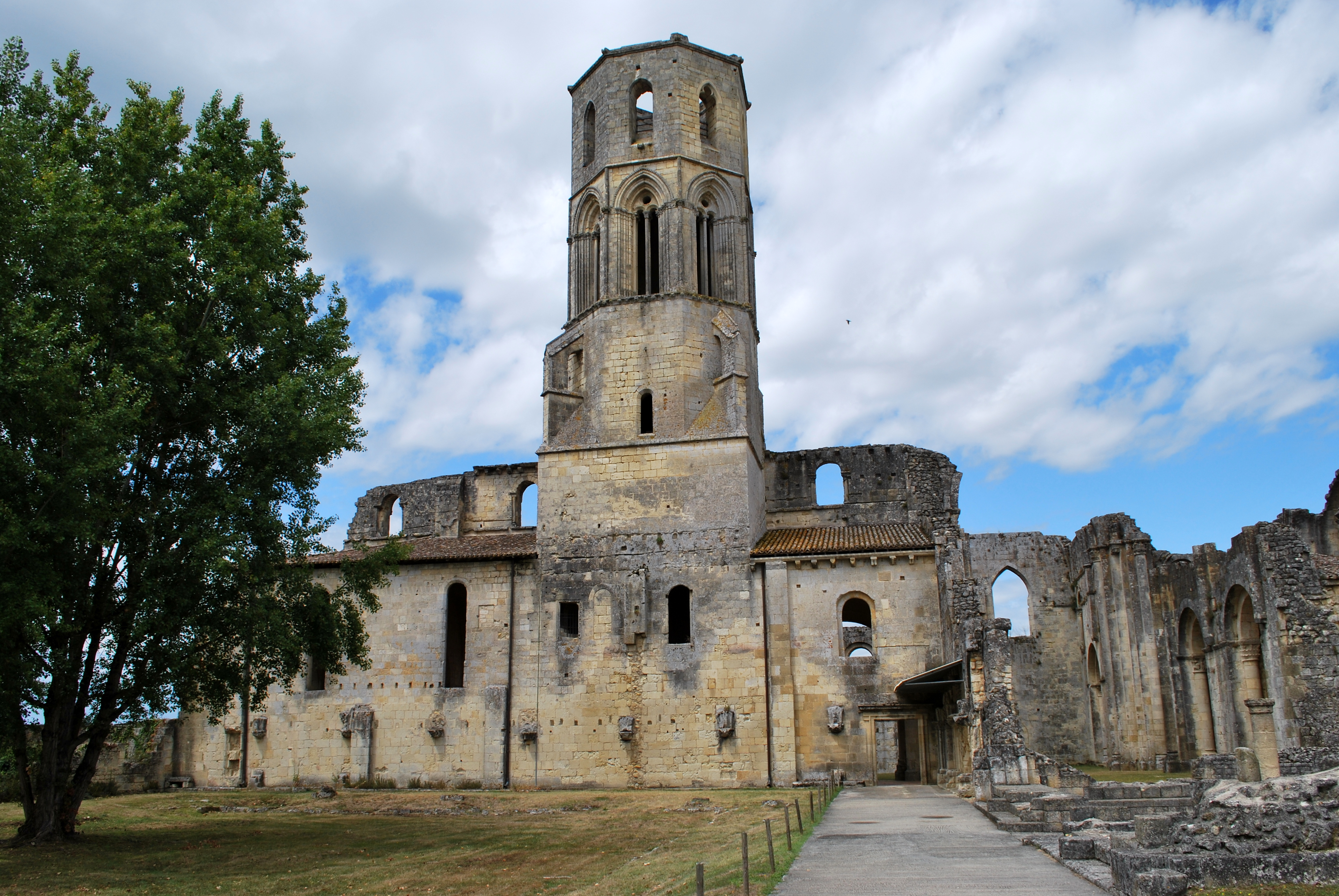
Façade méridionale.

#### La façade occidentale
Rescapées de la destruction, les six sculptures romanes de la façade se rattachent, par leur style, à la première moitié du XIIe siècle, autour de 1150.

##### Ébrasement du portail
- Un unique chapiteau du portail est rescapé. Son tailloir est totalement indescriptible, alors qu'en 1851, Léo Drouyn pouvait encore le dessiner avec précision[7]. La corbeille est ornée d'une dentelle formée de grandes mailles à palmettes entrelacées.

Emplacement 1
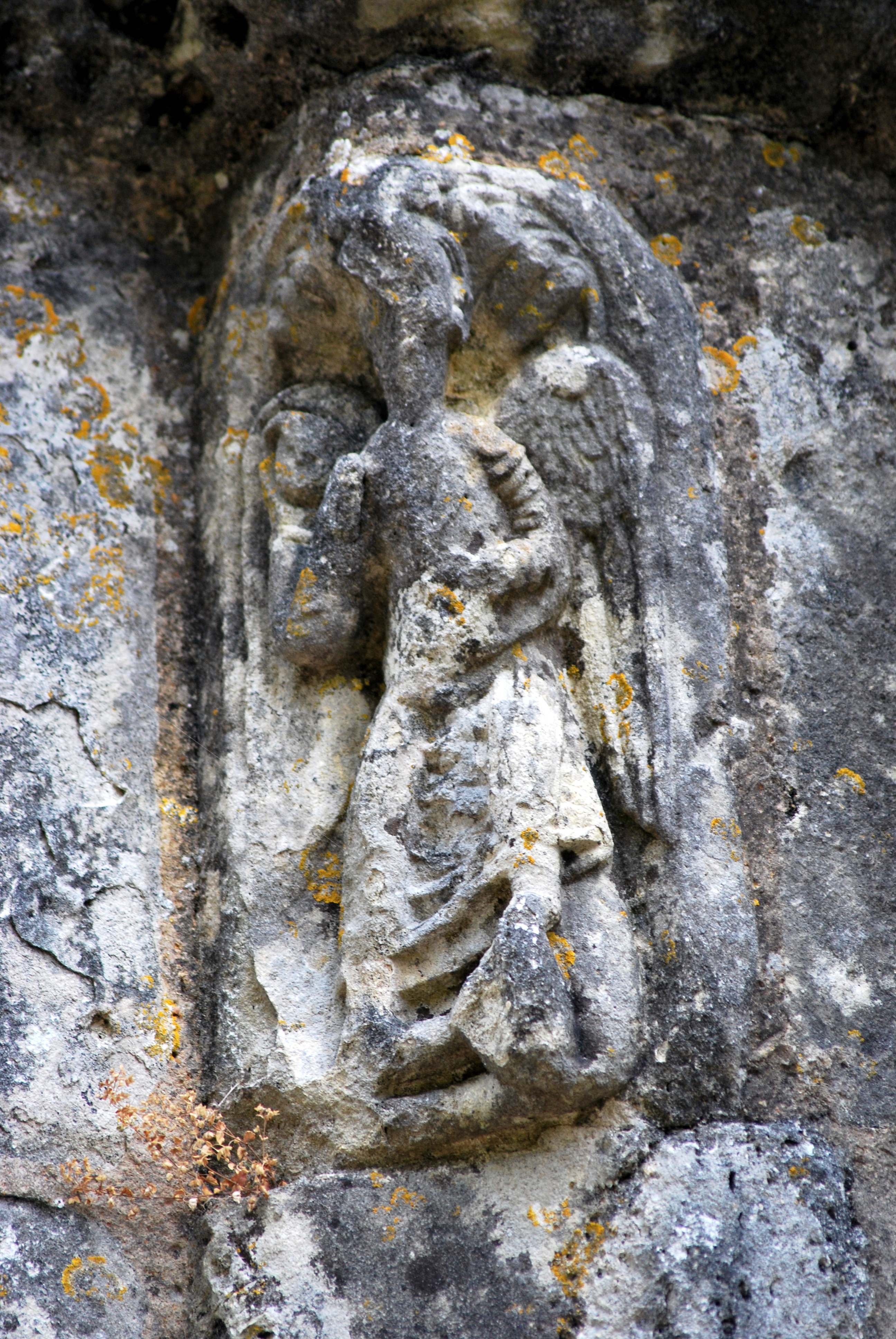
L'ange victorieux.
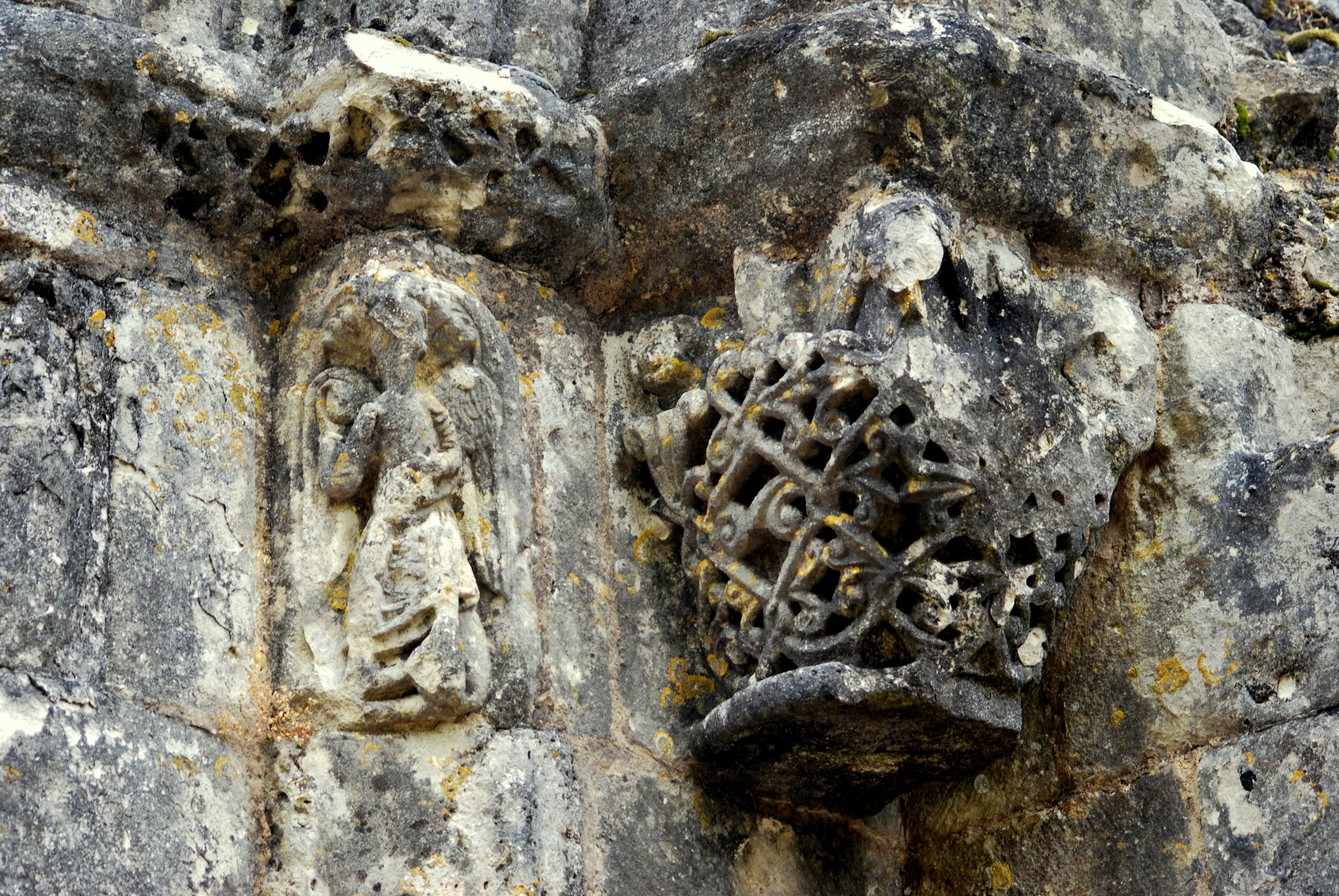
Les deux sculptures.
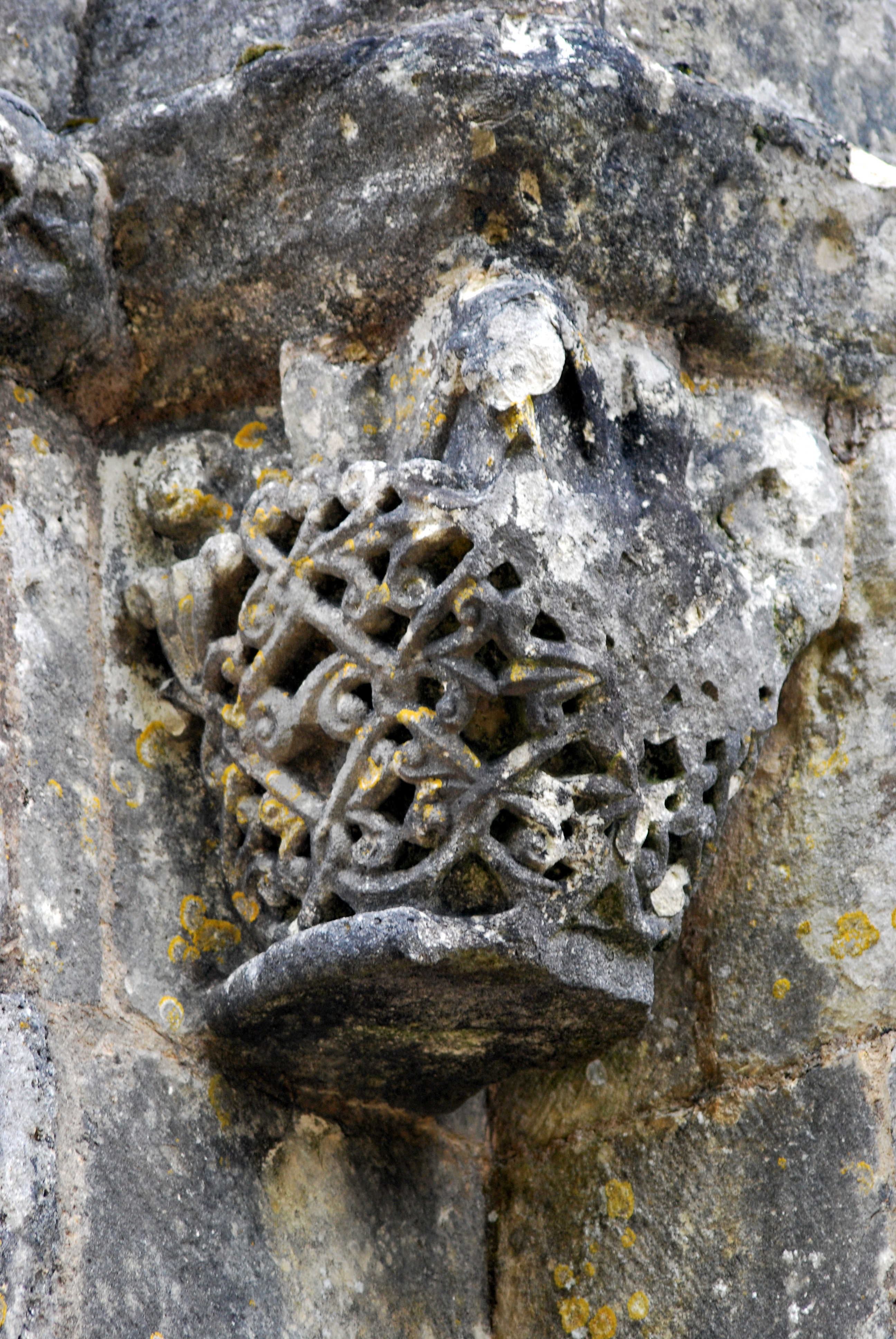
Chapiteau ornemental.

- Au nord de l'ébrasement du portail, se trouve un ange victorieux, sculpté dans une cannelure. C'est le thème traditionnel de l'ange victorieux du Mal. Ici, l'ange est présenté de face, une jambe en appui pour aider le pied gauche à écraser une espèce de dragon. La main gauche et le visage ont disparu, mais la main droite semble exhiber une galette ronde, sans doute une hostie consacrée, grâce à laquelle tout fidèle pourra vaincre le Mal, à l'exemple de cet ange.

L'observation des sculptures qui se trouvent aux emplacements nos 2, 3, 4, 5 et 6 peut se faire à partir du chemin, à l'extérieur du site, au nord de l'abbaye.

##### Sculptures sur le contrefort nord-ouest
L'encoignure des deux contreforts romans placés au nord et à l'ouest, est renforcée par quatre pilastres, en retrait l'un par rapport à l'autre, dont les angles des parties basses ont été abattus et creusés. Au sommet de chaque cannelure, a été sculpté un sujet animé : sur la première, un clerc corpulent au visage jovial, qui a joint ses mains vers son ventre tout en chantant à tue-tête — voir l'église de Saint-Quentin-de-Baron pour une sculpture semblable sur le cordon du chœur. —, sur la deuxième et la troisième, deux mammifères (des chiens ?) et sur le quatrième, très abîmé par l'érosion, un homme assis agitant un objet énigmatique.

Emplacement 2
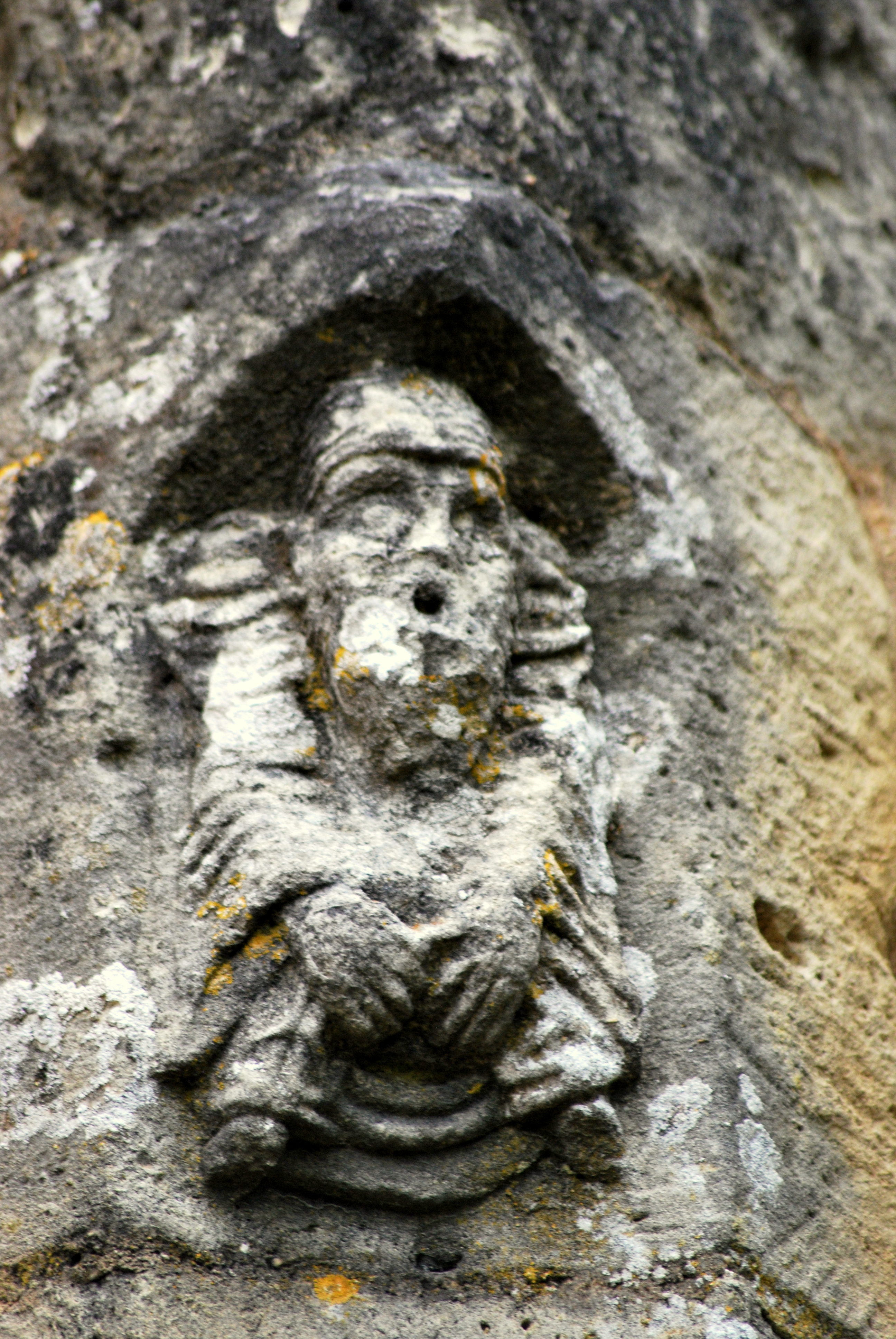
Moine chantant.
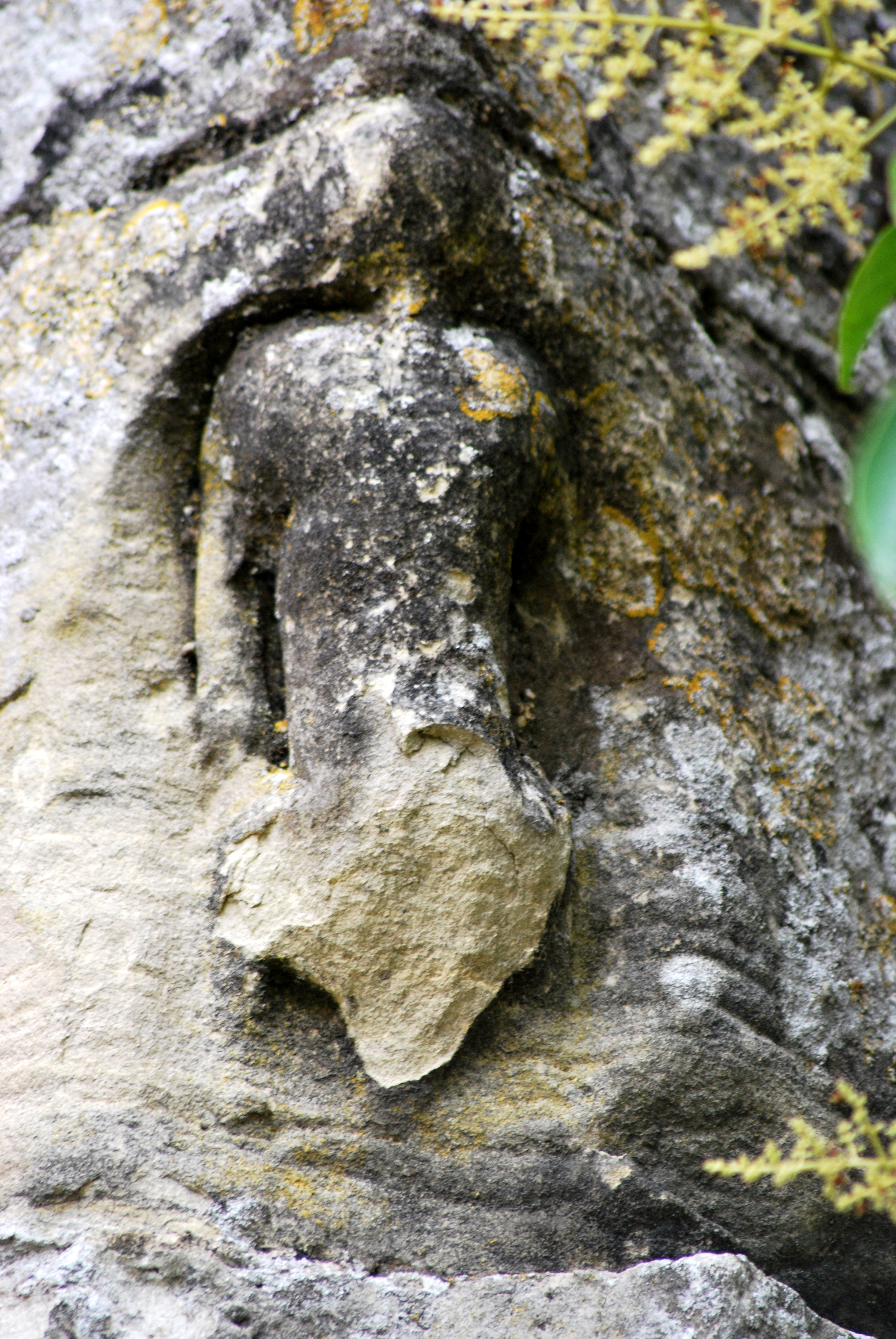
Canidé ?
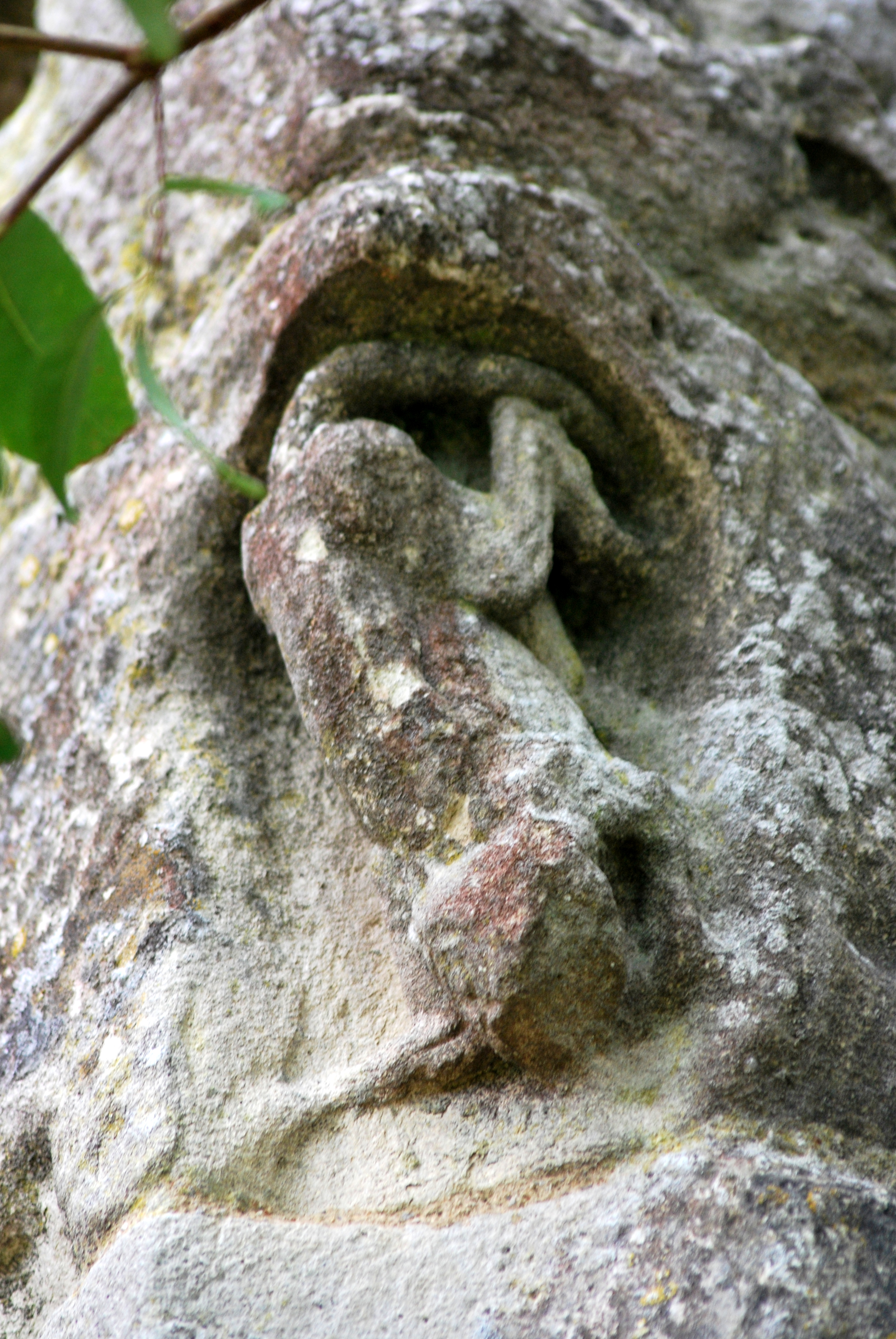
Canidé ?
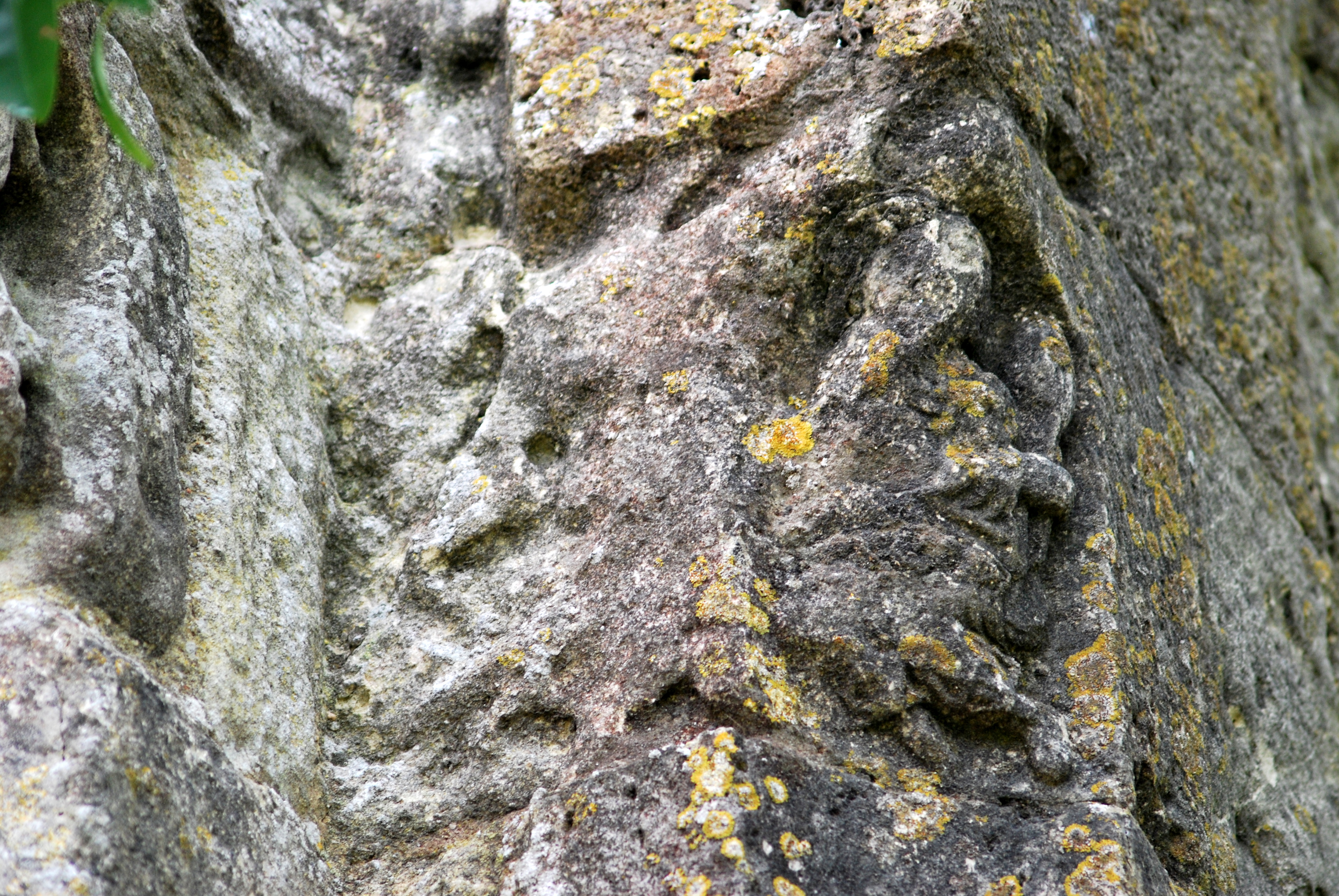
Homme assis.

#### Mur gouttereau nord
En 1850, M. Lacourrière trouva le mur nord complètement effondré au niveau des travées II, III et IV ; seules, les parties basses des travées I et V tenaient encore debout. Le premier décor figuré se trouve sur le contrefort roman de la Ve travée, des lions bicorps. La fenêtre nord est décorée de deux chapiteaux sculptés.

##### Dalles sculptées du contrefort roman
Dalle faîtière : Le contrefort consiste en un pilastre engagé et orné, juste sous la corniche, d'une frise formée de deux lions bicorps adossés au centre. On voit le corps oriental d'un premier bicorps, dont la tête unique occupe l'angle. Les deux autres corps se succèdent sur les deux autres faces, absolument identiques, d'un chapiteau de la double arcade nord du presbyterium. La crinière à rang de bouclettes (lions dits « achéménides »), la longue queue déployée en éventail au-dessus du dos, sont typiques de l'abbaye de la Sauve-Majeure et datent du premier édifice, probablement l'abbatiale primitive de 1080. Les héritiers de cette tradition des petits bas-reliefs sont des métopes, les panneaux sculptés entre les modillons d'une corniche, comme on peut observer aux églises de Saint-Martin-de-Sescas (fondée par les moines de La Sauve en 1108), Targon, Camiac, etc.

##### Fenêtre nord
Chapiteau ouest : une corbeille végétale. Les pignes, disposées en quinconce sur trois rangs, sont suspendues aux mailles d'un filet de type dit « à torsion simple ». Le tailloir est orné de cinq cercles centrés sur une fleur rayonnante et qui, aux points de tangence, sont réunis à une tigelle verticale par une ligature commune. L'image du réticule de pignes est représentée plusieurs fois dans l'église.
Chapiteau est : Diablotin et inverti. Au centre, assis sur ses fesses, un homme scrute l'horizon en esquissant une grimace. Ses bras sont cachés, on voit seulement ses épaules. L'homme présente le dos, mais sa tête est retournée de 180°. On voit les traces de ses mains qui écartent ses fesses pour exposer son anus. Il appartient à la typologie homo inversus, un symbole de l'homosexualité. Au-dessus du pécheur, se tient un diablotin bicorps (aussi un emblème de l'homosexualité), au faciès hideux, qui l'enveloppe et lui plante deux pattes griffues dans les genoux.
L'homme inverti est une représentation fréquente sur des modillons, où il est parfois victime de la rétribution d'une flèche de centaure ou entouré par des êtres maléfiques comme ici. Pour plus de détails voir l'article : Iconographie des modillons romans.

#### Croisillon nord du transept
La baie nord-ouest est la seule parmi les cinq fenêtres du croisillon à avoir conservé un décor figuré, favorisée en cela par la stabilité du contrefort de l'angle nord.

##### La baie nord-ouest
- Chapiteau nord : Homme renversé. On voit de profil un homme nu qui tombe à la renverse. Dans sa main droite, il tient un fruit rond. L'homme se tient en équilibre sur une jambe ; sa cuisse gauche est happée par un démon placé à l'angle de la corbeille. Sur la deuxième face de la corbeille, un serpent crache des tiges feuillues. Tous les clichés du catéchisme sont représentés : le tentateur éveillant le désir par les paroles (feuillages régurgités), le vol du fruit défendu, la chute de l'homme nu et sa précipitation dans la gueule de Satan. Dès 1852, Léo Drouyn avait signalé la similitude de cette composition avec un chapiteau de l'église de Saint-Maixant.

- Chapiteau sud : L'homme culbuté. L'homme nu a la tête au sol. Il tient des deux mains les pattes des deux bêtes qui écartèlent ses jambes en les aspirant par les pieds. L'animal à gauche est peut-être un oiseau et celui de droite un lion. L'homme incarne le pécheur irrémissible, celui qui préfère le soufre de l'Enfer, situé sous la croute terrestre, d'où sa posture. Il s'agit d'une typologie très fréquente à l'âge roman. On trouve exactement le même thème à l'intérieur de l'église, sur un chapiteau de la grande absidiole nord.

Les deux chapiteaux sont complémentaires. Il y a deux catégories de pécheurs : celui qui choit par accident dans le filet du Tentateur et cet autre qui pèche délibérément et vit constamment dans le péché. Une problématique quotidienne pour les confessionnaux.

##### Les modillons
Ces quatre modillons, à l'angle nord-ouest du croisillon nord du transept, sont presque invisibles à l’œil nu. Ils sont abrités par une tablette large et épaisse et soutenus par le contrefort d'angle.
À l'extérieur, sur un gros modillon d'angle, un homme assis est englouti, la tête la première, dans la gueule d'un fauve. Cette composition a été reproduite sur bien des églises de la région.
Le deuxième modillon est une tête simiesque à long cou et les deux derniers, couverts de lichens, semblent être des représentations végétales.

#### Le chevet
Les quatre absidioles, au parement dénudé, contrastent avec le décor raffiné de la grande abside. C'est autour de ce sanctuaire formant un écrin au tombeau de son fondateur saint Gérard, que l'abbaye avait engagé ses efforts en sculptures ornementales.

##### Les chapiteaux et modillons de l'abside
On trouve trois fenêtres dans l'abside. Les tailloirs des six chapiteaux sont identiques, ils sont recouverts par une succession d'acanthes sèches.

##### Fenêtre nord
- Chapiteau nord-est : Lionne à buste de femme. L'unique sujet de cette corbeille est un être hybride qui étale son corps sur toute la corbeille. Il semble être une diablesse aux ailes déployées (l'aile gauche est brisée), avec un corps de félin et un buste de femme. La créature étend les bras vers une grande acanthe plantée sur l'astragale. Ce végétal avait sans doute son importance, car un autre sculpteur a transposé ce scénario sur un chapiteau du portail de l'église Saint-Romain de Targon.

- Chapiteau nord-ouest : Homme soignant les griffes du lion. La corbeille est bifaciale. Sur le côté gauche, un fauve dressé sur les pattes postérieures, la queue rentrée et fleuronnée. La patte antérieure gauche est posée sur la jambe d'un individu accroupi qui s'affaire des deux mains à lui soigner l'autre patte. Cet homme est vêtu d'une tunique courte à plis transversaux. Sa tête, aujourd'hui disparue, était celle d'un démon, que Léo Drouyn avait dessinée[3], surmontée d'une chevelure hérissée de flammes. Cette diabolisation du personnage écarte des rapprochements faits dans certains guides touristiques, avec les soigneurs de lions, tels qu'Androclès ou saint Jérôme, qui avaient une connotation très positive. Ici, le personnage du lion incarne symboliquement tous les vices, de sorte que l'homme qui soigne, qui « lèche les pattes », n'est qu'un vil flatteur du Malin.

##### Fenêtre axiale
Chapiteau sud : Sirène-oiseau bicorps. Sous l'angle du tailloir, se dresse la tête humaine d'un oiseau dont les deux corps, soudés au niveau du bréchet, remplissent tout l'espace de la corbeille. Sur chaque croupion, sont perchés deux oiseaux, tournés à contresens. Le visage est légèrement ahuri, les lèvres entrouvertes, la langue sortie. Le cou est volumineux, relié aux corps emplumés par une gorgerette dentelée. La sirène est semblable à celle située à l'intérieur, sur le chapiteau de l'arc du chœur, avec des centaures.
Qui dit « sirène » dit « tentation » et sa présence, sur la fenêtre axiale de l'abside, qui est une localisation iconographique particulière, est une spécialité de l'Entre-deux-Mers. On trouve des sirènes à cet endroit à Lestiac, mais, habituellement, ce sont des sirènes-poissons. Ici, on a choisi la forme aviaire qui, usuellement, est majoritairement masculine et bicorps, et qui est le symbole de l'homosexualité : deux corps de même sexe, mus et unis par un même esprit.
Chapiteau nord : Les acrobates/tireurs de barbe. La corbeille est à épannelage bifacial avec deux nervures médianes et deux paires de volutes-coquilles. On trouve un thème profane, centré sur un homme à genoux, accosté de deux jongleurs en équilibre sur un seul bras, tous trois se tenant mutuellement par les barbes ou les cheveux. Une composition similaire se trouve à Saint-Vincent-de-Pertignas. (Voir aussi les modillons conservés au Metropolitan Museum of Art de New-York, ci-dessous, pour des variations sur le même thème.)
Le sujet principal, au centre, est un homme d'âge mûr. Il a retroussé sa tunique pour s'agenouiller, les jambes latéralement déjetées, les orteils préhensiles agrippant la moulure de la colonne. Sa tête est ornée d'une longue barbe dont les deux pointes sont respectivement empoignées par chacun des jongleurs. L'homme tient par leurs chevelures les jeunes qui lui font cortège, le dos cambré en arc de cercle et avec un seul appui au sol.
L'explication fréquemment donnée pour ce genre de scène est celle d'un spectacle de saltimbanques qui accompagnaient les pèlerins sur la route de Compostelle. Ce thème ludique est illustré deux fois sur le chevet, là où était enclos le jardin privé du monastère (hortus monachorum), et s'adressait nécessairement plus à des moines qu'aux pèlerins.
Le clergé, instruit des règles de l'iconographie monastique, en faisait une autre lecture : le sujet central, dans une posture indécente et avilissante (les genoux nus et les jambes écartées) et qui porte la barbe bifide des suppôts de Satan, est un homme exécrable. La chaîne capillaire qui le lie avec les jongleurs implique une commune damnation.
Le binôme acrobate/sirène était un avertissement fort, en un point stratégique de l'église. Ainsi, les images ont une double fonction : amuser les ignorants (sous-entendu, les frères lais) et inviter les initiés (les clercs) à la réflexion morale.

##### Fenêtre sud-est
- Chapiteau ouest : Corbeille végétale. La décoration est un bouquet de palmettes, totalement atypique pour la région, mais que l'on retrouve à l'intérieur de l'église, sur le chapiteau monumental nord du presbyterium, associé au combat d'un lion et d'un homme. Houlet et Sarradet[9] attribuent ces sculptures au « Maître de la Sauve ».

- Chapiteau est : Poursuite entre deux lions. Ce chapiteau est souvent présenté comme un « combat entre deux lions », sans autres commentaires. Cependant, quelques détails laissent supposer que l'image comporte un message. On voit deux lions à queue rentrée, passant tous les deux à gauche. Le premier a la crinière bouclée et son agresseur la crinière flammée. Ce dernier est dressé sur les pattes postérieures et a posé ses griffes sur la croupe du premier, acculé contre une cloison. Le lion agressé ne se laisse pas faire et a détourné sa gueule furieuse et menaçante, aux babines retroussées, contre son poursuivant. Le fait que l'agresseur porte une crinière de fauve et que l'offensé porte une crinière soignée en plusieurs rangs de bouclettes, les désigne, le premier comme un « mauvais sujet », le second comme un « bon sujet ». En face, il y a l'étrange bouquet de palmettes, que l'on trouve sur le chapiteau monumental du presbyterium, à côté d'une scène de léontomachie, où le message du combat de l'homme contre le Mal est évident.

##### Les chapiteaux de la corniche
Les sept chapiteaux qui soutiennent la corniche de l'abside ont tous une décoration végétale.

Les chapiteaux qui soutiennent la corniche de l'abside
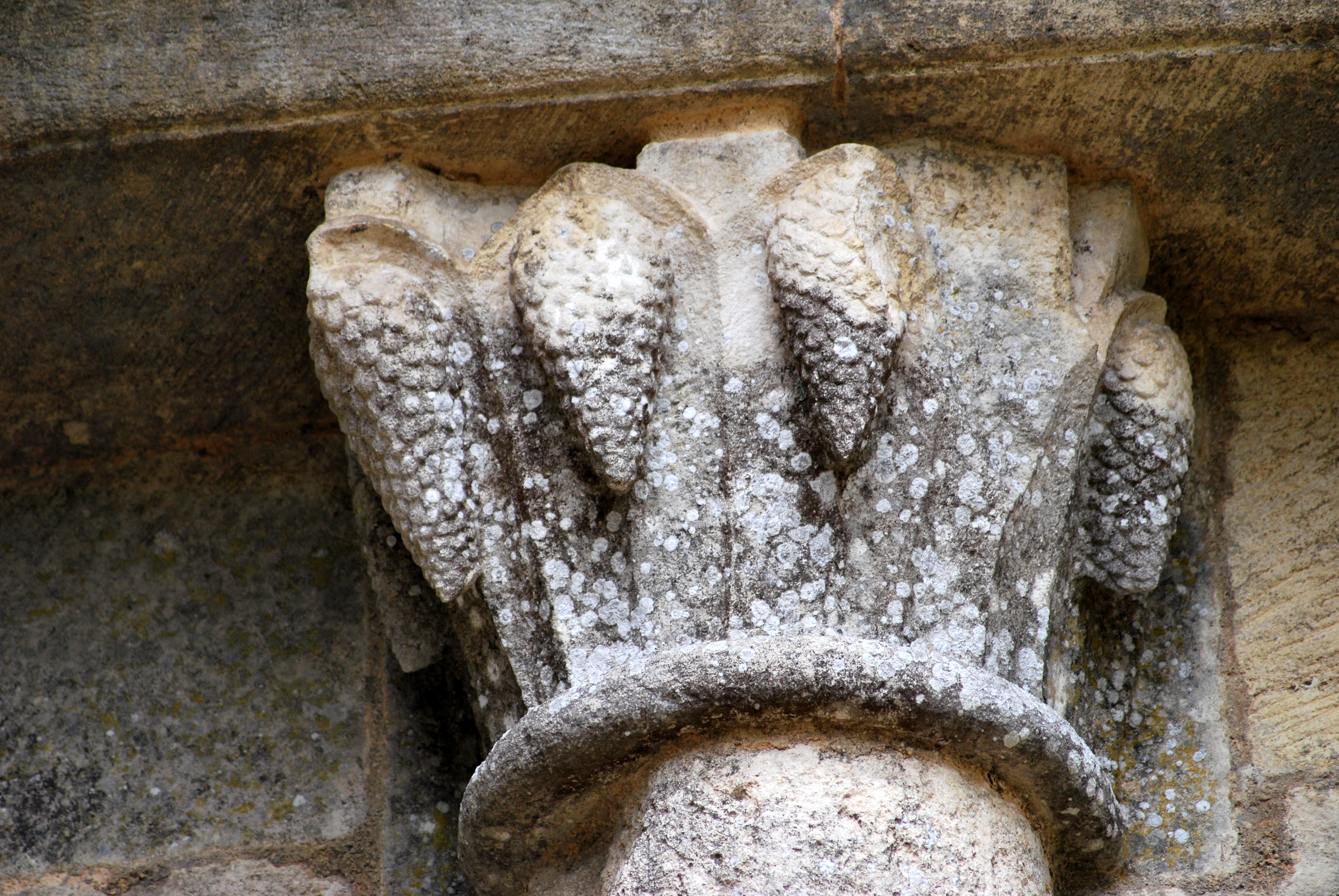
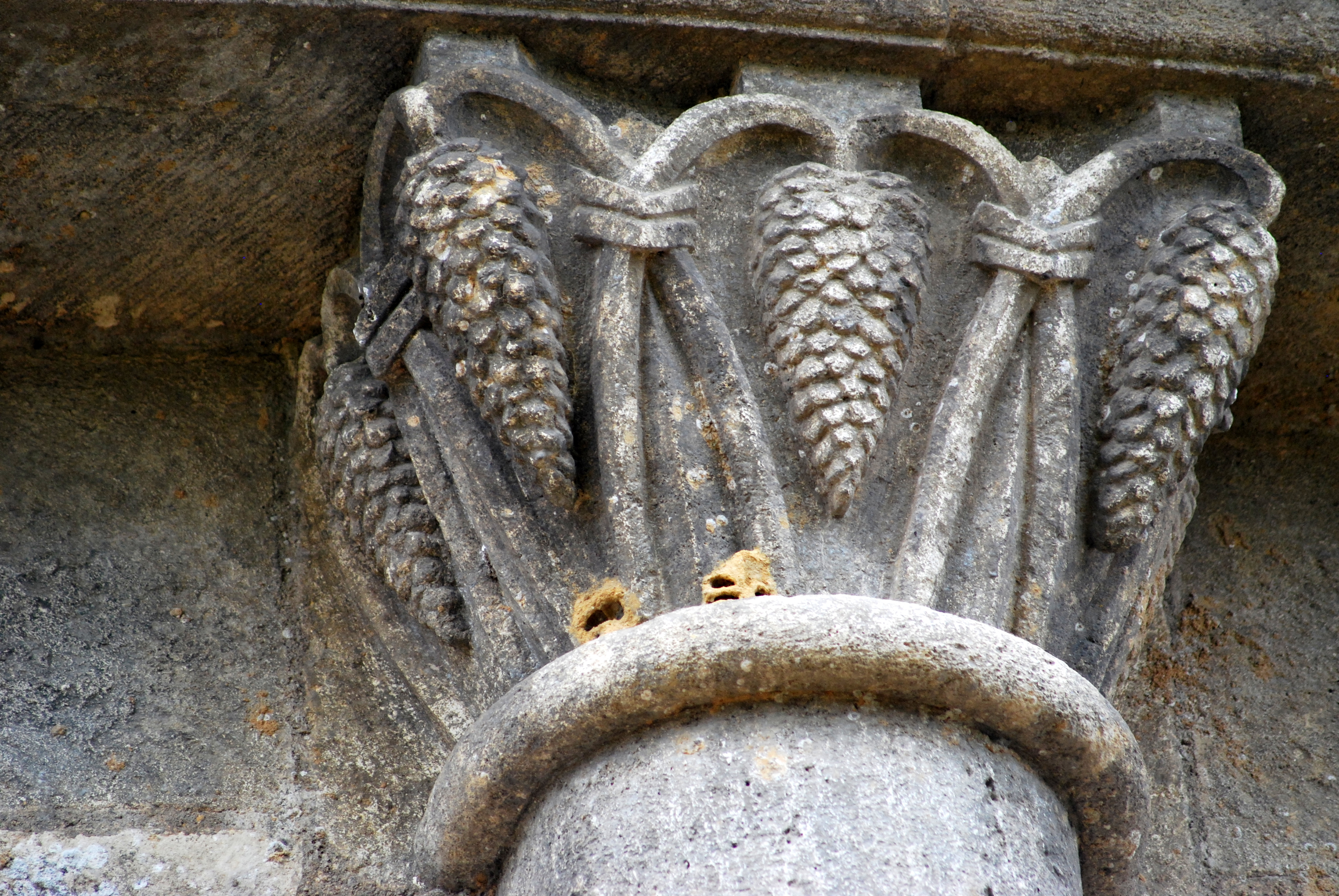
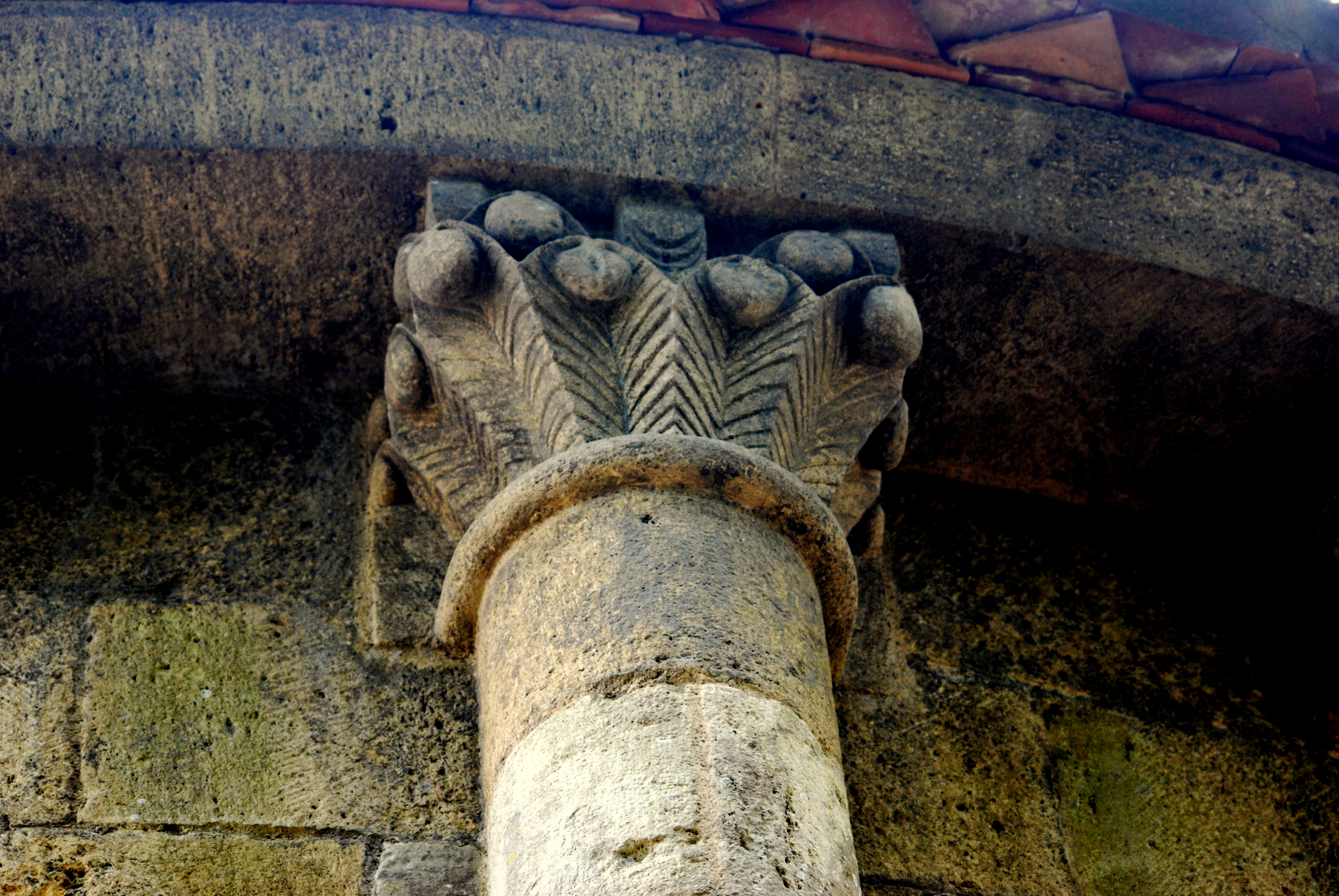
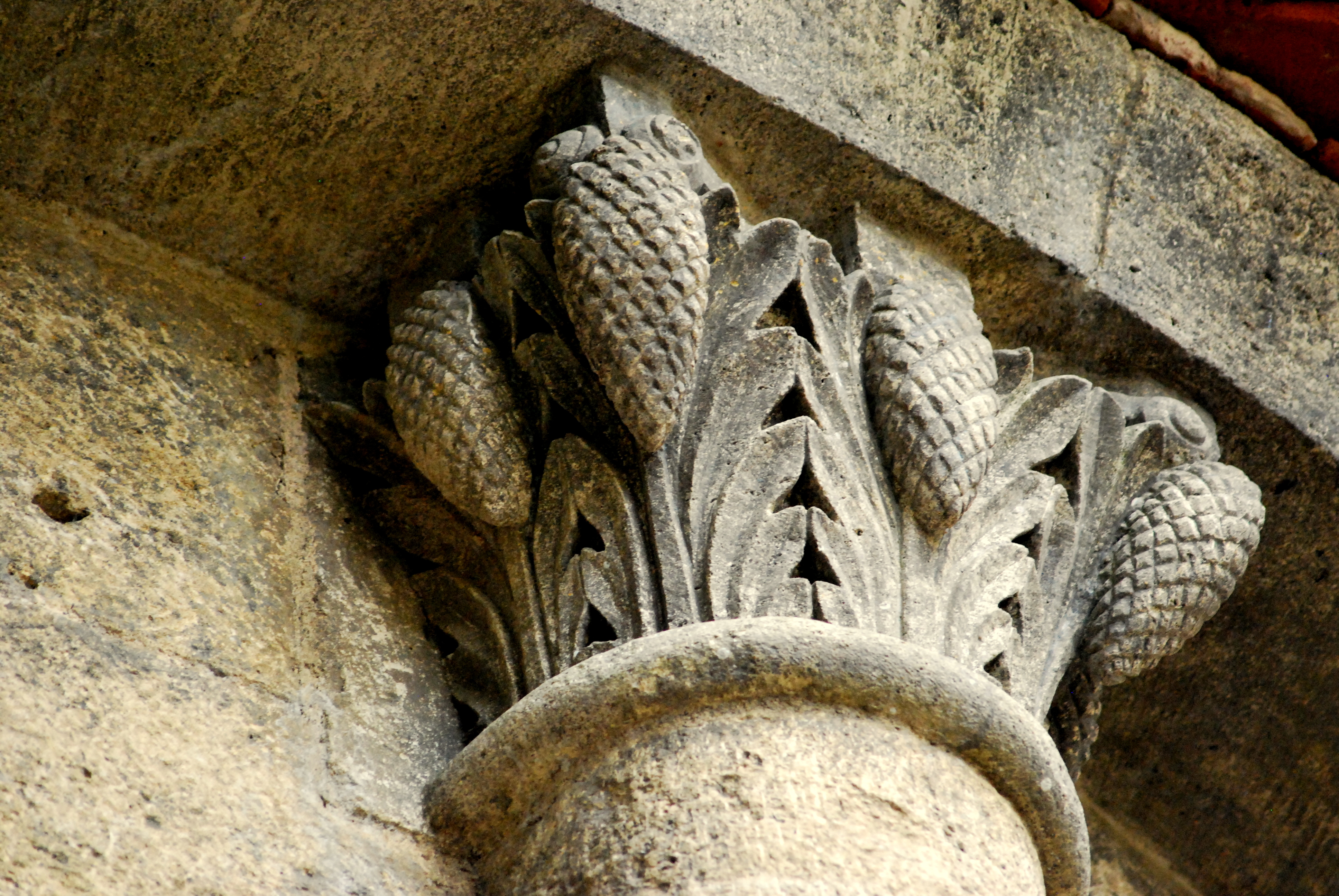
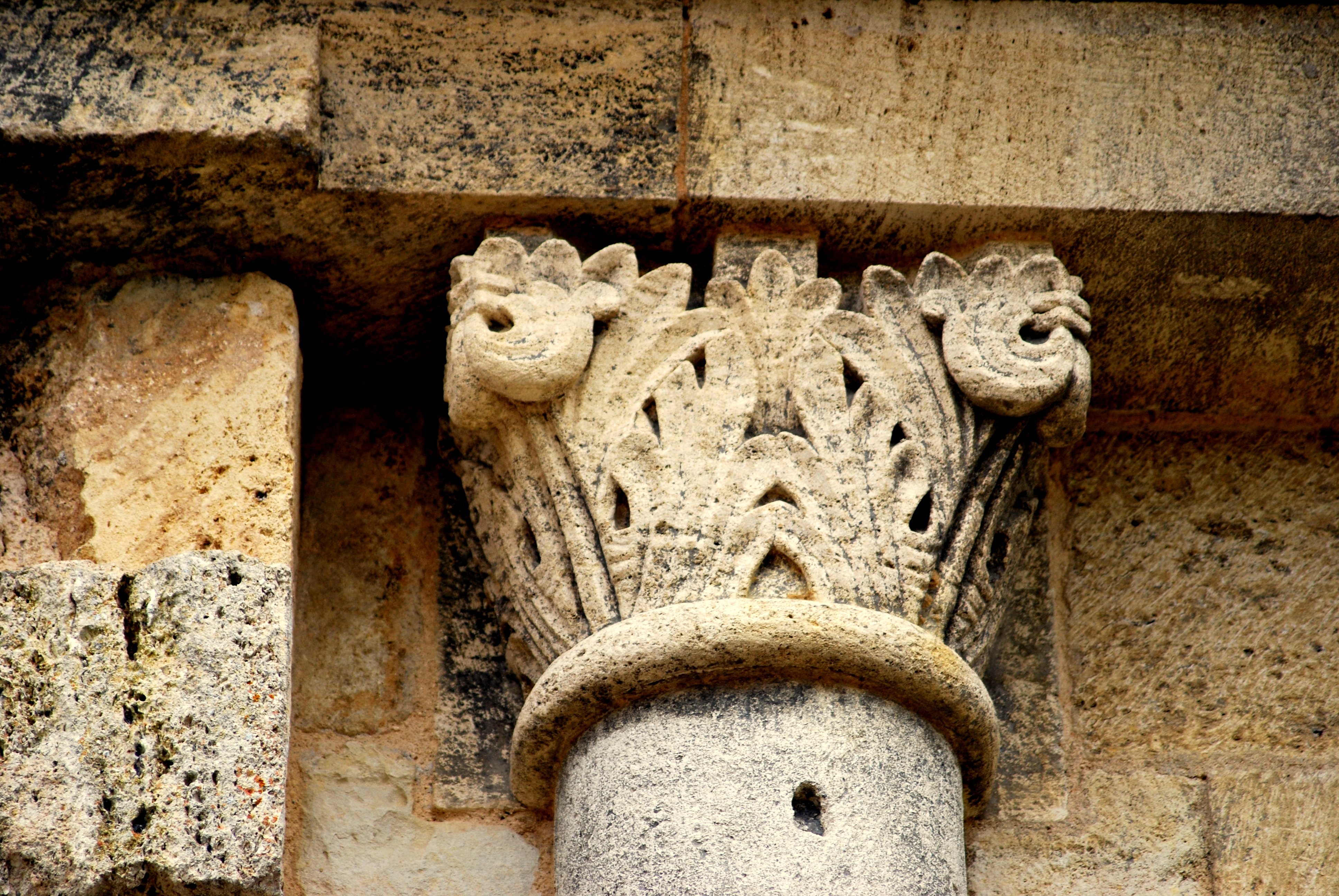
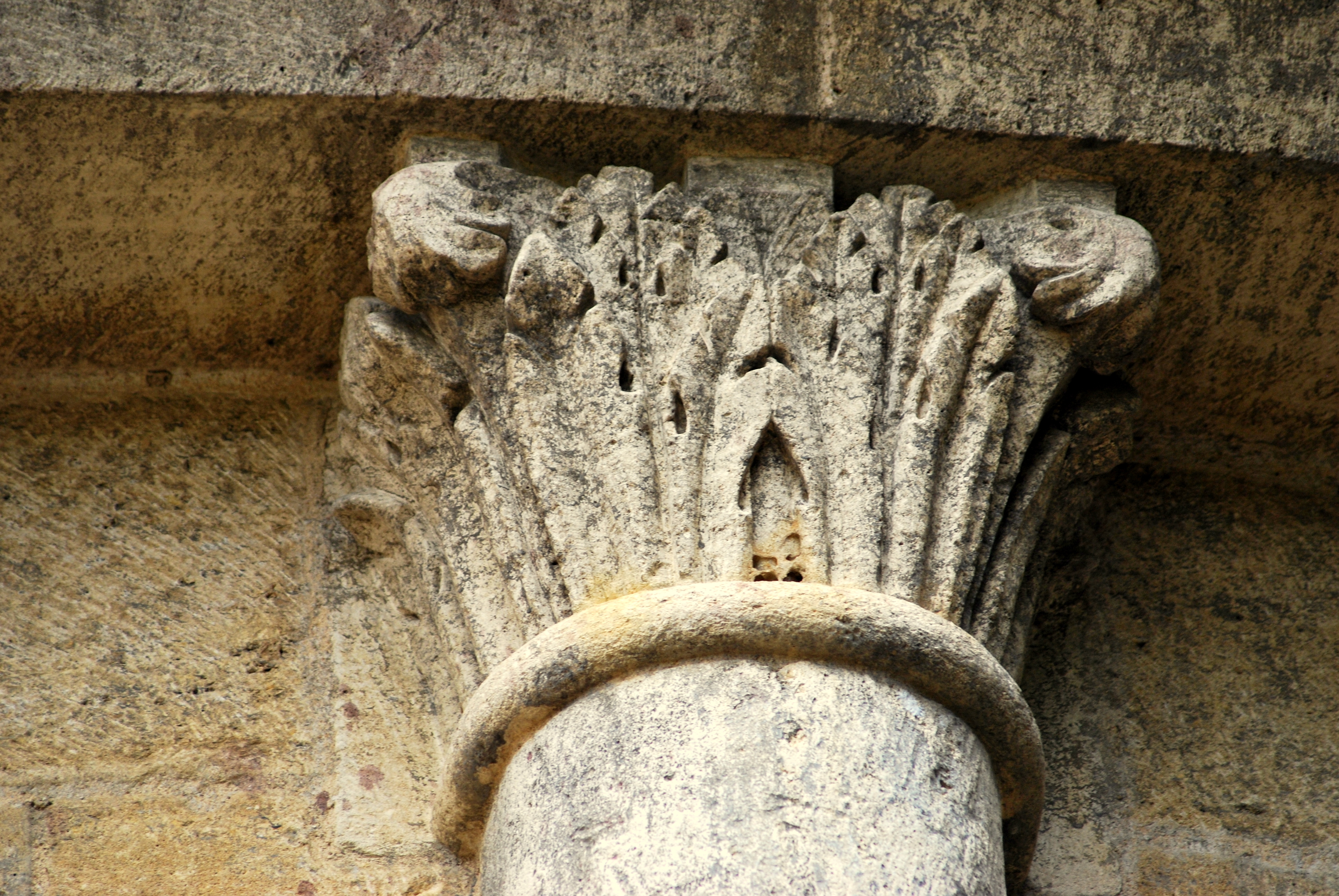
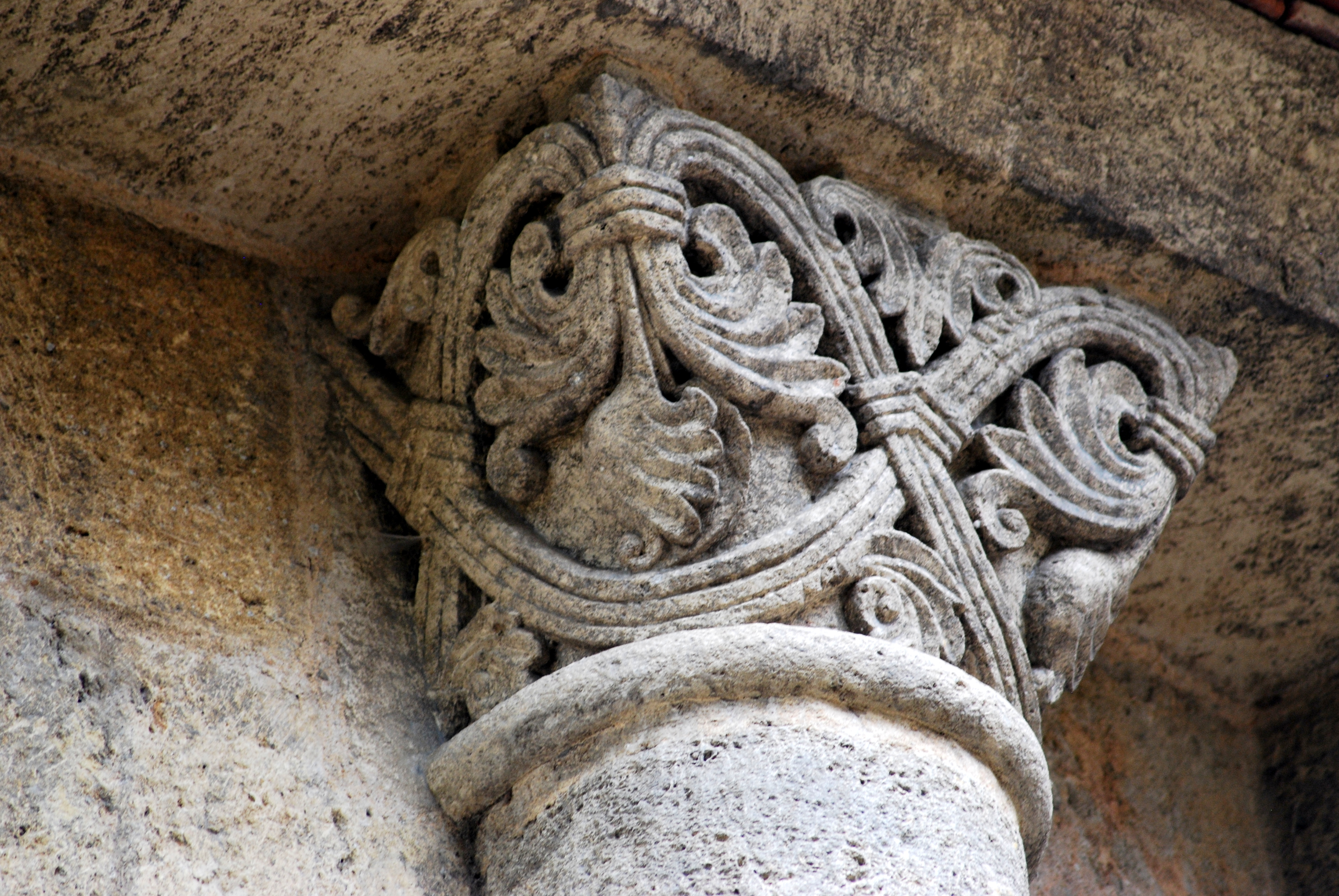

##### Modillons de l'abside
En 1853, Léo Drouyn estimait qu'avant le démantèlement de l'abbaye, il y avait aux moins deux cents modillons et plus d'une centaine de chapiteaux sculptés. En ce qui concerne les modillons, il en reste aujourd'hui, sur le chevet : 9 pour la grande absidiole nord, 11 pour la petite absidiole nord, 16 pour la grande absidiole sud et 11 pour la petite absidiole sud. Ailleurs sur l'église, on en trouve 4 sur le mur ouest et 2 sur le mur est du croisillon nord du transept. En dehors de l'église, quelques modillons sont conservés au musée lapidaire de La Sauve ainsi qu'au Musée d'Aquitaine à Bordeaux et au Metropolitan Museum of Art de New-York.
L'influence de l'art modillonnaire de l'atelier de La Sauve se mesure à la multitude d'églises périphériques qui, pour leurs propres modillons, se sont inspirées de ses modèles. Les modillons romans n'étaient pas purement ornementaux, comme les culots gothiques. Très souvent, il y avait un message à transmettre en utilisant une série de modillons consécutifs, de véritables « serments en pierre ». Ces thèmes, contre la luxure, l'avarice et d'autres péchés capitaux, ont connu un rayonnement très important autour de l'abbaye.
Ci-dessous, une sélection de modillons qui sont présents actuellement sur le chevet.

Échantillon des modillons de l'abside
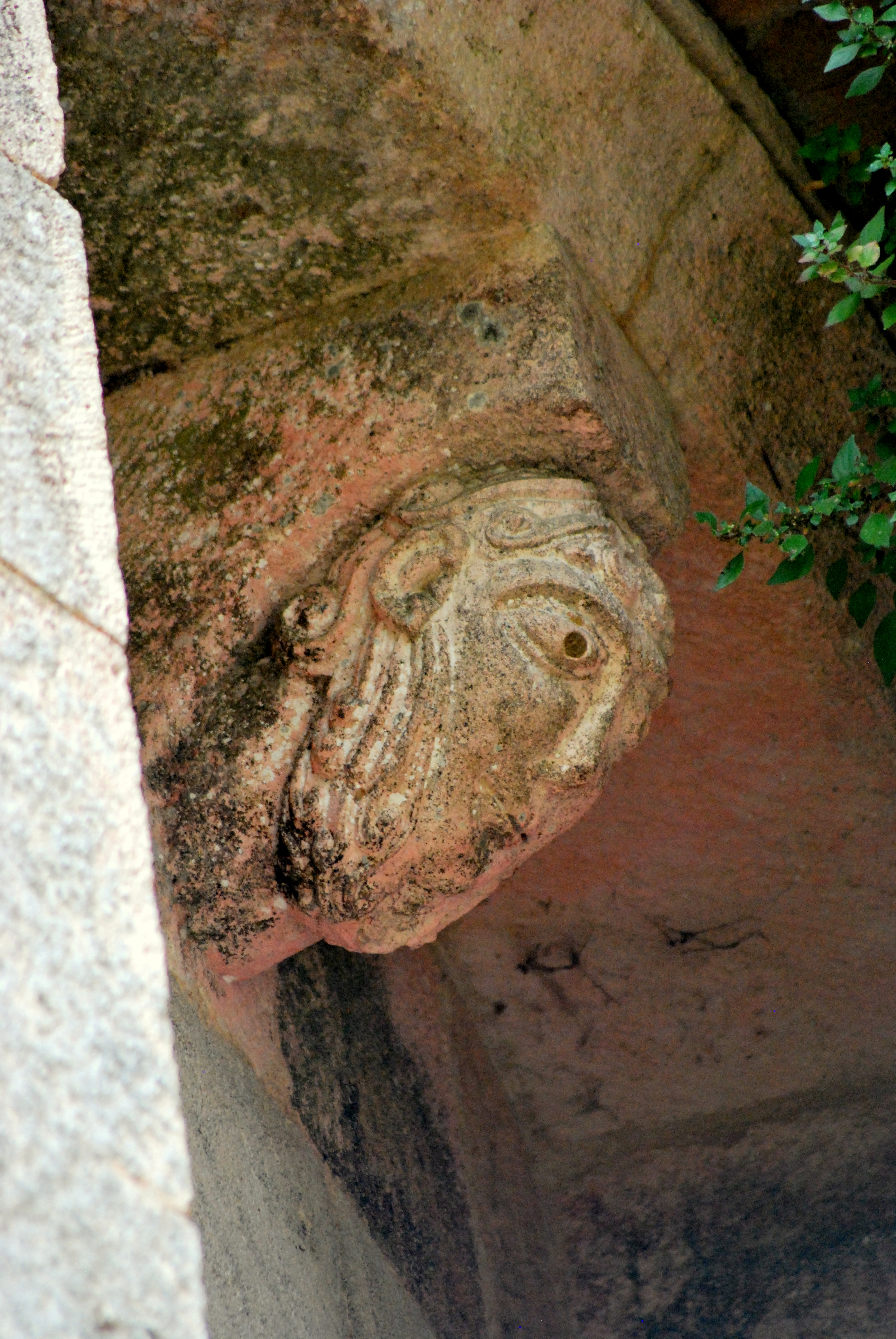
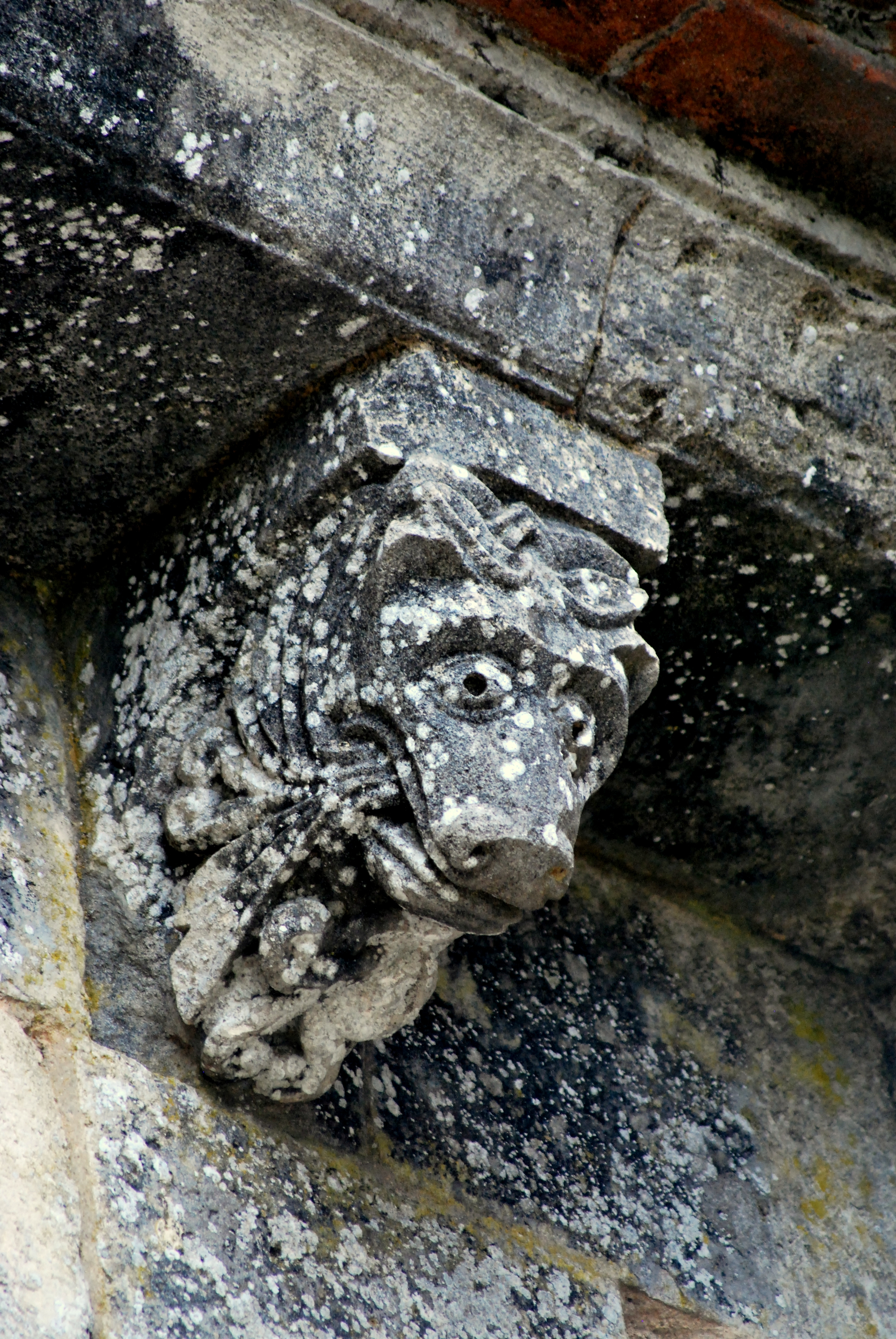
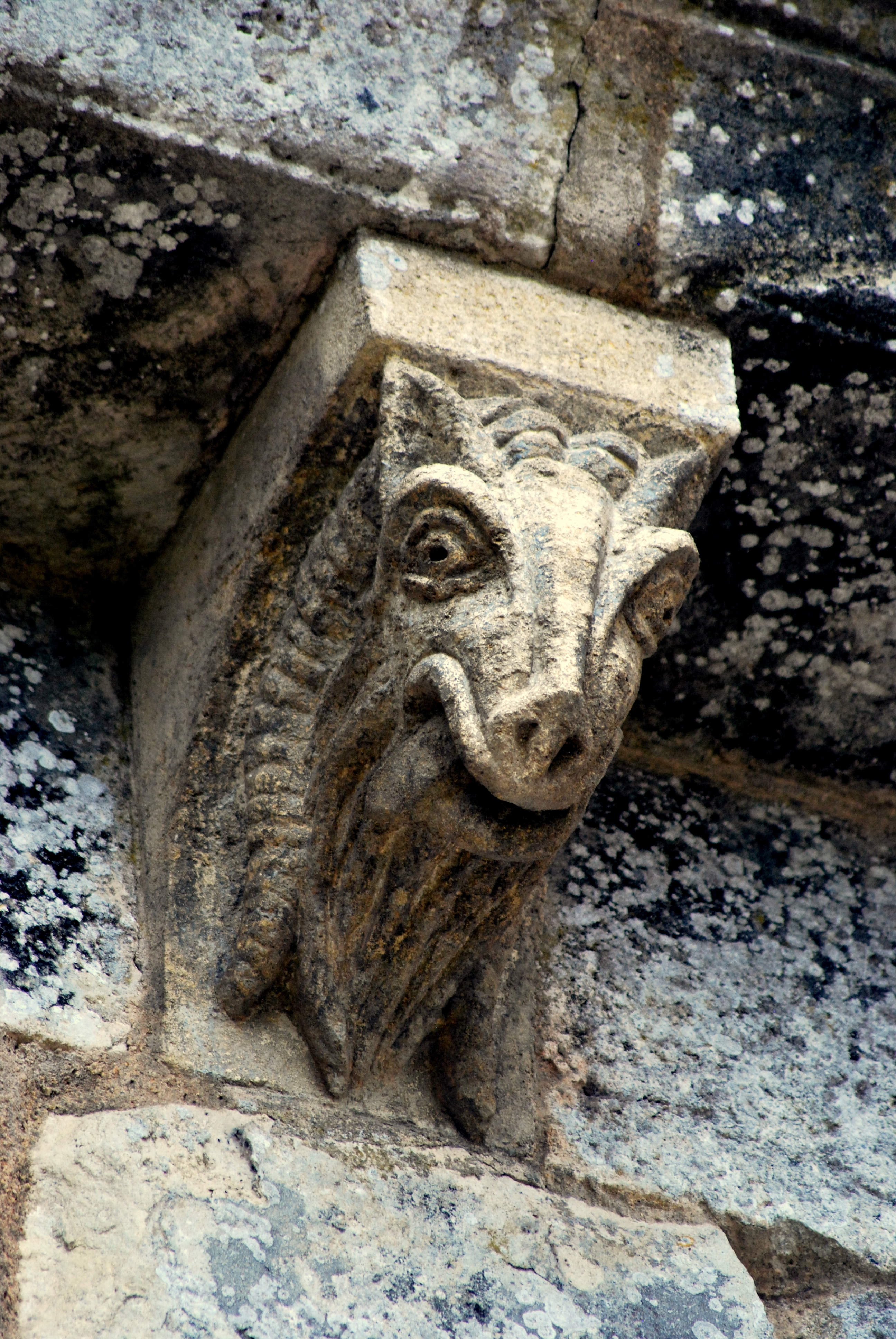
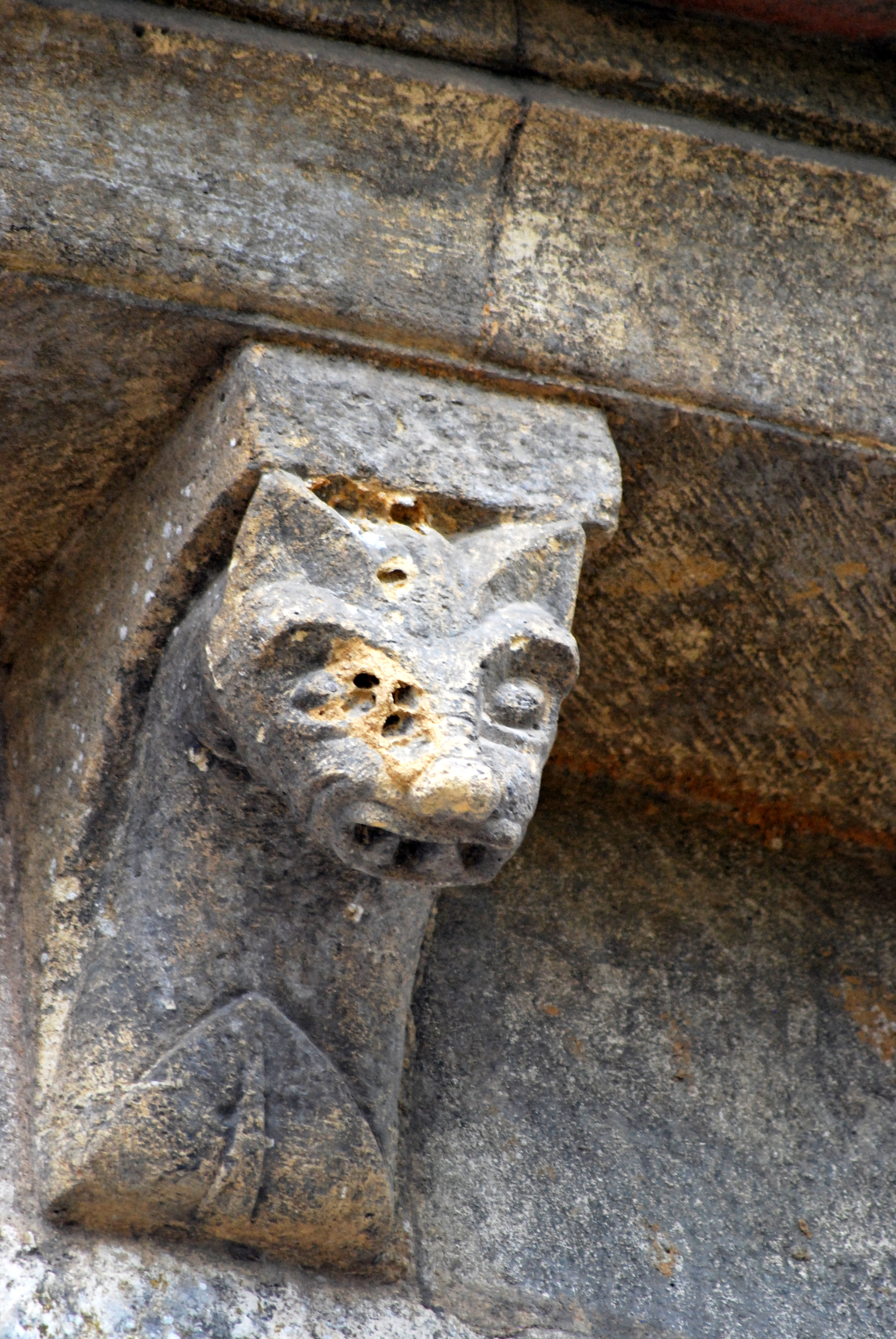
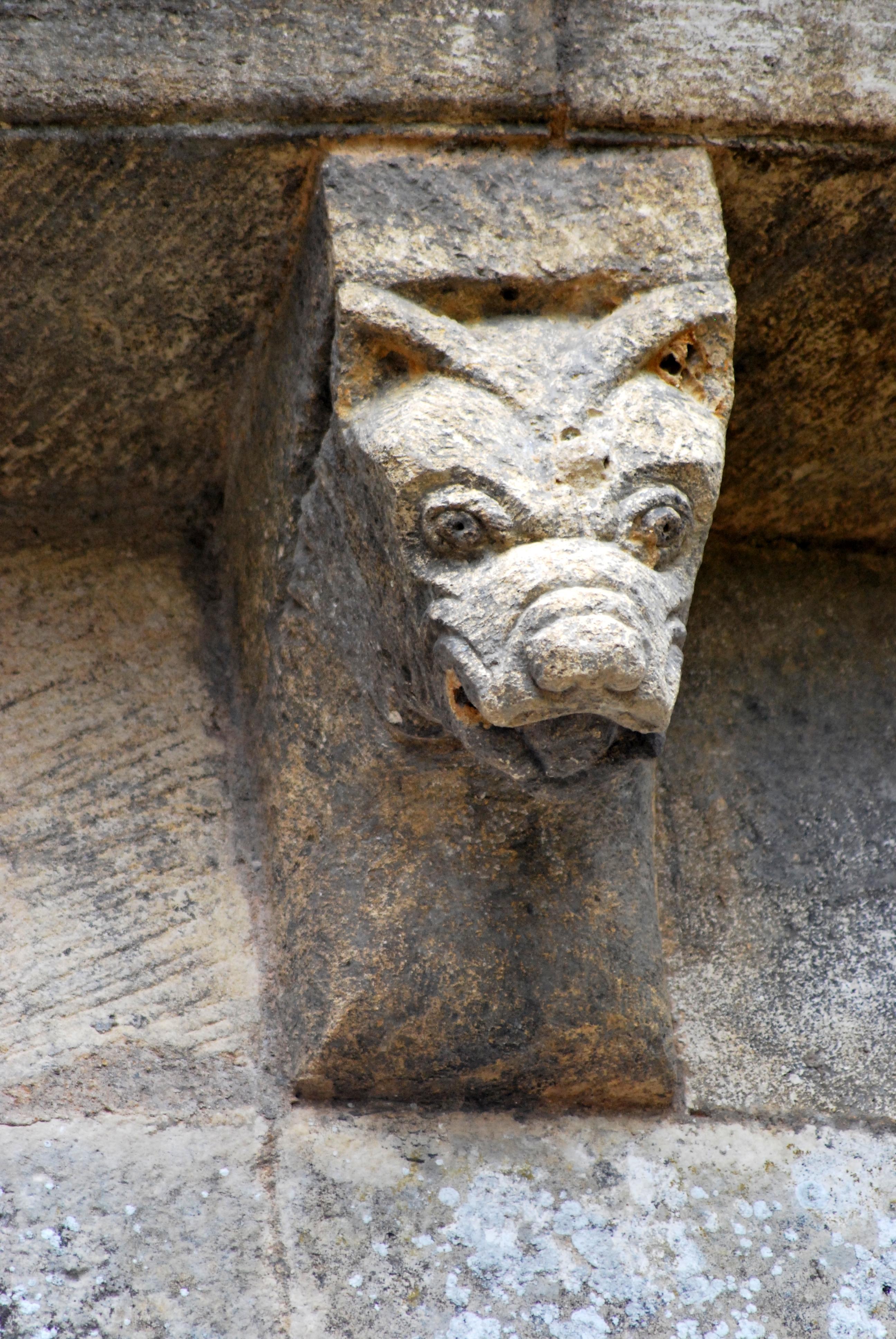
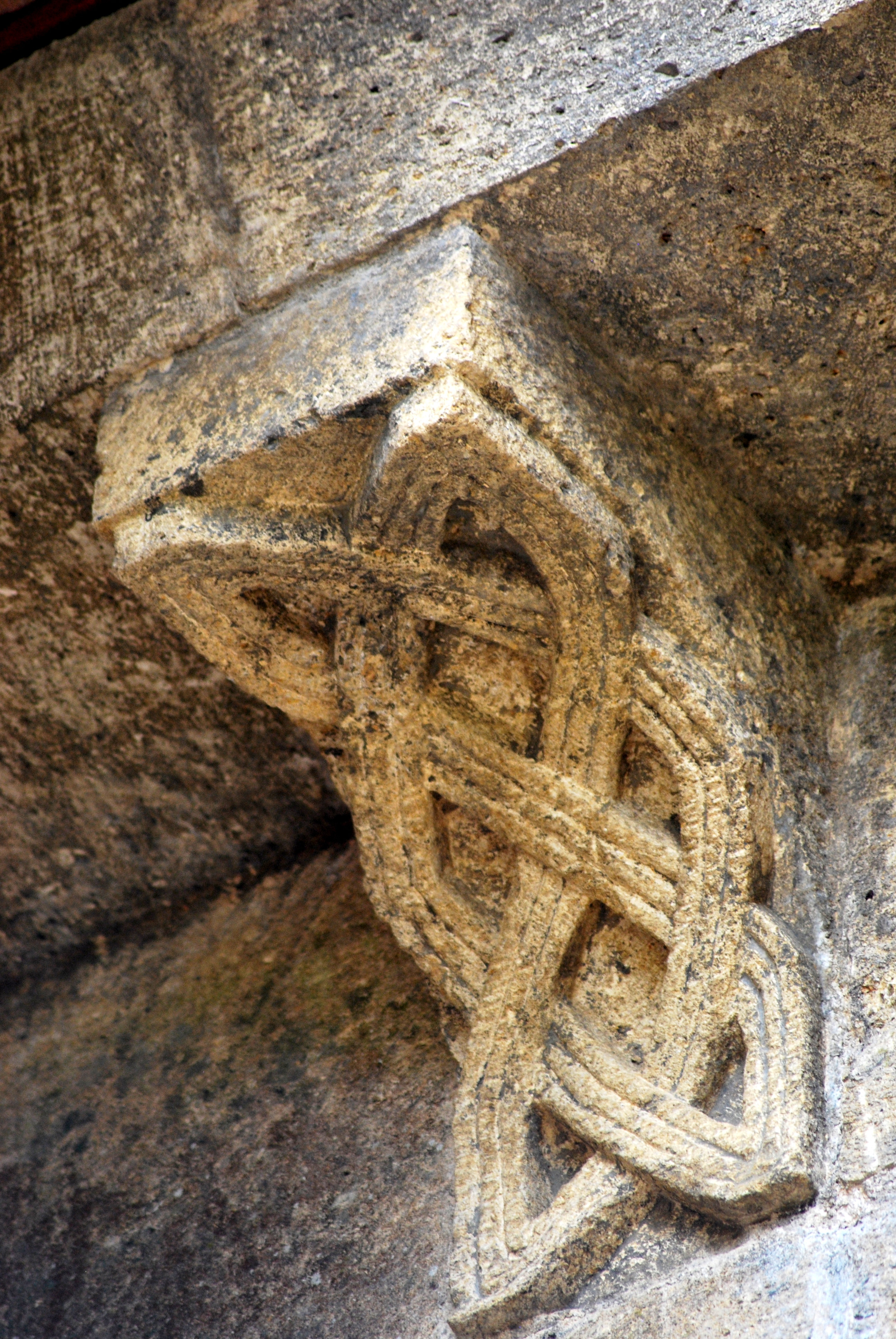
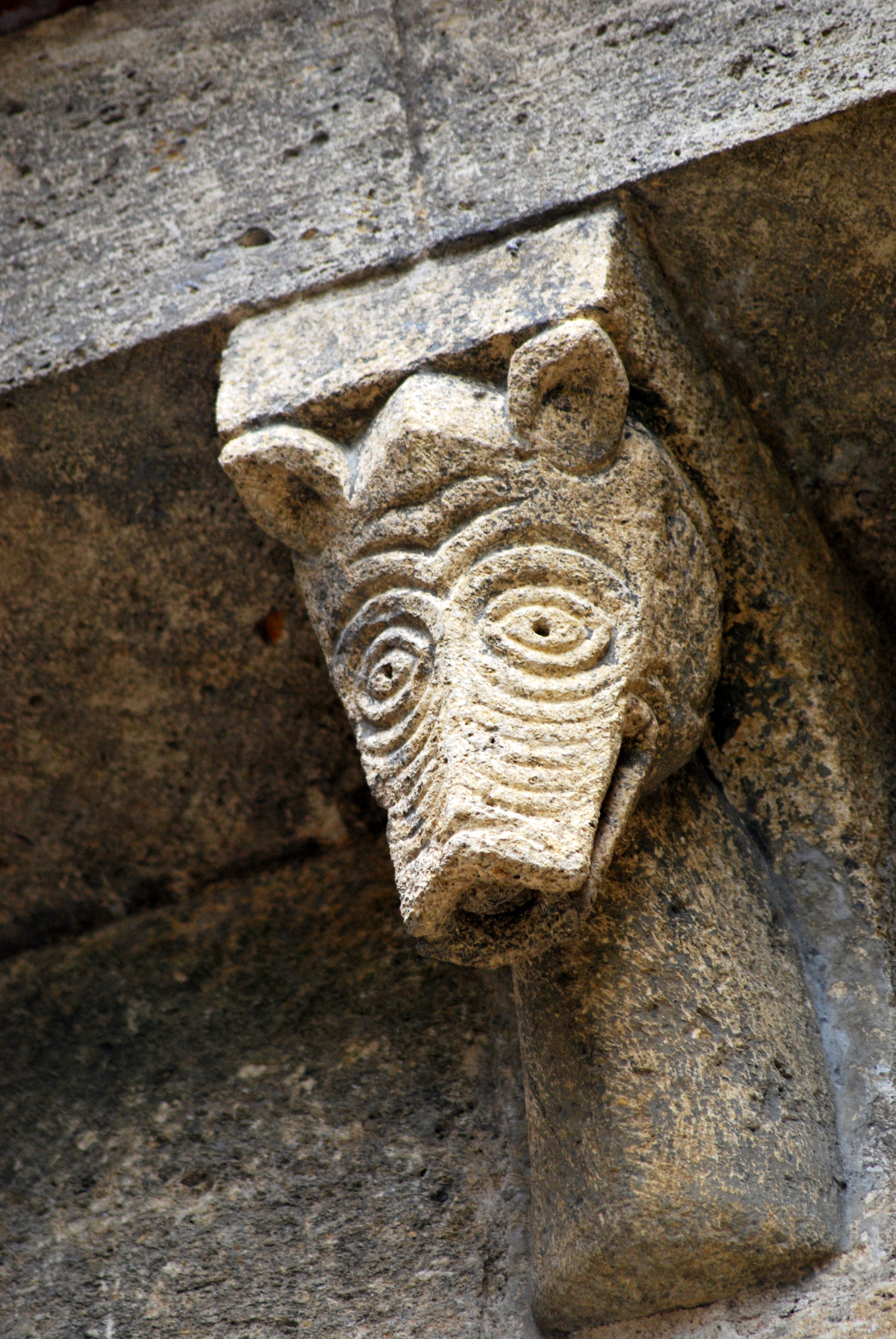
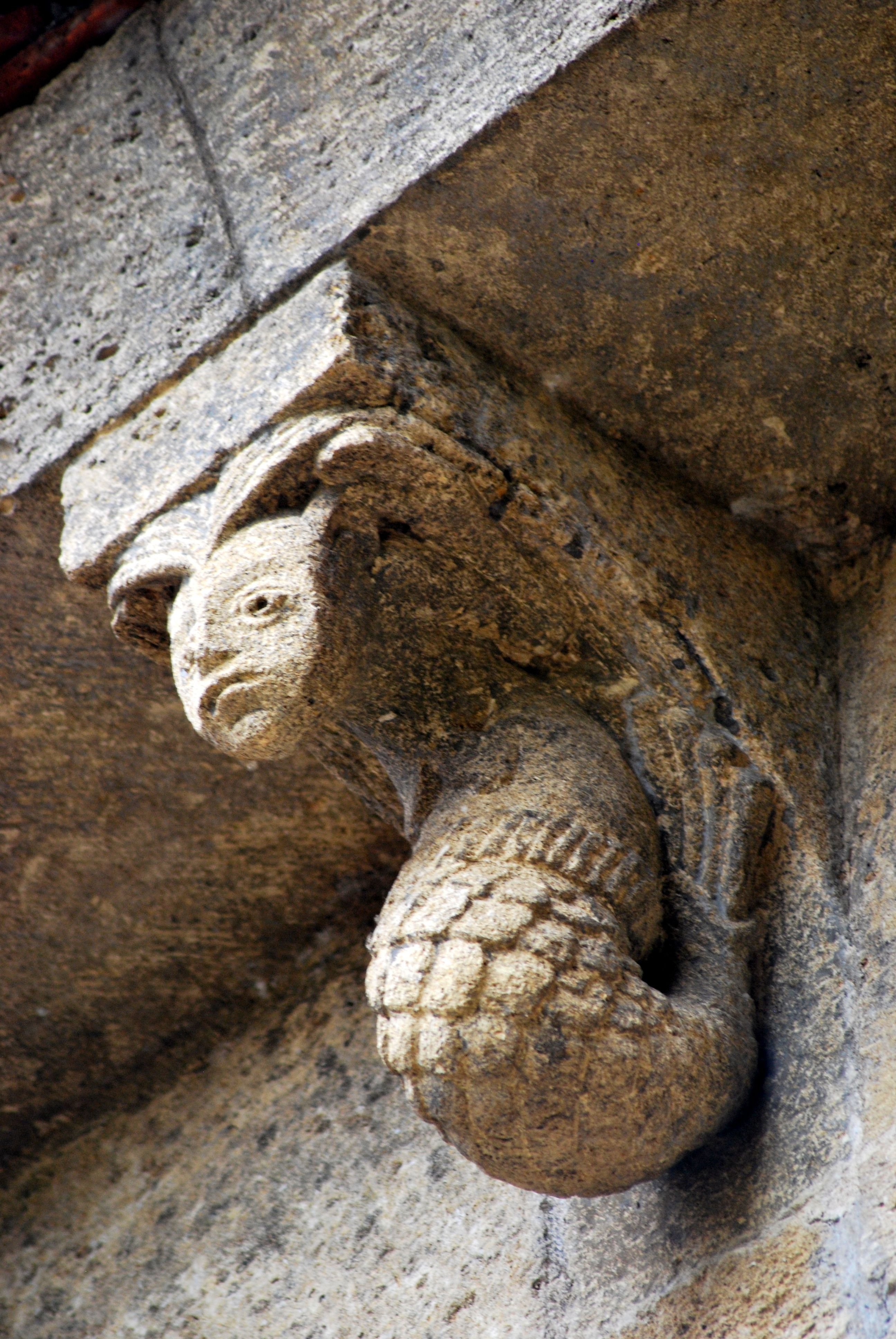
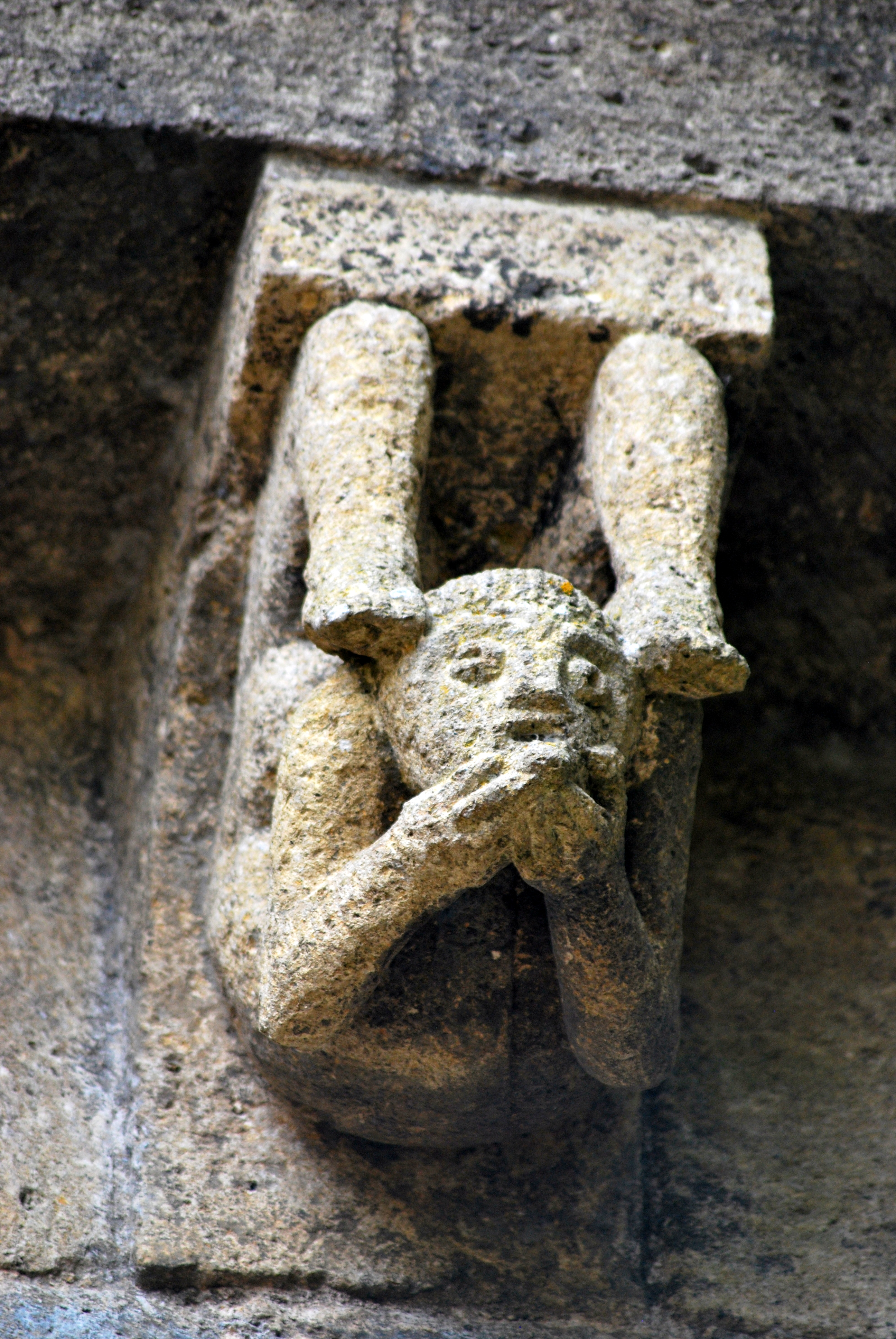
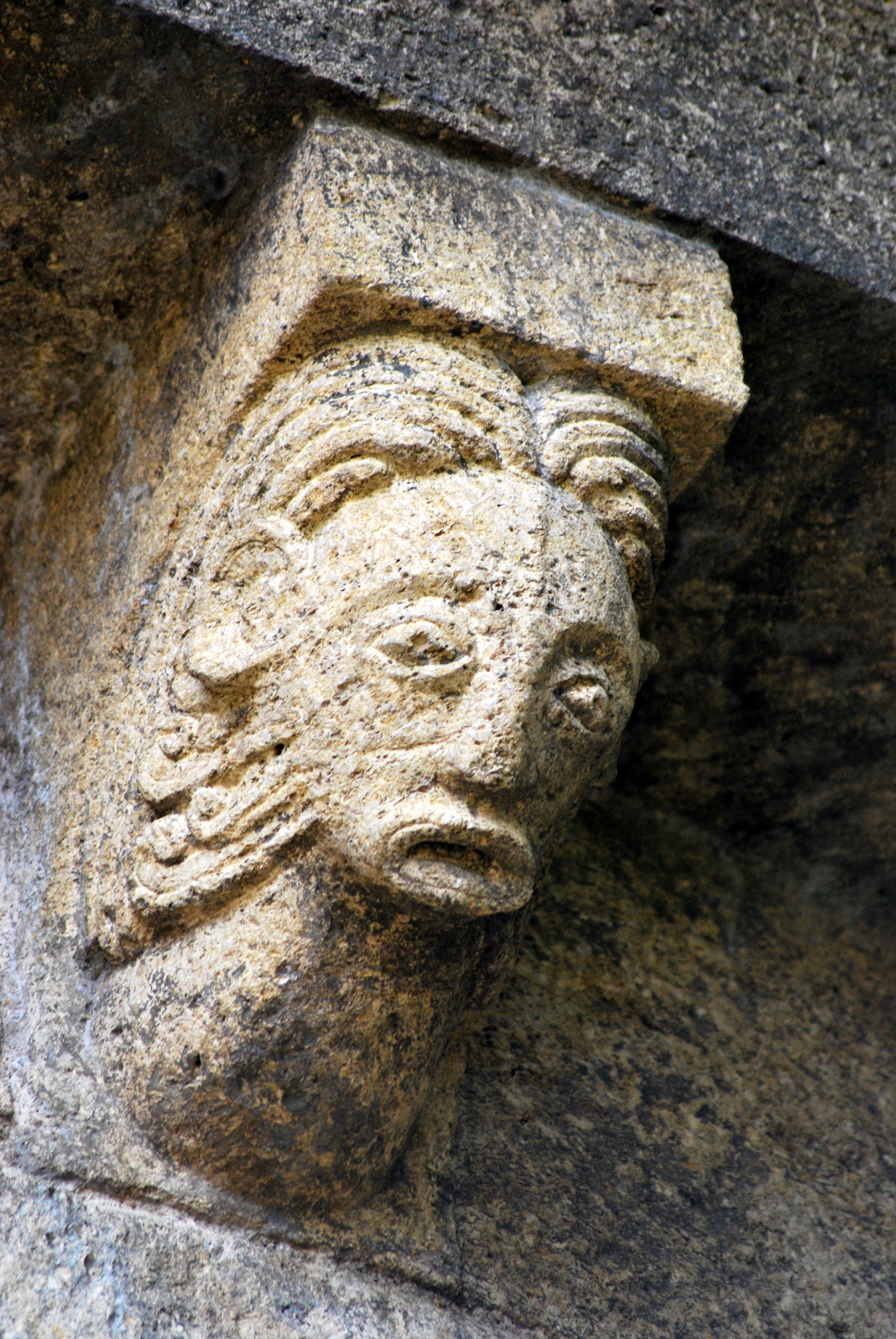
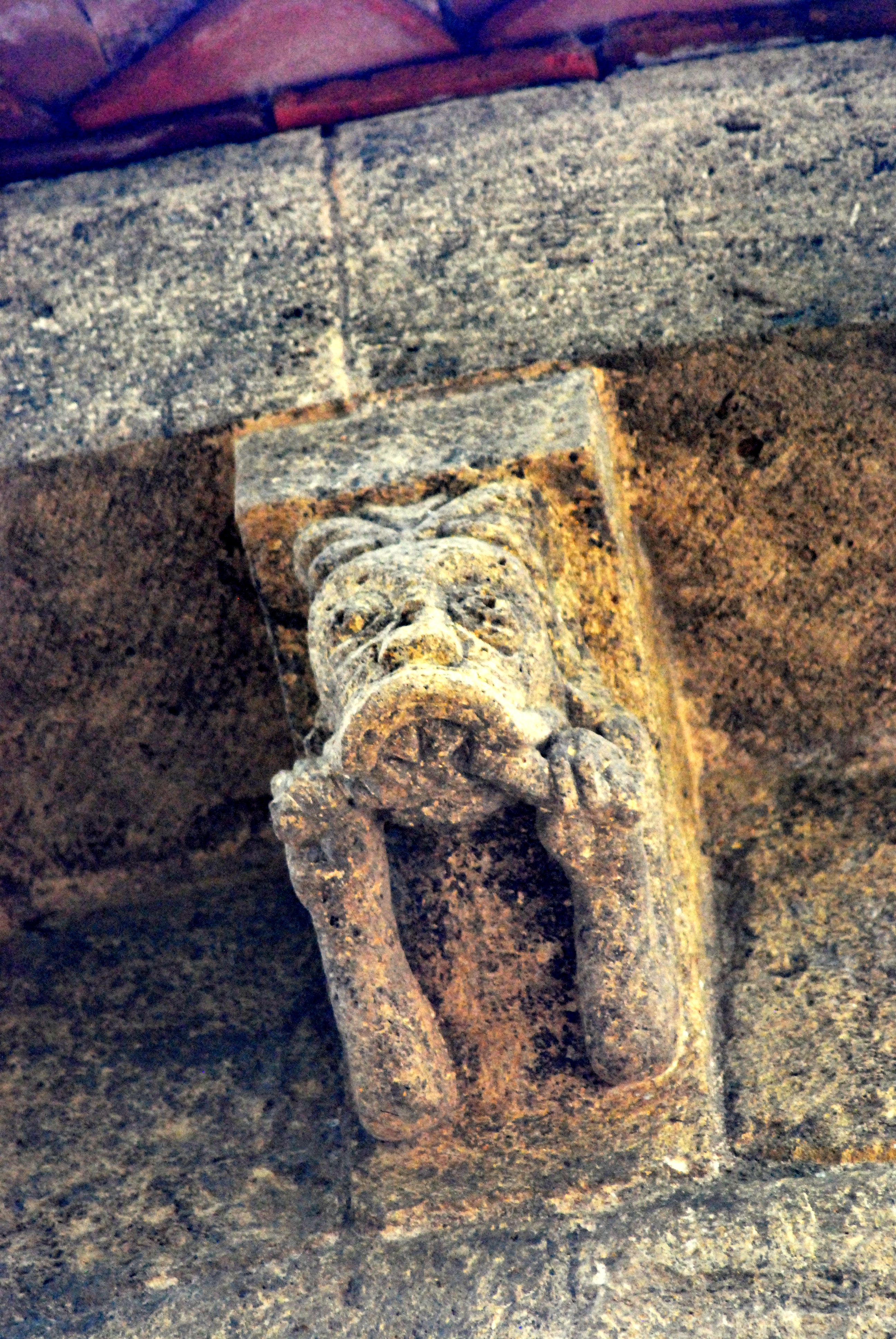
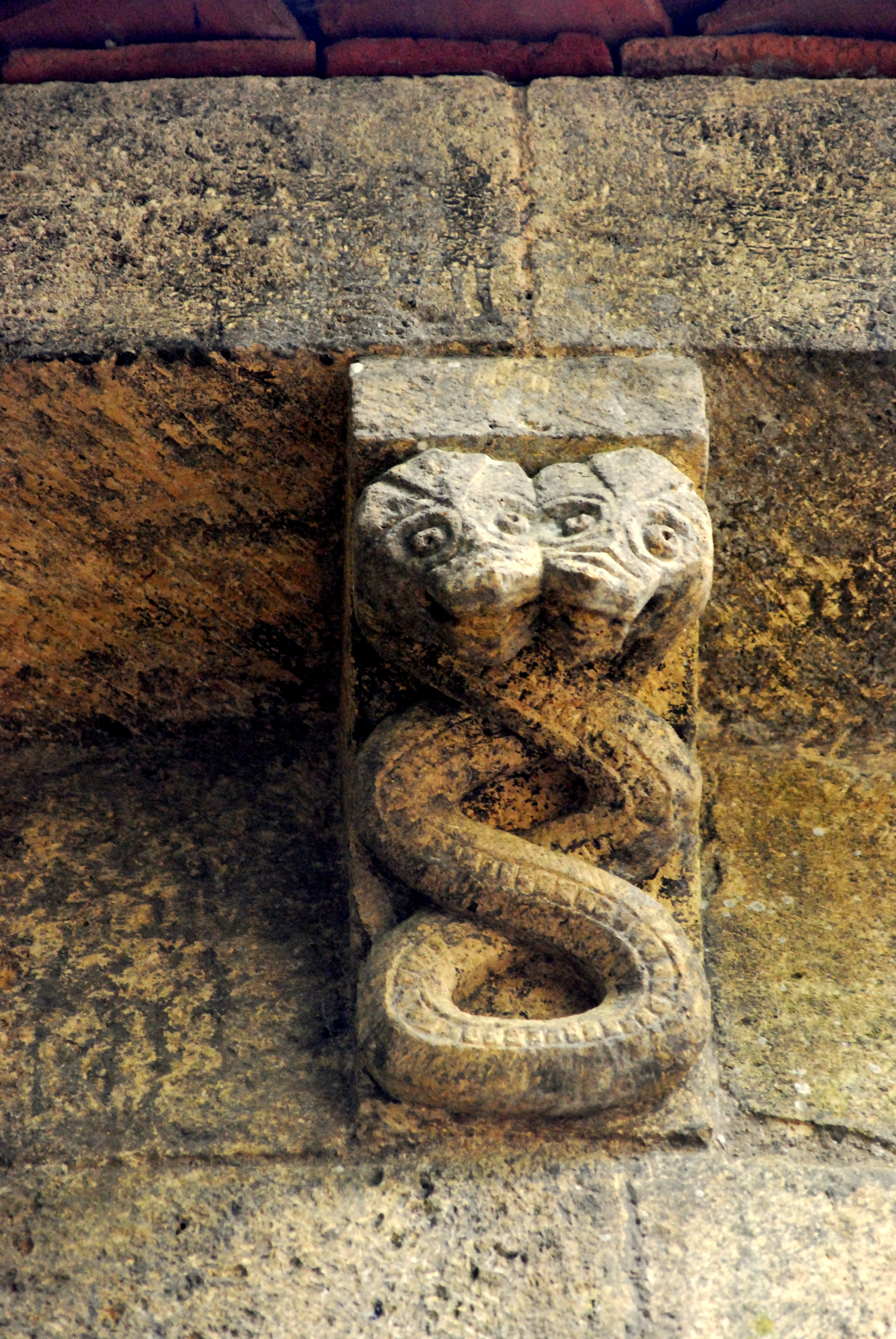
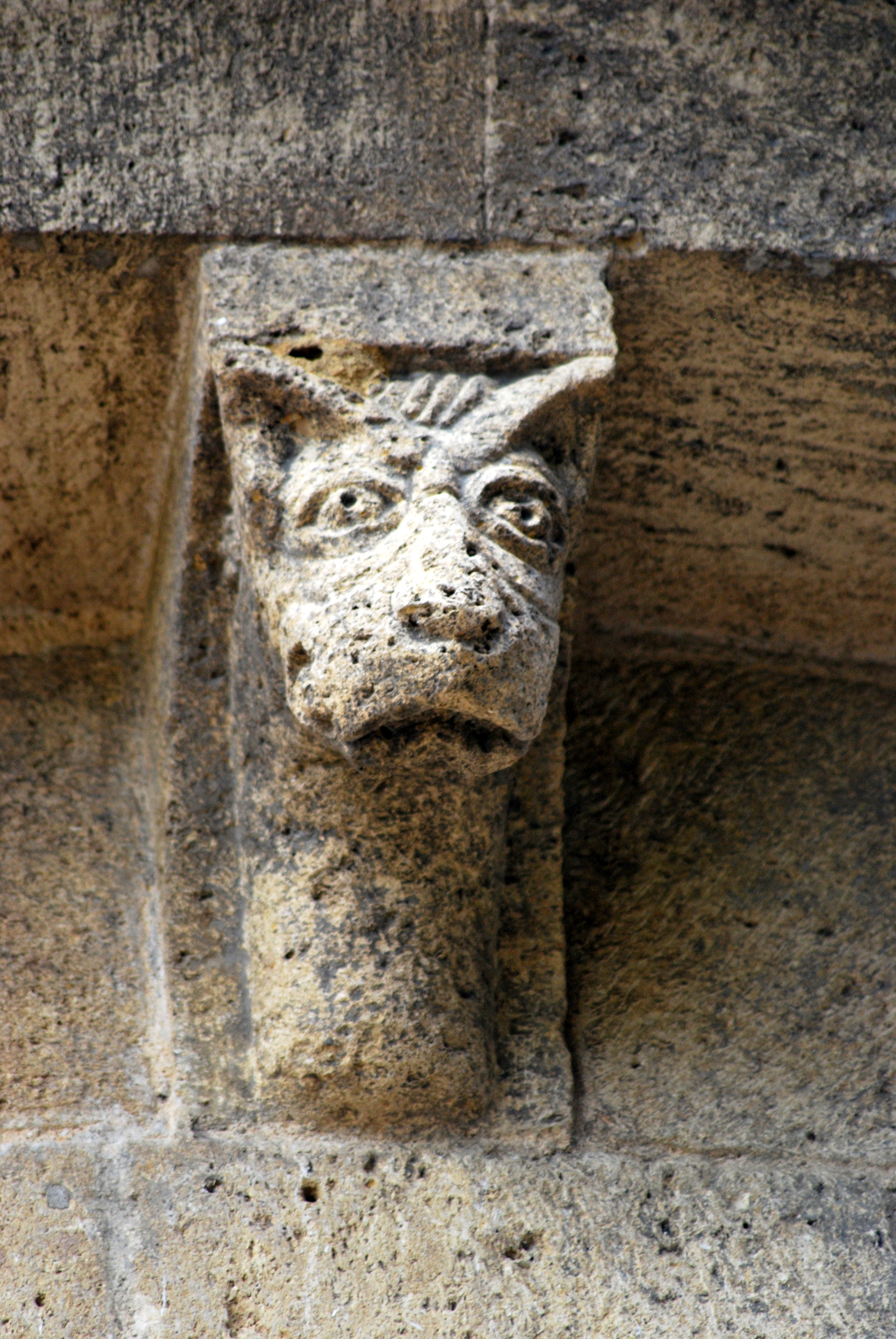
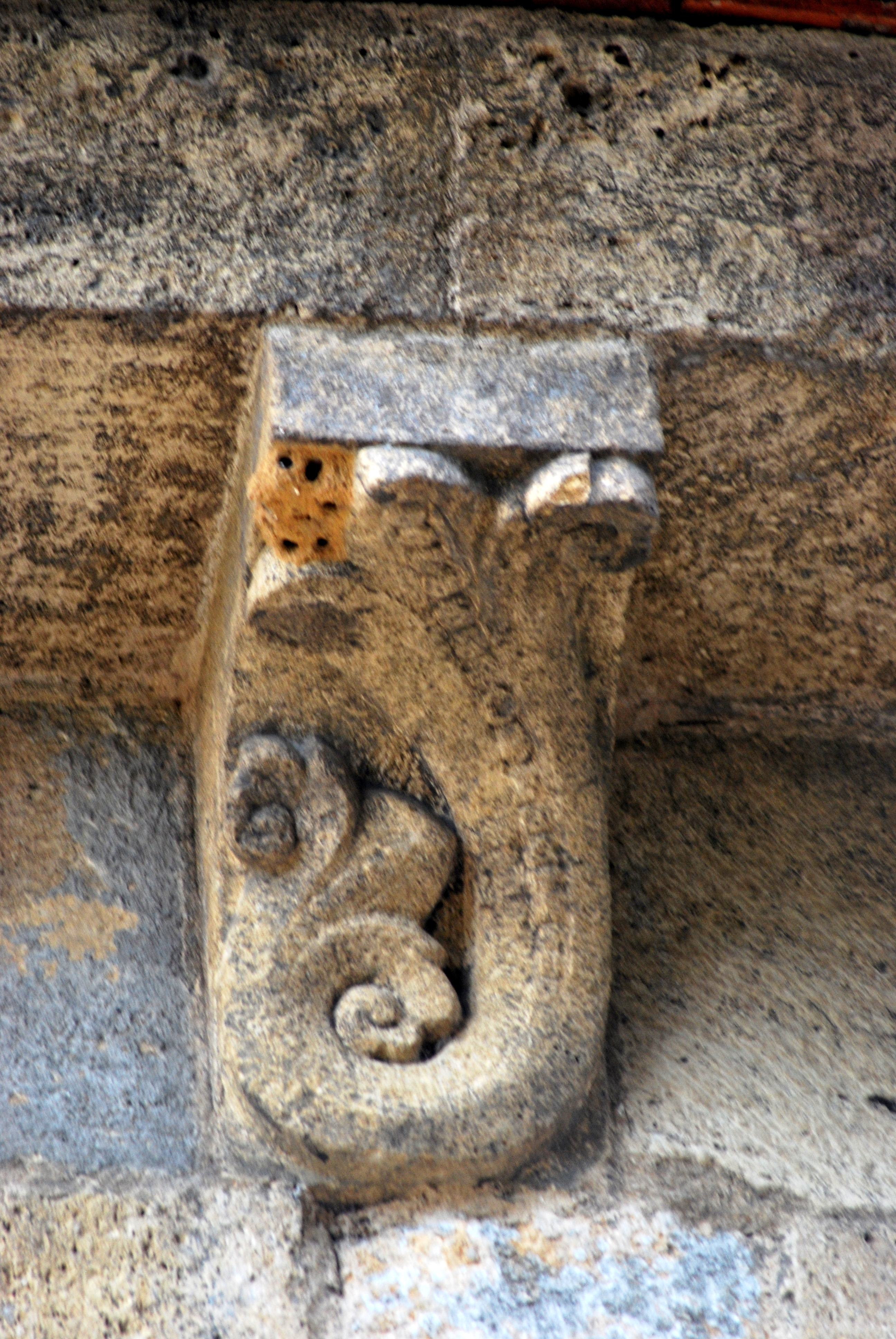

### L'iconographie intérieure
La description des sculptures qui se trouvent à l'intérieur de l'église commence au portail occidental et, dans le sens des aiguilles d'une montre, suit : le mur nord de la nef, le croisillon nord du transept, les absidioles au nord, l'abside principale, les absidioles au sud, la chapelle Saint-Jean et les travées sud de la nef.
|  | Emplacements 10 et 11 : Chapiteaux de la cinquième travée 12 : Fenêtre nord-ouest 13 : Mur ouest, fenêtre centrale 14, 15, 16 et 17 : Culots et bas-relief gothiques, modillons, chapiteau et culots romans 18 : Culot nord-est de la croisée 19 : Culot sud-ouest de la croisée |

#### Le côté nord de la nef
Les quatre premières travées au nord de la nef sont en ruine. On n'y trouve aucun décor sculpté. Seuls, sur la cinquième travée, subsistent deux chapiteaux :

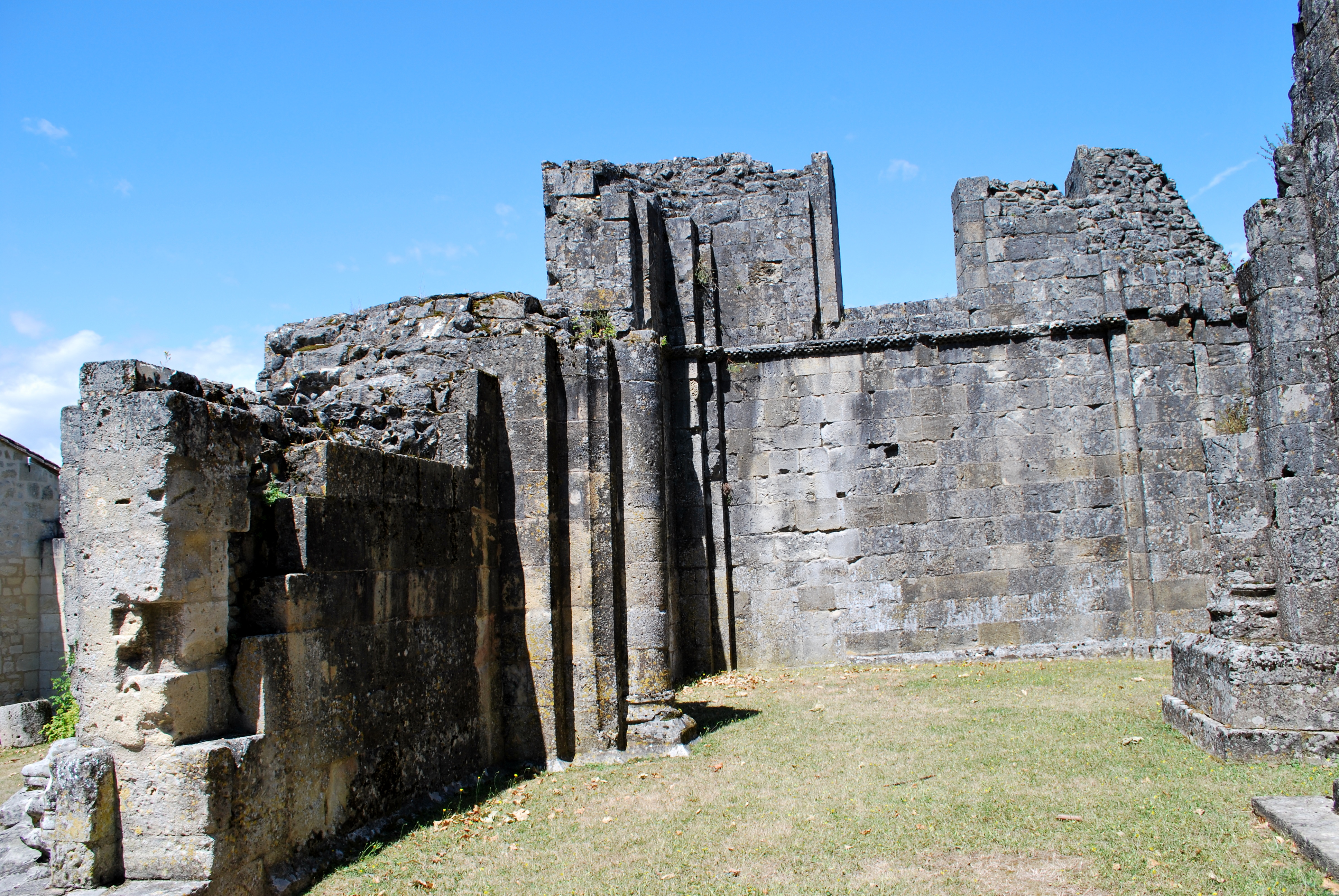
Travée I
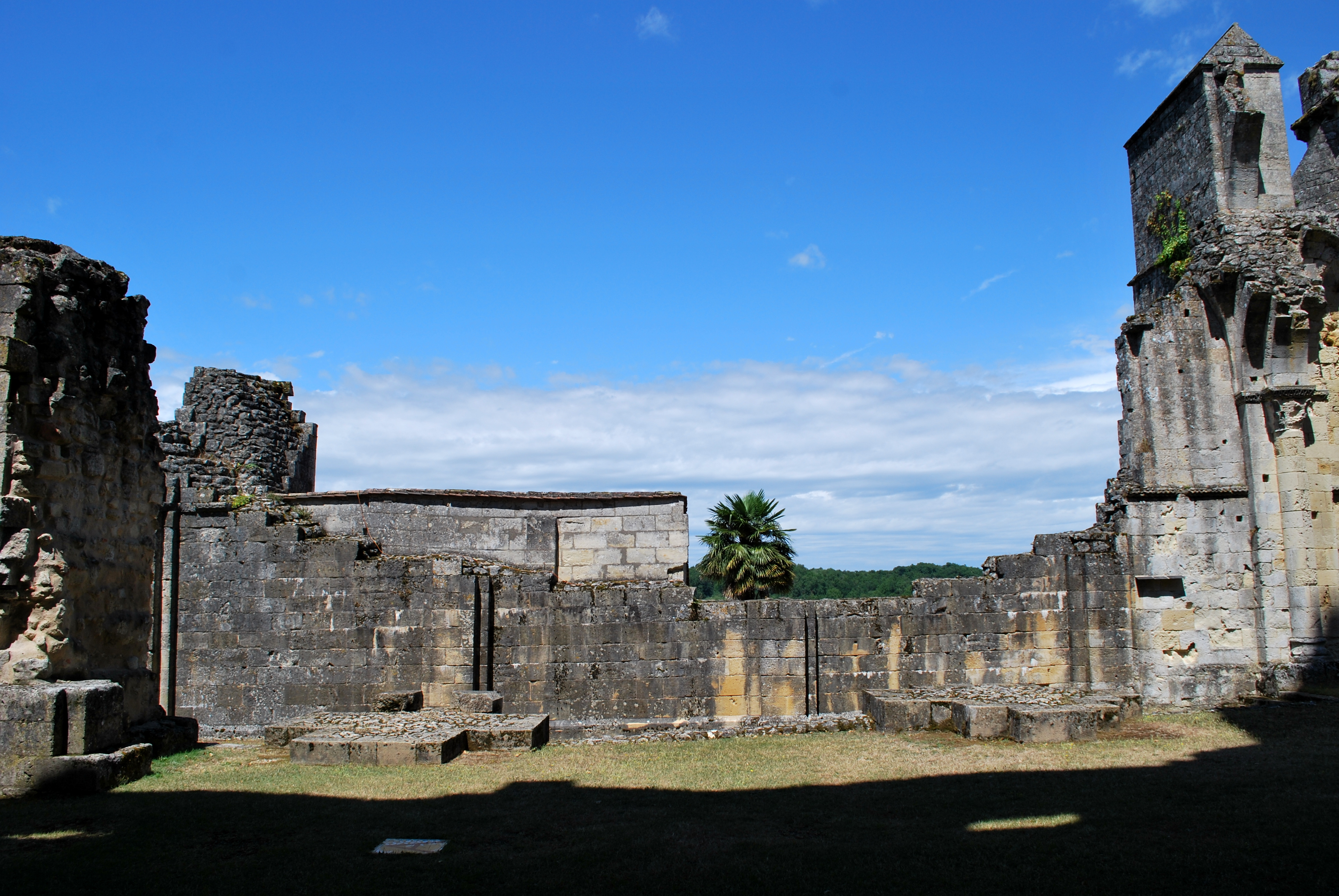
Travées II, III et IV
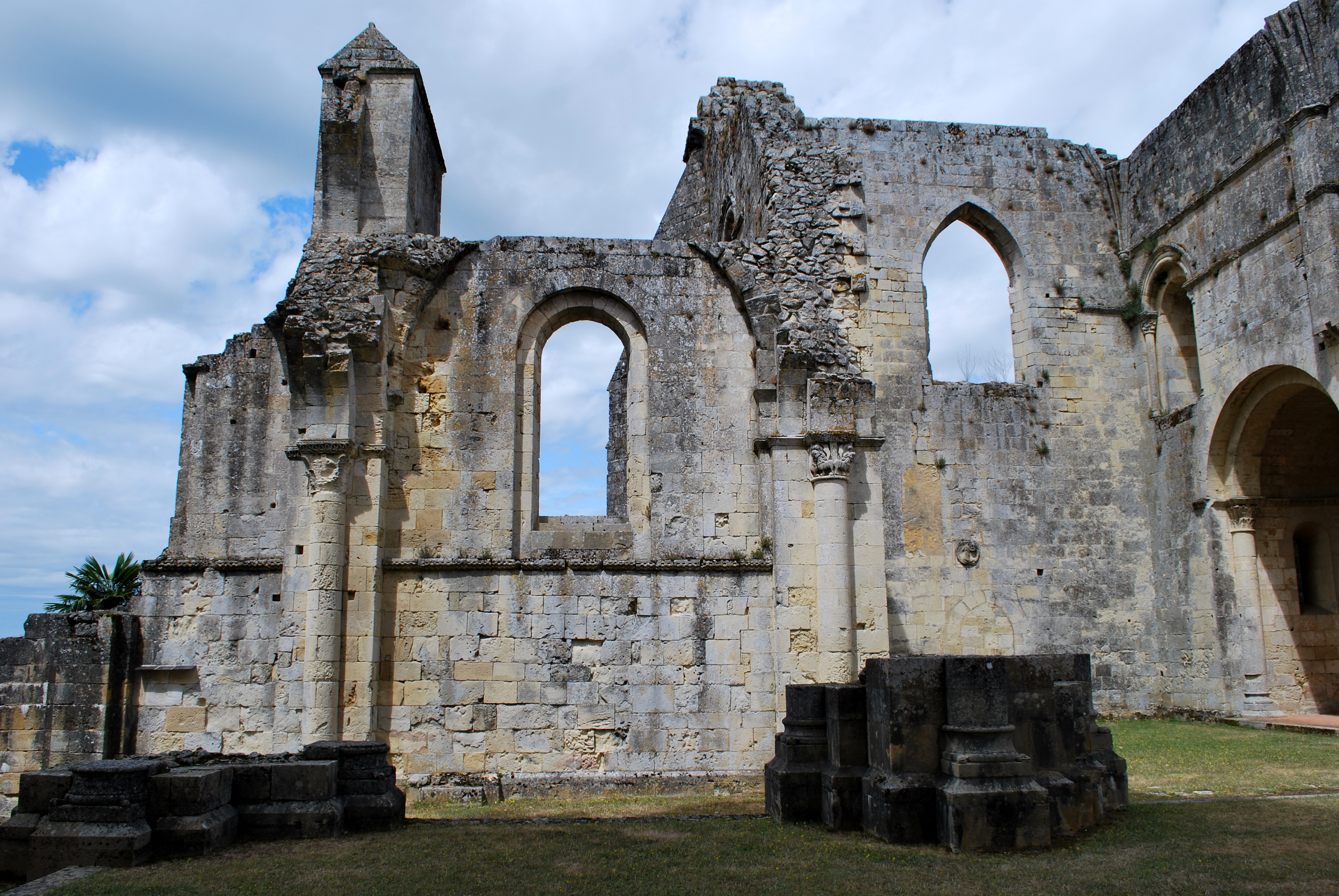
Travée V

Chapiteaux de la cinquième travée
Cette cinquième travée présente, côté ouest, un chapiteau à décor végétal, très érodé, et, côté est, un chapiteau avec des lions bicorporés et androcéphales.
Le deuxième chapiteau est dans un bon état de conservation. Le tailloir est décoré de palmettes dressées, à 8 folioles crossées, qui alternent avec des demi-palmettes couchées le long du tailloir directeur à rinceaux. Les deux couples de bêtes sont des classiques bicorporés, à crinière bouclée et à queue rentrée, érigée en panache. Les têtes ont une face plate et androïde. Les pupilles de ces créatures, disposées à 90° l'une de l'autre, sont creusées au trépan. Les pattes sont dépourvues des bracelets que l'on trouve aux pattes des êtres maléfiques de l'abbaye et ces monstres reposent sur le sol uniquement sur les pointes de leurs griffes.

#### Le transept
Le croisillon sud du transept a disparu. Seules subsistent quelques sculptures dans le croisillon nord : des chapiteaux de deux fenêtres, un chapiteau à double couronne d'acanthe, deux modillons romans, deux culots gothiques à tête humaine, un petit relief, à gauche de l'arc de la fenêtre nord du transept, d'un homme qui semble tenir une « étoile » et, sur deux des piles de la croisée, deux culots romans.
Fenêtre nord-ouest : Quatre loups et Hybride bicorps
- Chapiteau nord : Quatre loups. Au centre de la corbeille, deux grandes et grasses bêtes entrecroisent leurs cous torsadés. Dans les deux coins, se dressent des animaux plus chétifs, les pattes posées sur les croupes des précédents. Chacun émet un rinceau à volutes, terminé en fleuron. Ces deux sarments s'entrelacent sous l'arête du tailloir.
- Chapiteau sud : Hybride bicorps. L'unique sujet de la corbeille est un bicorporé muni de deux bras repliés sur chacun de ses corps et une grosse tête androcéphale à oreilles pointues. Le corps semble être celui d'un lion, à queue dressée, qui serre entre ses pattes griffues un fruit sphérique.

Sur la corbeille, pas de volutes mais deux nervures médianes, dont l'une est timbrée d'une croix de Malte. Cette corbeille est probablement une pique bénédictine à destination des Hospitaliers de Saint-Jean, dont la nature néfaste du bicorporé (symbole de l'homosexualité, tenant le fruit défendu, etc.) correspondait aux prétendues mœurs des membres de l'Ordre.
Mur ouest, fenêtre centrale : Poursuite entre deux lions et chapiteau végétal
Le tailloir des deux chapiteaux est à rinceaux feuillus ajourés.
- Chapiteau sud. Le décor de la corbeille est feuillagé.
- Chapiteau nord : Poursuite entre deux lions. Deux fauves sont dirigés vers la gauche. Le premier est un lion à crinière bouclée, en posture semi-héraldique[Notes 5]. Il détourne la tête vers celui qui le suit et entrelace sa langue avec la sienne. Le second animal porte un collier de chien domestique. Le chasseur a posé ses pattes sur la croupe du chassé, qui, en baissant la queue, manifeste sa soumission.

Le lion d'église est toujours, sous une forme ou une autre, Satan. Une prétendue soumission n'est peut-être qu'une duperie. Ces trois derniers chapiteaux historiés (emplacements 12 et 13), d'inspiration populaire, sont probablement dirigés contre les gardiens de la morale qui succombent à l'empire des sens dans l'exercice de leur apostolat. À dénoncer par le rire ce que le sermon condamne par la parole.
Culots et bas-relief gothiques, modillons, chapiteau et culots romans
Les sculptures figurées y sont nombreuses, mais toutes sont situées à une hauteur qui en rend la lecture difficile. On trouve :
- Deux culots[Notes 6] gothiques à tête humaine au nord-ouest et au nord-est. À gauche de la tête du premier culot, on peut discerner un bras et une main qui tient un goupillon. Le deuxième culot est entouré de végétation.
- À gauche de l'arc de la fenêtre nord, on peut voir le petit relief d'un homme tenant une étoile, ou plus probablement, un goupillon à poil.
- Sur le mur est du croisillon on voit deux modillons : un homme qui tient sa barbe. La partie basse du modillon a été martelée, mais selon l'habitude, avec ce type de modillon, l'homme était certainement ithyphallique. (Au XVIIIe siècle, beaucoup de modillons « obscènes » ont été victimes des puritains, voir Iconographie des modillons romans pour plus de détails). Le deuxième modillon est celui d'un homme qui chante. Là aussi, la partie basse a été martelée.
- En sortant du croisillon nord, on trouve une colonne qui supporte un splendide chapiteau à double couronne d'acanthes.

Emplacements 14, 15, 16 et 17
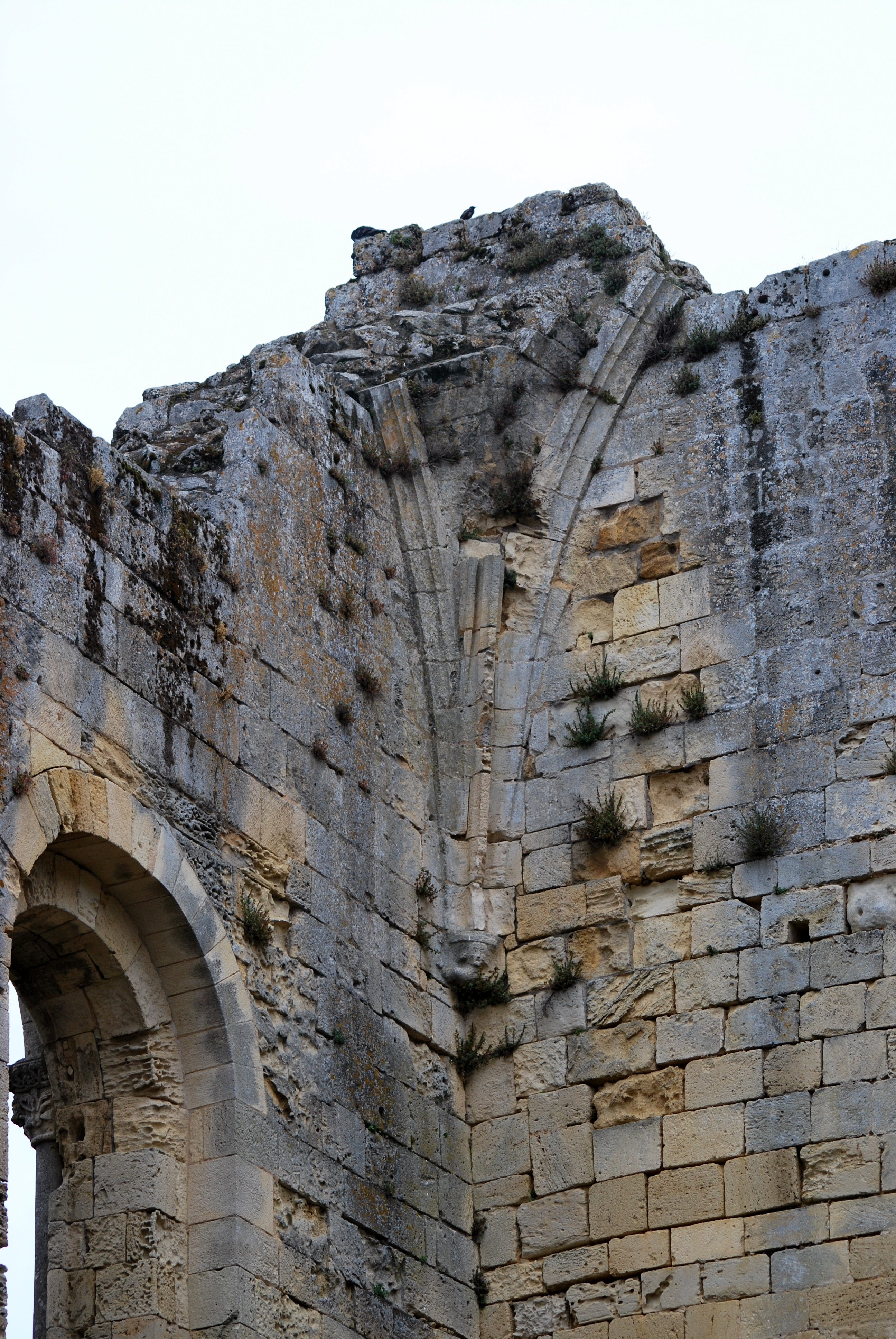
Culot gothique nord-ouest
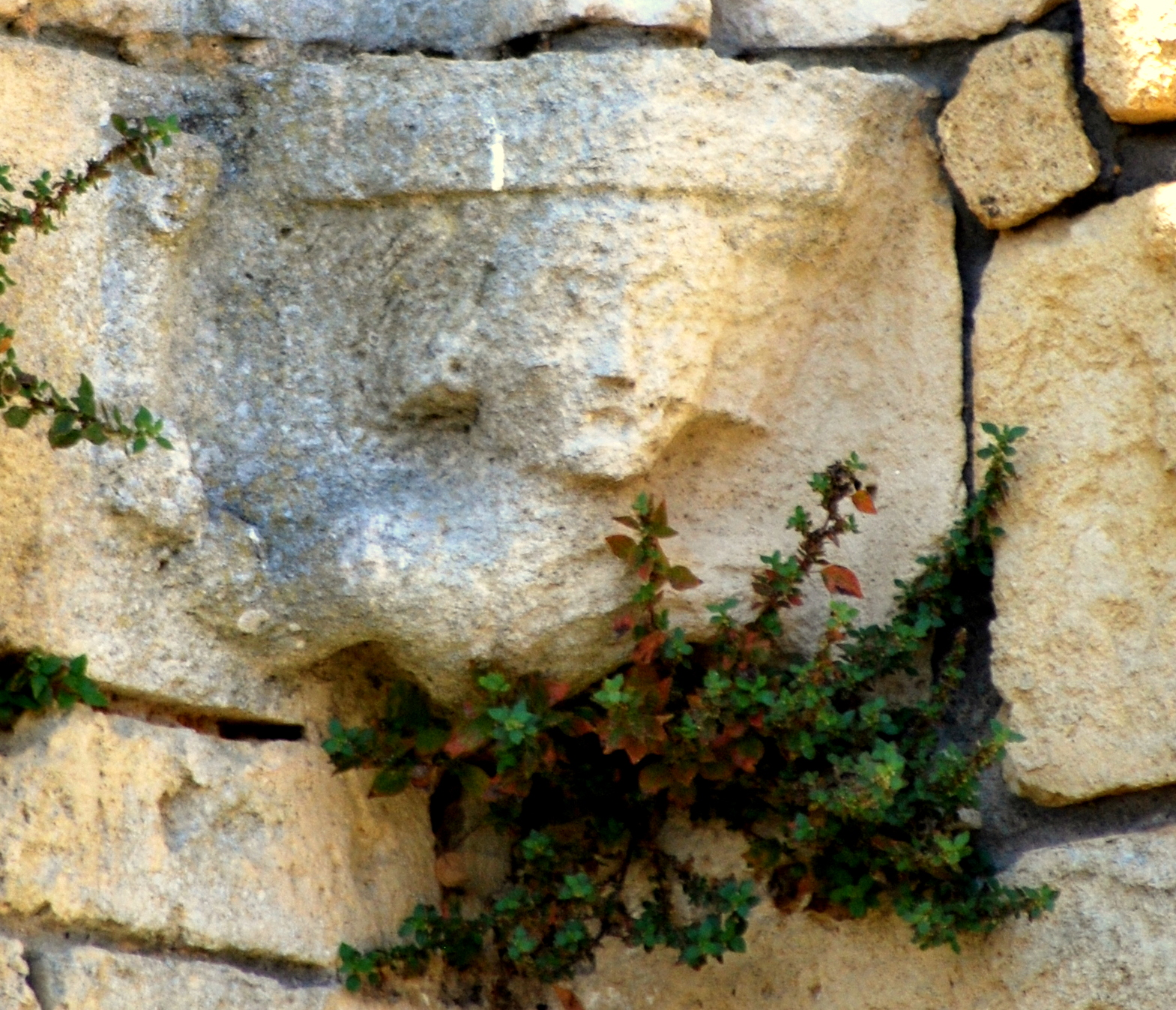
L'homme avec goupillon
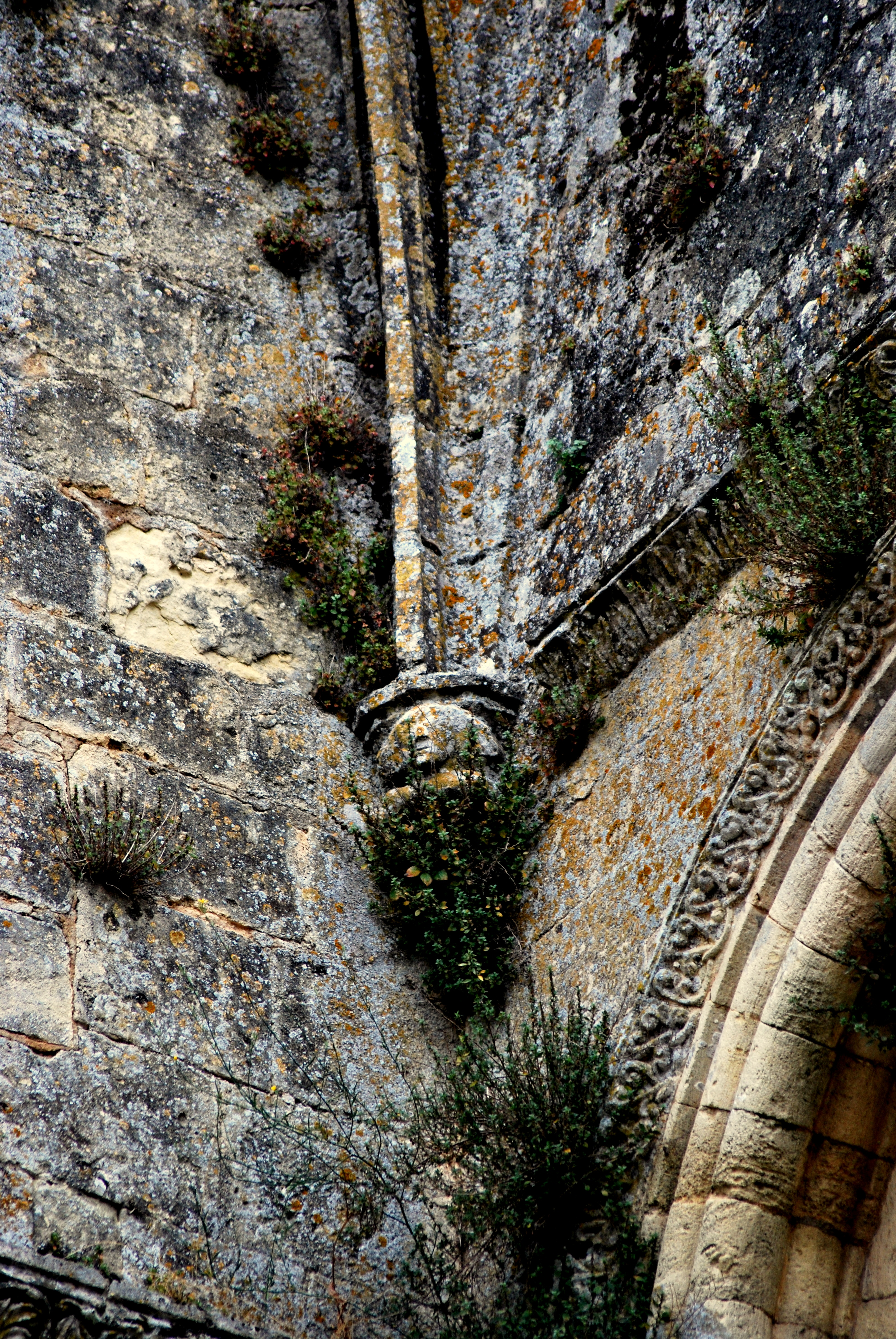
Culot gothique nord-est
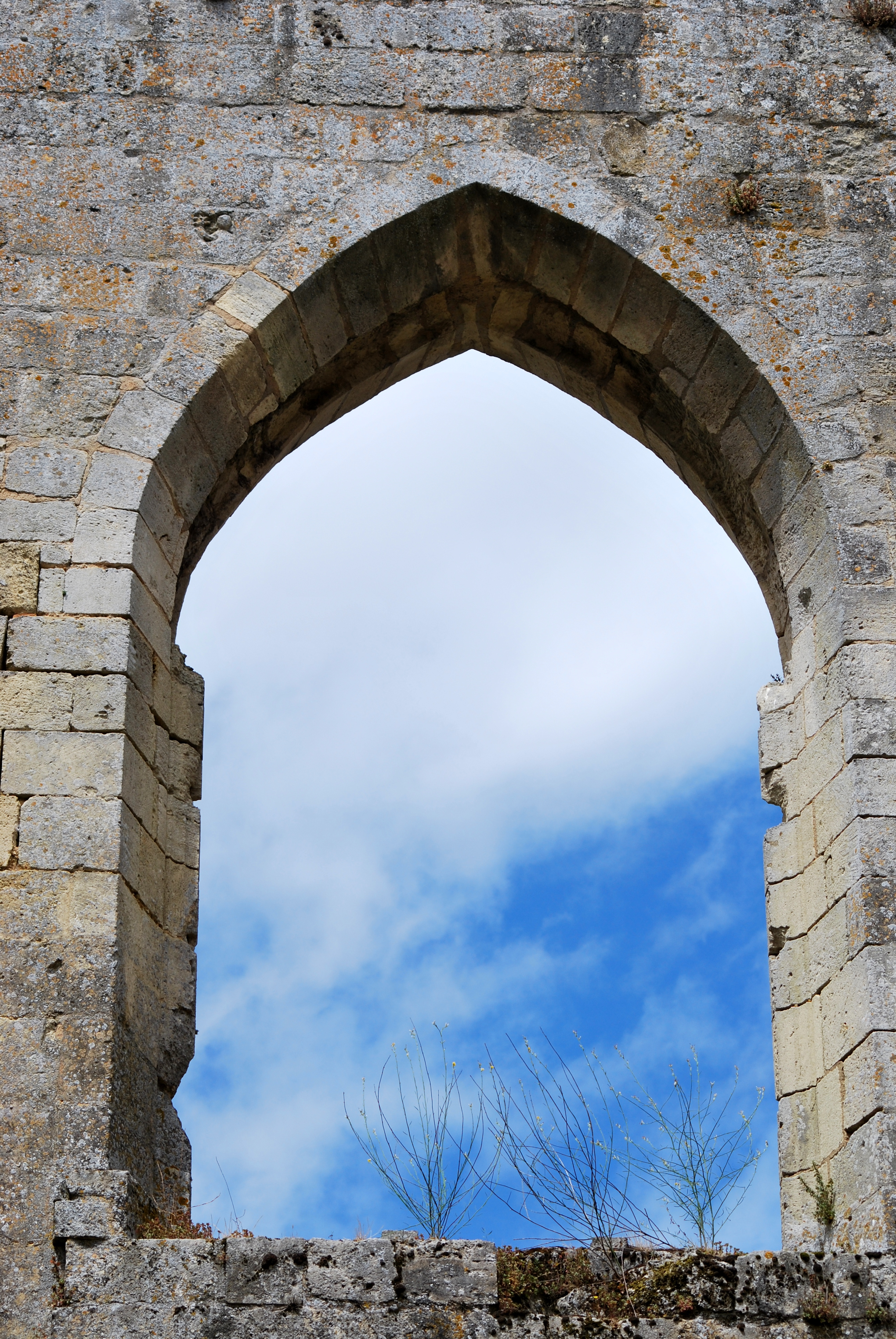
Fenêtre nord
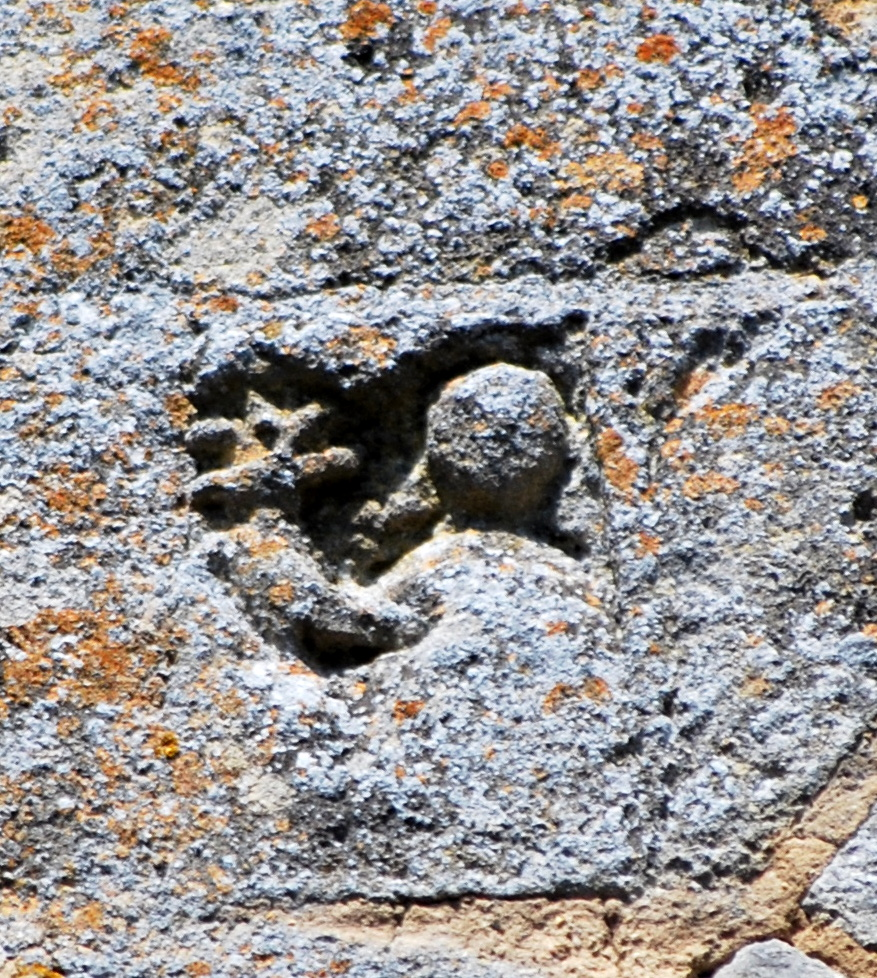
Homme et goupillon
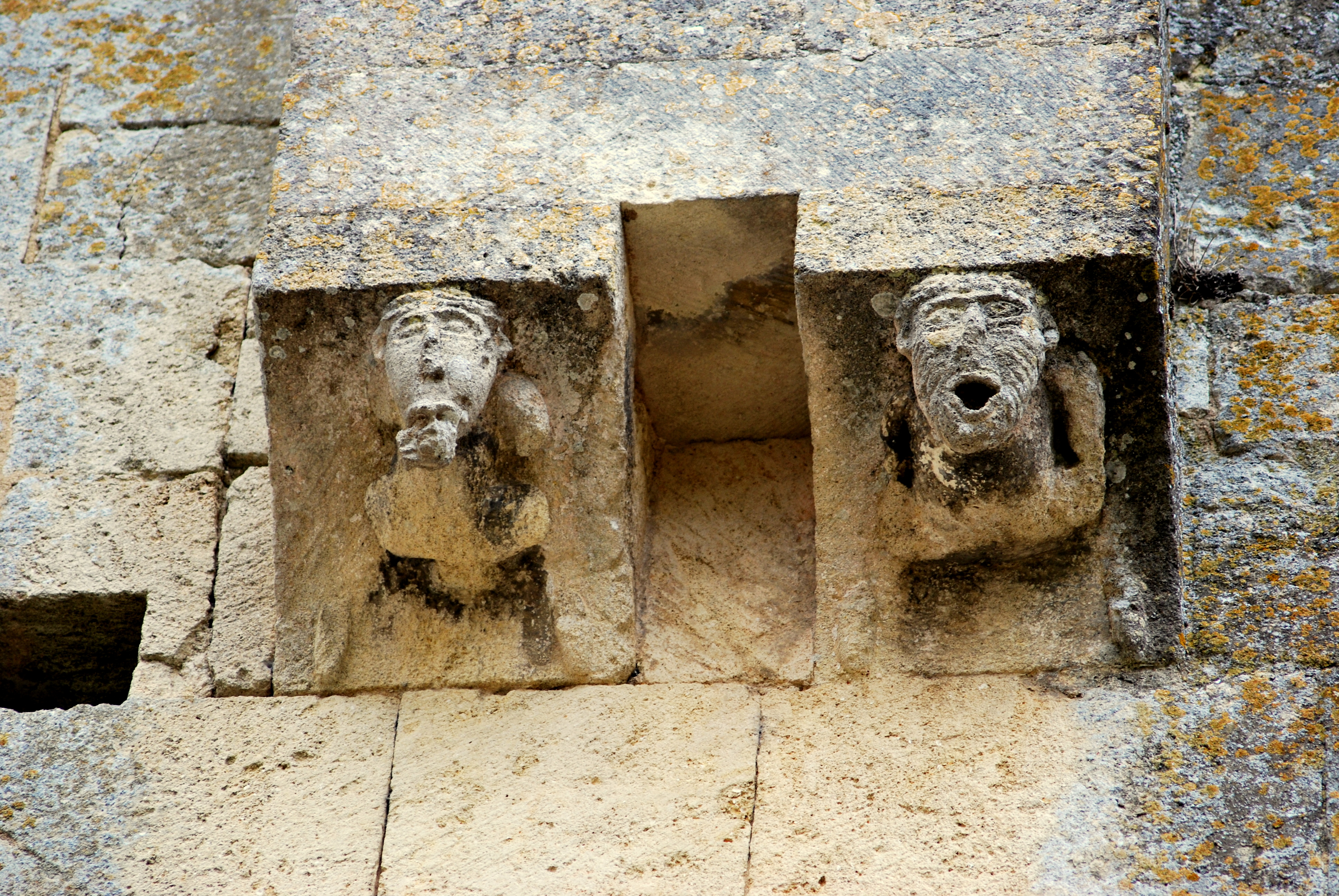
Deux modillons romans
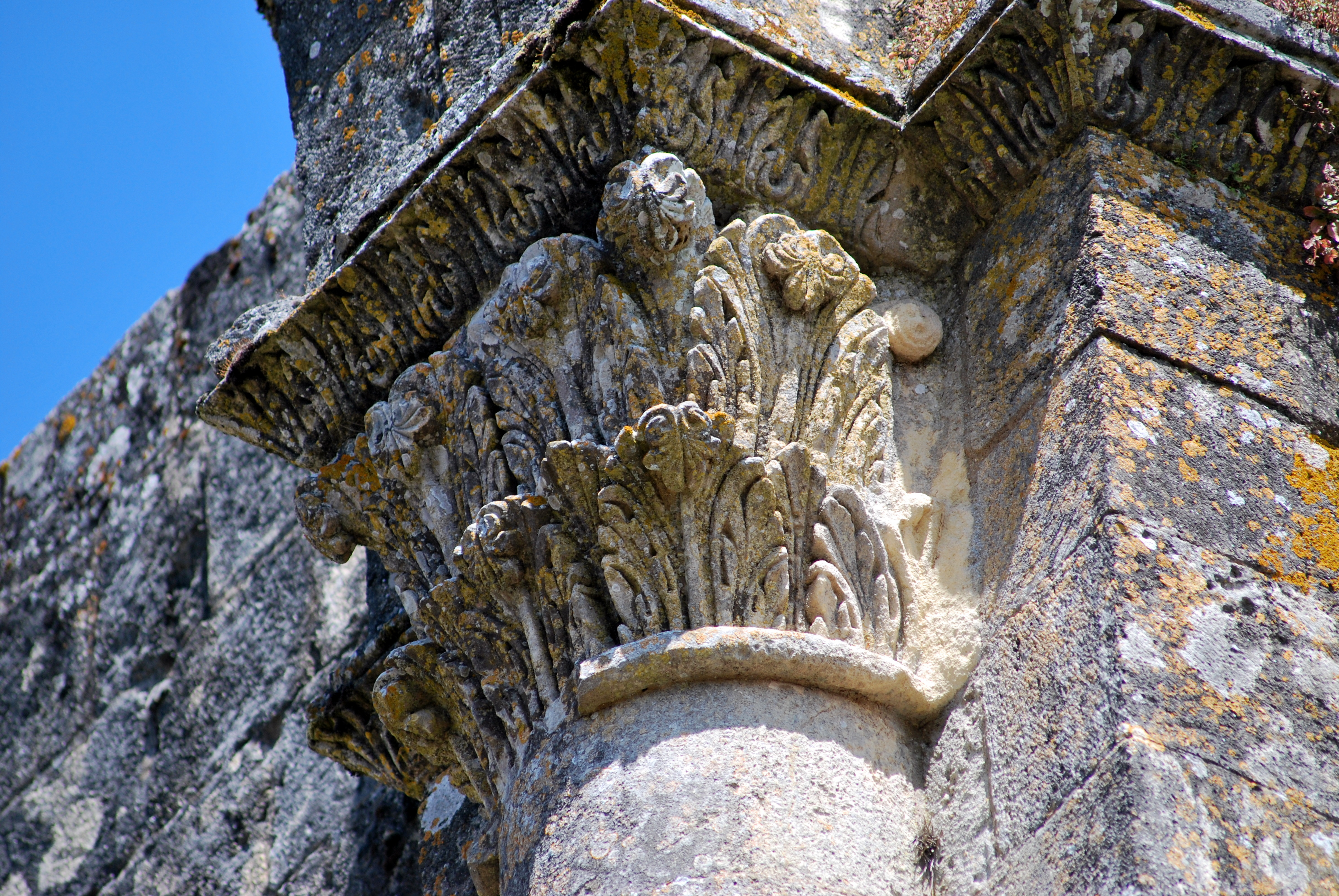
Chapiteau est

Les culots romans de la croisée
Deux énormes culots rectangulaires se trouvent sur les piles nord-est et sud-ouest de la croisée : sur l'un, deux hommes et un bouc et, sur l'autre, homme, chien et lièvre. Ces culots sont des curiosités architecturales, car ils ne soutenaient rien ; leur raison d'être était purement esthétique.
* Culot nord-est (no 18) : La facture de ce culot est surprenante par sa minutie, pour une sculpture placée très haut et peu visible. On voit deux hommes, adossés au même mur et assis côte à côte, la tête tournée vers le ciel. La banquette qu'ils partagent est formée de plusieurs éléments : un dossier aplati, qui monte au niveau de la nuque ; un siège relevé vers l'avant, garni d'un carreau rembourré visible sous le séant du petit homme ; un escabeau contigu servant de repose-pieds aux bottines pointues de chacun ; une épaisse parclose séparant le « maître » et son « valet ». Le bouc n'est pas porté sur les épaules du « maître », mais allongé sur le dossier de la banquette, où il va servir de trait d'union entre les deux hommes. Le jeune homme a saisi l'une des cornes du bouc, agissant comme tous les luxurieux de l'imagerie médiévale. L'adulte, en levant ses bras, a saisi deux pattes du bouc. Un serpent, sorti du sol, ondule vers le bas-ventre de l'homme et vient confirmer les intentions coupables du couple.
* Culot sud-ouest (no 19): Ce culot est très abîmé par l'érosion. On peut deviner, dans l'angle gauche un lièvre couché, acculé par un homme brandissant un bâton ainsi que par un chien.

#### Le chevet
Pour l'abside et les quatre absidioles, on dénombre une trentaine de chapiteaux sculptés, dont 17 sont figurés.

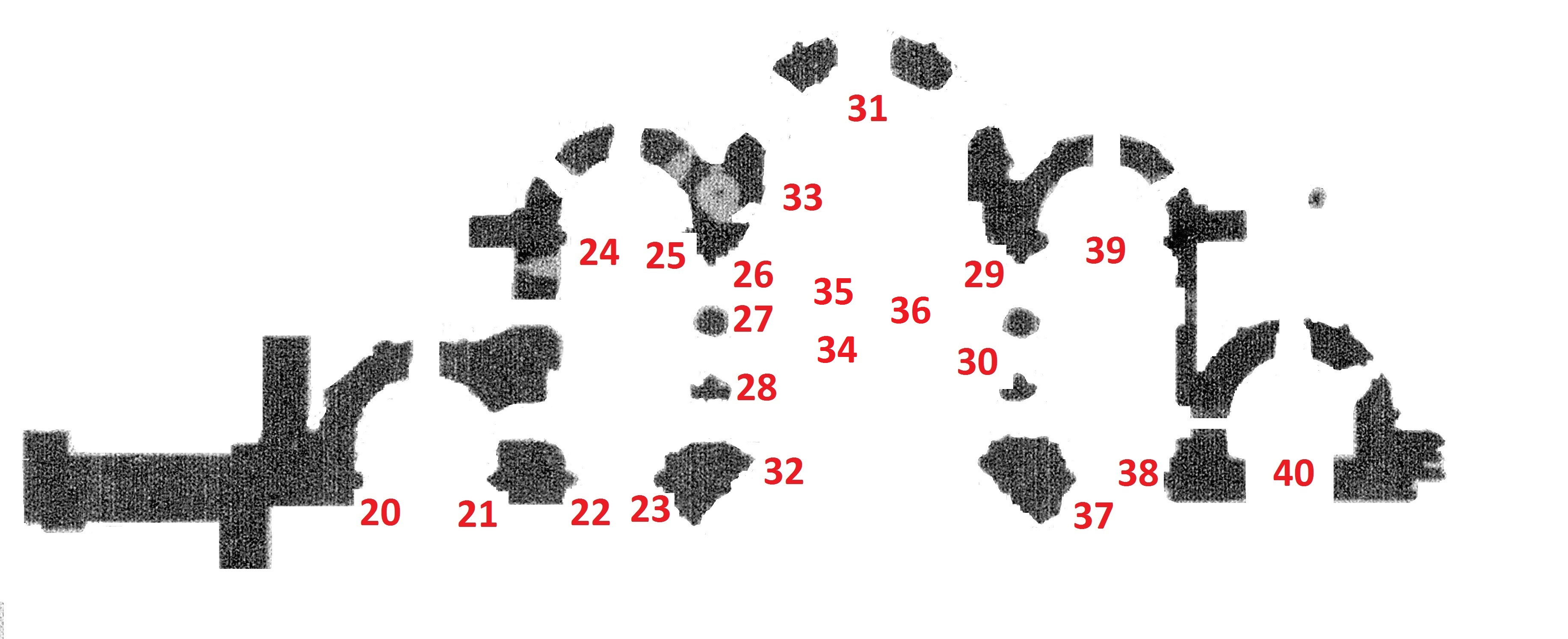
Emplacements des sculptures de chevet

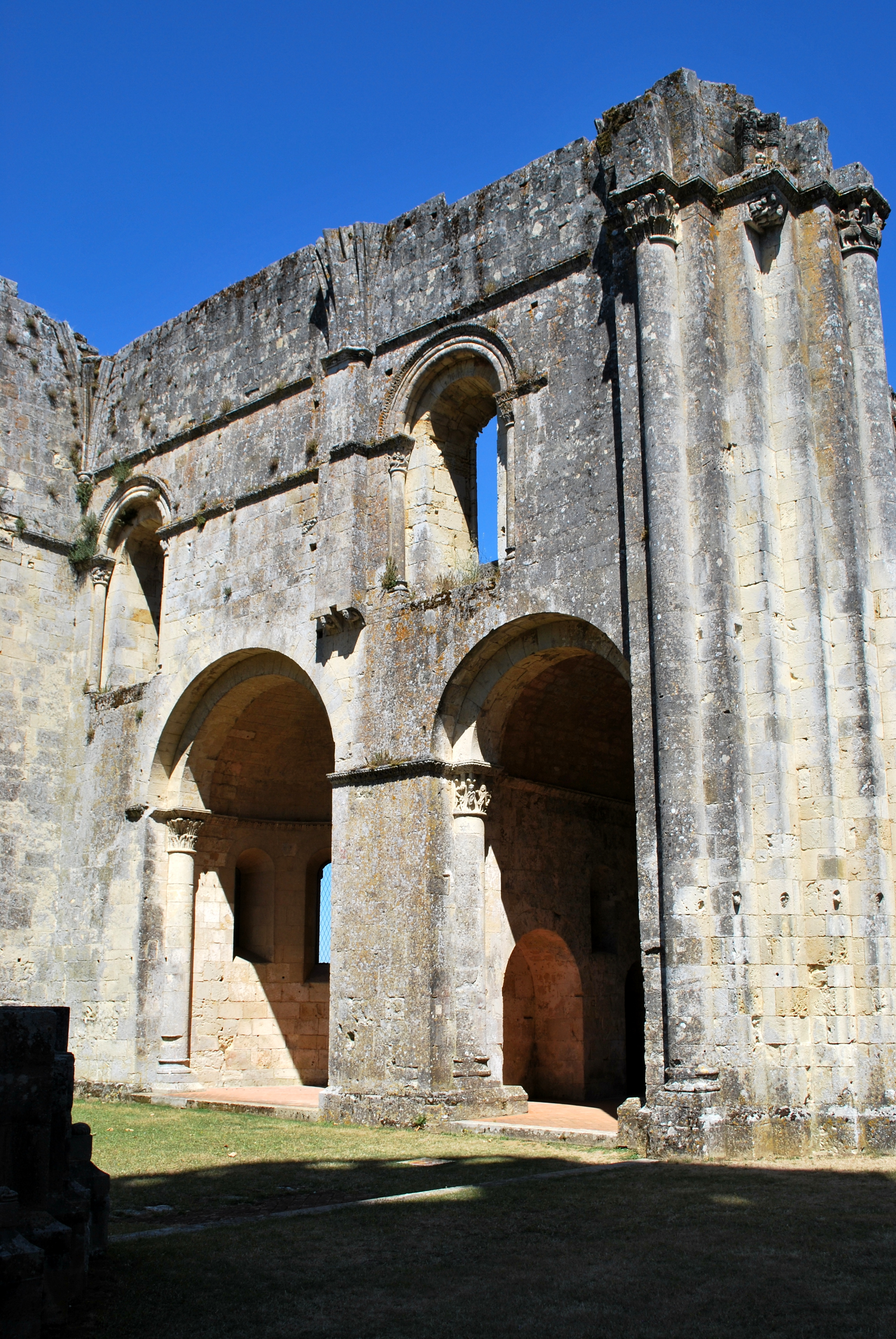
Les absidioles nord
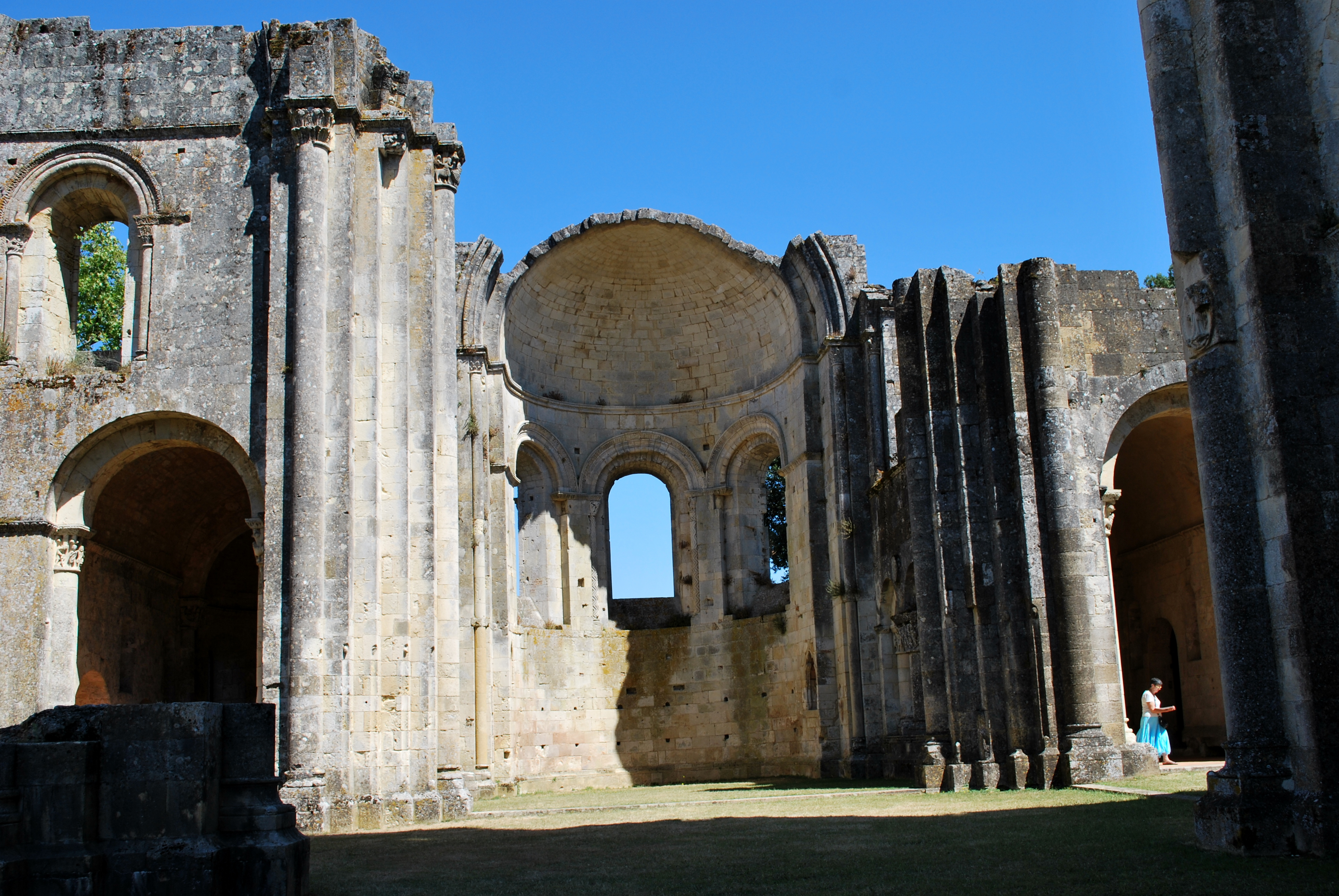
L'abside principale
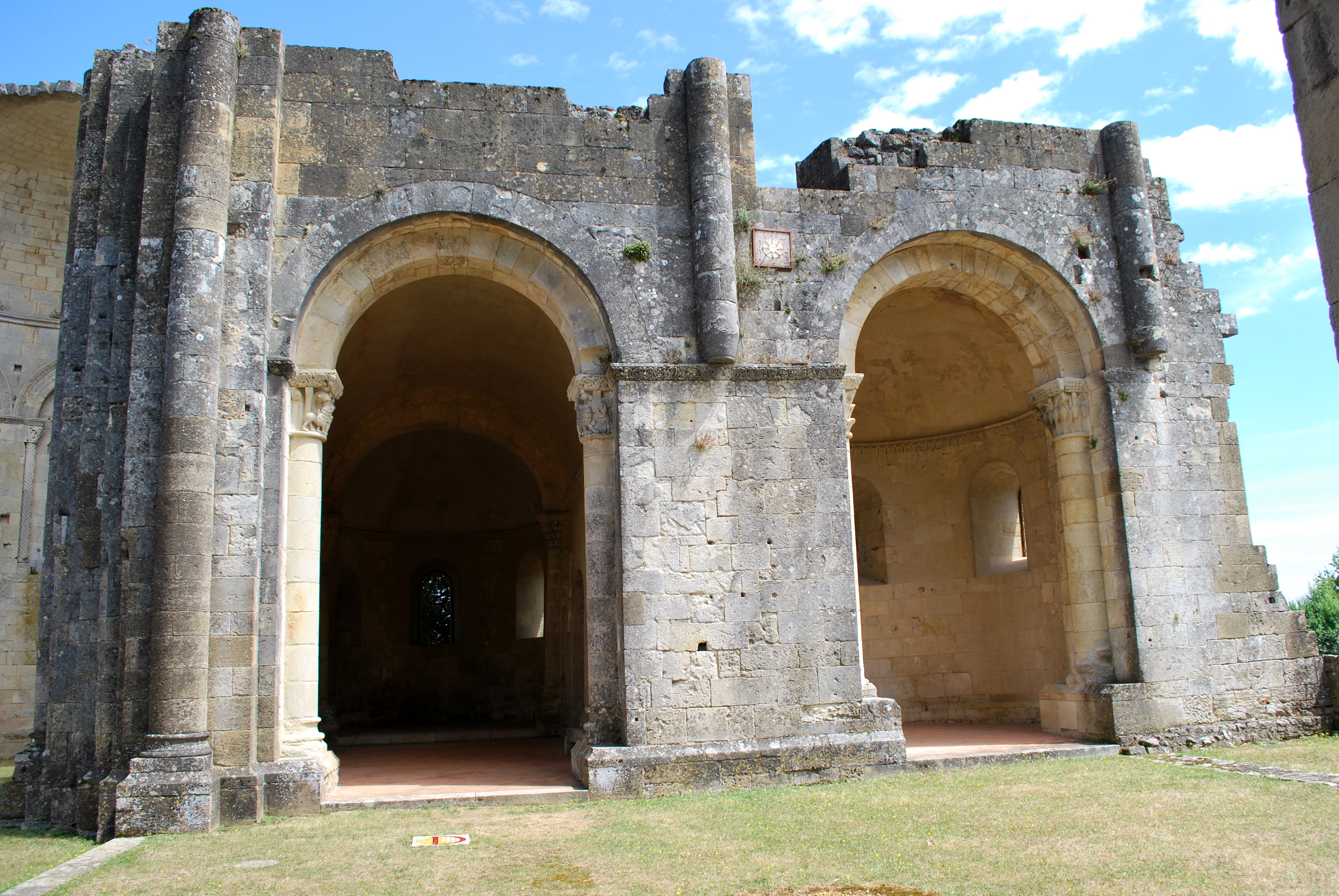
Les absidioles sud

##### Chapiteaux de la petite absidiole nord
- Chapiteau nord (no 20) : Décor végétal

- Chapiteau sud (no 21) : Deux dragons entrelacés : Ce chapiteau, qui évoque le thème de l'Ouroboros est une copie fidèle de son modèle sur le chapiteau est de la chapelle Saint-Jean. Il date du premier quart du XIIe siècle. L'exécution et le style sont supérieurs à ceux de l'originel.

##### Chapiteaux de la grande absidiole nord
La grande absidiole nord contient quatre chapiteaux historiés. Au nord, une chapiteau avec la chute d'Adam et d'Ève et un chapiteau avec deux sirène-poissons. Au sud, un chapiteau avec un homme dévoré par deux lions et, pour finir, un chapiteau avec trois hommes ligaturés à leurs propres corps.
Chapiteau nord (no 22) : La « Chute »
- La Tentation d'Ève. Sur l'angle droit de la face principale se dresse un arbre de la Connaissance, avec des rameaux souples ployant sous les fruits ronds, et autour duquel le Serpent s'est enroulé en hélice régulière. Au milieu du siècle dernier, on pouvait encore voir la tête du Serpent, tenant dans sa gueule un fruit rond qu'il pointait vers Ève.
- La Tentation d'Adam. Ève, toute nue, marche vers Adam, pied gauche en premier, exhibant la pomme dans sa main droite. De sa main gauche, elle cache son sexe avec une feuille de figuier. Elle avance, mue par une tête ingrate, des cheveux filasse et une flasque nudité. Comme d'habitude, dans cette représentation il faut stigmatiser la première femme, qui est responsable de la déchéance de l'humanité !
- La honte. Adam, à l'angle du chapiteau, face aux fidèles dans la nef, montre un sentiment de honte ; il porte sa main droite à la glotte et, de sa main gauche, il couvre son sexe également avec une feuille de figuier. C'est surtout le désaveu public qu'il inflige à cette « femme corrompue par le Serpent » à qui l'homme, Adam, vient de tourner symboliquement le dos.
- Le labeur forcé. Les deux faces latérales de la corbeille montrent les conséquences de l'expulsion du paradis terrestre. À gauche, on trouve Adam, en bliaud court, en train de bêcher pour nourrir les siens. Le travail spécifique imposé par Yahweh à Ève est désormais d'enfanter des fils dans la douleur (Multiplicabo aerumnas tuas... in dolore paries filios, Livre de la Genèse, chapitre III, verset 16). À droite, on trouve donc Ève, mère de Caïn, après l’accouchement, donnant le sein à son enfant.

Ce thème, d'origine carolingienne, est très rare dans l'art roman. Peut-être l'imagier a-t-il été inspiré par une illustration d'une bible pré-romane, comme la première Bible de Charles le Chauve, la Bible d'Alcuin ou celle de Moutier-Grandval ?
Chapiteau sud (no 23) : Acrobate et lions
Sur le tailloir de ce chapiteau, court une succession de volutes affrontées deux à deux et de palmettes asymétriques ligaturées à la base. Cette bordure se prolonge sur le plat du pilier.
Au centre de la face principale se tient un acrobate, la tête en bas, dont les jambes pliées sont engoulées par deux lions qui l’encadrent. Ses deux mains tiennent les pattes des lions : Chaque félin est montré de profil, à l'arrêt, avec un corps massif et une belle tête où flotte la crinière avec quatre rangs de bouclettes. La pupille creuse des yeux en amande semble avoir été sertie d'une pierre colorée. La queue est rentrée, puis remonte sur le flanc pour arborer un fleuron bagué. Les pattes sont armées de griffes énormes refermées sur un fruit sphérique. Il est à noter que, dans la grande absidiole sud, le sculpteur qui a fait le chapiteau de Daniel entre deux lions, s'est simplement contenté de changer le personnage central.[réf. nécessaire]
Quant à l'homme culbuté, aux jambes dévorées, il a les mêmes traits qu'Adam, son vis-à-vis. Son visage est impassible. Il ne s'agit pas d'une victime terrifiée, mais d'un acrobate volontaire, qui ne cherche pas à s'écarter des pattes des lions, mais au contraire, à s'en rapprocher. L'acrobate incarne symboliquement ces pécheurs qui croient ressortir sans dommage moral de la gueule des lions. Il n'a rien à voir avec « le dénonciateur de Daniel jeté à la fosse », comme certains guides l'affirment. On trouve exactement le même thème à l'extérieur de l'église, sur un chapiteau de la fenêtre ouest du croisillon nord de transept.
Chapiteau nord (no 24) : Deux sirènes-poissons
Le tailloir de ce chapiteau porte un décor d'acanthes. La composition de la corbeille est symétrique, comme les trois autres compositions de l'absidiole.
Sur la face principale de la corbeille, se trouvent deux sirènes, les traditionnelles tentatrices charnelles pour les hommes. Leurs corps de poissons sont énormes par rapport au buste. Ils ont un point de tangence au centre et contournent les deux faces latérales de la corbeille. Les bustes, qui ont forme humaine, s'arrêtent au-dessous du nombril par une cordelière aplatie, marquant l'interface entre les parties animale et humaine de l'hybride.
Chacune exhibe, sous le dé central, une ramille verticale à feuilles pendantes et, sur les côtés, à l'horizontale, une autre tige qui présente une fleuron trifurque et une fronde de folioles enroulées en volute. Un jeu de mots en latin, reliant « tige » et « pénis » par l'homonymie caulis était souvent utilisé dans l'iconographie monastique. Les tiges végétales, en divers états de raideur entre les mains des sirènes, s'adressaient beaucoup à l'imagination. Le parallèle entre l'éphémère de la fleur qui meurt vite et le paroxysme vénérien, supposé coupable et qui condamne son auteur à une mort éternelle, était riche de sens. Dans certaines églises, les sirènes, en plus des tiges, tenaient aussi le fruit défendu, par exemple à la chapelle funéraire de Chambon-sur-Lac en Auvergne.
Chapiteau sud (no 25) : Deux hommes enchaînés à leur propre corps
Le tailloir de ce chapiteau à trois faces est habillé d'un bandeau d'acanthe en faible relief. La composition de la corbeille est symétrique, à quelques petits détails près.
À chaque angle de la corbeille, se trouve un jeune homme nu, agenouillé, qui se tient les pieds avec les mains. Les corps lisses des deux éphèbes sont discrètement dissimulés par des lianes de feuilles. Les hommes sont emprisonnés, au sens symbolique, par une liane unique qui leur enveloppe tête, cou, ventre, sexe, jambes et bras. Cette liane commune passe d'un homme à l'autre, au niveau d'un anneau feuillé, scellé au haut du poteau central. On remarque également, le long de cette liane, des ligatures en « V », qui émettent par trois fois un double faisceau de feuilles, au-dessus du front puis aux deux coudes. L'emprise du bourgeonnement végétal aux points névralgiques a valeur de symbole, attirant l'attention sur le fait que la pensée et l'action sont les prisonniers de la « Nature », c'est-à-dire des instincts ou passions. Ces deux hommes rejoignent leur confrère, nu, lié et ithyphallique qui se trouve sur un modillon de la grande absidiole nord, comme des « pécheurs contre la chair ». La culpabilisation morale des personnages est appuyée par l'analogie de position des lianes avec celles du monde carcéral médiéval : la bride jugulaire et le carcan ; la triple entrave des deux pieds et de l'abdomen est un souvenir du compes (ou fers) hérité de la Rome antique.
Dans certains guides, il est affirmé, sans doute à cause de la proximité des sirènes, que ce chapiteau représente Ulysse, attaché au mât de son navire en train d'entendre le chant des sirènes. Cette « explication » ignore qu'il y a deux hommes, qu'ils sont jeunes et non pas d'âge mûr, qu'ils sont ligotés avec une liane et non pas des cordages, qu'ils sont nus et à genoux et que la représentation, connue comme Homo in compedibus corporis (ou in vinculis), « l'homme dans les liens du corps », était assez fréquente dans l'art roman. Ici, il y en a deux exemplaires : ce chapiteau et un modillon de la grande absidiole nord, où, qui plus est, l'homme est ithyphallique !

##### Chapiteaux du presbyterium et de son abside

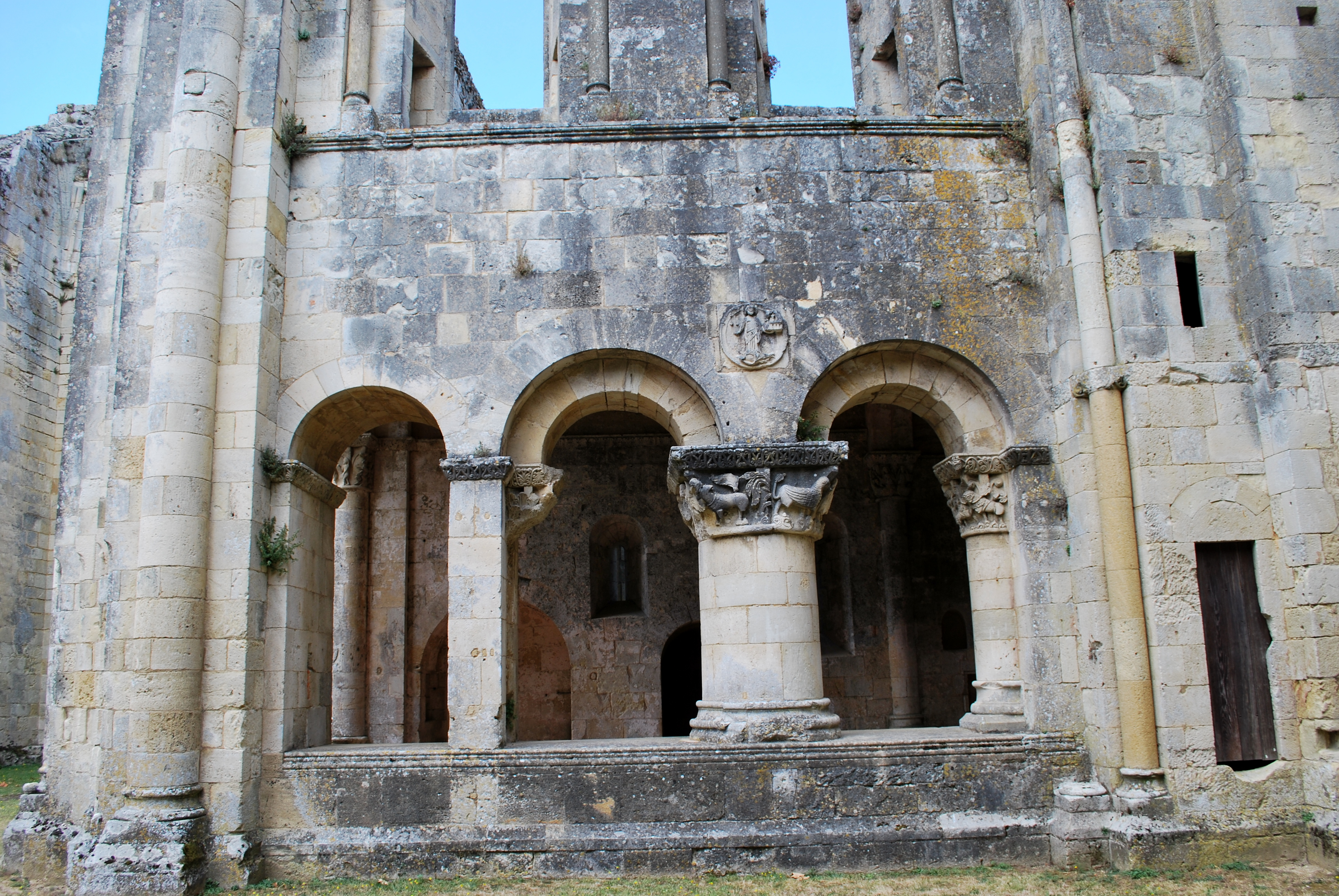
Triple arcade nord

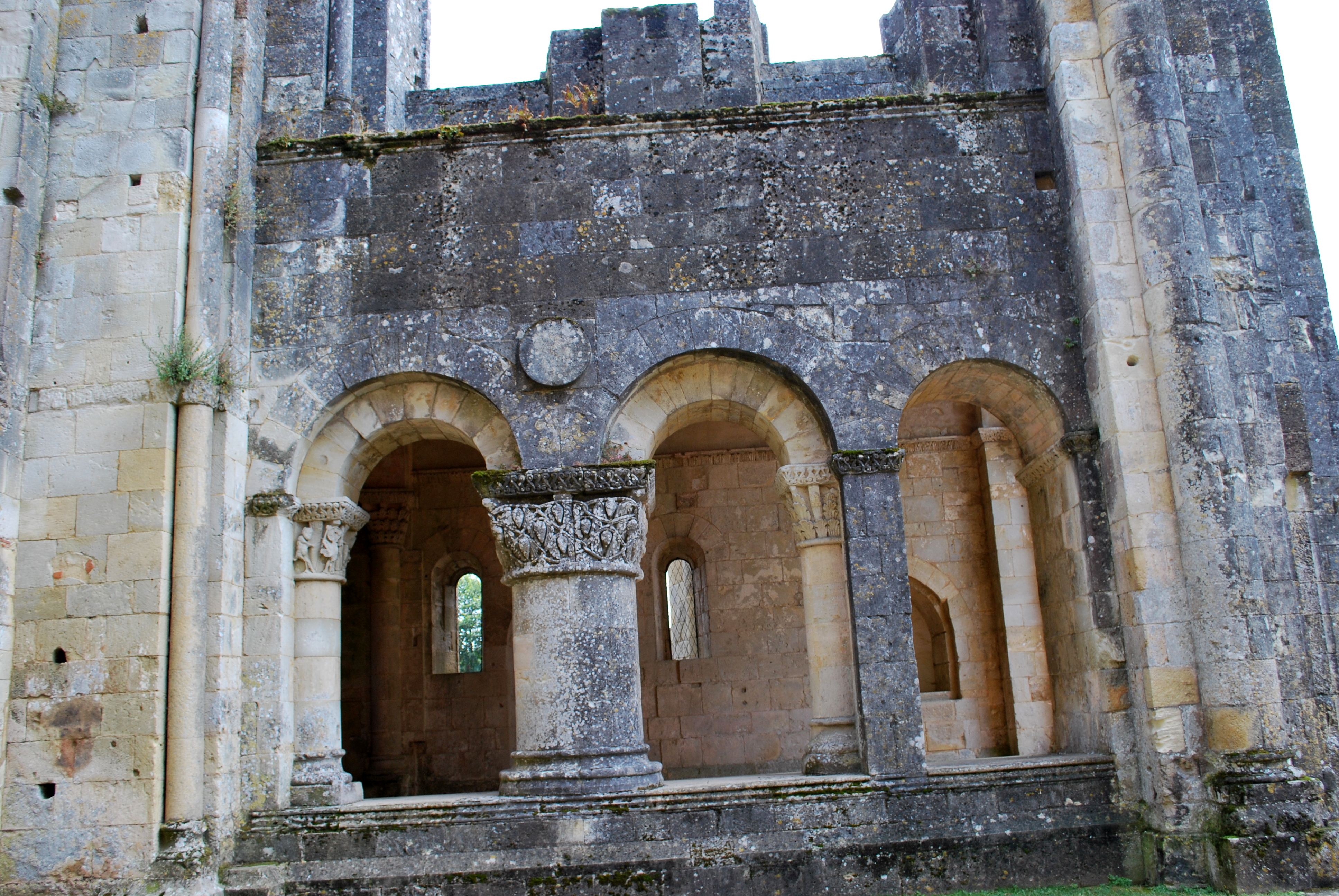
Triple arcade sud

L'ancien sanctuaire communiquait avec les grandes absidioles, au nord et au sud, par deux triples arcades, ouvertes dans sa travée droite. Chacune comprend une porte de communication et une double baie dont les voussures retombent sur une colonne centrale courte, de grand diamètre, et latéralement sur les chapiteaux de deux colonnes engagées.
Un décor roman de très haute qualité orne ces six chapiteaux.
Au deuxième niveau de l'abside, on trouve les sculptures des fenêtres.
À l'entrée de l'abside, les colonnes de l'arc du chœur portent des chapiteaux sculptés.

###### Chapiteaux de la triple arcade nord
Les trois chapiteaux sculptés de cette arcade sont : une paire de lions bicorporés ; le chapiteau monumental avec quatre scénarios d'affrontements, sur le thème de la tentation ; un décor végétal pour le dernier.
Chapiteau nord 3 (no 26) : Paire de lions bicorporés
Aux deux angles du tailloir, deux protomés recrachent un rinceau ondé, émettant des palmettes alternativement dressées et abaissées — On trouve la même décoration sur le tailloir au-dessus du « Cycle de Samson » de la grande absidiole sud —. En ce qui concerne la corbeille, le même schéma de base de la disposition symétrique des quatre corps de lion a été utilisé à trois autres reprises dans l'abbaye : à la fenêtre nord de la nef, à l'intérieur de la nef (cinquième travée nord) et dans la chapelle Saint-Jean. Les lions de cette arcade font partie des embellissements dus à Geoffroy de Laon, quatrième abbé (1106 à 1119).
Les deux lions bicorporés, androcéphales sont adossés au niveau du pilier médian de la face principale. En haut et en bas du pilier, on trouve deux boutonnières végétales garnies de feuilles et traversées par deux lianes émises par les gueules des lions. Les corps des lions sont conformes au style de l'abbaye : des pattes manchonnées, des griffes qui renferment un fruit sphérique, une crinière à plusieurs rangs de bouclettes, une queue rentrée entre les cuisses qui se redresse et termine en fleuron. Les lianes des faces latérales s'épanouissent à leur tour en fleuron identique à celui des quatre queues.
Sur le plan allégorique, ces monstres, avides de fruits ronds (fruit de la Tentation) et de sensualité (les quatre queues en érection) sont une continuation du chapiteau voisin des jeunes hommes nus, emprisonnés par leurs passions. L'image des bicorporés doubles de lions (qui représentent le Diable) est une mise en garde contre le péché et l'allusion homosexuelle, qui était l'un des grands poncifs de l'époque.
Chapiteau nord 2 (no 27) : Affrontements entre animaux fabuleux
Ce chapiteau est le plus célèbre de l'abbaye. Les quatre côtés de la corbeille sont sculptés. Les affrontements sont mis en place à chacun des angles de la corbeille. On trouve : un combat entre un homme et un lion ; deux griffons affrontés au 'Vase de Vie' ; un centaure exécutant un autre centaure et deux basilics bec-à-bec, enjambant des dragons.

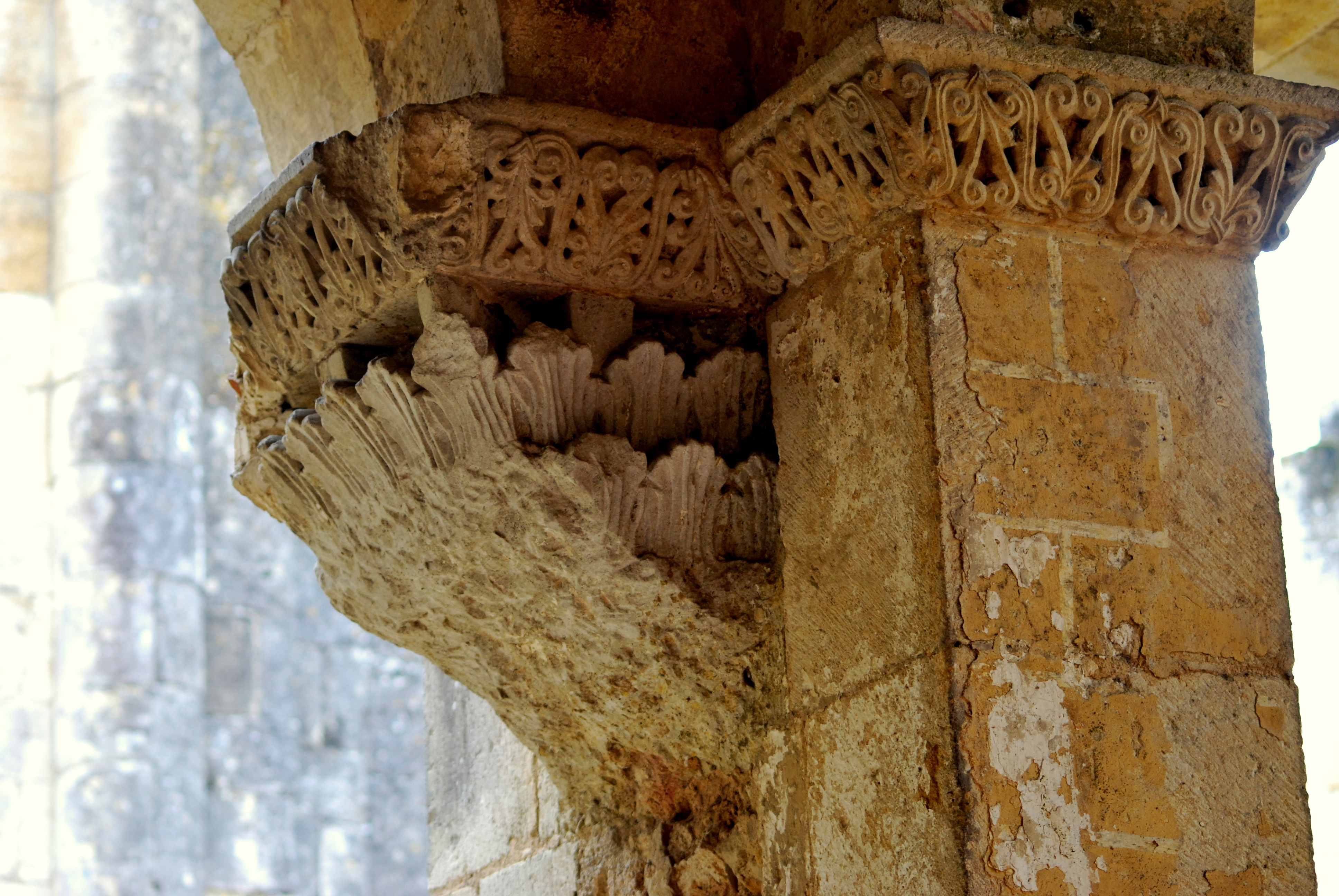
Chapiteau nord 1 (no 28) ; décor végétal.

Comme il n'y a pas de référence liturgique, certains guides affirment que le chapiteau n'est que décoratif : le chapiteau résumerait les combats fabuleux des bestiaires et l'on parle de « Combats entre animaux fabuleux ». Cependant, il ne faut pas oublier que le presbyterium est l'endroit le plus sacré de l'église ; ce chapiteau monumental a dû coûter une fortune et toute l'iconographie de la partie nord de l'église — et ce chapiteau en fait partie — est consacrée à « La Tentation » tandis que la partie sud est consacrée aux exemples du dévouement envers Dieu : Abraham, Daniel, Samson et saint Jean-Baptiste. Il est impensable que l'iconographie de ce chapiteau ne se situe pas dans la continuité des thèmes mettant en garde le clergé contre la tentation. En ce qui concerne les soi-disant « combats », le seul « combat » est entre un homme et un lion ; les griffons ne se disputent pas, ils boivent au même calice ; les basilics et les dragons ne combattent pas et les deux centaures ne combattent pas, l'un, armé d'un arc et flèche, exécute l'autre, qui n'est pas armé. Le sens à donner à ces scènes est assez limpide, si l'on suit les interprétations médiévales « classiques ».
Aux quatre coins du tailloir on trouve un protomé de fauve qui crache des rinceaux. Le décor de base est une liane sinusoïdale émettant une paire de palmettes asymétriques affrontées, alternativement dressées et baissées.

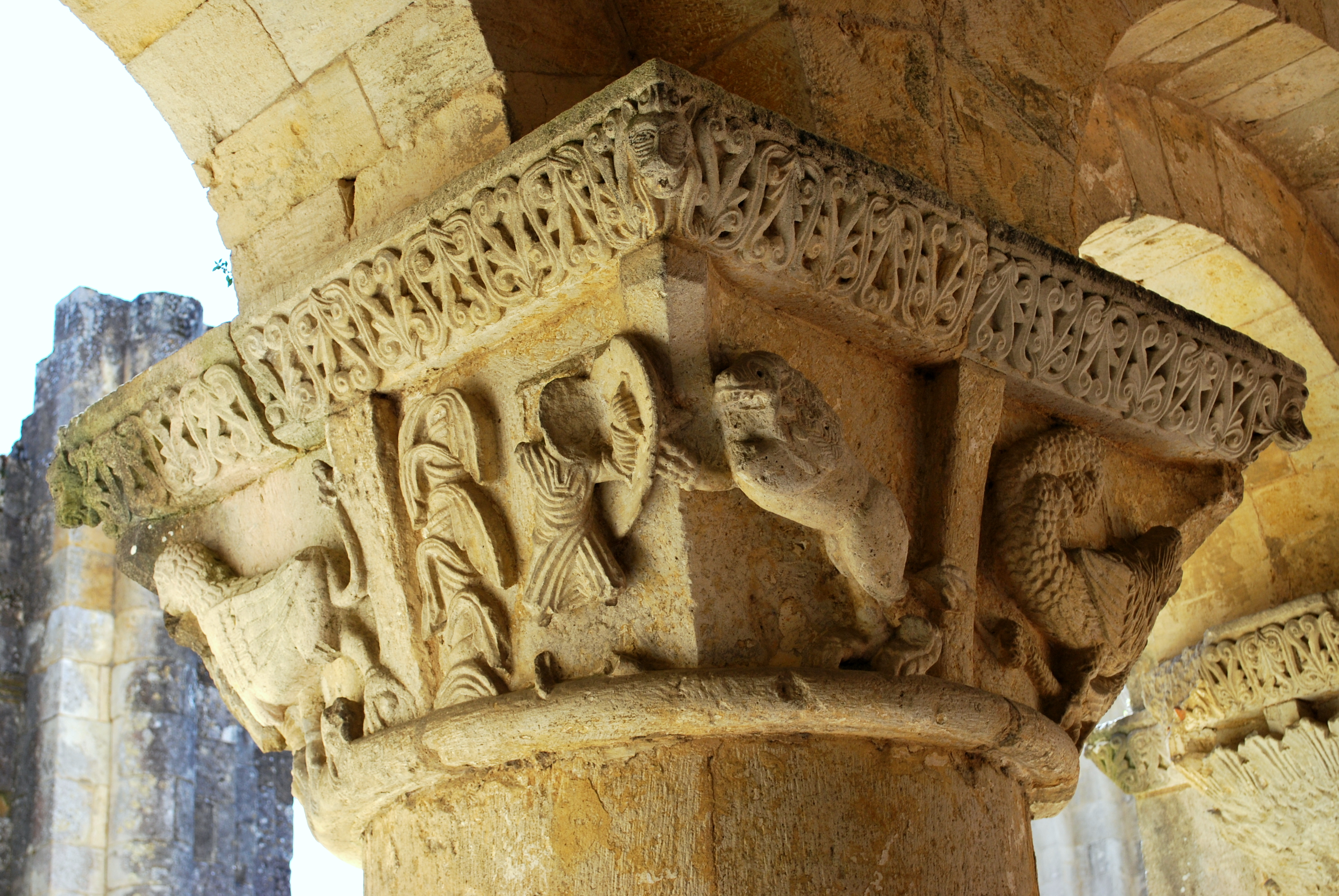
Léontomachie.

- Léontomachie : À gauche, on voit un arbuste, qui porte six grandes feuilles découpées à folioles pendantes, alternées et spiralées autour du tronc. Il s'agit de l'image « officielle » et assez répandue de la « Plante de Vie ». Devant l'arbuste, un homme en tunique courte plissée, en train d'attaquer un lion. Protégé par son écu, il a le bras droit levé pour transpercer le fauve avec son épée. La bête, dressée sur ses pattes postérieures, vient de bondir pour planter ses griffes dans le bouclier.

Le combat de l'homme et du lion (qui représente toujours le Diable) est le combat de l'homme contre son animalité.

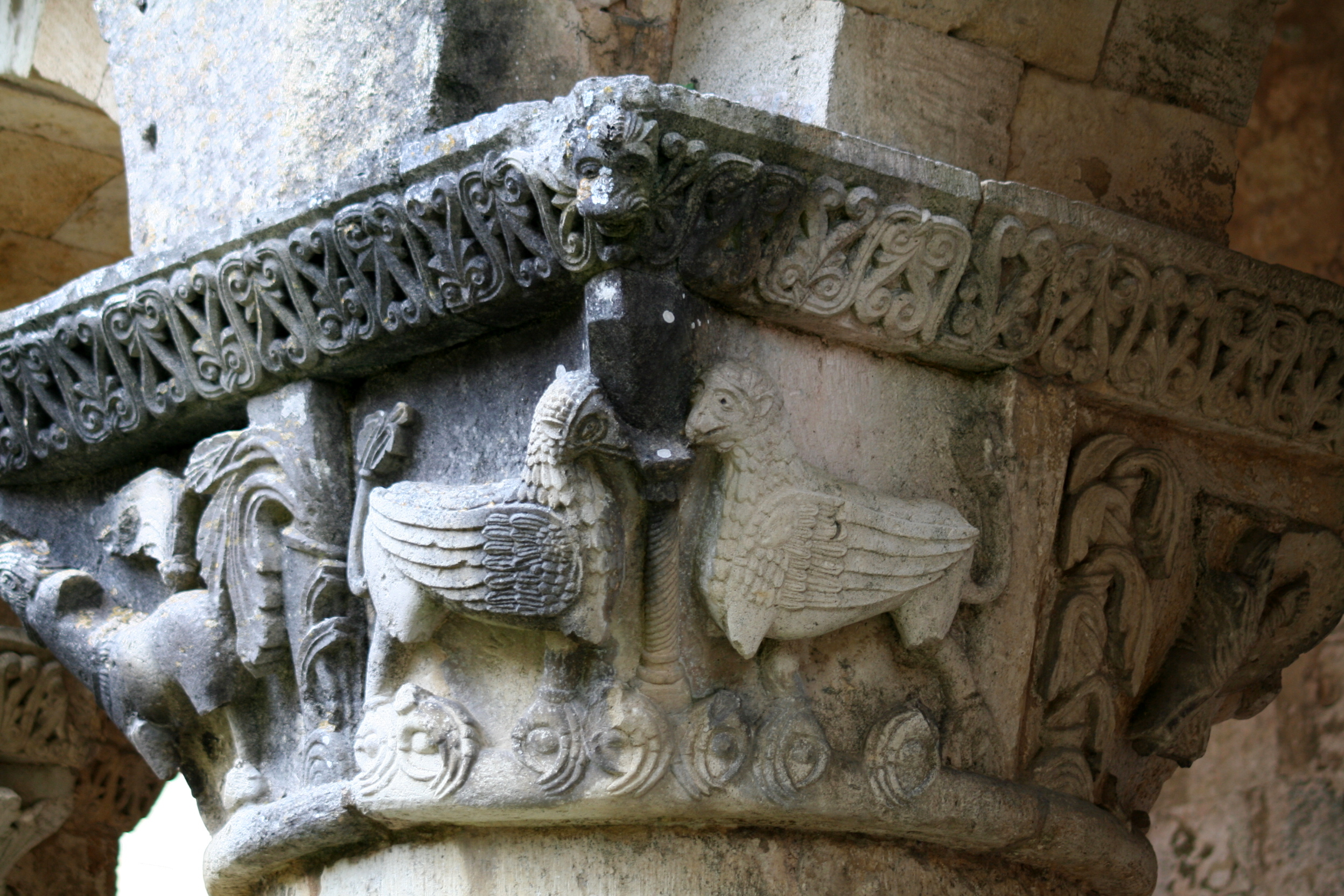
Griffons affrontés.

- Griffons affrontés au « Vase de Vie » : Deux griffons sont affrontés à un « Vase de Vie ». Leurs becs entrouverts s'approchent du vase et leurs corps de lions ont des pattes baguées qui se referment toutes sur un fruit rond. Les bêtes tiennent leurs ailes repliées, ce qui est inhabituel. Les queues ne passent pas entre les cuisses et conservent un port naturel, dénué de connotation sexuée. Au centre, une colonne torse exhausse le « Vase de Vie » à bonne hauteur pour abreuver les deux griffons.

L'image chrétienne de deux griffons affrontés au « Calice » ou à l'Arbre de Vie est positive. Ils sont les gardiens du Paradis, chargés d'empêcher quiconque d'approcher de l'Arbre de Vie et qu'ils sont les seuls à pouvoir consommer. Peu à peu l'iconographie romane avait substitué le « Calice » à la « Fontaine » et la « Pigne » au « Fruit de Vie », de sorte que cette sculpture est une figuration du « Calice Eucharistique », dont les griffons assurent symboliquement la surveillance. Cette image d’immortalité était couramment exposée dans le sanctuaire des églises romanes, à proximité de l'autel majeur, lieu du mystère eucharistique que le clergé renouvelait chaque jour.
- Centaure exécutant un autre centaure

La séquence des centaures est aujourd'hui très dégradée, un seul des deux centaures est partiellement conservé, le second a laissé l'empreinte de son corps et le geste de sagittaire retourné. On trouve une réplique de cette sculpture dans l'église de Saint-Quentin-de-Baron.

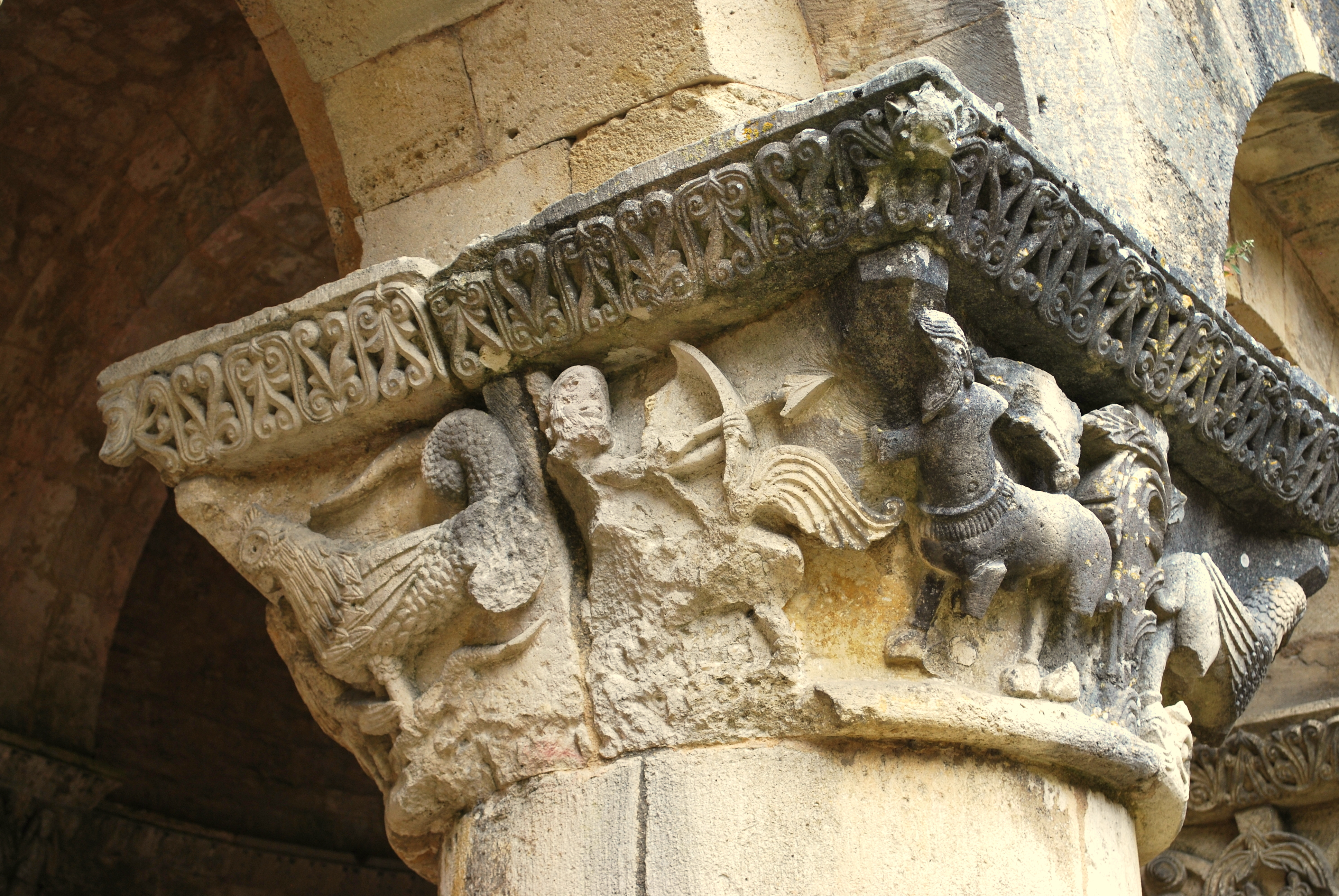
Centaure tuant un centaure.

L'action se résume à une exécution. Le premier centaure vient de se retourner sur son poursuivant pour lui décocher une flèche mortelle en plein front. les guides qui décrivent la séquence comme : « Centaures combattant à coup de flèches » oublient qu'il n'y a qu'un seul centaure armé. Une interprétation plus juste s'appuie sur les détails qui figurent réellement sur la sculpture.
Sculpté sur le cartouche central de la face de la corbeille qui donne sur le sanctuaire, se trouve un arbre asymétrique, enraciné en partie au paradis avec les griffons, mais dont toutes les grandes feuilles ont été rabattues au pays des centaures, c'est-à-dire la Terre des Hommes.
L'arbre, sur la frontière entre Terre et Paradis donne, par la dissymétrie de la frondaison, une expression allégorique de la révélation du Bien et du Mal. Le concept patristique de la « double voie » : « Il y a deux chemins : celui de la vie et celui de la mort, mais il y a une grande différence entre les deux, celui de la vie est étroit et difficile, celui qui mène aux Enfers est large et facile ». La représentation de ces chemins par les branches de la lettre grecque upsilon, Υ, ou par les branches d'un arbre (l'arbre de Pythagore) a été utilisée à maintes reprises dans l’iconographie médiévale. Ici, les branches sont représentées par des feuilles de dimensions radicalement différentes. Ainsi, les deux petites feuilles étiques recourbées à droite vers l’Éden, symbolisent les voies étroites et difficiles qui mènent vers la Vie. Les larges et luxuriantes feuilles qui se recourbent vers le sol terrestre symbolisent les routes du péché qui mènent facilement aux Enfers. On peut encore percevoir la tête d'un serpent glissée entre les feuilles qui heurte la queue du centaure condamné.
La signification des centaures à l'époque romane était très codifiée : le type sagittaire (avec arc bandé), queue droite et pendante, était le centaure de Dieu qui était chargé d'exterminer les créatures pécheresses ou démoniaques ; sa cible, ici, l'autre centaure représentant le péché mortel, avec sa queue sexualisée et fleuronnée affichant la virilité. Le centaure qui bande son arc est Chiron le bienfaiteur de l'Humanité selon les Grecs. Il personnifie la rigueur morale et est l'exterminateur attitré des êtres maléfiques dans l'iconographie romane. On le trouve sur des chapiteaux des sanctuaires, des portails et des modillons, toujours visant avec son arc le pécheur.
- Basilics et dragons

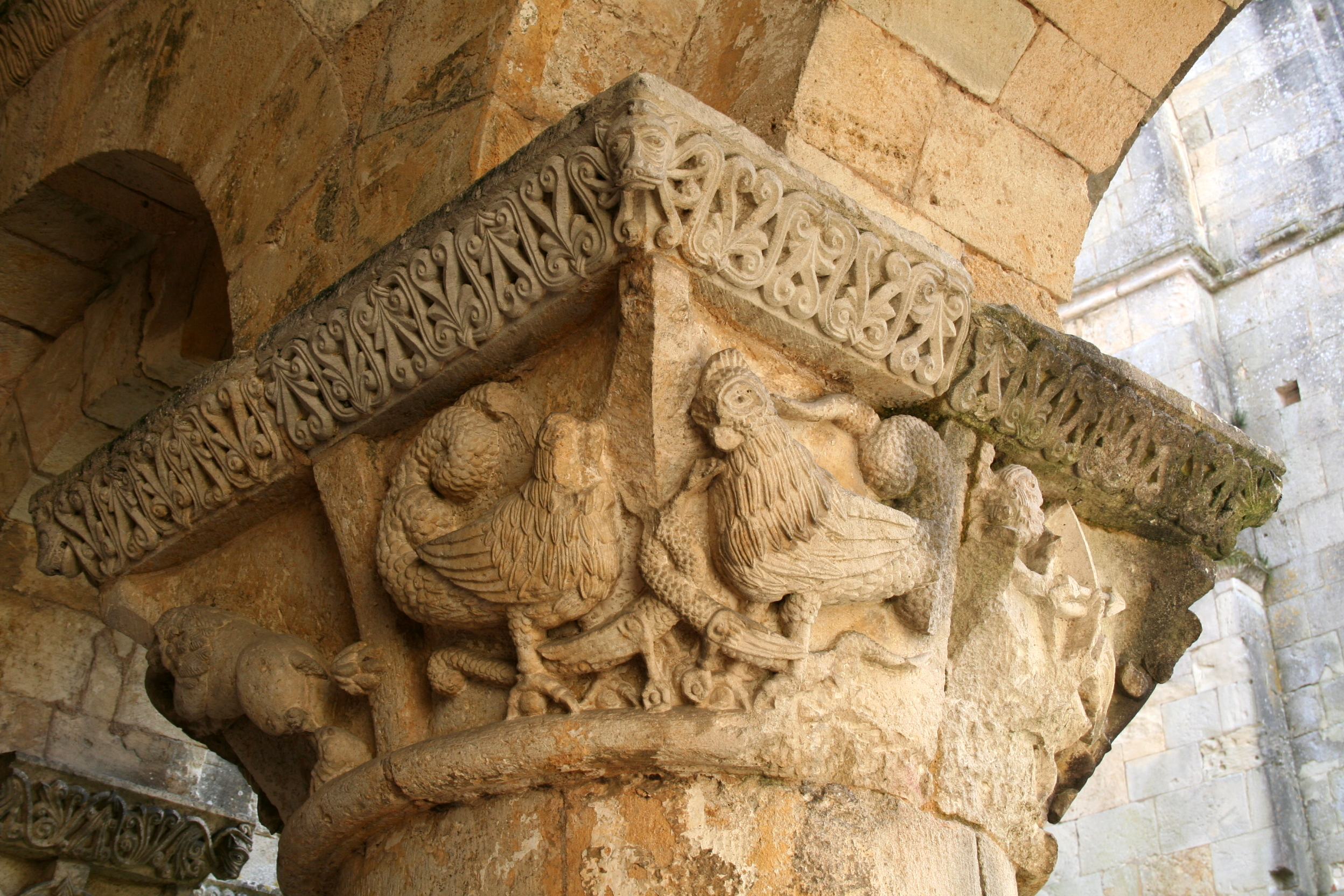
Basilics et serpents affrontés.

La dernière composition est parfaitement symétrique, on trouve deux basilics — à ne pas confondre avec la cocatrix, un être « inventé » au XIVe siècle — qui sont affrontés à l'angle de la corbeille. Les queues, couvertes d'écailles, sont dressées au-dessus des dos. Entre leurs pattes, se trouve un couple de dragons serpentiformes qui sont entrelacés. Les quatre animaux tiennent entre leurs griffes des fruits ronds.
Individuellement, le basilic est un animal maléfique qui tue « par un seul regard ». Les paires de basilics que l'on trouve affrontés à un arbre de vie ou au calice eucharistique ont une signification plus restrictive, surtout quand on les trouve souvent associés à des serpents/dragons (églises de Baron, Saint-Pierre-de-Bat, Saint-Sulpice-et-Cameyrac, etc.). Les serpents, symboles de la luxure, associés à deux mâles se frottant les becs comme des oiseaux au printemps, est une stigmatisation des amours masculines. La place d'honneur dans l'église réservée à ses rappels indique le souci du risque amoureux ; l'entrée dans les ordres n’éteignait pas les passions physiques.
En résumé, l'iconographie de la partie nord du chevet est placée sous l'emprise de Satan. On trouve six thèmes qui ont pour objet les tentations qu'il inflige aux hommes. Seul, le dernier chapiteau figuré suggère aux fidèles de lutter contre elles, par l'exercice personnel (homme combattant le lion) ou par la raison (Chiron tuant le centaure pécheur), pour que l'âme puisse accéder à « l’immortalité du Paradis » où les griffons l'attendent.

###### Chapiteaux de l'arcade sud
L'arcade sud est de structure identique à celle de l'arcade nord : une énorme colonne centrale et deux colonnes latérales adossées. Le chapiteau oriental (sud 3) est le seul à être figuré, les deux autres ont une décoration végétale.
Chapiteau sud 3 (no 29) : Les trois tentations de Jésus par Satan.
La corbeille est très abîmée, non pas par l'érosion, mais par la malveillance, puisque les trois visages de Jésus ont été martelés. Sans doute à l'époque révolutionnaire où beaucoup de sculptures dans les églises ont été vandalisées. Le tailloir est en parfait état : une suite de palmettes dressées, ligaturées à leur base par un double V, exactement comme le tailloir de l'acrobate et les lions de la grande absidiole nord.
La lecture du chapiteau s'effectue de gauche à droite, dans l'ordre adopté dans l’évangile selon Luc, chapitre IV, versets 1 à 13.
- Première tentation : Après avoir été baptisé par Jean, Jésus fait retraite au désert pendant quarante jours. Au terme de l'épreuve, Satan, voyant qu'il avait faim, lui tendit un caillou et dit : « Si tu es le fils de Dieu, change-le en pain ». La réponse de Jésus : « L'homme ne vit pas seulement de pain, mais de tout ce qui sort de la bouche de Dieu ». Cette scène est illustrée sur le côté du chapiteau tourné vers le chœur. On identifie Jésus par le nimbe crucifère ; il porte une tunique talaire et sa main droite s'appuie sur un long bâton. La bras gauche a disparu, mais, sur d'autres sculptures, il tenait la Torah, dont il cite un extrait. Dans le coin gauche, Satan est nu, gras, pansu, avec une épaisse queue et des jambes de satyre.
- La deuxième tentation : Satan amène Jésus sur une haute montagne et lui montre tous les royaumes du monde. Il lui promet de tout lui donner s'il accepte de se prosterner à ses pieds. Jésus cite encore la Torah : « Tu adoreras le Seigneur ton Dieu et ne rendras de culte qu'à lui seul. » (Deutéronome, chapitre VI, verset 13 et chapitre X, verset 20). L'imagier a rendu l'idée d'altitude de cette scène en mettant Jésus et Satan sur des nuages. On peut identifier Jésus par un fragment de son nimbe. Du Diable ne subsiste seulement qu'un demi-corps. La main droite, élevée à hauteur de la tête, fait le geste de bénédiction chrétienne pour confondre les hommes.
- La troisième tentation : la gloire au Temple de Jérusalem : Satan amène Jésus à Jérusalem et le dépose au sommet du Temple et lui dit : « Saute et jette-toi en bas ! Si tu es le fils de Dieu, ses anges te porteront ». La réponse de Jésus vient encore de la Torah : « Tu ne tenteras pas le Seigneur ton Dieu » (Deutéronome, chapitre VI, verset 16). L'imagier a fait une curieuse représentation pour l'illustration. Jésus est à droite, sa tête sort d'une « cabane » qui simule le Temple. Le Satan est petit, nu, et a les ailes repliées dans le dos. Sa main pointe vers le sol où il avait demandé à Jésus de sauter.

Ce chapiteau est d'une importance capitale, car c'est la fermeture du cycle iconographique du nord du chevet, qui est placé sous le signe de la tentation dans toutes ses formes. Inauguré par le serpent en Paradis (absidiole nord) et clôturé par Jésus réfutant Satan dans le désert de Judée. Toute l'iconographie du chevet est d'une exceptionnelle cohérence.
La corbeille centrale (no 30) : Pignes disposées en quinconce
Les quatre faces de la corbeille sont tapissées d'un filet végétal dont les larges mailles ont en leur centre une pigne, pointe en bas. Toutes les pignes (on en compte 39) représentent le « Fruit de Vie » ; ici, où les moines célébraient sur l'autel le mystère eucharistique, elles trouvent leur place.
Le chapiteau occidental (no 30) : Composition végétale
Le tailloir est identique au précédent. La corbeille superpose trois couronnes d'acanthe détachées les unes des autres, tandis que, sur les dés médians, se dresse une tige cannelée terminée par une inflorescence en cône.

###### Les sculptures des parties hautes de l'abside
La partie haute de l'abside est composée de deux niveaux.
Au premier niveau :
- les trois baies de l'abside. Seule, la baie axiale est ornée de chapiteaux sculptés. Au nord, un ange tuant deux dragons et au sud un archange tuant un dragon.

Au deuxième niveau :
- Les chapiteaux de l'arc de séparation nef-chœur : au nord, des sirènes-oiseaux et des centaures et, au sud, un décor végétal.
- Les chapiteaux de l'arc de séparation chœur-abside ont, au nord et au sud, un décor végétal.
- Deux fenêtres, au-dessus de la triple arcade nord : à la première un volatile étêté et à la deuxième fenêtre, des lions, deux à l'ouest, un bicorporé à l'est.
- Deux fenêtres, au-dessus de la triple arcade sud.

###### Les baies de l'abside
La seule des trois baies à posséder encore des colonnes, avec décor à chevrons et chapiteaux sculptés, est la baie axiale. Les tailloirs des baies sont composés d'une succession d'acanthes sèches, se poursuivant en bandeau autour du cul-de-four.
La baie axiale (no 31)
Sur chacune des corbeilles, on voit la mise à mort des dragons par un ange. Symboliquement, c'est la victoire du Bien sur le Mal. L'emplacement donne la vision de l'extermination des forces du Mal à la lumière du soleil levant, un signe d'espérance pour les fidèles. L'érosion fait son œuvre : la tête de l'archange, que Léo Drouyn dessinait en 1851, n'est plus et d'autres détails ont également disparu.
- Chapiteau nord. Ange terrassant deux dragons : On voit un ange debout, vêtu d'une simple tunique, les ailes déployées comme une « victoire romaine ». Il terrasse deux dragons simultanément, foulant leur encolure sous ses pieds nus pendant qu'il enfonce deux gros épieux dans leurs gorges. Sur les faces latérales de la corbeille, les deux corps enchevêtrent les anneaux.
- Chapiteau sud. Archange Michel terrassant un dragon : la composition est asymétrique et très dynamique. Il est probable que ce chapiteau soit le prototype d'un plus grand chapiteau qui a dû exister dans l'abbaye, car la composition a été reproduite dans les églises satellites (Bouliac, Cessac, Coirac, Courpiac, Romagne, etc.)

Les anneaux du dragon se déploient sur toute la corbeille. Sur une face, l'archange au cœur de l'action et, sur l'autre, la gueule du monstre empalée par le fer d'une longue pique (dont la hampe a disparu). L'ange, porté par ses grandes ailes, se démène tellement que sa tunique, soulevée par l'action, vole dans le feu de l'action. Le haut de son corps est très dégradé : la tête et les mains n'existent plus. Le bras droit s’élève, sans doute pour tenir la hampe de la pique ; le bras gauche s'élève également et semble tenir un objet très érodé. Il est possible que cet ustensile ait été une balance à fléau pour la pesée de l'âme, qui est l'attribut de l'archange Michel.

###### Le chœur
L'arc entre nef et chœur et entre chœur et abside (Emplacements nos 32 et 33)
Le seul chapiteau historié est celui du nord, entre la nef et le chœur, où l'on trouve des centaures et des sirènes-oiseaux. Les trois autres chapiteaux portent un décor végétal d'acanthes.
Sirènes-oiseaux et centaures
Le tailloir à frise d'acanthe, son épannelage à six coquilles d'angle et à trois nervures médianes est classique.
La corbeille, parfaitement symétrique, comporte quatre sujets. Au milieu de la face principale sont perchées deux sirènes androcéphales, en position affrontée. Leurs visages regardent dans la même direction. Elles n'entendent pas les deux centaures qui arrivent derrière elles, les bras tendus pour tirer un projectile sphérique sur les deux sirènes.
Les centaures ont valeur de justicier, confirmé par le port de la queue droite. Ils sont semblables au grand centaure sagittaire sur le grand chapiteau de l'arcade triple nord du chœur. S'ils incarnent le bien, leurs victimes ne peuvent être que mauvaises. Les deux coupables expriment le bonheur et la sérénité, ignorants de l'immanence du malheur qui les menace. Peut-être un rappel de l’Évangile selon Matthieu, chapitre XXIV, verset 36 : « Veillez... car nul ne connait, ni le jour, ni l'heure... »

Chapiteaux à décor végétal du chœur
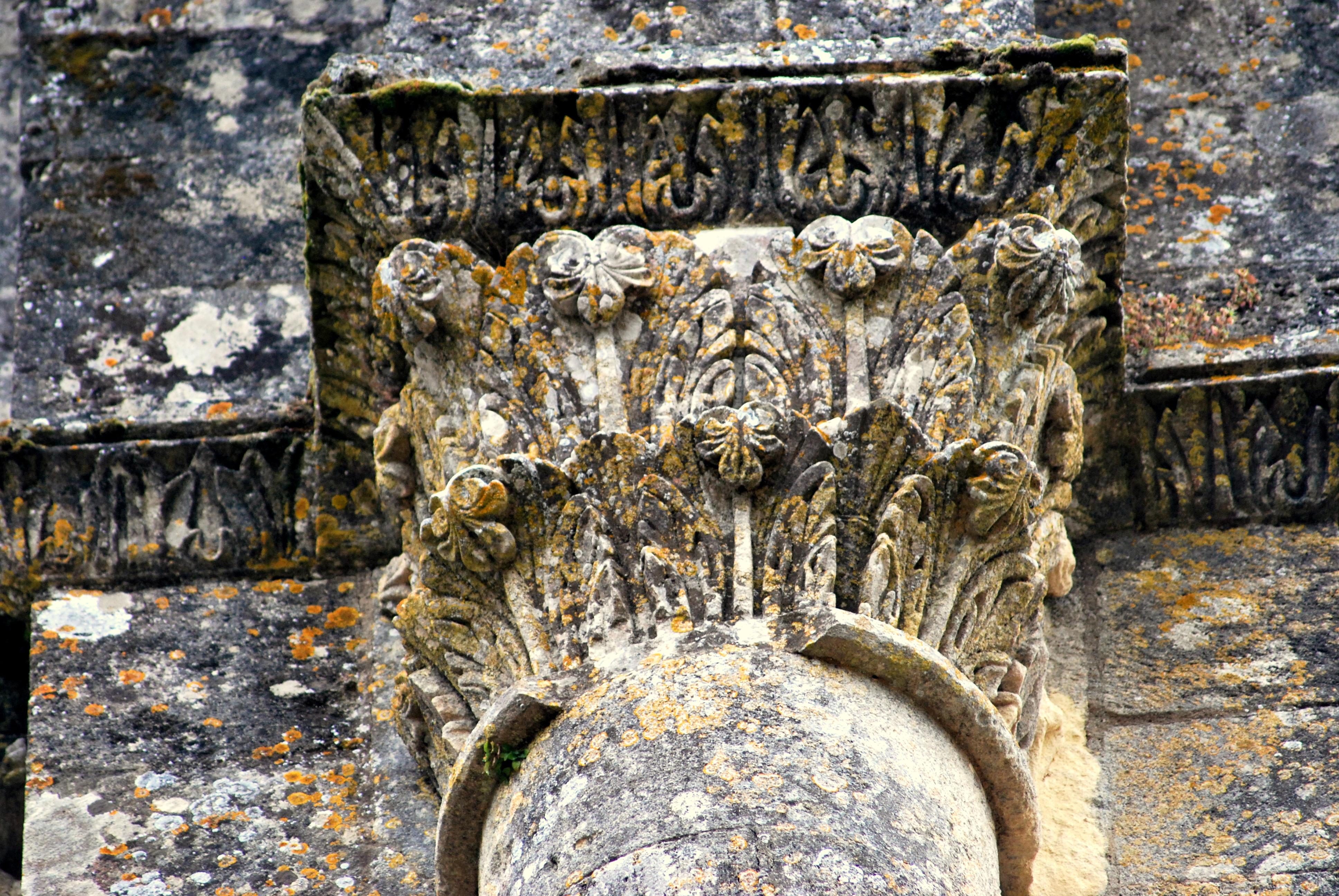
Chapiteau sud entre nef et chœur
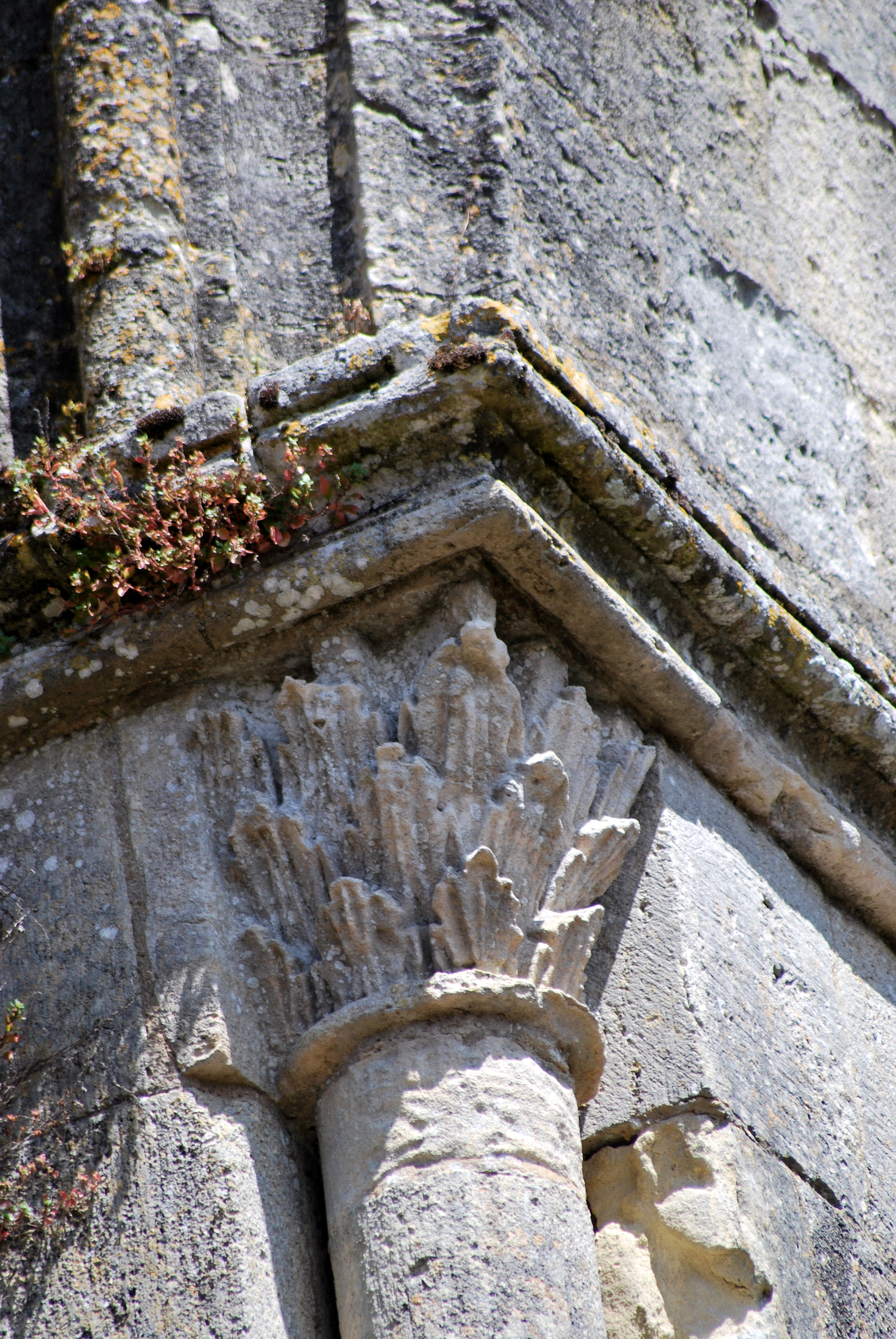
Chapiteau nord entre chœur et abside
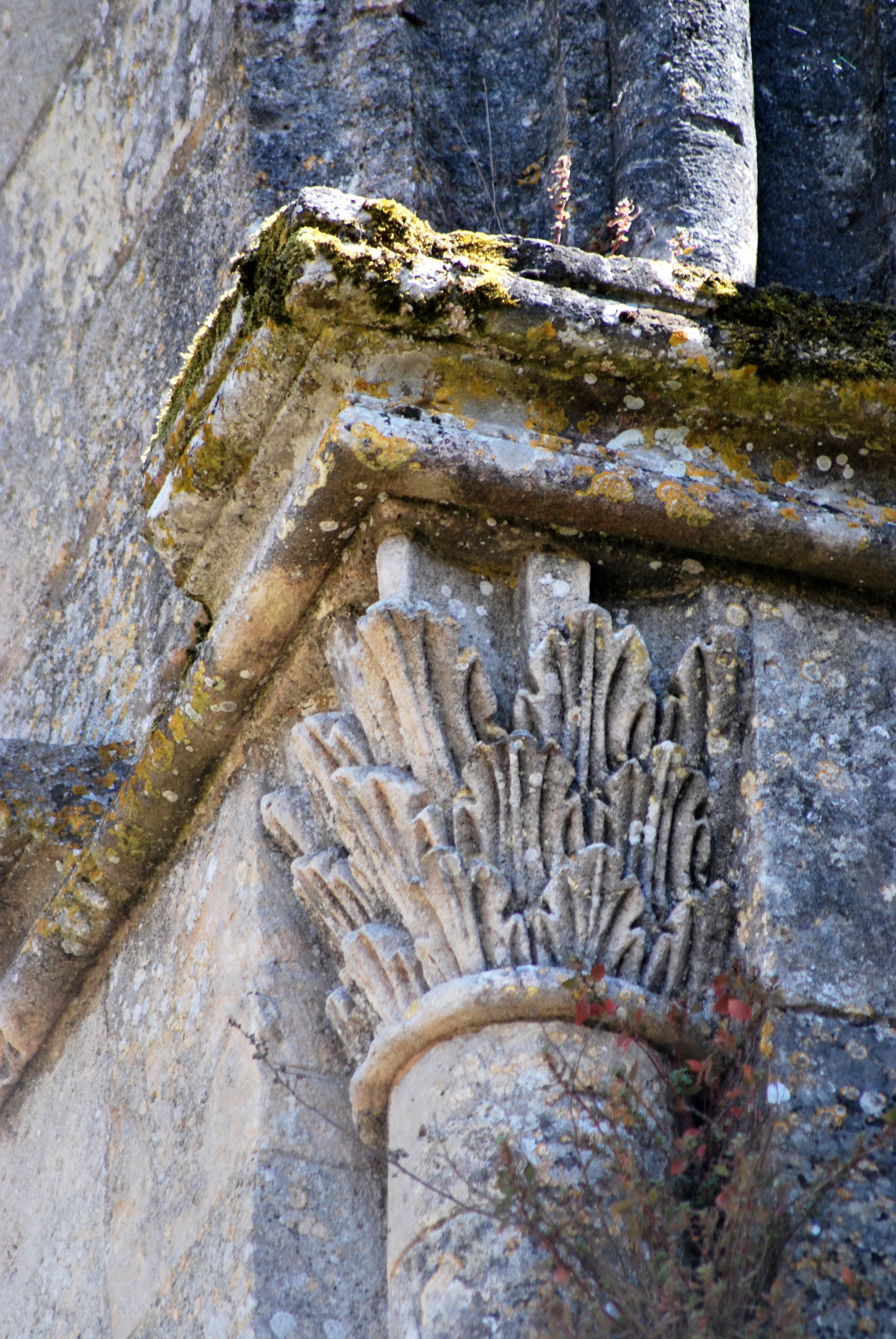
Chapiteau sud entre chœur et abside

Chapiteaux des baies latérales du chœur
On trouve deux baies latérales au mur nord du chœur ; elles sont complètes. Au sud, il existait également deux baies, mais, aujourd'hui il ne reste seulement que la colonne et le chapiteau oriental de la baie est. Les tailloirs-impostes des chapiteaux sont uniformément tapissés par des acanthes sèches, propre à l'abbaye.

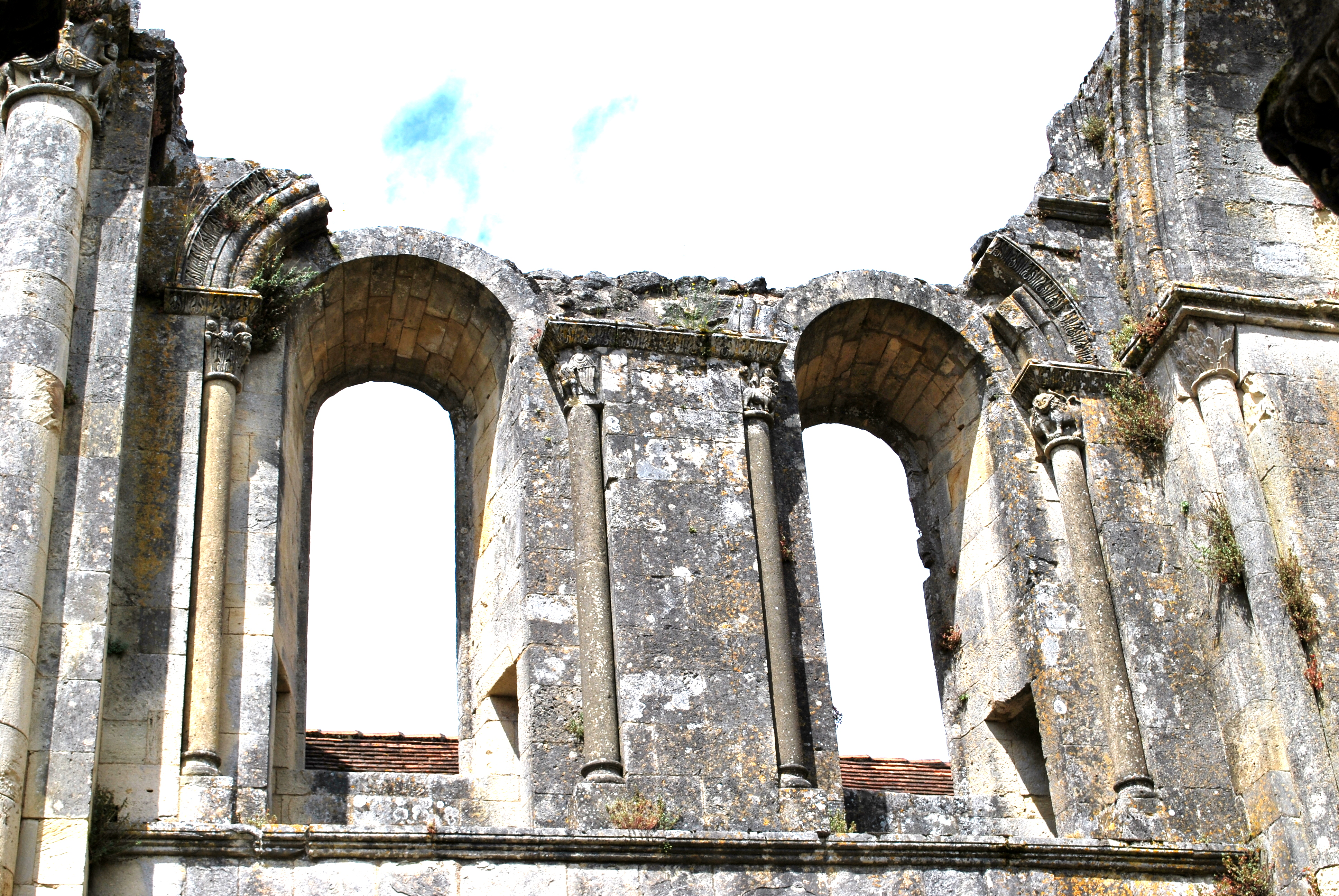
Fenêtres hautes, chœur nord
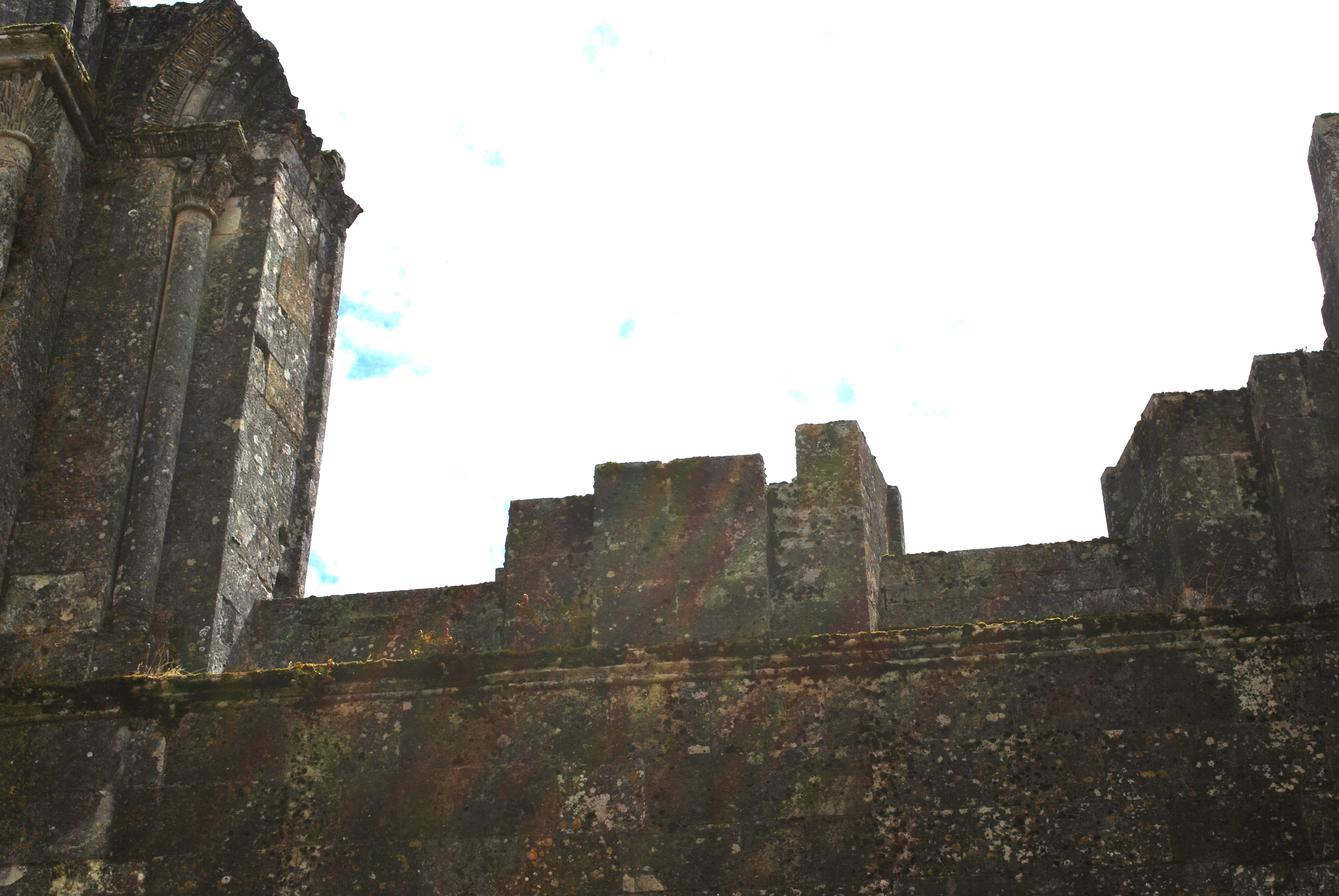
Fenêtres hautes, chœur sud

Première fenêtre mur latéral nord du chœur (no 34)
Le chapiteau occidental de la baie comporte une décoration d'acanthes.
Sur la corbeille du chapiteau oriental se trouve un unique sujet sculpté. On reconnait le corps d'un oiseau, perché à l'angle et qui couvre tout l'espace disponible de ses ailes ouvertes. Sa tête a été arrachée. Son plumage est pareil à celui des oiseaux-sirènes sur le chapiteau nord de l'arc du chœur : l'aile coupée par une moulure qui sépare les longues rémiges du groupe des tectrices disposées autour d'un bouclier à cercles concentriques.
De quelle créature s'agit-il ?
De véritables oiseaux sont inexistants dans l'abbaye et la proximité du groupe des sirènes-oiseaux et centaures peut laisser supposer que cette créature est aussi une sirène-oiseau.
Deuxième fenêtre mur latérale nord du chœur (no 35)
Sur le chapiteau occidental se trouvent deux lions mâles, qui s'affrontent en rugissant, sous la double volute de l'angle. les corps sont vus de profil et sont détaillés : griffes, dentures, queues rentrées empanachées, etc. Les crinières sont insolites, elles ressemblent à des capelines à plis plats. Le sujet peut parait banal, mais il est impliqué dans un programme iconographique moralisateur qui concerne toute la partie nord de l'église. Pour la morale religieuse, les luttes entre mâles outragés sont l'expression de la vanité et de l'orgueil. L'orgueil est sur la liste des péchés capitaux qui mènent aux enfers.
Sur le chapiteau oriental se trouve un lion bicorporé. Ses deux corps remplissent les deux faces de la corbeille. Ils sont unifiés, sous l'angle du tailloir par une tête unique ouvrant une gueule menaçante. Sa crinière est sauvage et à poils drus. Symboliquement le lion bicorporé représente la fusion intime de deux corps masculins complémentaires mais étrangers.
La juxtaposition de ces deux couples de lions est une paraphrase animalière qui résume symboliquement les deux sentiments contrastés de la haine (les mâles se défiant) et de l'amour interdit entre mâles.
Deuxième fenêtre mur latéral sud du chœur (no 36)
Sur le seul chapiteau du mur latéral du chœur, se trouvent les bustes de trois hommes barbus. Ils sont serrés l'un contre l'autre au niveau des épaules ; les bustes nus émergent d'une collerette d'acanthe, qui cache le bas des corps.
L'homme situé à l'angle pourrait être le meneur du trio. Il porte une barbe bifide, comme le comparse placé à sa droite. Chacune des têtes est différente. Tous les trois ont un beau visage, de grands yeux en amande à pupille creusée et une énigmatique expression d'indifférence. Ils sont de mauvaises fréquentations, comme tous les porteurs de barbe bifide. Ils sont des exemples à ne pas suivre.
On peut noter que parmi les dix chapiteaux historiés de la partie haute de l'abside, huit parlent du péché et seulement deux font allusion à l'intercession des anges pour accéder à la rédemption.

##### Chapiteaux de la grande absidiole sud
En 1662, cette chapelle, placée sous le patronage de saint Nicolas, était dans un très mauvais état et il fallut la re-voûter. Il est probable que, lors de cette restauration, le chapiteau de Daniel entre deux lions ait été modifié. Rien ne porte à croire que l'ordonnance initiale des quatre chapiteaux romans ait été modifiée. On trouve quatre chapiteaux sculptés dans l'absidiole : deux chapiteaux à décor végétal sur des colonnes à l'entrée du « cul-de-four » et deux chapiteaux historiés à l'entrée de l'absidiole.
Chapiteaux sur le croisillon sud du transept
Le décor des deux tailloirs est commun aux deux chapiteaux. Il consiste en un rinceau sinusoïdal, que les masques de loups, placés aux angles, ont recraché. Cette liane a pour rythme l'émission d'une palmette à cinq folioles au niveau de chaque ondulation.
Chapiteau Nord : Daniel dans la fosse, entre deux lions (no 37)
Le tailloir est semblable à celui du chapiteau consacré au cycle de Samson, selon Bougoux, il est possible qu'il ait été refait à l'identique au cours du re-voûtement de l'absidiole au XVIIe siècle, comme nous verrons ci-dessous, une partie de la corbeille a probablement été refaite.
Il existait dans l'église Notre-Dame au moins deux chapiteaux sur le thème de Daniel dans la fosse aux lions. Le premier des deux, plus ancien et maintenant utilisé comme bénitier dans l'église Saint-Pierre de La Sauve, traite de la version courte (Livre de Daniel, chapitre VI, verset 2). Celui-ci est donc le second et il relate la version longue (Livre de Daniel, chapitre XIV, versets 22-42). Le plan de composition est identique pour les deux : les têtes des lions sont sous les volutes et celle de Daniel au centre. C'est au niveau artistique qu'ils diffèrent. Le premier est naïf et un peu malhabile, le second est par contre un chef-d’œuvre.
Daniel est assis entre deux lions immobiles et, à l'arrière plan, une feuille d'acanthe plaquée sur le cartouche remplace le nimbe du prototype. Le prophète porte toujours sa tunique côtelée, des souliers pointus, et ses pieds sont posés sur un escabeau. Le torse et la tête sont inclinés à droite, le menton reposant sur le poignet. Son visage exprime l'impassibilité et la profondeur de la prière au milieu des lions que son Dieu a neutralisés.
Les lions sont superbes et, comme dans la grande absidiole nord, leurs pupilles sont incrustées d'une pierre bleue. cependant, il y a des différences de style et de détail entre les deux lions, ce qui amène des spécialistes en iconographie à suggérer que la corbeille était très abîmée au XVIIe siècle : lors du re-voûtement, en 1662, la partie de la corbeille à la droite de Daniel a été refaite ; le lion, qui est plus grand que l'autre, est cependant un très beau fac-similé. La figure de Habacuc, le petit prophète, qui figure dans le récit biblique de Daniel, a été éliminée. Il est à noter que Habacuc est représenté sur le chapiteau de Daniel dans la fosse de l'église Saint-Quentin de Saint-Quentin-de-Baron, qui est une copie de celui de La Sauve.
Chapiteau Sud : Cycle de Samson (no 38)
- Samson tuant le lionceau. La face principale de la corbeille est dédiée au plus fameux exploit de Samson, celui où, encore jeune, il terrasse, à mains nues, un lionceau au milieu des pieds de vigne. On voit Samson, sur le dos du lionceau, déchirer à mains nues, la gueule de la bête féroce. Samson est vêtu d'une tunique légère et d'un manteau, agrafé au cou, qui s'envole sous l'impétuosité de l'action. Le lion est réaliste, avec une crinière à quatre rangs de bouclettes, des pattes avec des griffes énormes et cerclées d'un manchon à la cheville. La queue est basse, unique signe de défaite.
- Samson enlève la porte de Gaza. Sur la face ouest de la corbeille, on voit Samson sortant de la ville de Gaza, avec, sur l'épaule droite, les deux battants de la porte de la ville. Bien que cet évènement ait eu lieu vingt années après le premier exploit, Samson est toujours imberbe et n'a physiquement pas changé. La Bible (Livre des Juges, chapitre XVI, versets 1-3) relate : Samson quitta la prostituée avec laquelle il a couché, vers minuit. Il trouva la porte de la ville fermée, car les Philistins voulaient le capturer en embuscade. En utilisant sa force légendaire, Samson enleva la porte et partit avec !
- Samson et Dalila. Après son évasion de Gaza, Samson s'éprend d'une Philistine prénommée Dalila. L'histoire est relatée dans la Bible (Livre des Juges, chapitre XVI, versets 4 à 21) : Dalila est très bien payée par les Philistins pour soutirer de Samson le secret de sa force invincible. Après plusieurs tentatives, elle réussit : le secret réside dans ses cheveux. En tant que nazir à vie, Samson ne doit jamais couper ni cheveux, ni barbe. Dalila l'endort et lui fait couper les cheveux, puis le livre aux Philistins.

Le sculpteur a réussi à raconter l'histoire sur la petite face est de la corbeille. Dalila est assise dans l'angle du mur, la tête voilée de la guimpe des femmes mariées. Elle fait de son bras droit posé sur ses genoux un coussin pour la tête de Samson. L'autre main passe à la servante les ciseaux de tonte, destinées à raser la tête de Samson. La servante, également voilée, pointe un doigt de sa main droite vers les poignets de Samson, pour indiquer qu'ils sont ligotés. Aujourd'hui, la tête de la servante est mutilée, mais elle était complète en 1845 quand Léo Drouyn l'a dessinée.
Quant à Samson, il est désormais barbu, comme un prophète biblique.
Chapiteaux de l'arc de séparation avec l'absidiole (no 39)
Les deux chapiteaux qui soutiennent l'arc de séparation du cul-de-four comportent un simple décor végétal : couronnes de feuilles d'acanthe au sud et au nord, cinq pignes suspendues aux mailles d'un filet de lianes, comme ailleurs dans l'église (le chapiteau monumental de l'arcade sud du presbyterium et le chapiteau ouest de la baie du mur nord de la nef).

##### Chapiteaux de la petite absidiole sud
Quand l'arc d'entrée de cette absidiole (no 40) fut démuré en 1956, ces deux chapiteaux à décor végétal furent rendus visibles. Le murage était postérieur au XVIIe siècle, puisque, sur le plan de Dom Dulaura de 1676, l'arc de cette « chapelle Saint-Benoît » était bien ouvert.
- Chapiteau nord : Corbeille d'acanthe. Une superposition de deux rangs d'acanthe. Le modèle a déjà été utilisé dans le chœur.
- Chapiteau sud : Corbeille de fougères. Un seul rang de hautes frondes de fougères, à la pointe desquelles est suspendue une pigne. Le tailloir est tapissé par quatre rinceaux à nombreuses crossettes que les deux protomés d'angle ont recrachées. On peut retrouver ce type d'ornementation sur des chapiteaux du portail de l'église Saint-Siméon de Bouliac.

#### Le sud de la nef

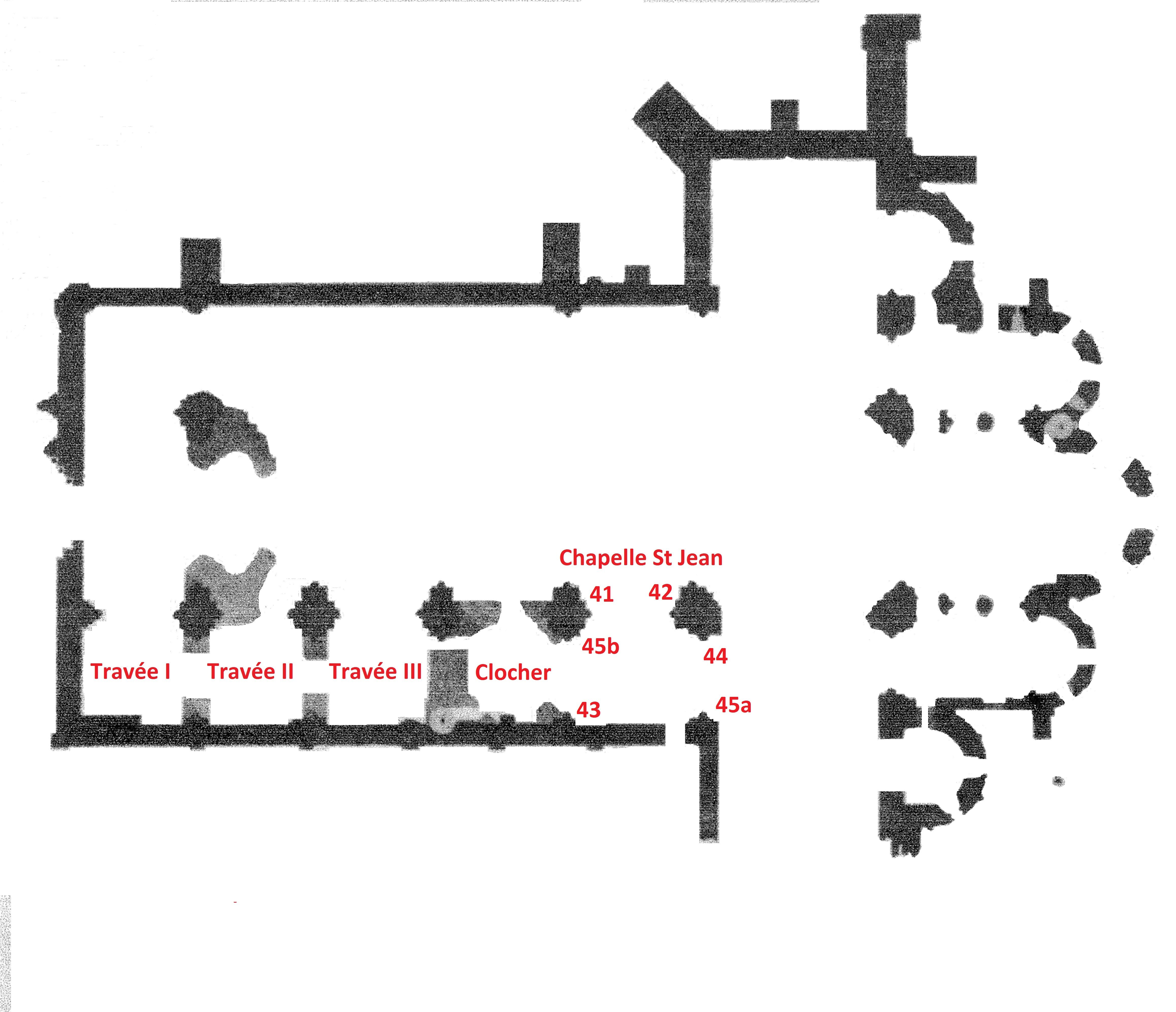
Emplacements des sculptures au sud de la nef

##### Travée V: La chapelle Saint-Jean

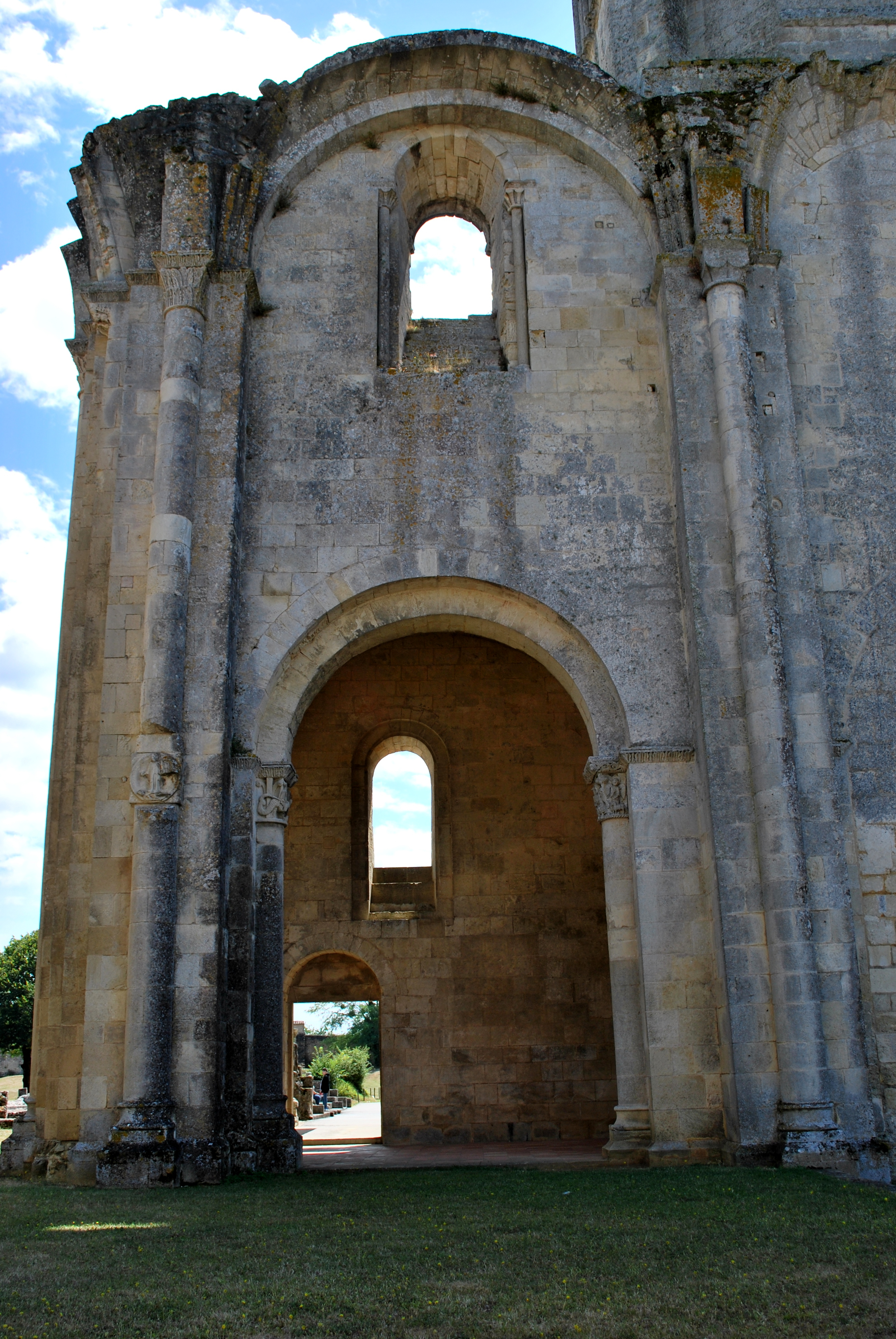
Arcade sur la nef
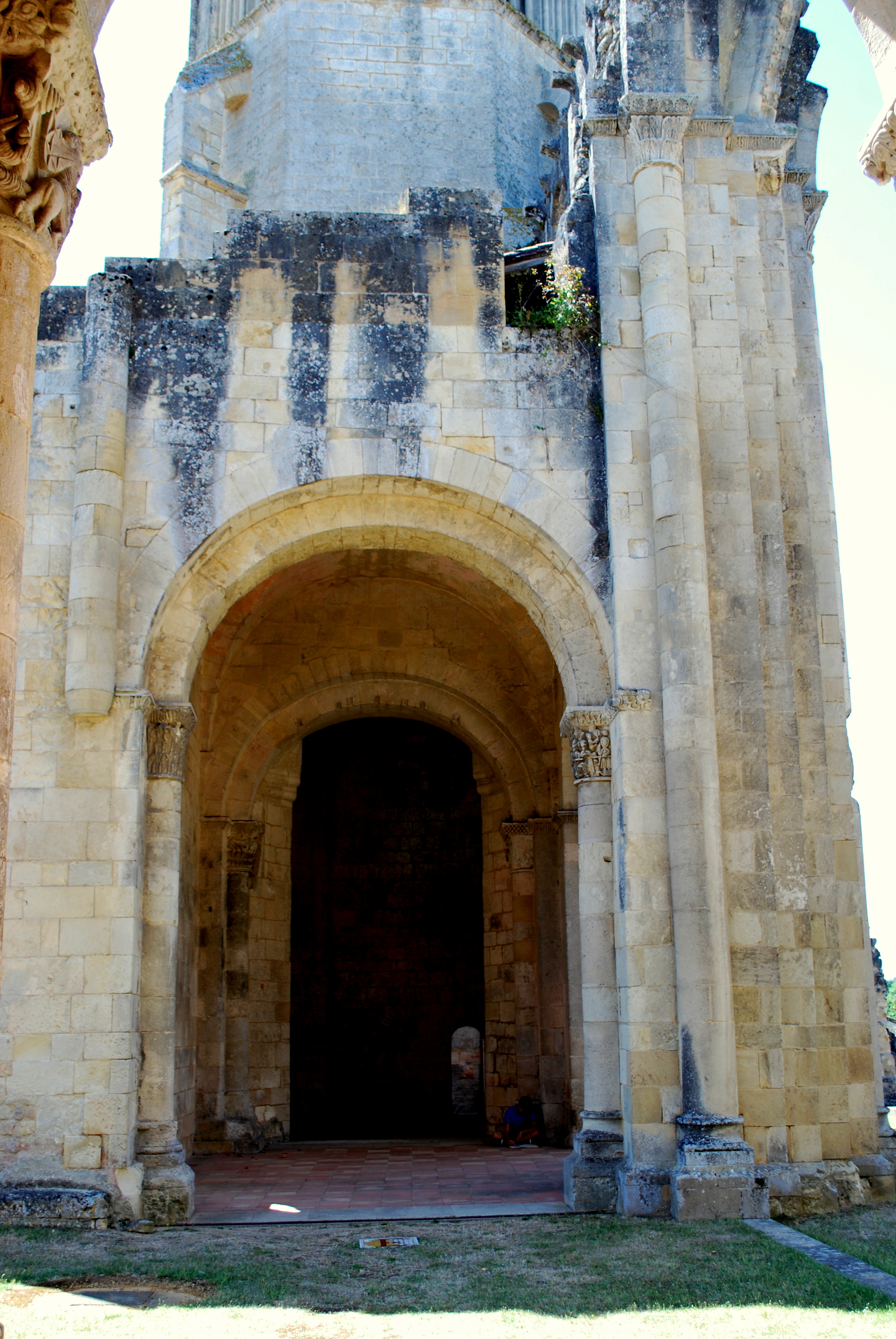
Arcade sur le transept

Chapiteau ouest, arcade sur la nef : Sacrifice d'Abraham (no 41)
- Le tailloir de ce chapiteau est unique. Un listel, orné de dents de scie, surmonte le cavet qui parcourt une liane ondée à trois nervures. À chaque ligature, se trouvent des inflorescences axillaires à feuilles fructifères. Deux masques, cracheurs de lianes, un loup et un humain, se trouvent sur chaque angle du chapiteau. L'astragale présente une dentelure continue en dents de scie.
- L'annonciation faite à Sarah. Sur la petite face, on voit un ange ailé venu dire à Abraham que sa stérile et vieille épouse Sarah — elle a 90 ans — va enfanter dans l'année[Notes 11]. Sarah se tient de côté et ne regarde pas l'ange. Elle a le visage pétrifié par la peur. Elle fait un geste de la main gauche, exposant sa paume avec le pouce recourbé à l'intérieur. Dans l'art chrétien, ce geste est commun aux annonciations de Sarah et de Marie.
- Le sacrifice d'Abraham. Chronologiquement, cette scène se situe des années après l'annonciation faite à Sarah. Isaac est un jeune homme (un garçonnet selon la tradition chrétienne, un homme d'environ 25 ans selon la tradition judaïque et, selon la tradition islamique, le sacrifié n'est pas Isaac, mais Ismaël, son demi-frère, fils d'Abraham et de sa servante Agar). Qaunt à Abraham, plus que centenaire, il est métamorphosé en homme jeune, grâce à Dieu. Le sculpteur lui a donné entre 30 et 40 ans et le profil d'un centurion romain !
L'ange de Dieu, les ailes totalement déployées, est montré de trois-quarts, pieds nus sur l'astragale, à l'instant où sa poigne immobilise le bras levé d'Abraham. Le patriarche, le visage marqué par l'horreur, détourne sa tête de son fis. Son bras gauche étendu soulève les cheveux de la future victime, sculptée sur l'angle de la corbeille. Malheureusement, il ne reste que quelques orteils d'Isaac sur la moulure. En 1844, Léo Drouyn l'a dessiné comme un adolescent en caleçon, pendu par le chignon et les deux mains liées dans le dos (Ligature d'Isaac).
- Le bélier du sacrifice. Un ange ailé se tient debout et montre de la main gauche le bélier à ses pieds, qui attend d'être sacrifié en substitution d'Isaac.

Chapiteau est, arcade sur la nef : Ouroboros enlacés (no 42)
- On voit sur la corbeille deux dragons entrelacés se mordant la queue. Ce thème est reproduit, presque à l'identique, dans la petite absidiole nord du chevet. Le style rustique indique que cette sculpture date du premier édifice abbatial de 1080.
Sur ce chapiteau, en effet, les dragons appartiennent à une typologie primitive, qui a disparu au XIIIe siècle. Ils possèdent un long corps serpentiforme, doté d'une paire de pattes ailées et d'une tête féroce. Après avoir entrelacé leurs cous, les deux dragons se sont mutuellement détournés pour mordre chacun le bout de sa propre queue. Entre les griffes de leurs pattes ils tiennent un fruit rond, le malum, ou fruit défendu.
L'énorme dragon, selon l'Apocalypse de saint Jean, n'est autre que l'antique Serpent, le Diable ou Satan, le séducteur du monde entier. Mais pour les lettrés, comme les moines de l'abbaye, le sujet qui associe le dragon Ouroboros, l'entrelacs des corps et la saisie du « fruit défendu » est un trésor polysémique.

Chapiteau ouest du mur sud : Fauves (no 43)
- Seules, deux des trois faces sculptées sont visibles. Le bandeau du mur, décoré d'acanthes sèches en bas-relief, a été prolongé pour former le tailloir du chapiteau. Au-dessus d'un astragale ouvragé, pousse une première couronne de petites feuilles d'acanthe, surmontée elle-même par un double étage de fleurs ressemblant à des pâquerettes. Cette seconde collerette est interrompue à l'angle par deux feuilles de scolopendre ou arum. Au troisième niveau, se trouvent quatre grands félins, montrés de profil et affrontés deux à deux sous l'angle du tailloir. Les têtes de ces fauves ont disparu. Les deux lions adossés à l'aplomb du dé central élèvent leurs queues au-dessus de leurs dos.

Arcade sur le transept, Chapiteau nord : Décollation de saint Jean-Baptiste (no 44)
Ce chapiteau, le fleuron de la chapelle Saint-Jean, est sans conteste le plus célèbre exemple de « l'art de La Sauve ». Houlet et Sarradet ont évoqué la personnalité d'un « Maître de La Sauve », celui dont l'art a marqué toute l'église du début du XIIe siècle, mais qui est resté anonyme.
Le tailloir est marqué aux angles par deux masques, recrachant un entrelacs de palmettes à crosses affrontées, ligaturées de place en place. On retrouve l'identique sur certains chapiteaux du porche de l'église Saint-Seurin de Bordeaux.
Le pilier médian de la face principale définit l'ordonnance de la composition, qui doit être lue de droite à gauche : à droite, le festin d'Hérode, suivi de la danse de Salomé et, à gauche, le martyre de saint Jean et sa tête placée sur un plateau, sous la surveillance des anges.
- Le festin d'Hérode. Sur la petite face de droite, séparée de la face centrale par un grand feuillage vertical, on voit quatre personnages. Un homme, immédiatement à gauche d'Hérode, qui tient un couvert dans sa main droite. De sa main gauche, il tient le bras d'une femme. En arrière-plan, un petit joueur de tambourin est là pour égayer les convives. Assis aux pieds de la femme, un petit personnage agrippe par-dessous le bord de la table. La femme, qui porte une épaisse guimpe, signe de femme mariée, a au visage inexpressif et est absorbée dans ses pensées, la tête appuyée sur sa main droite. Avec le scabellum honorifique placé sous ses pieds, on l'identifie comme Hérodiade, épouse d'Hérode et mère de Salomé. La fille à ses pieds, qui a les mêmes traits que la danseuse, est Salomé et l'on peut supposer, selon l'Evangile de Marc, chapitre 4, versets 24 à 26, qu'elle demande à sa mère ce qu'elle doit réclamer comme récompense pour sa danse.
- La danse de Salomé. La danseuse porte une robe moulante. On voit son corps ployé en arc de cercle devant le Tétrarque. Elle tient la table, la tête repose au sol ainsi que le pied droit. La jambe gauche se soulève aux fins d'érotiser la culbute. Hérode, couronné, se tient toujours attablé en frisottant sa moustache.
- L'exécution de Jean-Baptiste. La « décollation » est le thème de la seconde face latérale. La geôle du prophète est un petit pavillon cubique dressé hors sol par quatre colonnettes. De la victime, seule sa tête apparaît, tirée par les cheveux de sa prison. Le bourreau, élevant le glaive pour trancher la tête, regarde vers le ciel. Jean attend le coup mortel, la bouche fermée et les yeux ouverts, au-dessus d'une large feuille qui va recueillir le sang du martyr. (On retrouve exactement la même scène sur le portail de l'église Saint-Romain de Cessac).
- La remise de sa tête. Le dernier acte de l'histoire se joue sur la partie gauche de la face principale. Le bourreau tient cérémonieusement le plat où est déposée la tête de saint Jean. Trois grandes feuilles ont poussé sous la relique et, dans les cieux, des anges nimbés volent autour et bénissent la tête du défunt.

Les deux chapiteaux non-figurés de la chapelle Saint-Jean (no 45)
- Le chapiteau Sud de l'arcade sur le transept est à décor végétal.
- Le chapiteau Ouest de l'arcade sur la nef n'a jamais été terminé.

##### Les travées sud III, II et I de la nef

Travée III sud
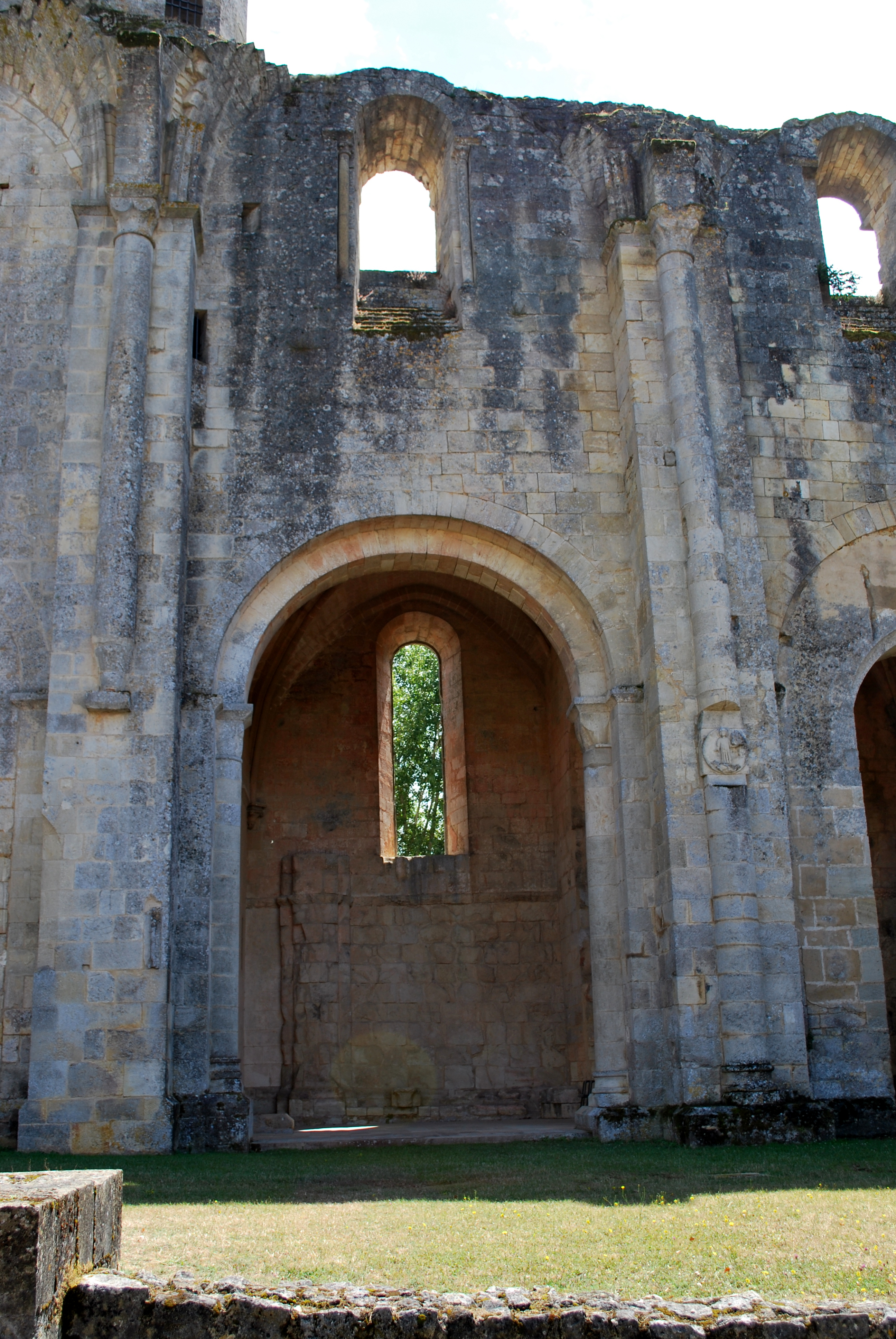
L'entrée
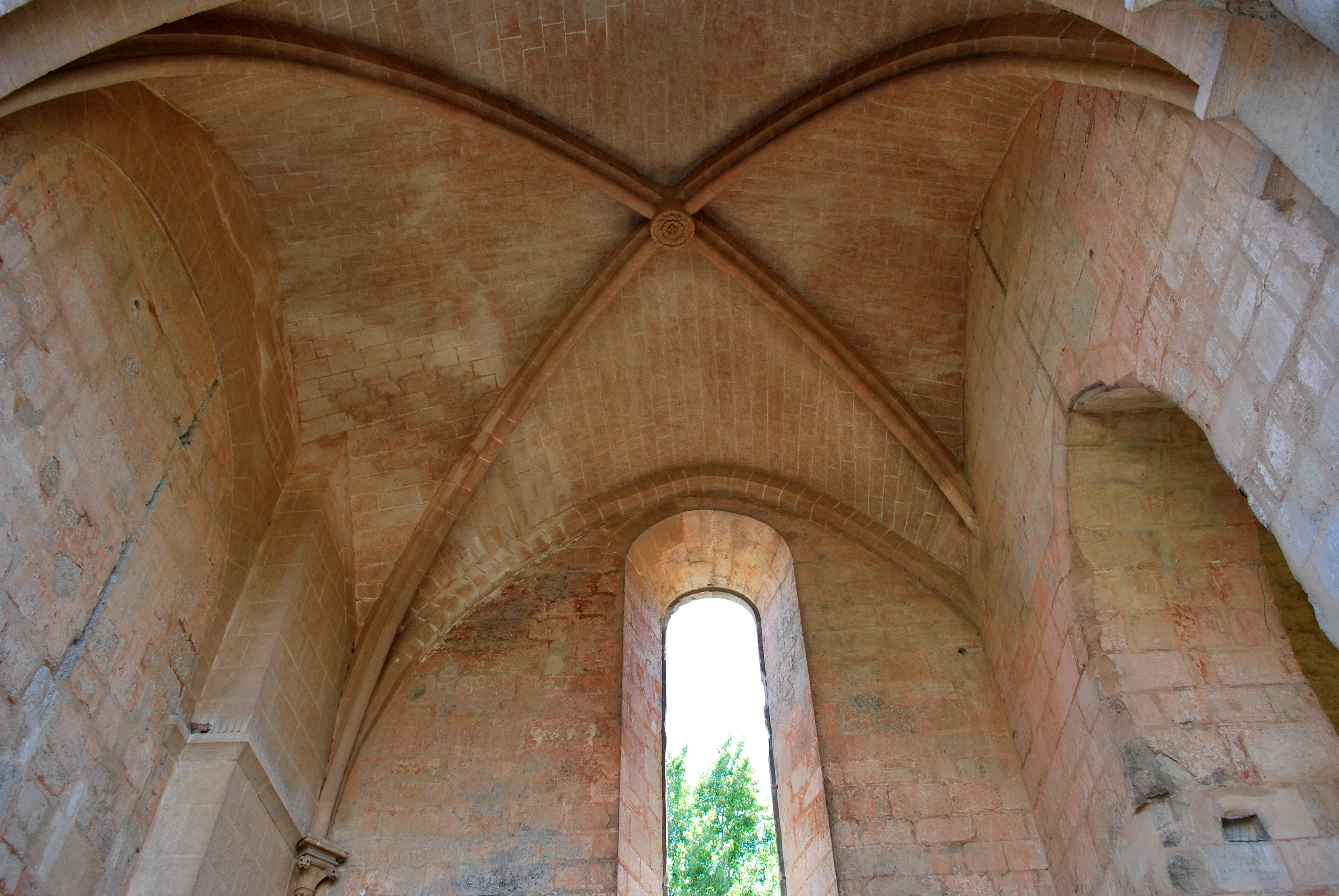
La voûte
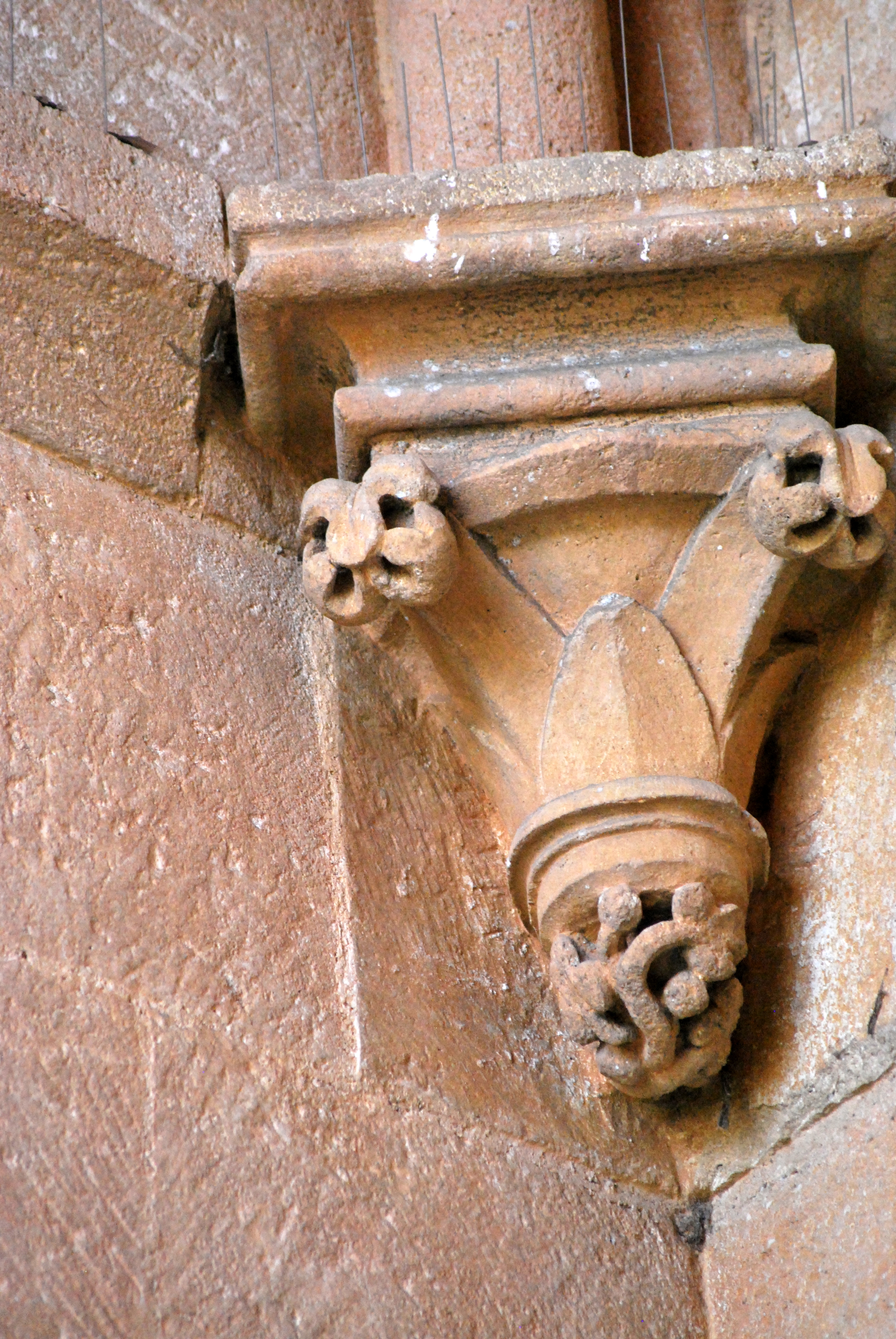
Culot gothique
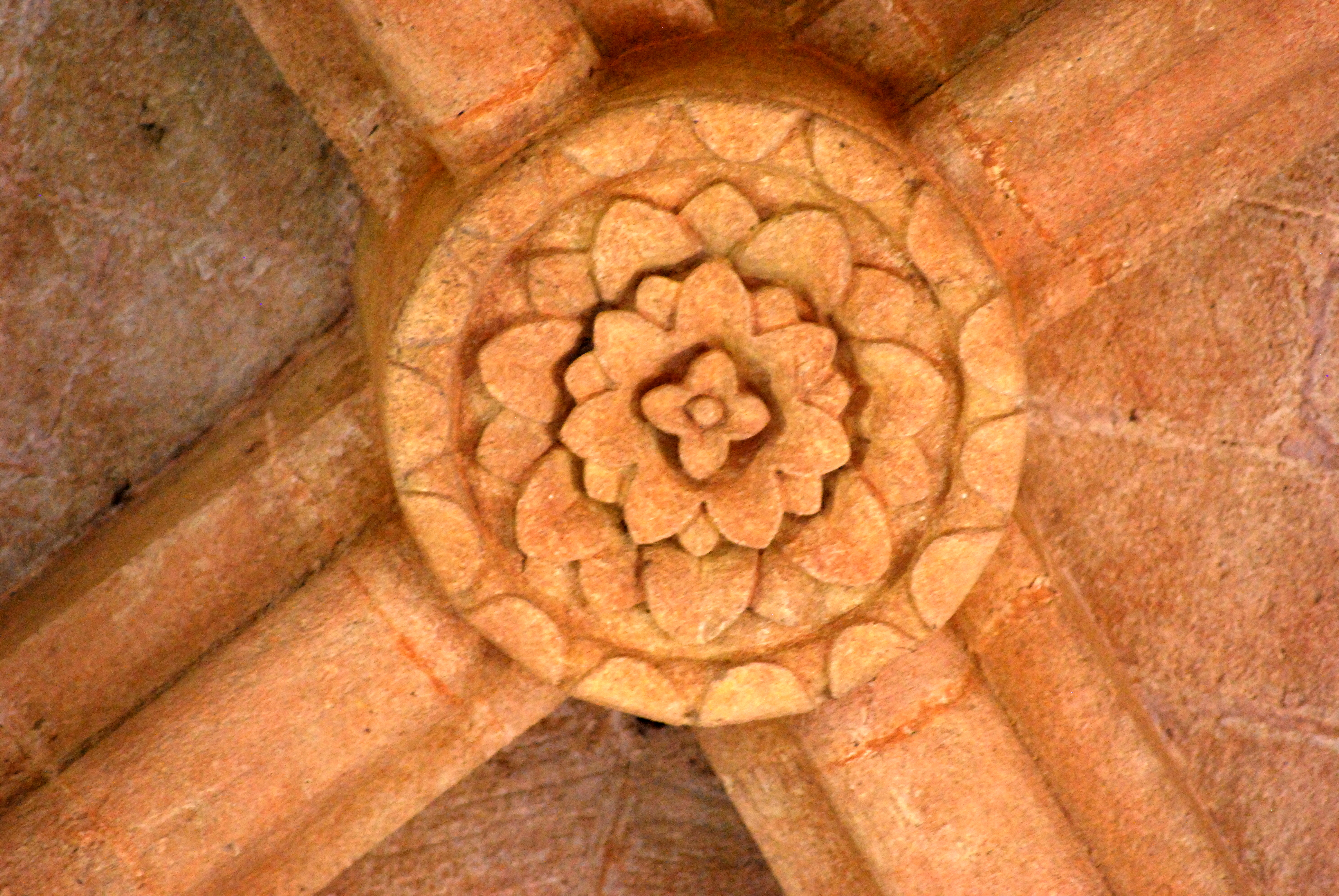
Clef de voûte

Travée II sud
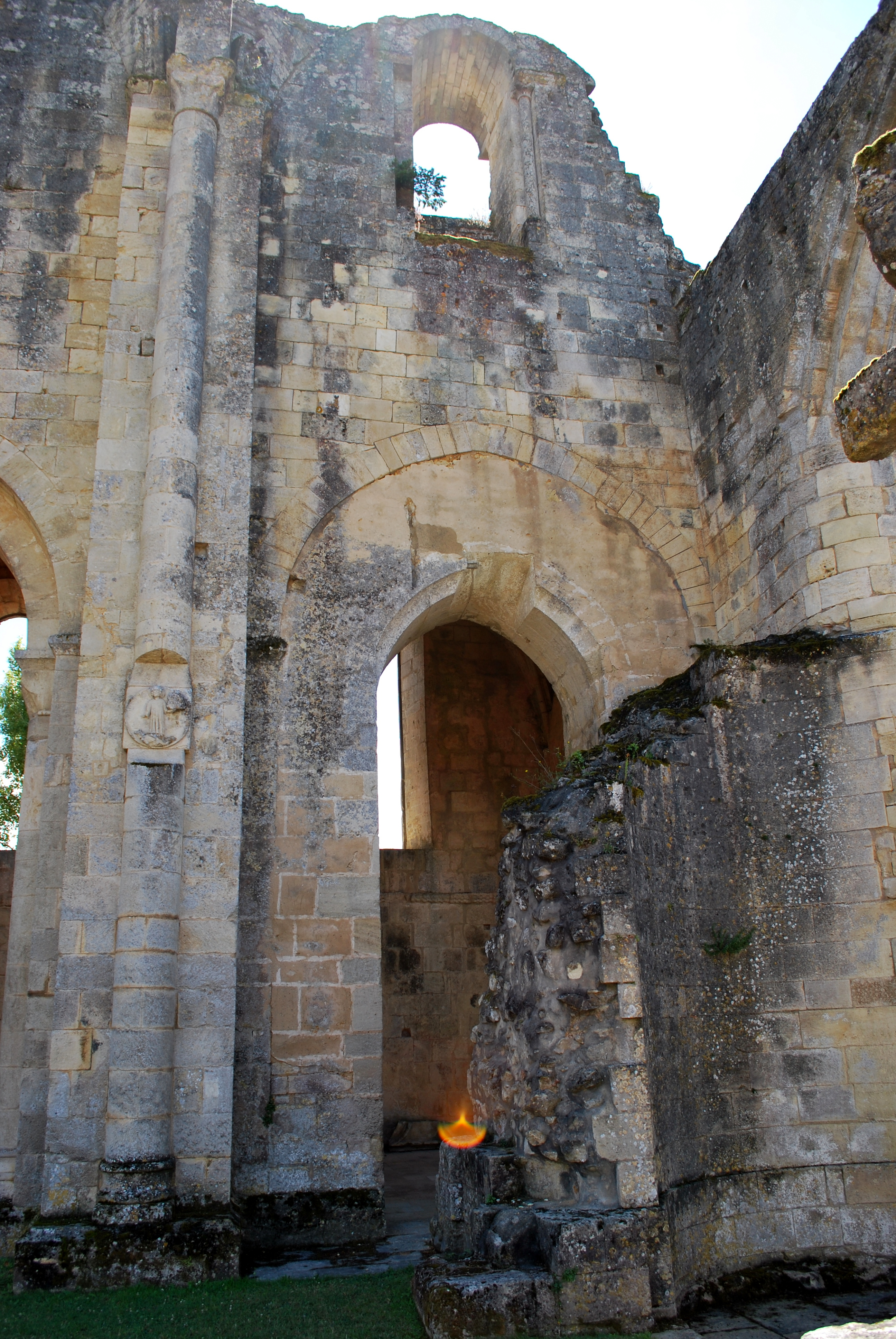
L'entrée
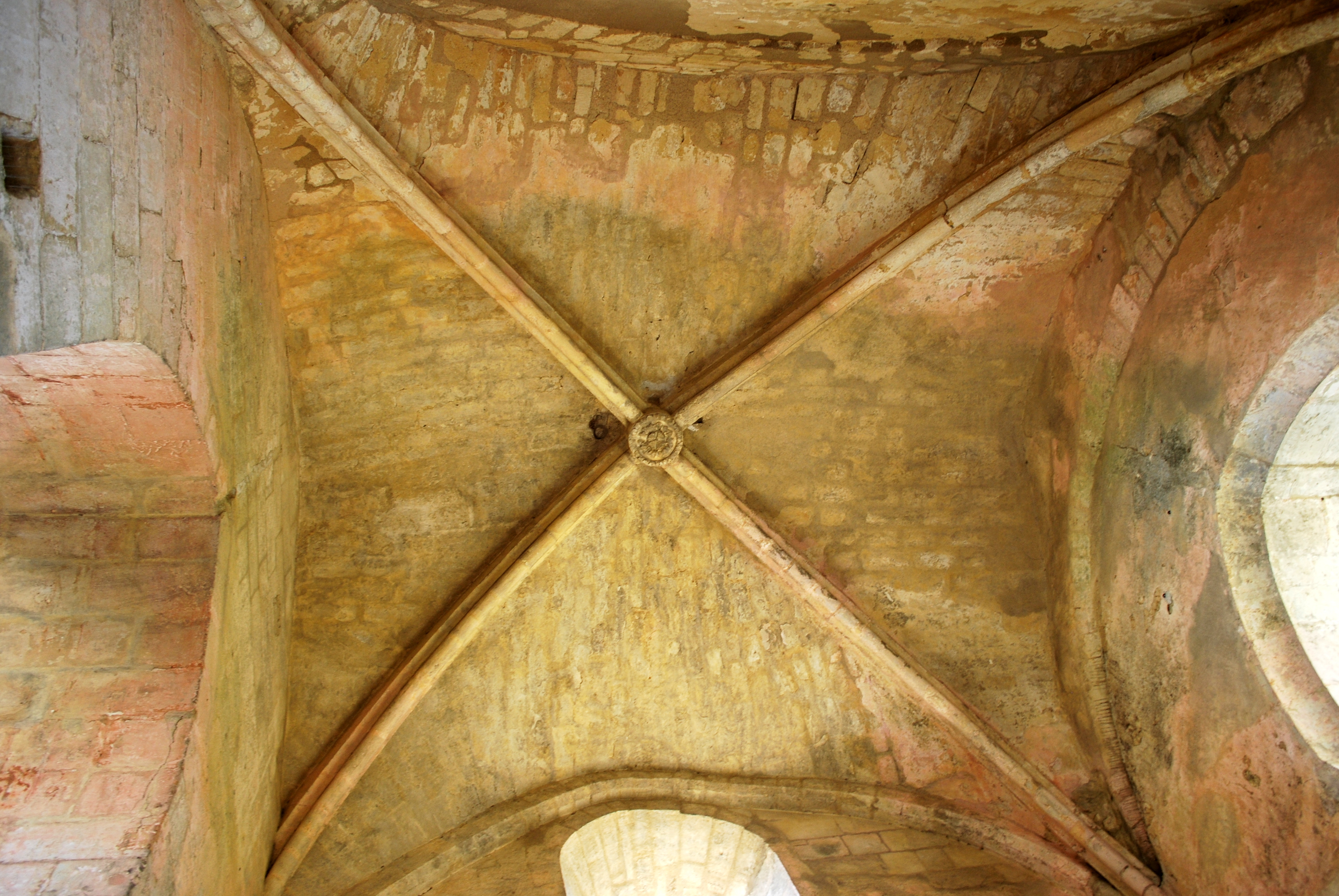
La voûte
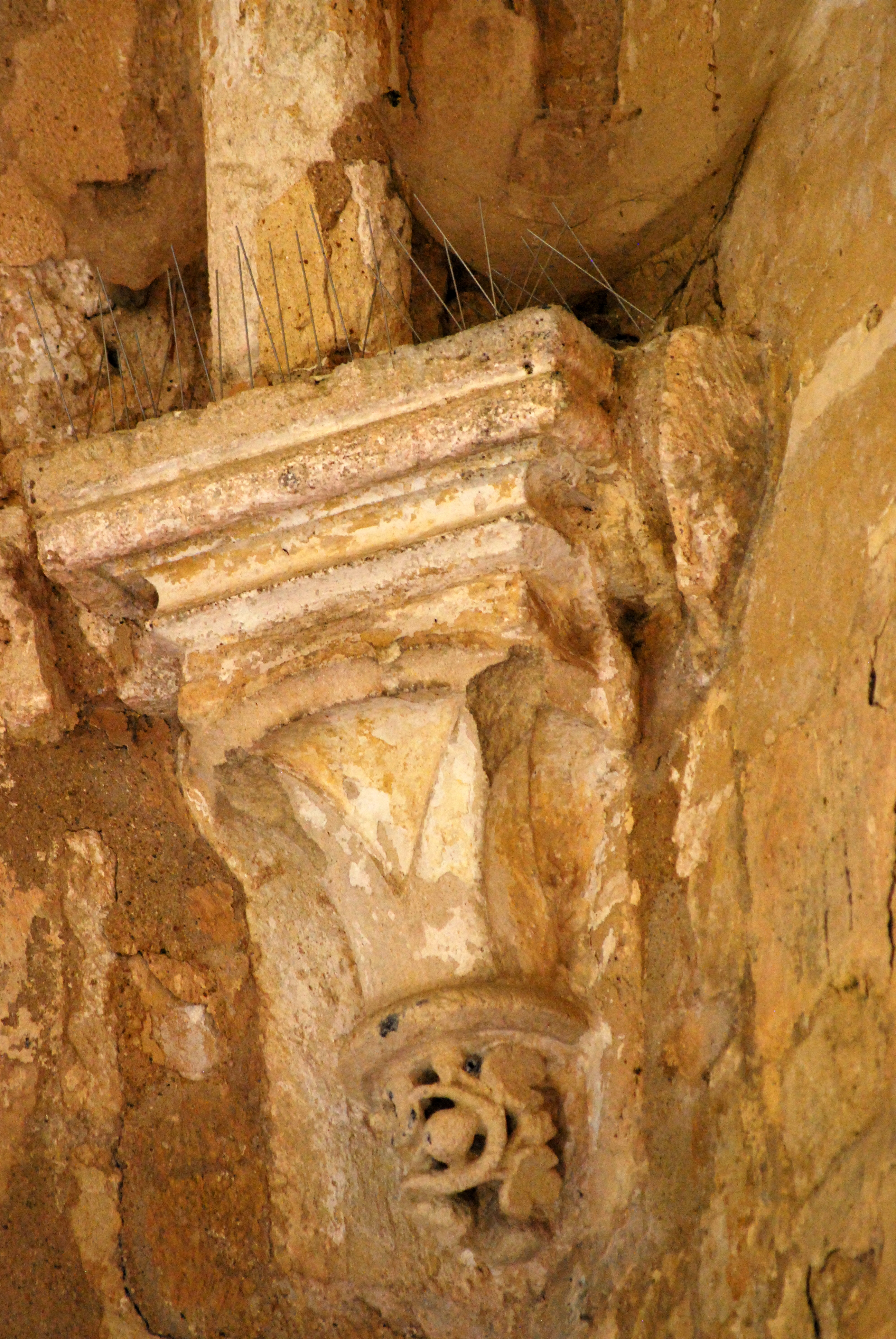
Culot gothique
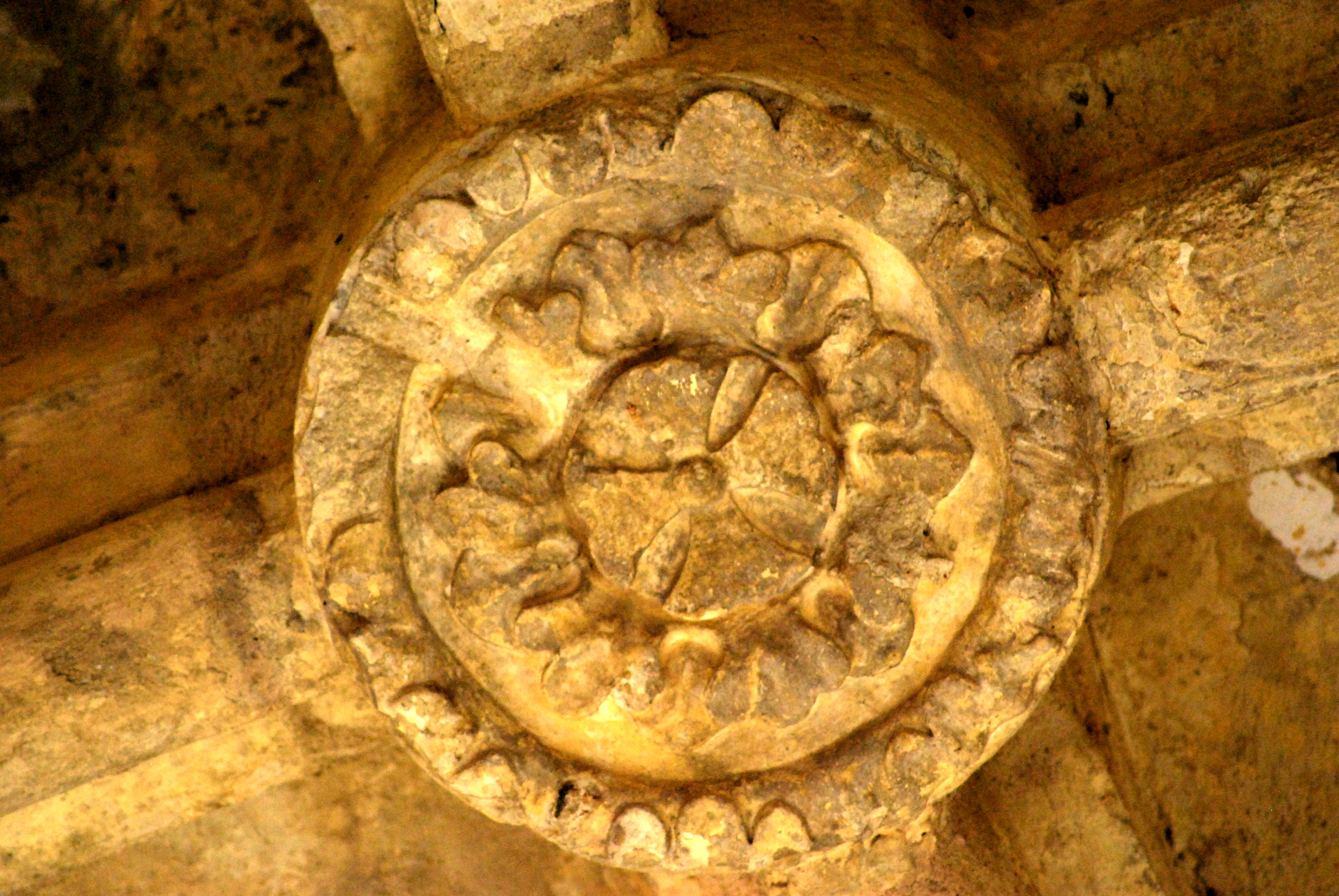
Clef de voûte

Travée I sud
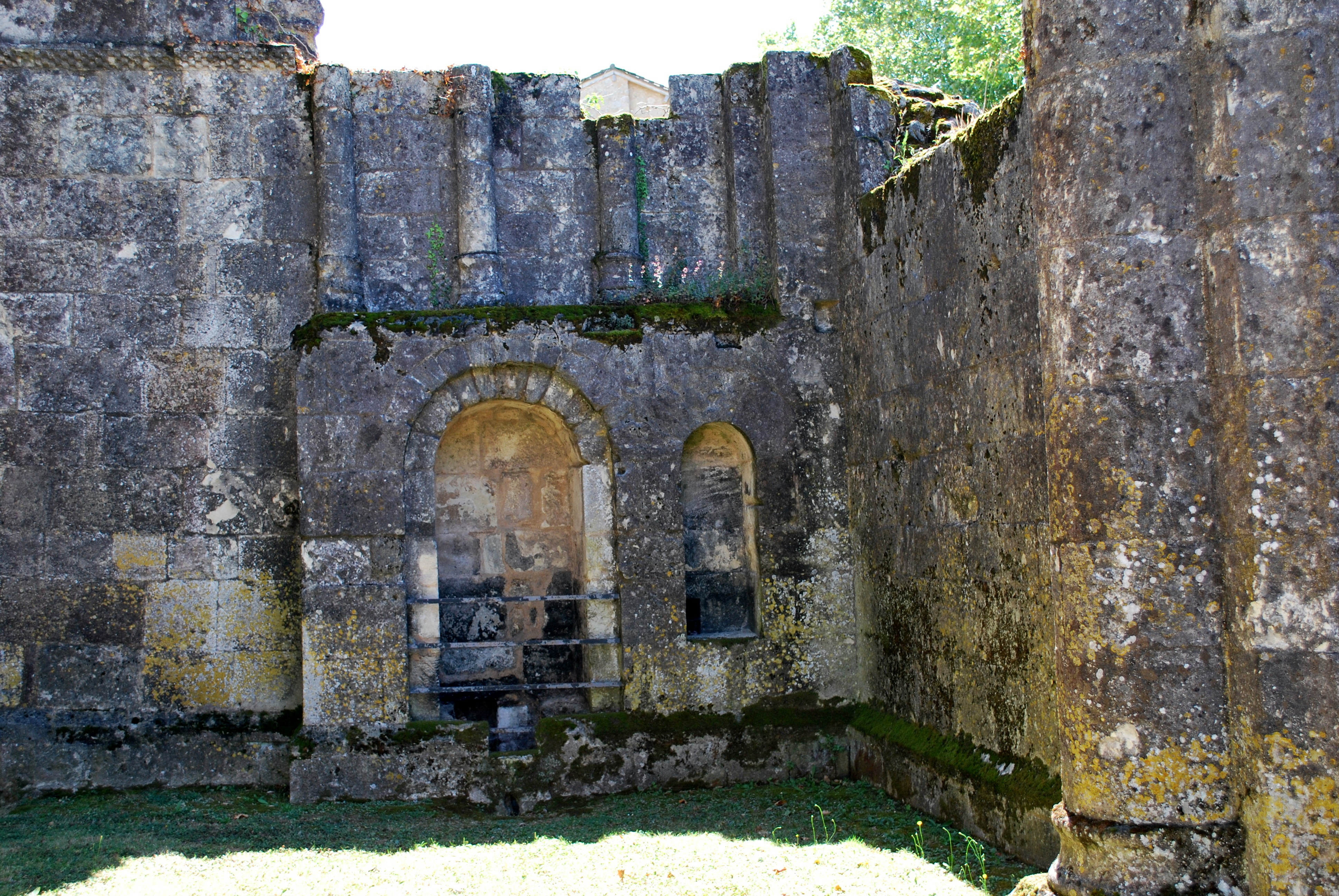
Puits et niche
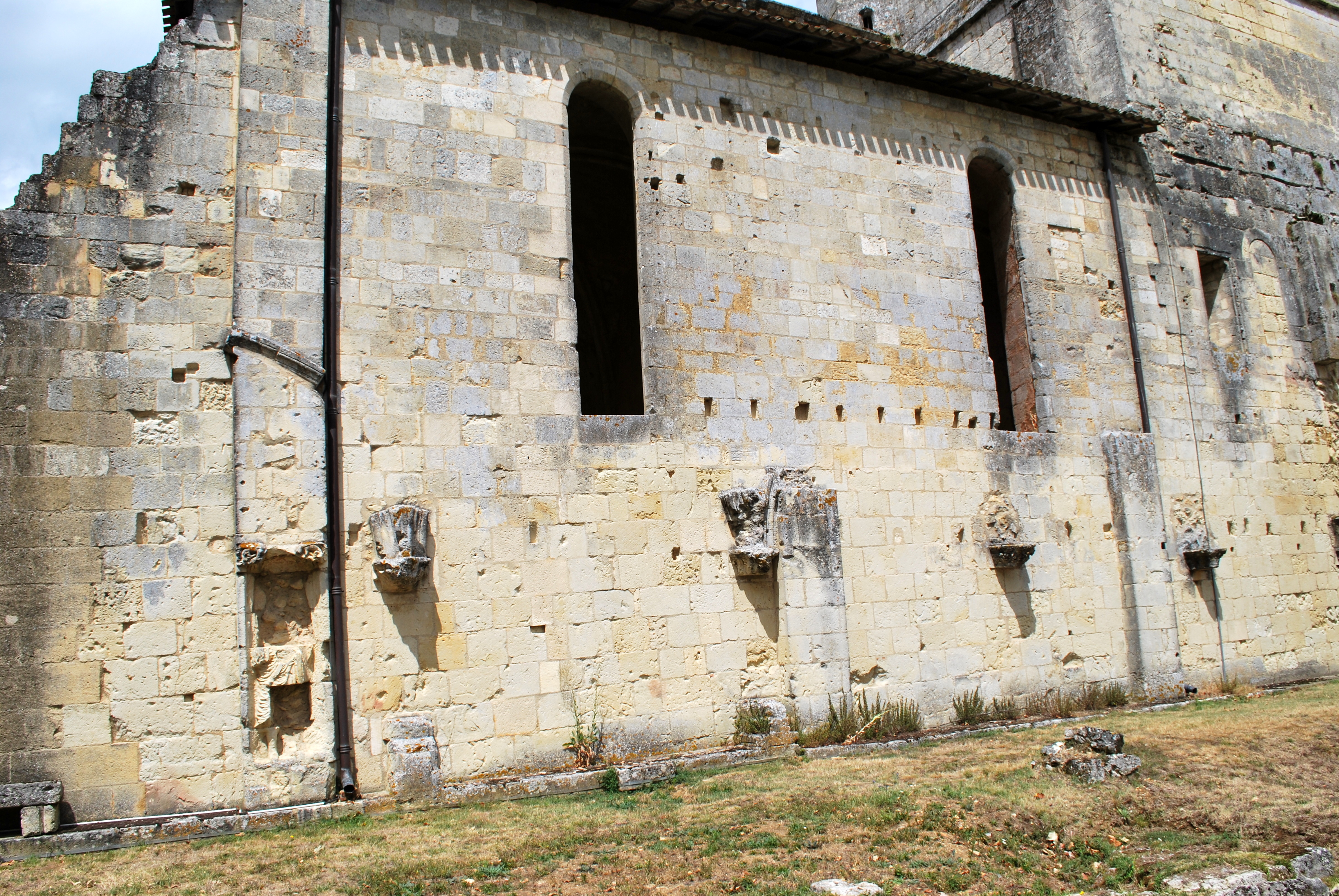
Côté sud, travée I
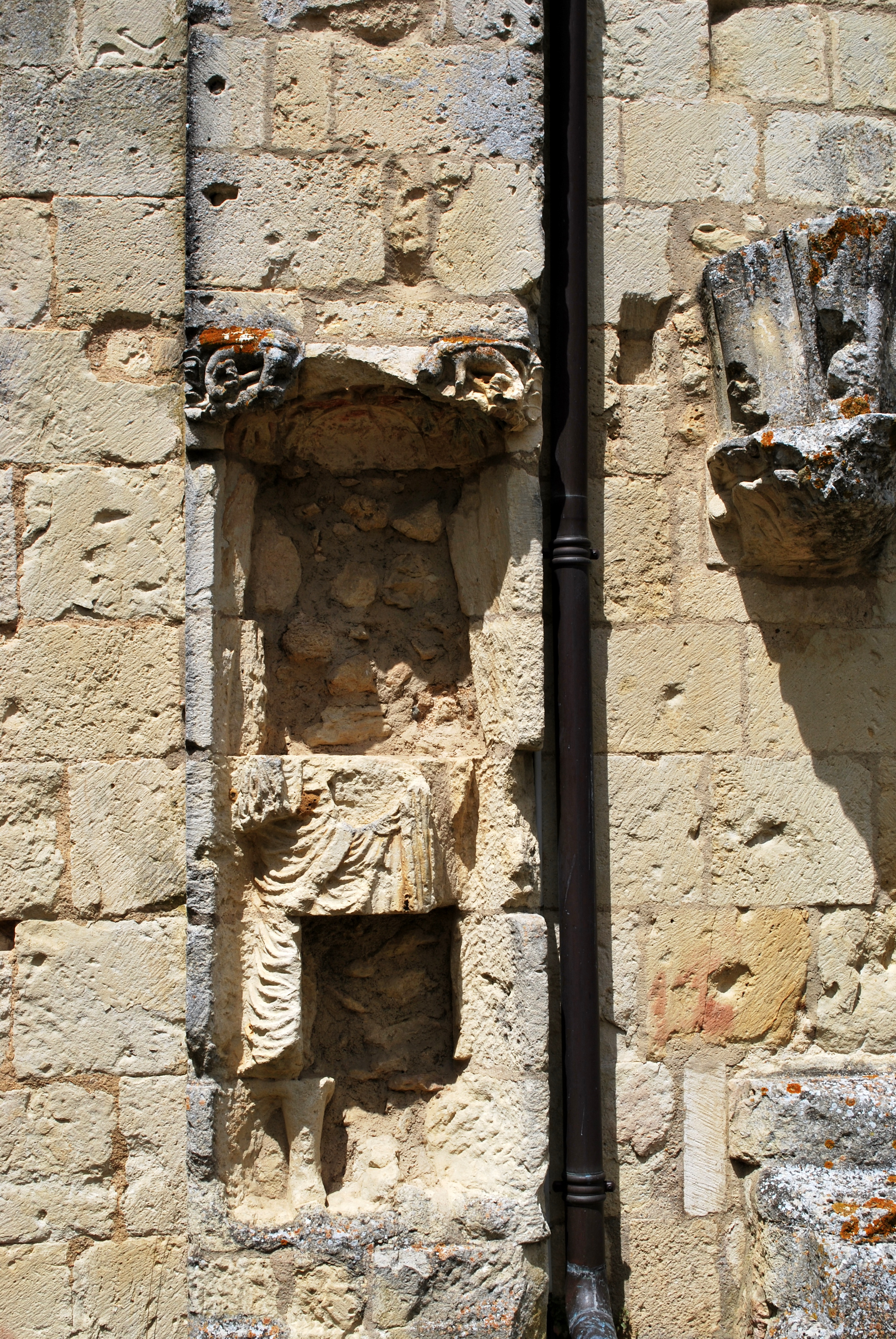
Restes d'une statue

Les chapiteaux à décor géométrique et végétal de la nef

Chapiteaux du mur sud de la nef
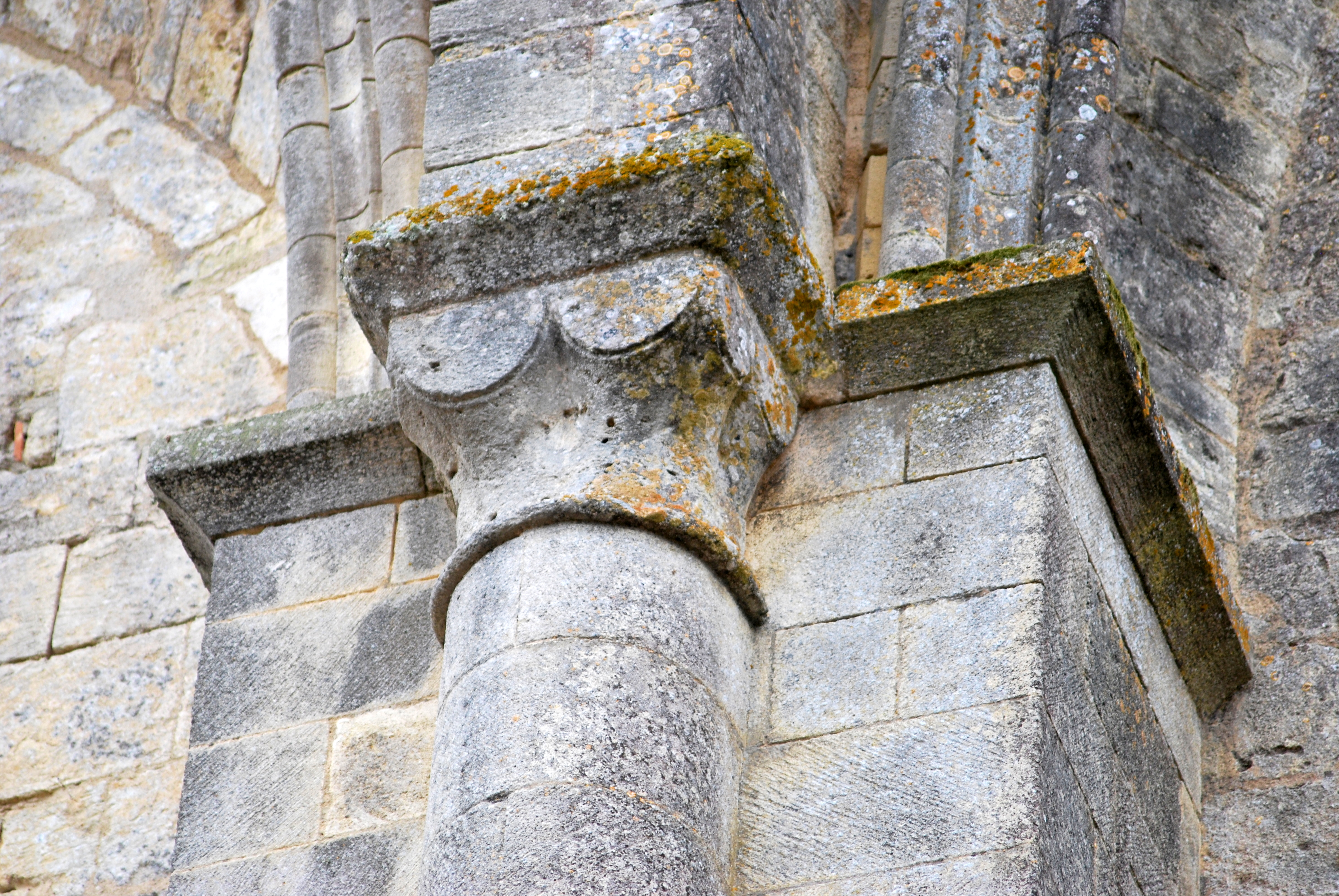
Chapiteau à godrons
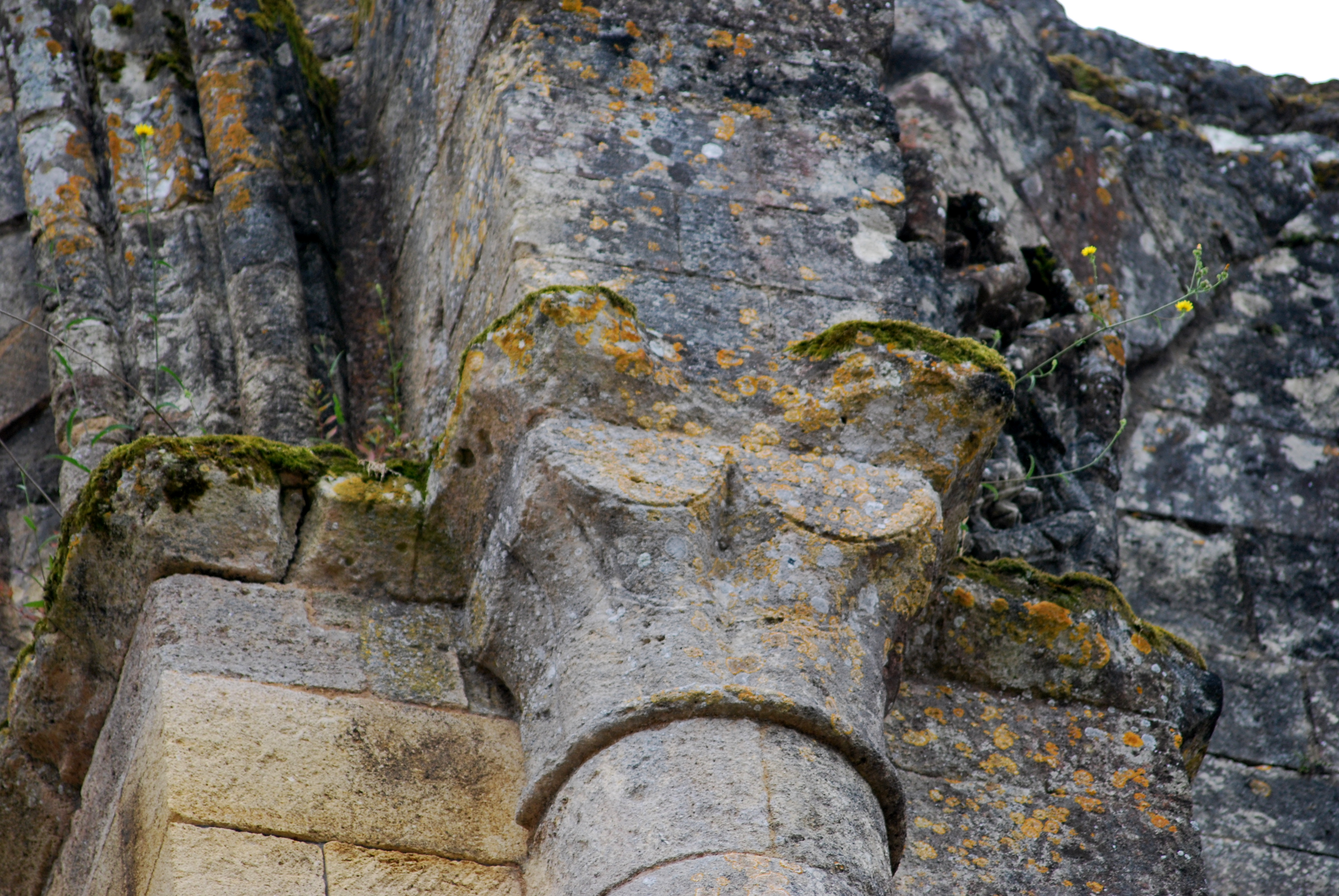
Chapiteau à godrons
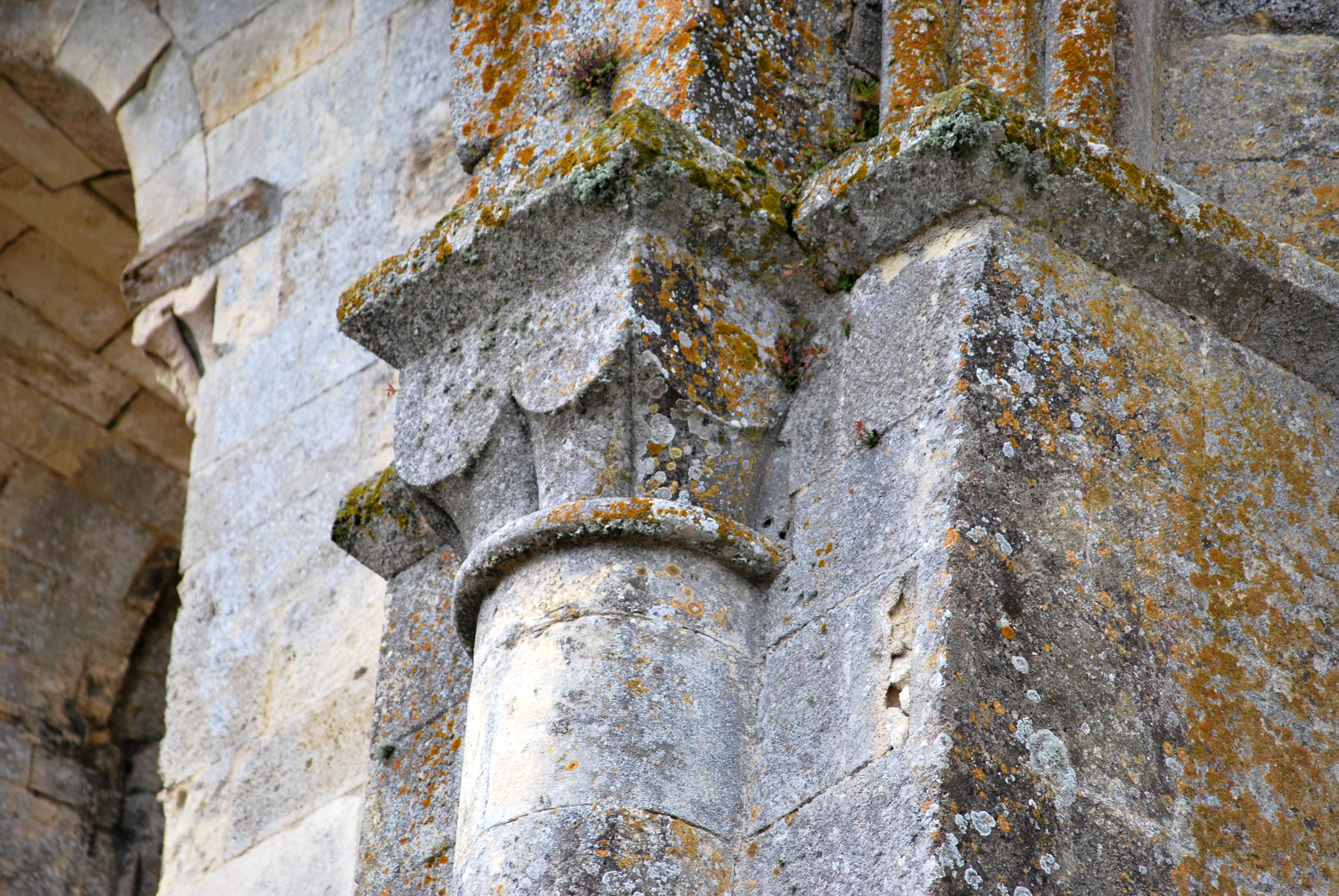
Chapiteau à godrons

## Les médaillons de consécration
Grimoald, treizième Abbé, après douze ans de travaux, met fin aux constructions et célèbre la dédicace de l'église en 1231. Ce qui a été fait à cette époque, c'est la partie octogone du clocher, tout le cloître, et les voûtes de deux travées du bas-côté sud. En commémoration de la consécration, douze médaillons, représentant les apôtres, ont été placés sur le pourtour intérieur de l'église. Aujourd’hui, il n'en existe plus que six : saint Barthélémy, saint Jude, saint Jacques le Majeur, saint Pierre, saint André, saint Matthieu et un médaillon arasé sur le mur sud de l'abside.
Leur diamètre est de 40 à 50 cm.

Dessins de Léo Drouyn
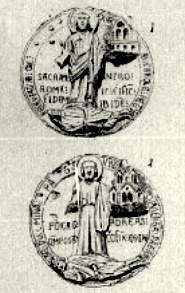
Médaillons 1 et 2
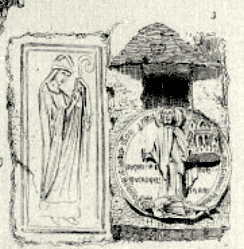
Médaillon 3
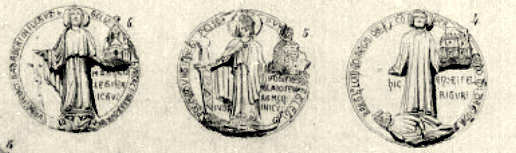
Médaillons 4, 5 et 6

état actuel
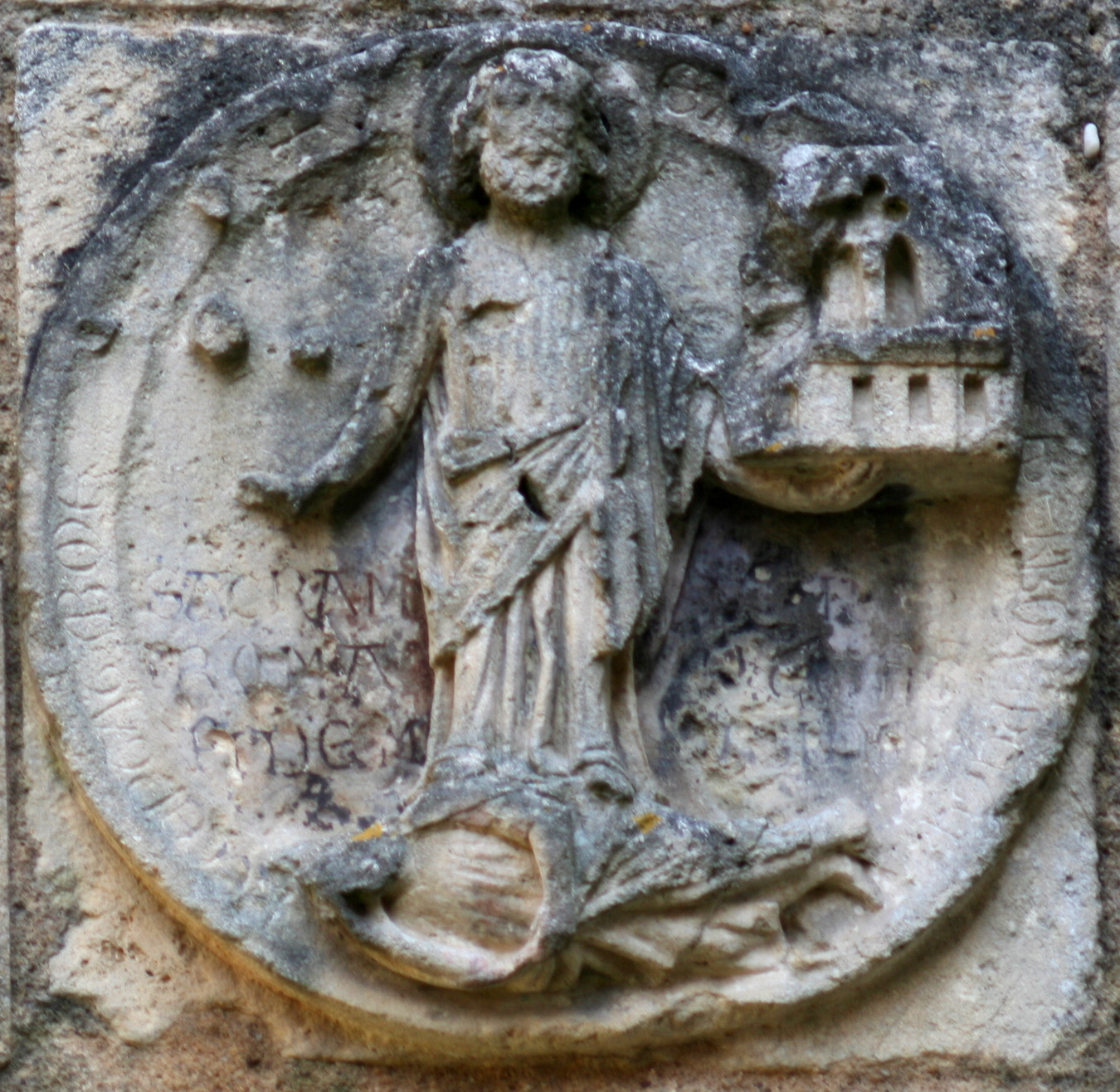
1. saint Pierre
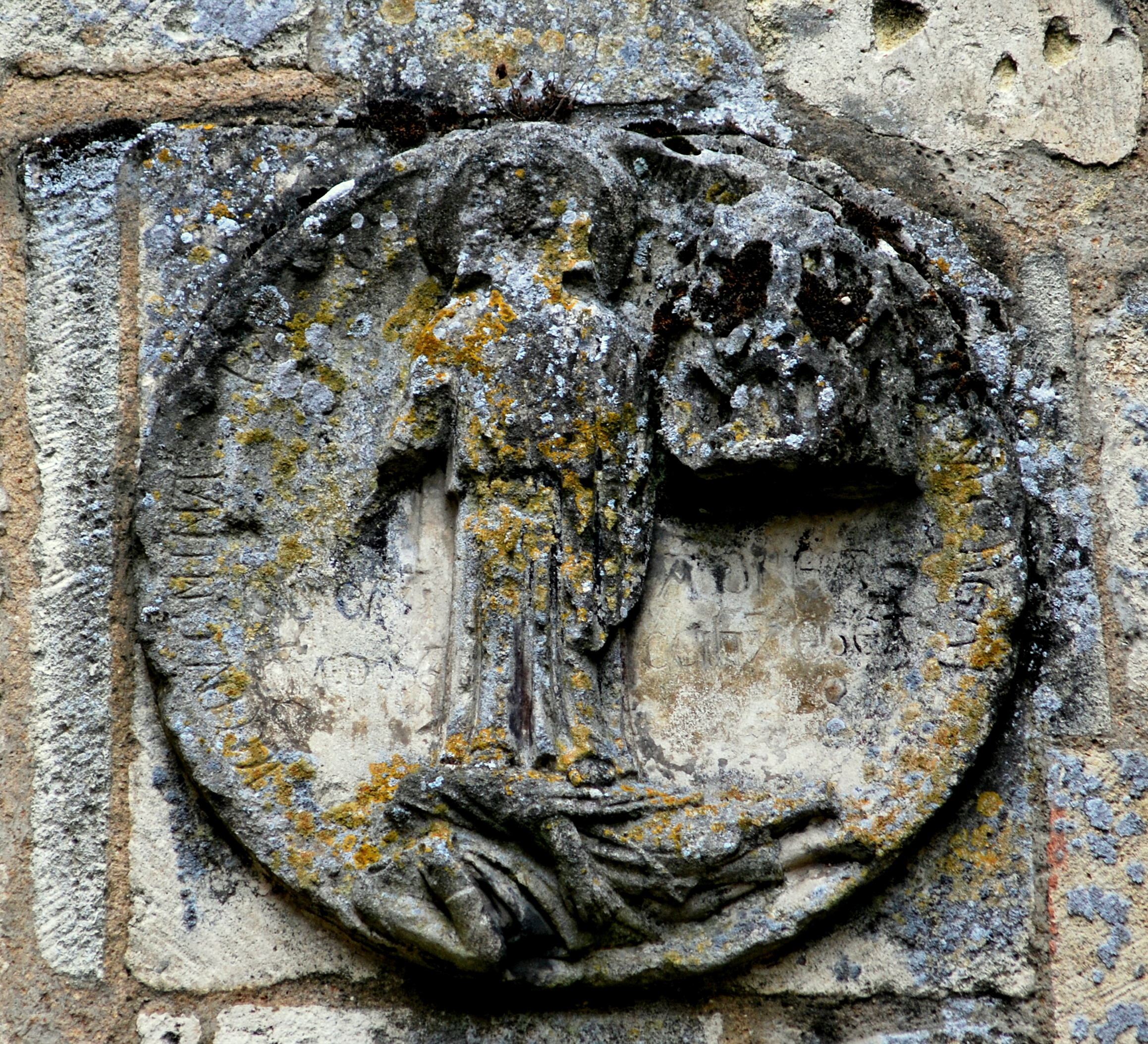
2. saint André
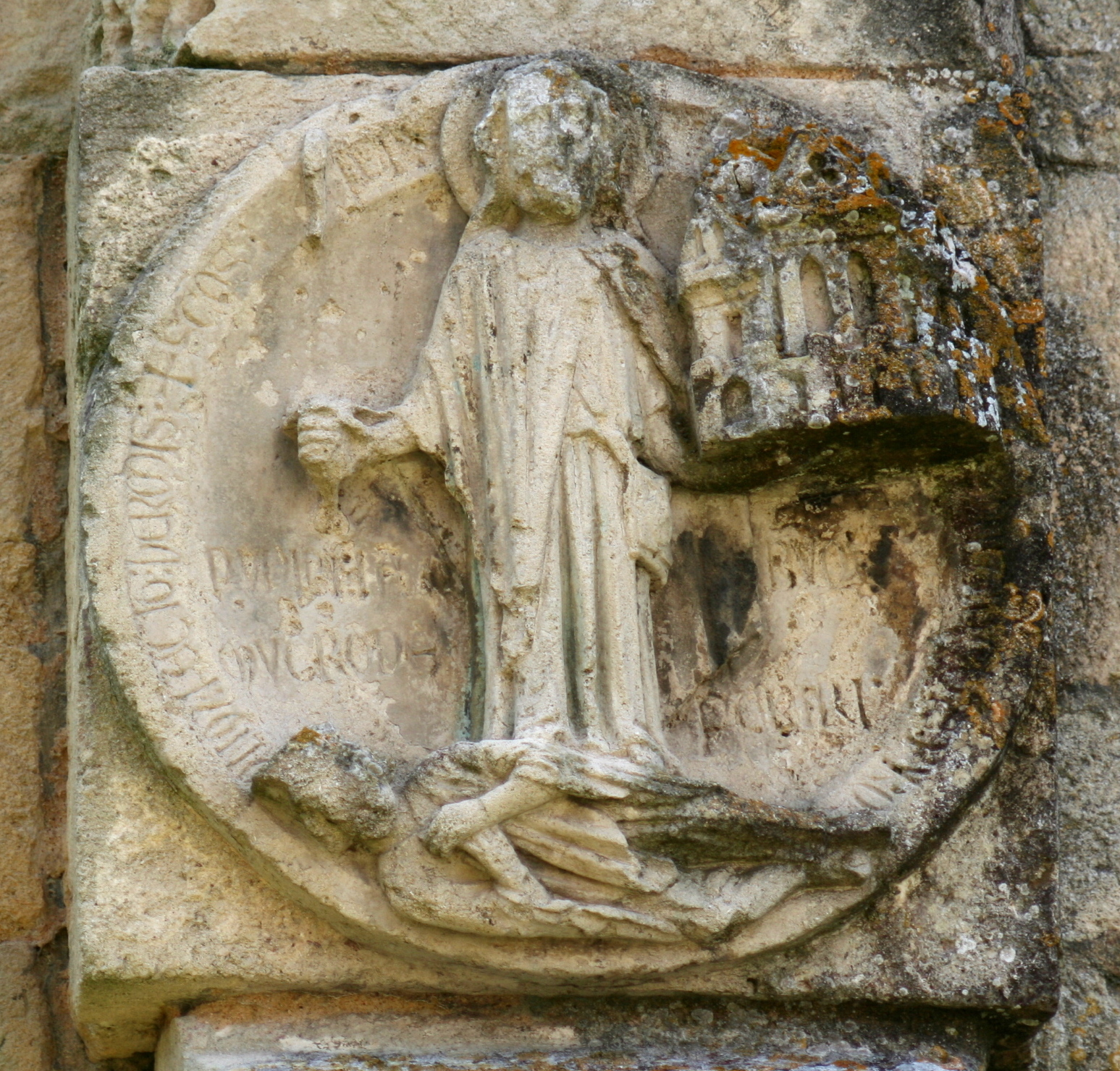
3. saint Jacques
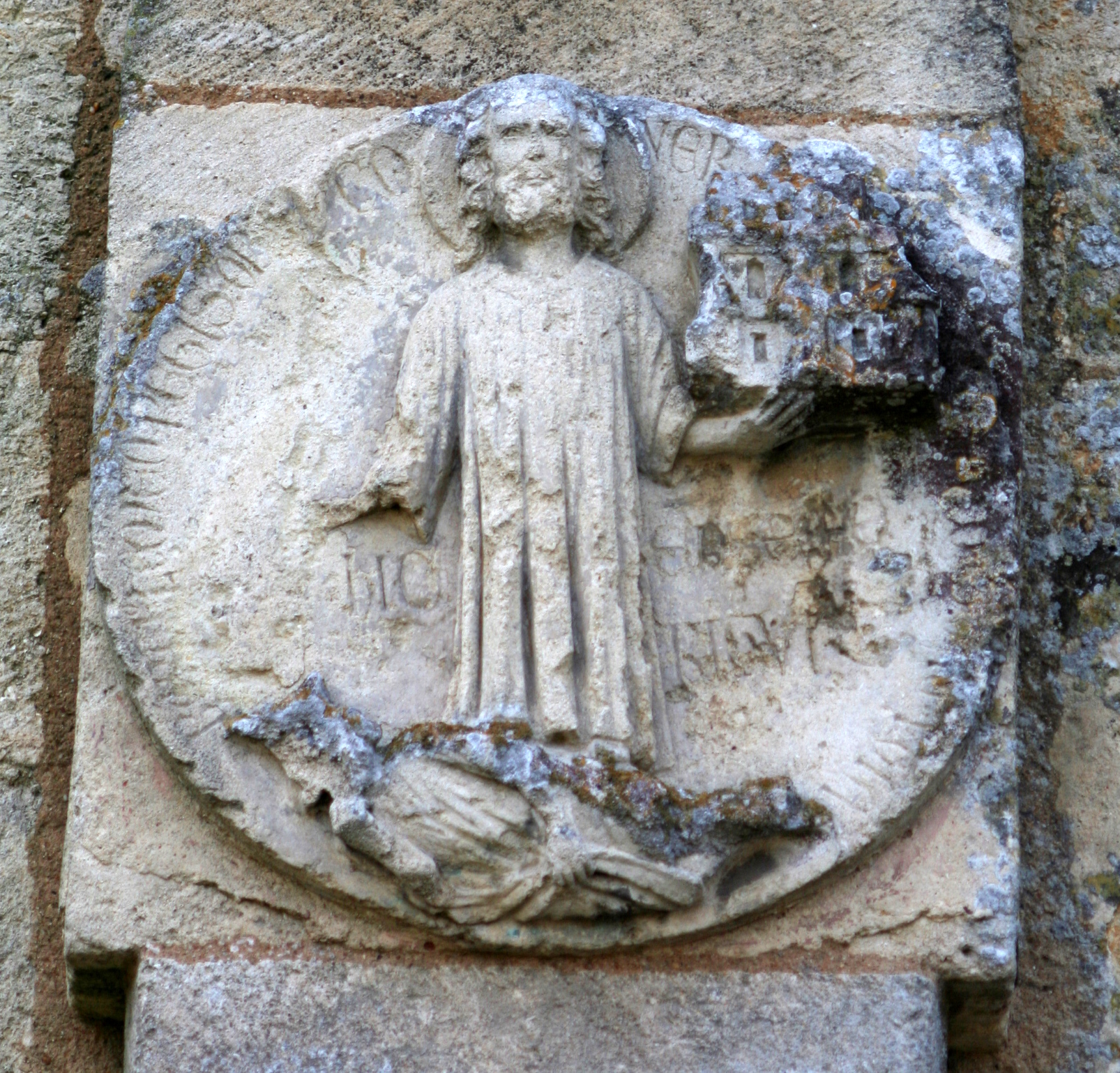
4. saint Barthélemy
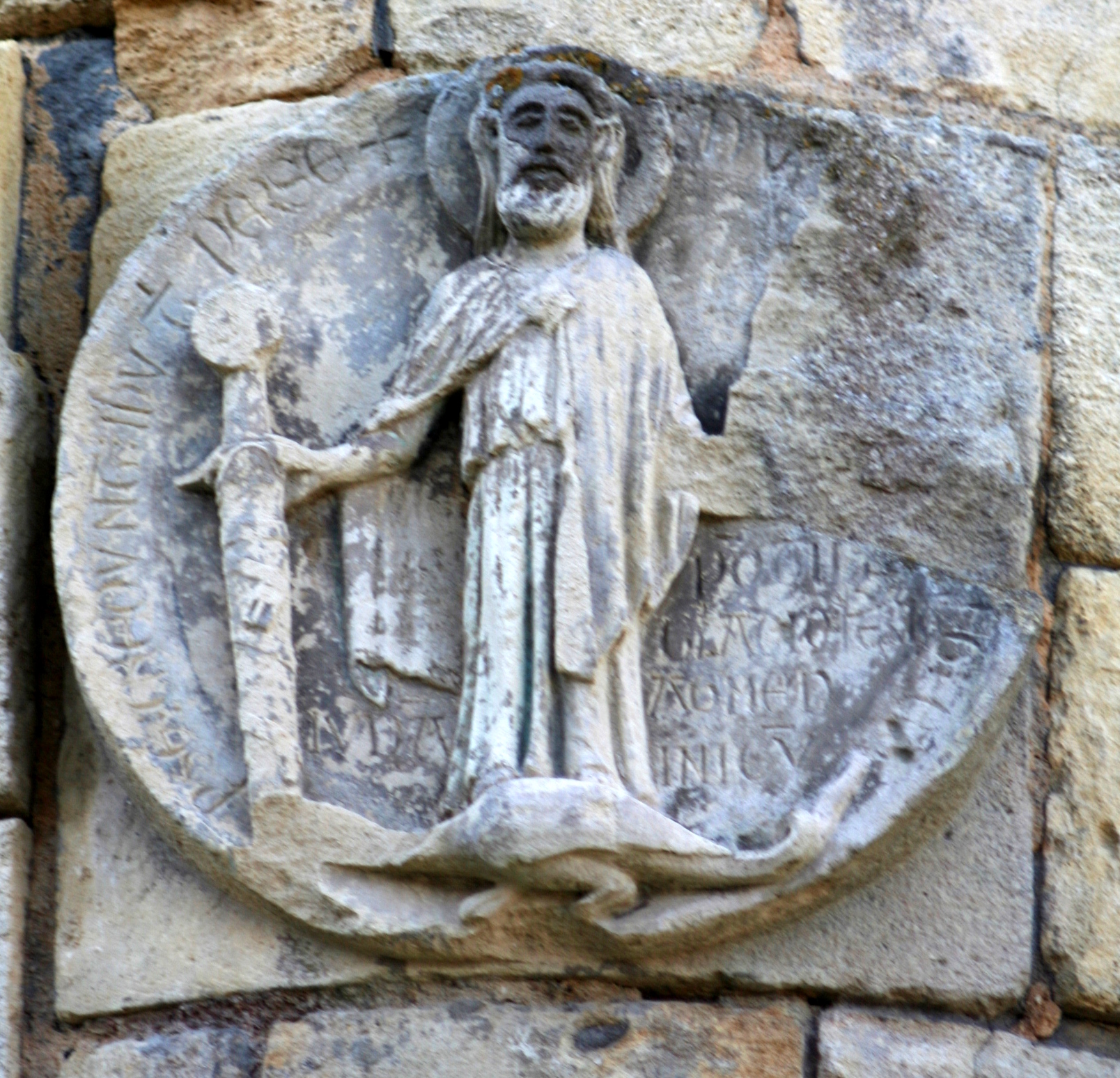
5. saint Jude
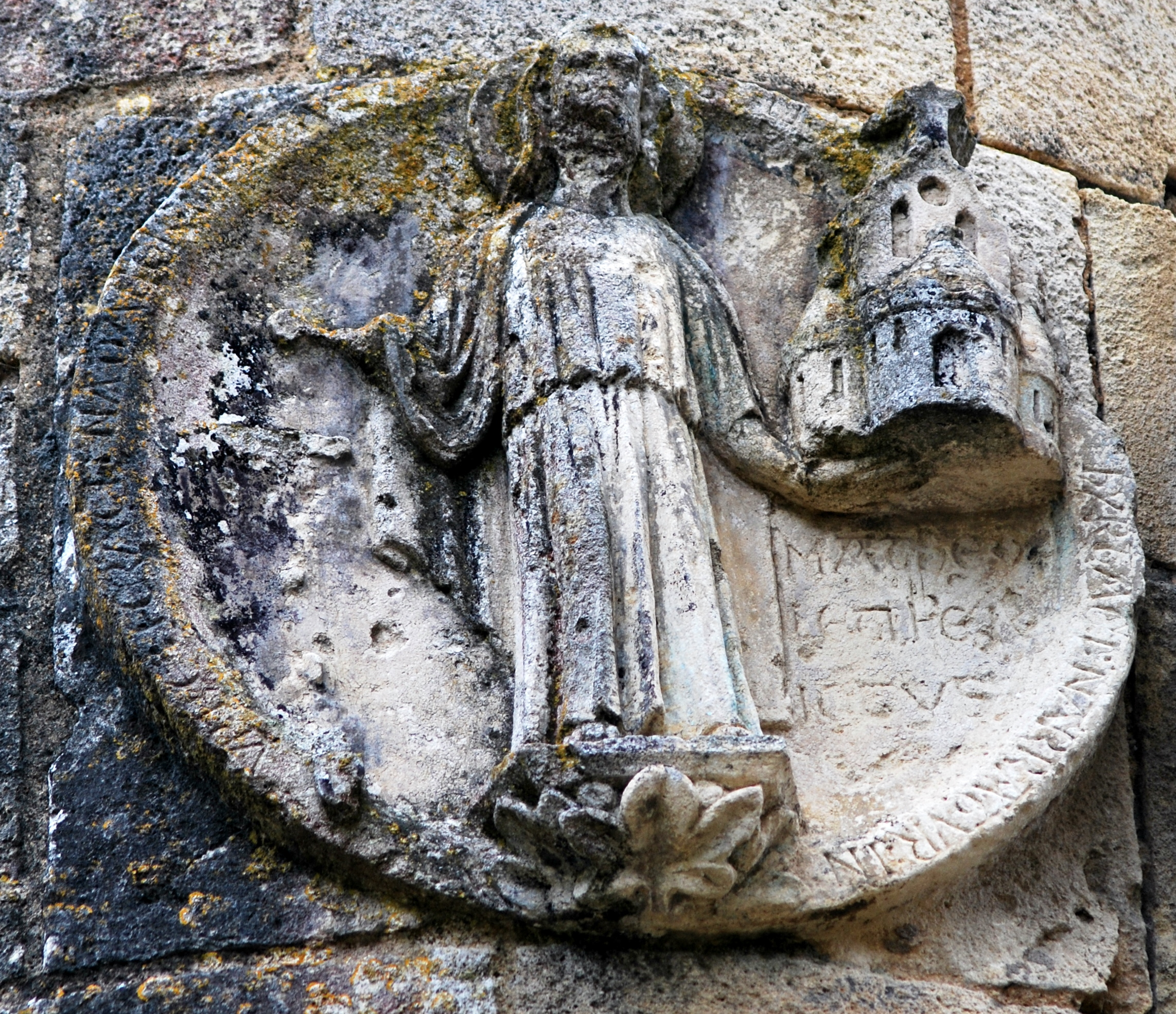
6. saint Matthieu
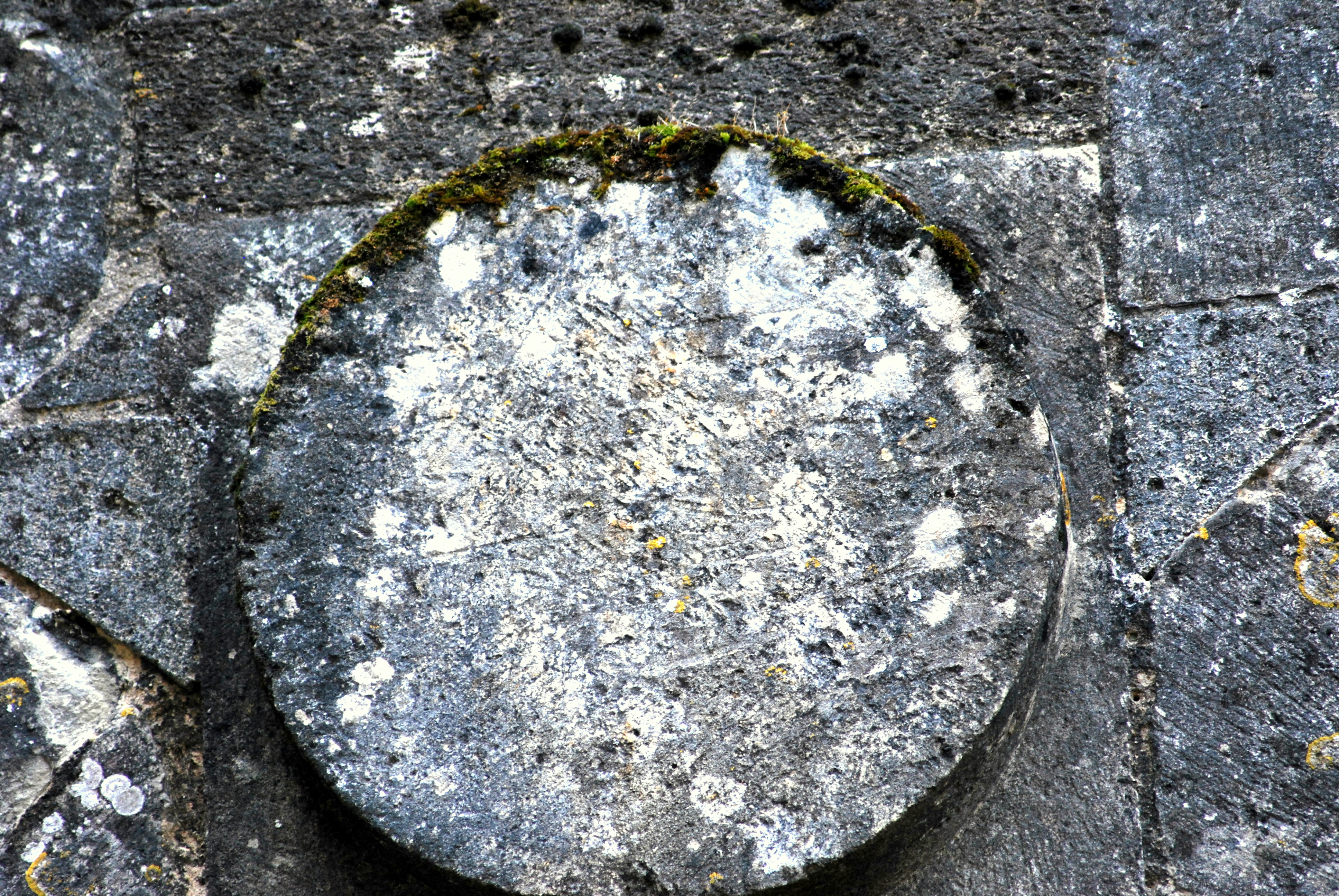
Emplacement d'un médaillon de consécration

Les apôtres nimbés et pieds nus, excepté saint Barthélémy qui est chaussé, portent dans la main gauche une petite église et dans la droite leur attribut ou l'instrument de leur supplice. Ils foulent aux pieds des personnages couronnés, peut-être les princes qui les ont fait mettre à mort. Ces apôtres ont reçu le martyre par l'ordre de rois ou d'empereurs nommés dans la légende inscrite autour du médaillon à l'exception de saint Jude qui écrase un dragon, emblème du démon, parce qu'il a été mis à mort par une troupe de prêtres idolâtres, et de saint Matthieu qui est se tient une console où sont sculptées des feuilles de laurier, symbole de la victoire, ayant été tué à coup de flèches sans ordre précis d'un roi. Ils étaient entourés de peintures, mais il n'en reste plus de traces qu'autour de saint Jacques-le-Majeur (no 3). C'est un évêque qui bénit.
Voici, selon Léo Drouyn, les inscriptions de chaque médaillon.
1. Saint Pierre. EXIT : AB : ERRORE : PETQ : RECEPTAT : AB : ORE : SACRAM : ROMA : FIDEM : NERO :...CIFIC : IBIDE
                      Rome sort de l'erreur et reçoit la foi divine de la bouche de Pierre. Là, Néron le crucifie.
2. Saint André. PATS : URB : OPULENTA : PATRAS : PDICAT : ADREAS : QUE : POST : CCIFIX : EGEAS
                     André prêche dans la ville opulente de Patras, et ensuite Egée le crucifie.
3. Saint Jacques-le-Majeur. SANCTOS : PENIS : MULTIMODIS : FUROR : OLIM : FECIT : HERODIS : PUNIRI : JACOBUM... : MUCRONE : FERIRI
                     La fureur d'Hérode a fait éprouver aux saints toutes sortes de tourments, et frapper Jacques par le glaive.
4. Saint Barthélémy. COVERTENDO : DN : DAT : IDIA : BARTHOLOMEO : REGIS : OB : H : HlC : ENSE : FERITUR
                     Le Seigneur donne l'Inde à Barthélémy pour la convertir. Là, pour ce motif, il est frappé par l'épée du roi.
5. Saint Jude. DUM : ...ET : ET : PSE : CREDUNT : IHU : T : PERSE : JUDA : POTIFIC... : GLADIO : FERIT : AGMEN : INICU
                     Tandis que Jude enseigne et que, par lui, les Perses croient en vous, ô Jésus, une criminelle troupe de prêtres le met à mort.
6. Saint Matthieu. TELIS : HYRTACI : NARRATUR : IN : URBE : FERACI : NADABER : INFLICTUS : MATHEO : LETIFER : ICTUS
                     On raconte que Matthieu fut frappé d'un coup mortel par les traits de l'hyrtacien dans la magnifique ville de Nadaber.

## Les marques de tâcheron
Une observation attentive des pierres qui forment les murs de l'église révèlent des marques de tâcherons. Léo Drouyn a donné la description suivante :
- « Plusieurs parties de l'église sont couvertes de marques de tâcherons, et font supposer que, si tout le monument n'a pas été bâti par les mêmes ouvriers, deux compagnies seulement paraissent y avoir travaillé. »

Ainsi les seules marques qui se rencontrent sur les murs des absides, à l'intérieur comme à l'extérieur, sont représentées par la fig. 1. Elles sont d'ailleurs en très petit nombre, tandis que les suivantes, dont le caractère est différent, se trouvent dans le reste de l'église. La fig. 2 représente celles de l'intérieur du transept sud, au-dessus des bas-côtés ; et la fig. 3, celles qui sont à l'intérieur du bas-côté sud. Celles de la fig. 4 se voient dans l'intérieur, sur le flanc nord, dans l'escalier roman du clocher

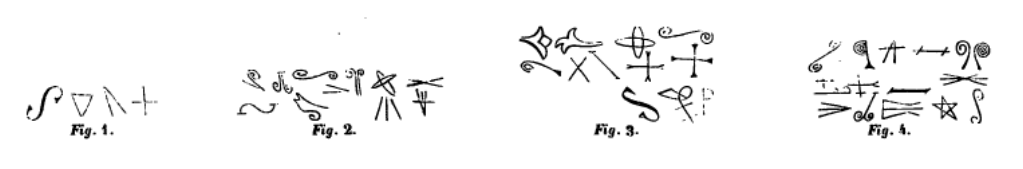
Marques de tâcheron relévées par L. Drouyn

- et sur la façade.

Marques de tâcheron
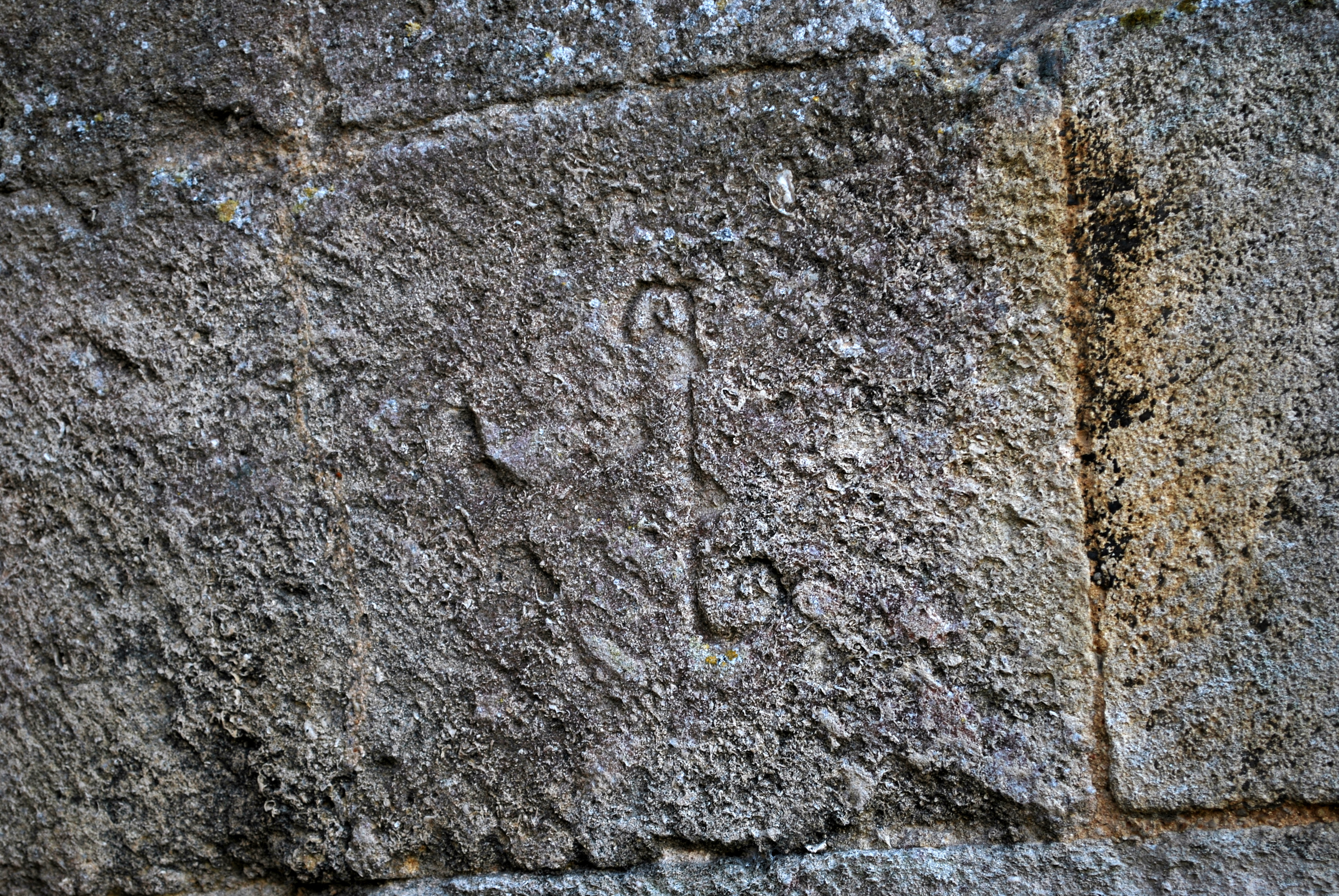
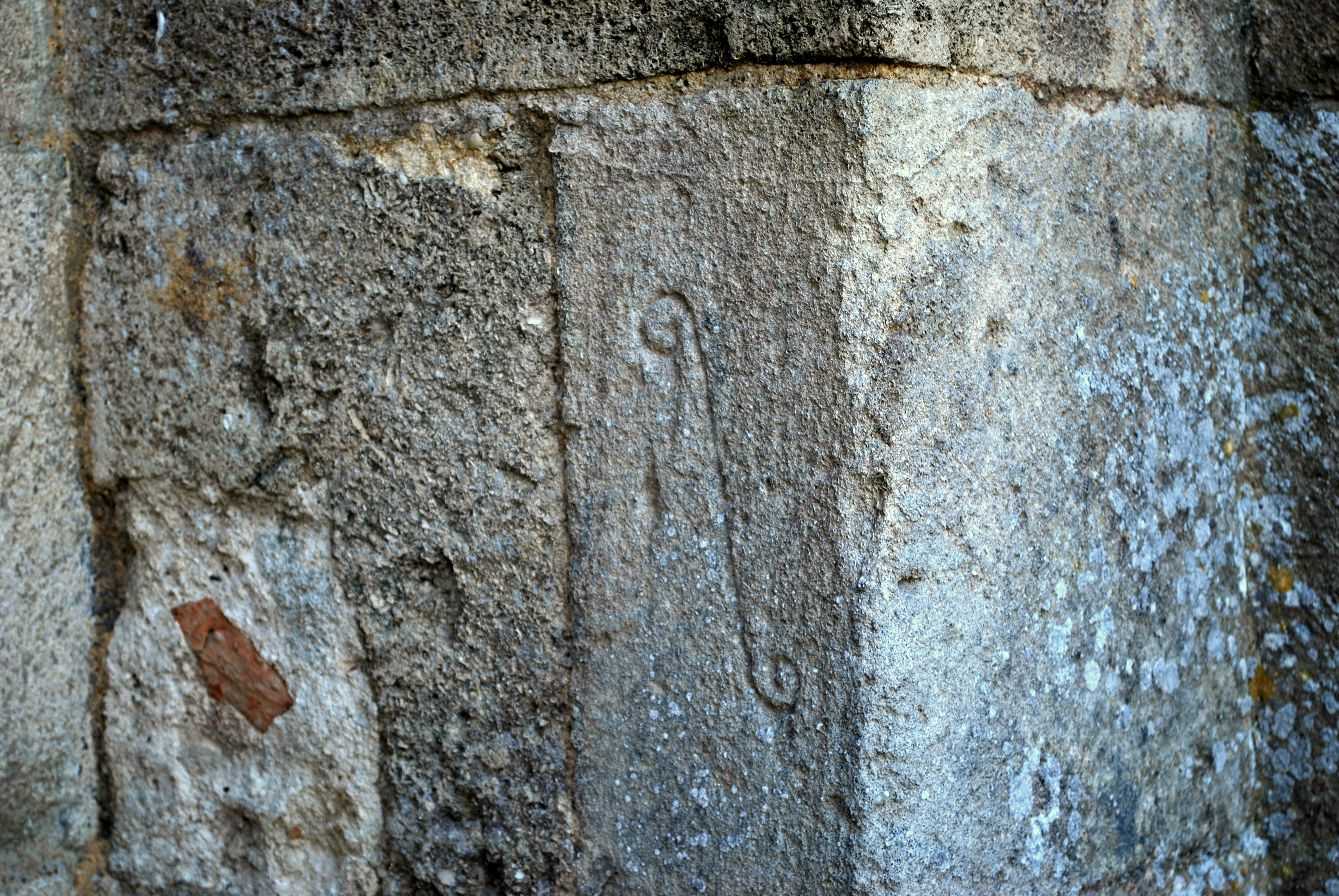
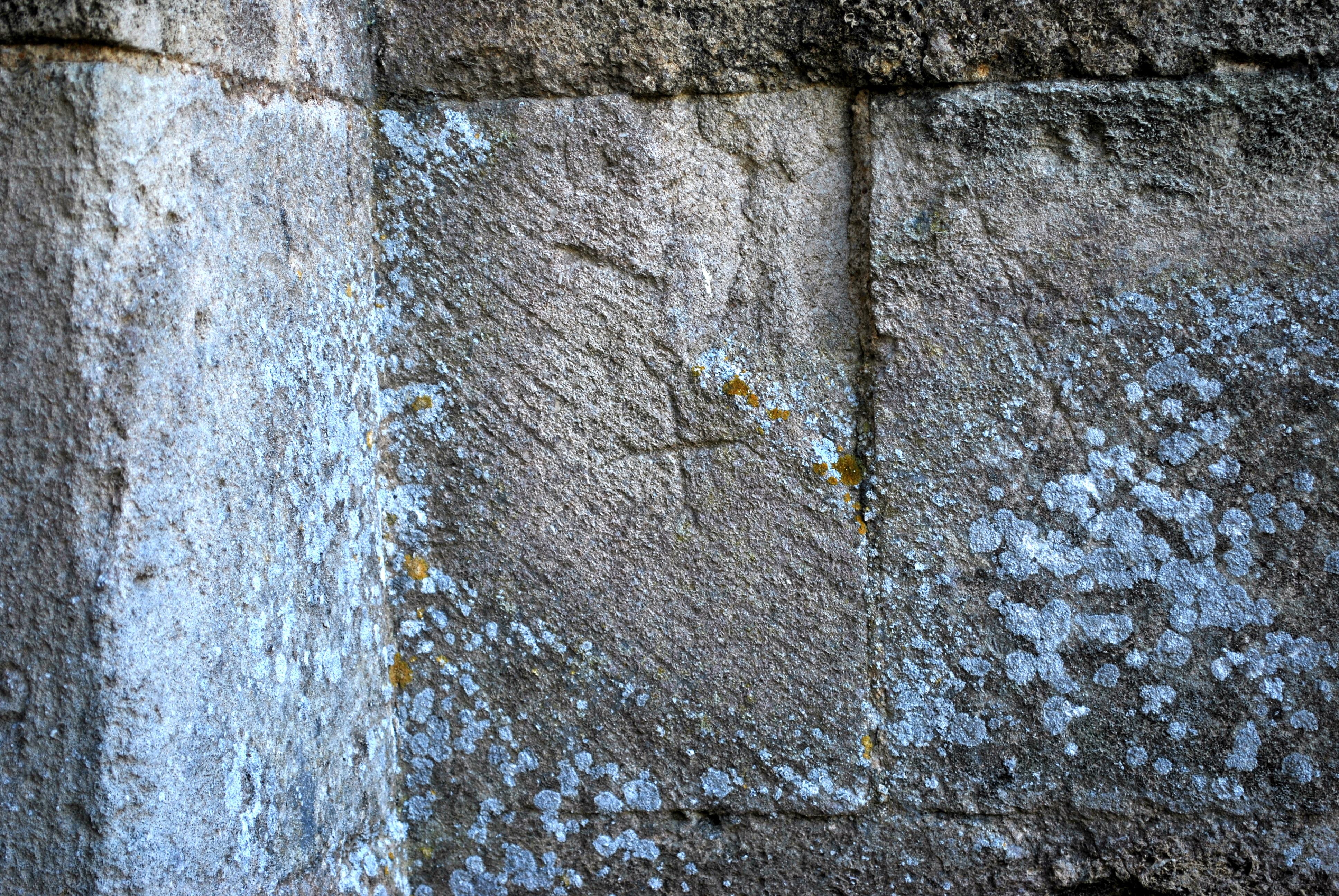
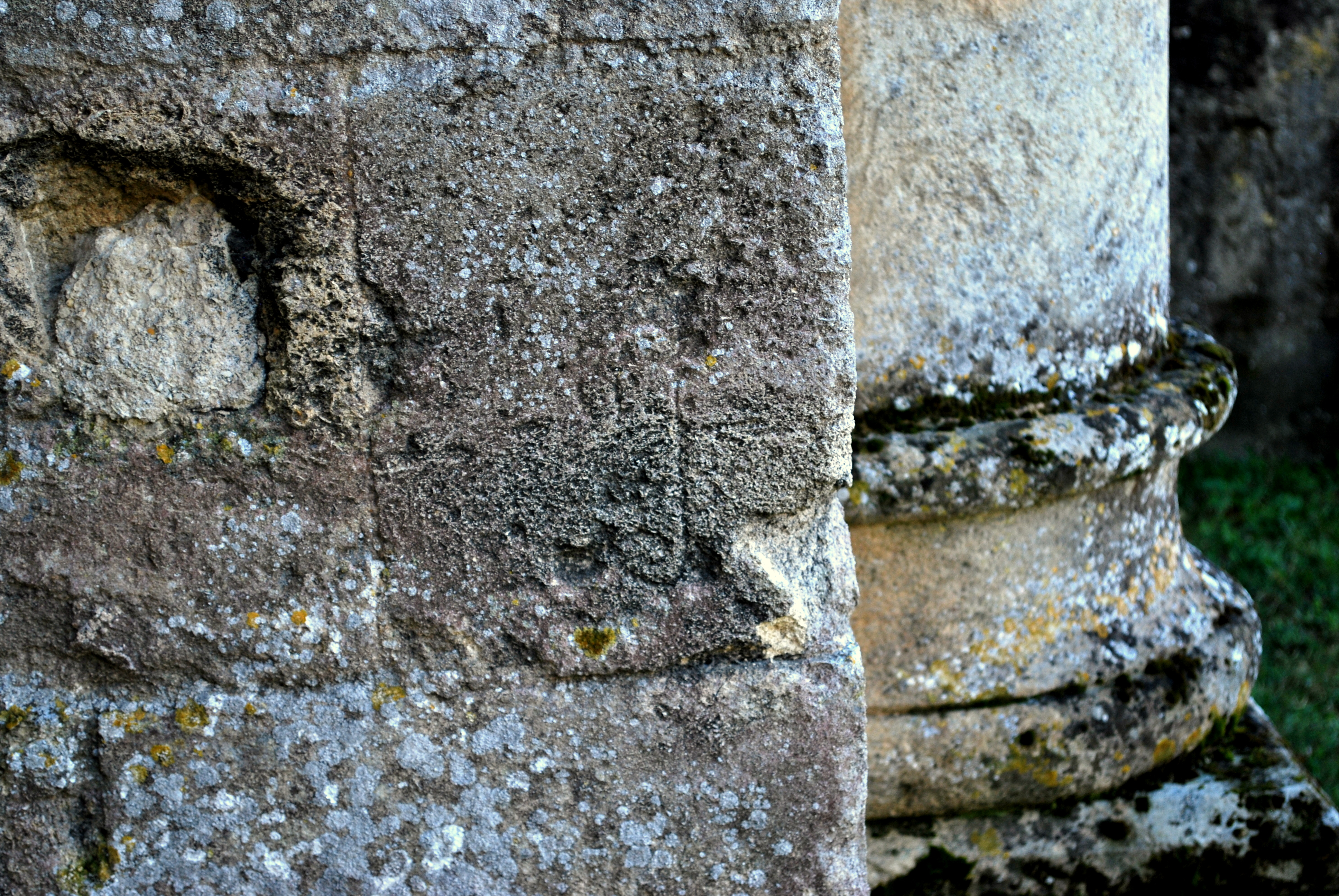
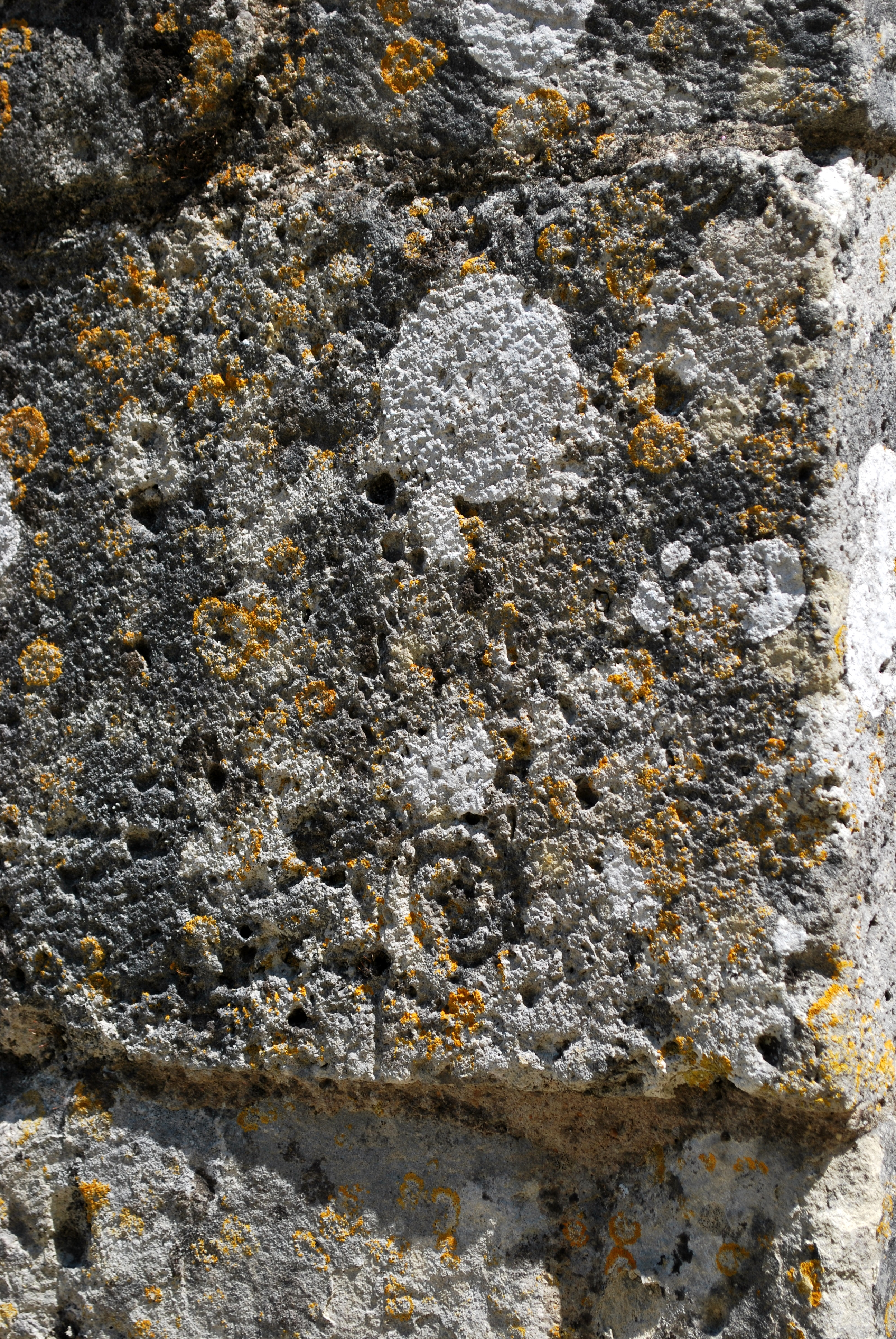
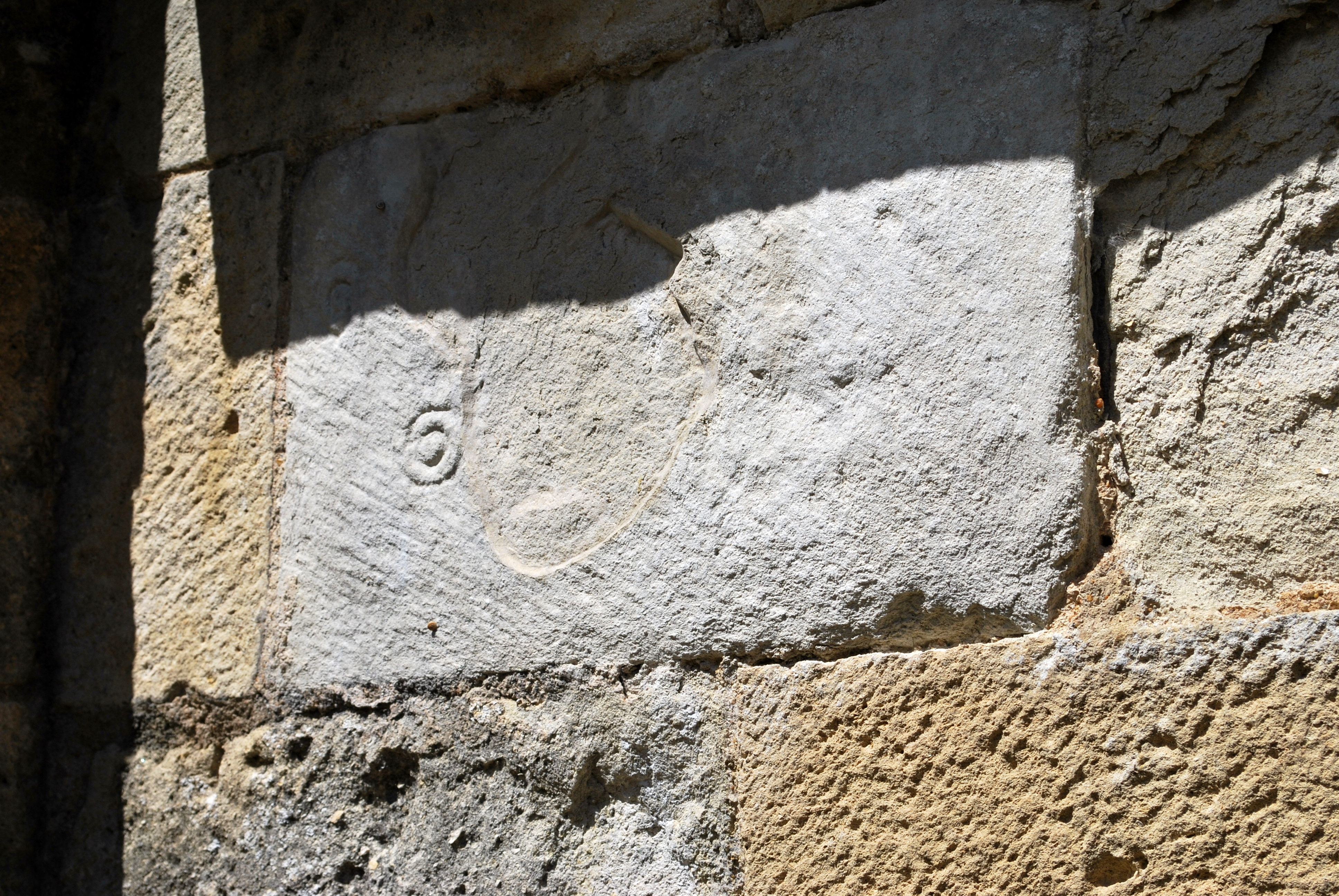
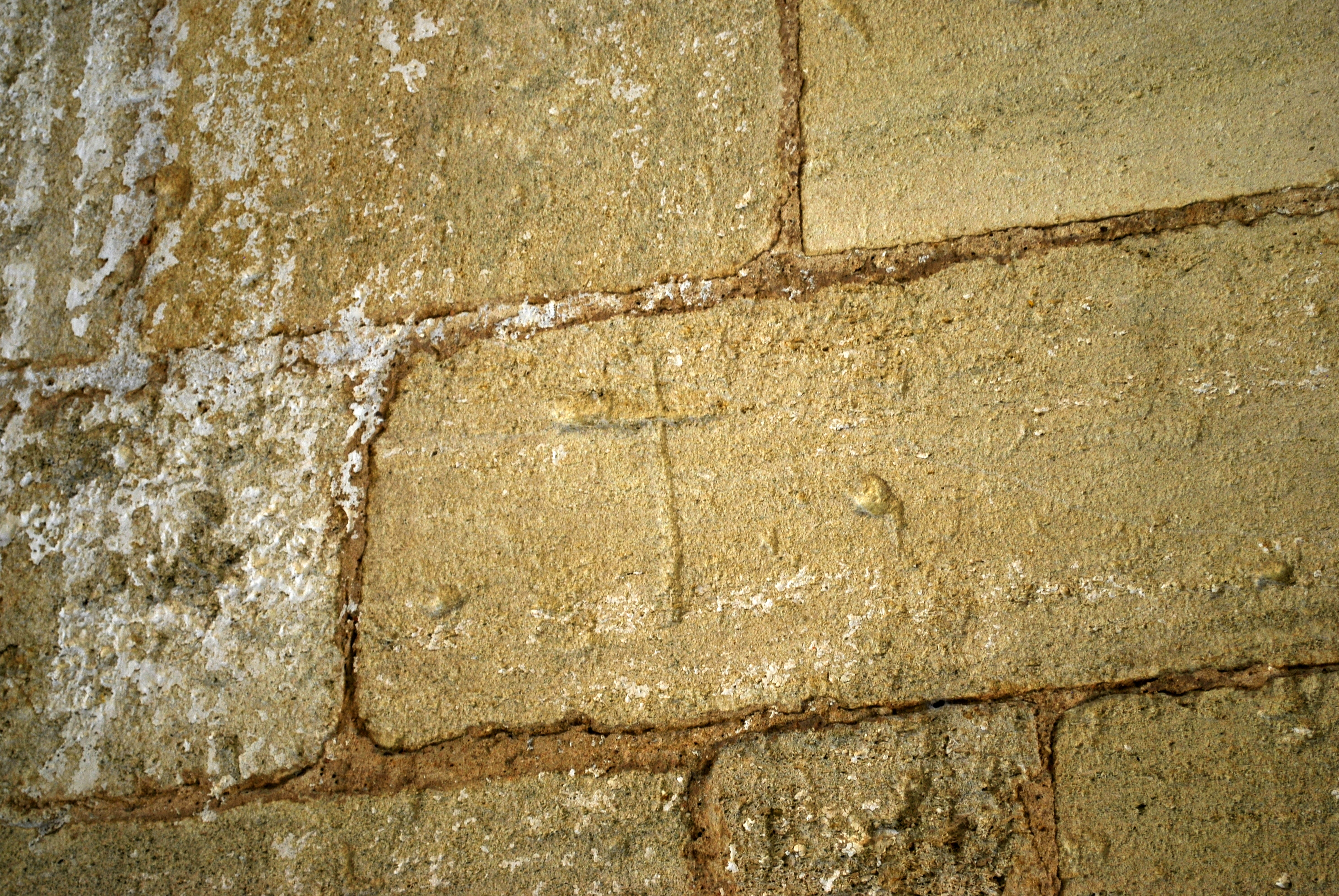
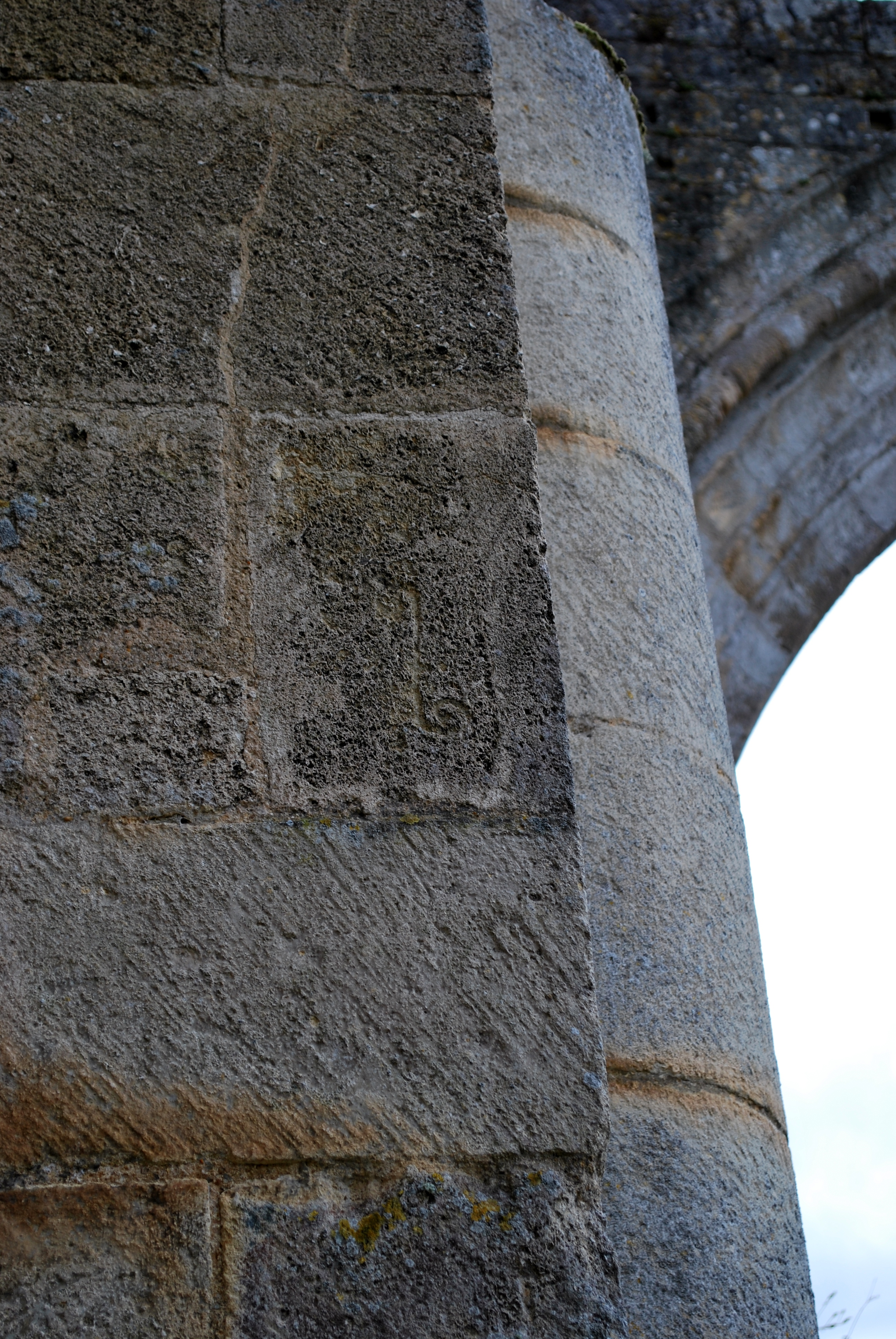
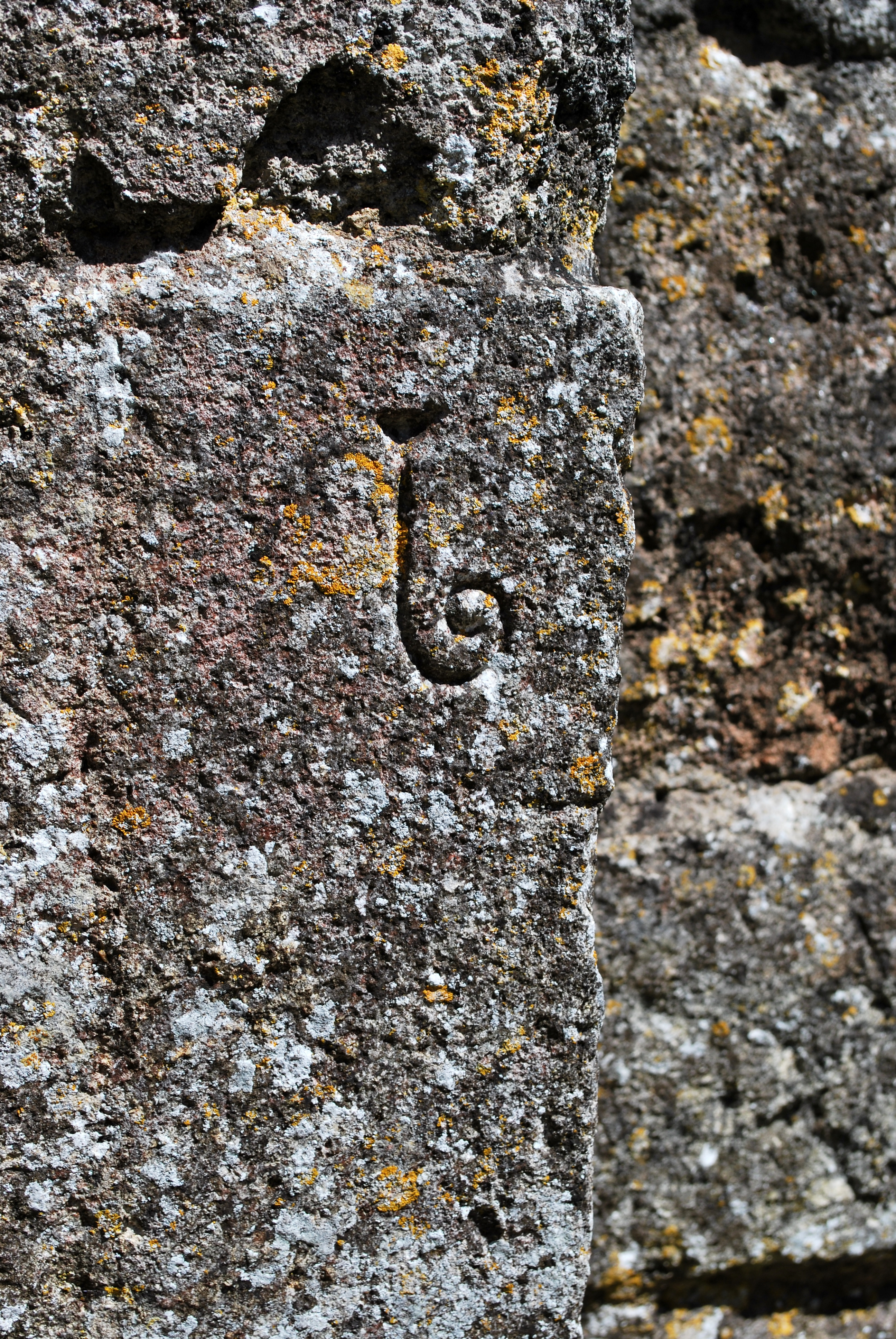
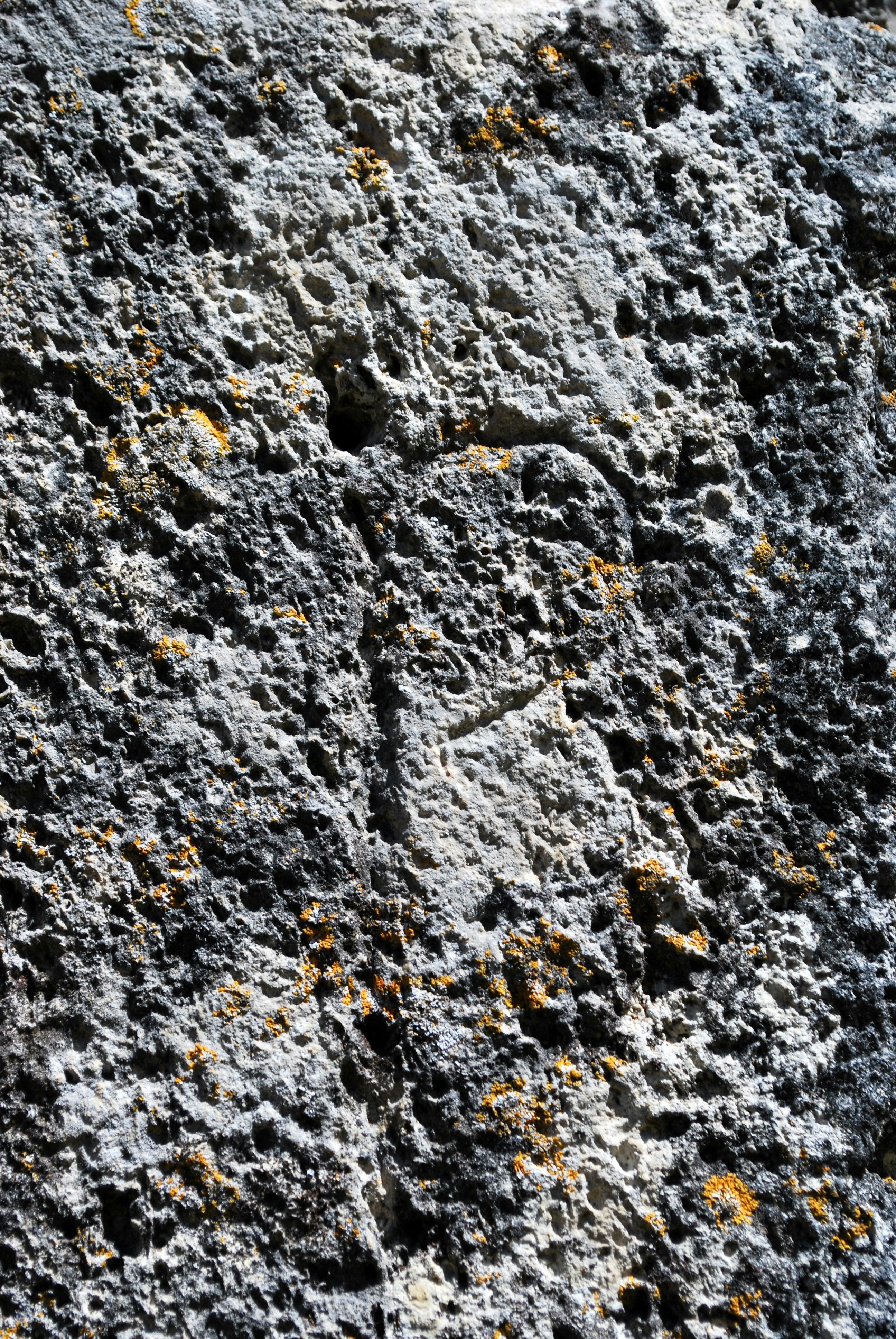
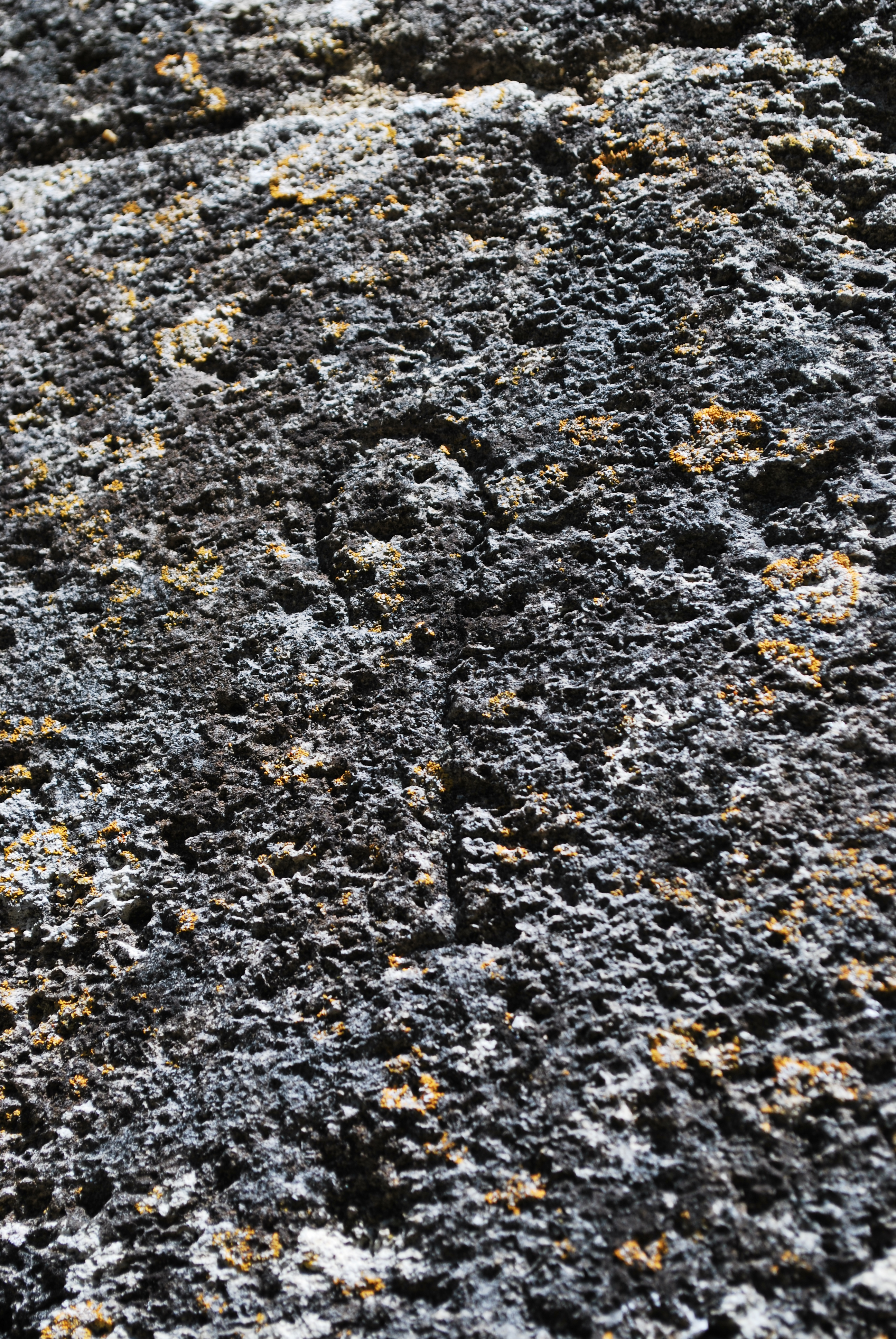
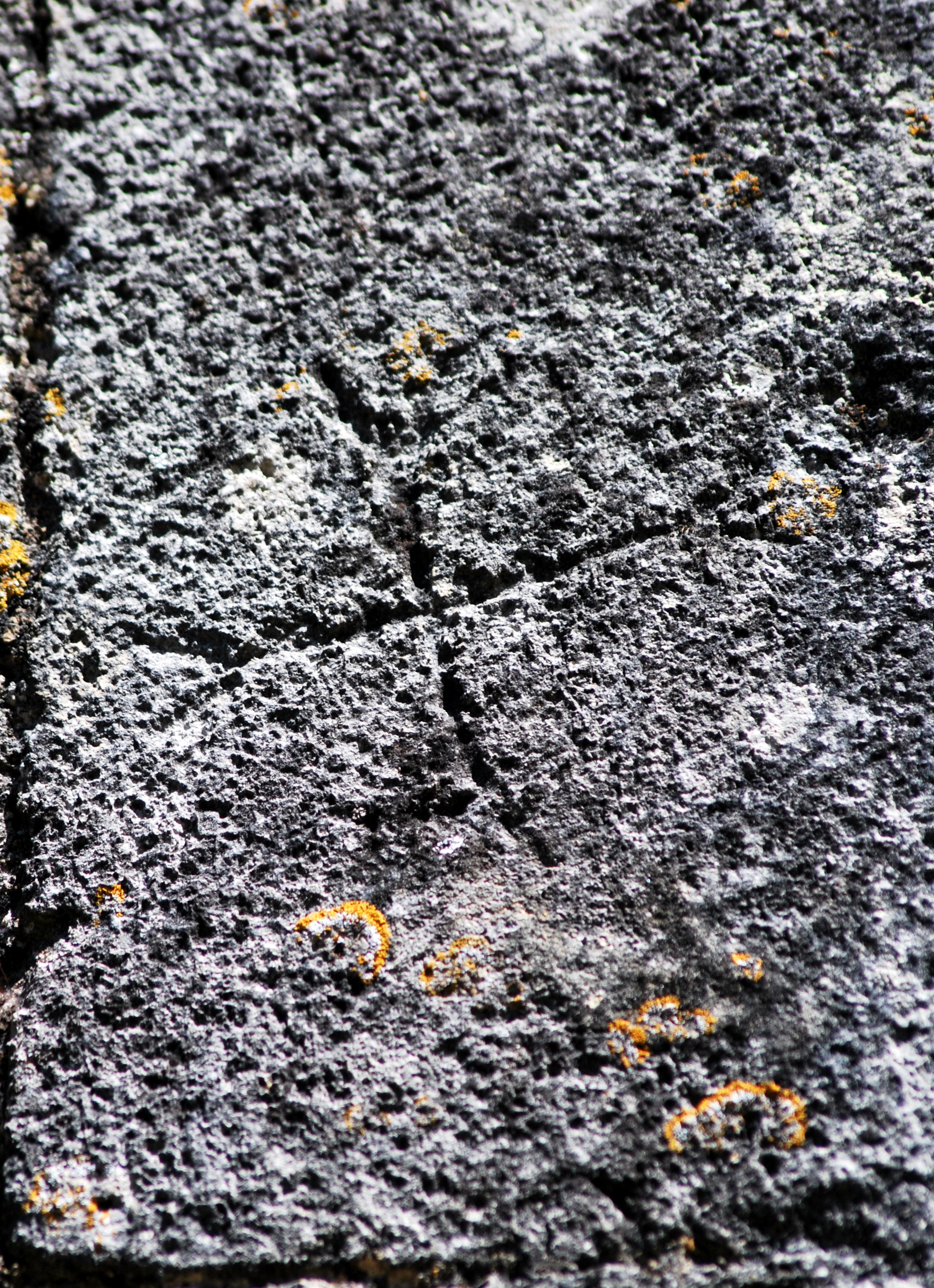
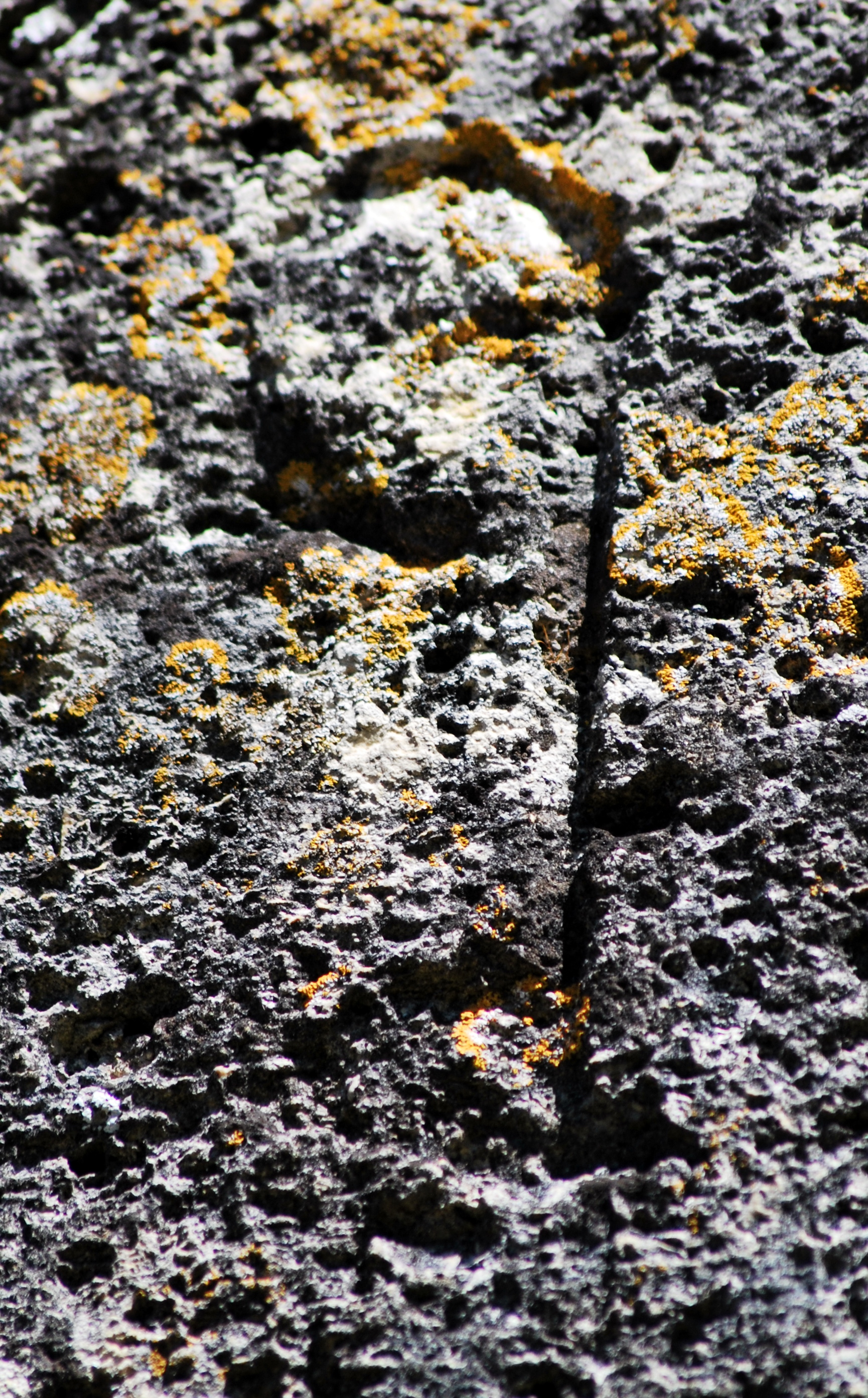
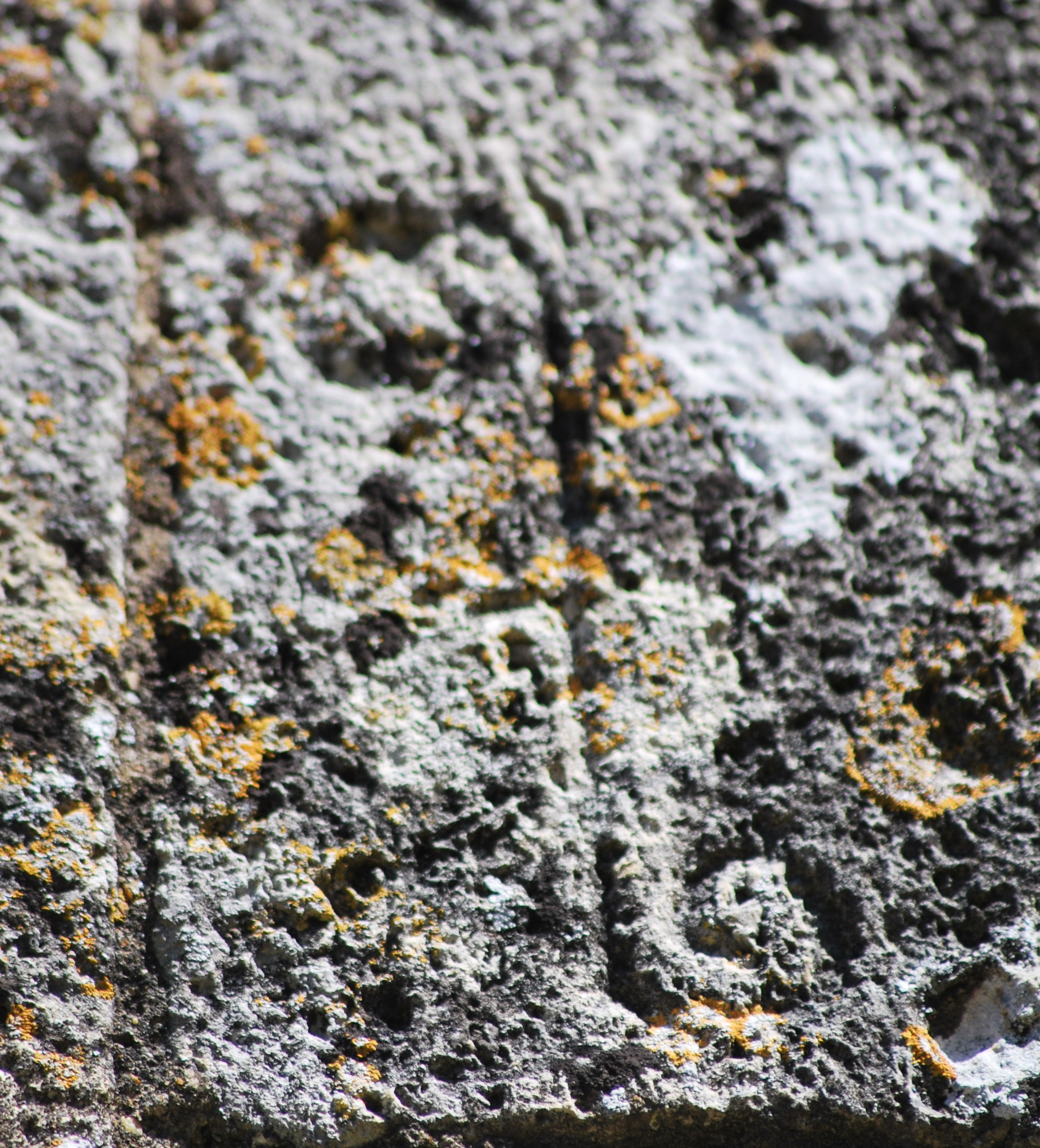
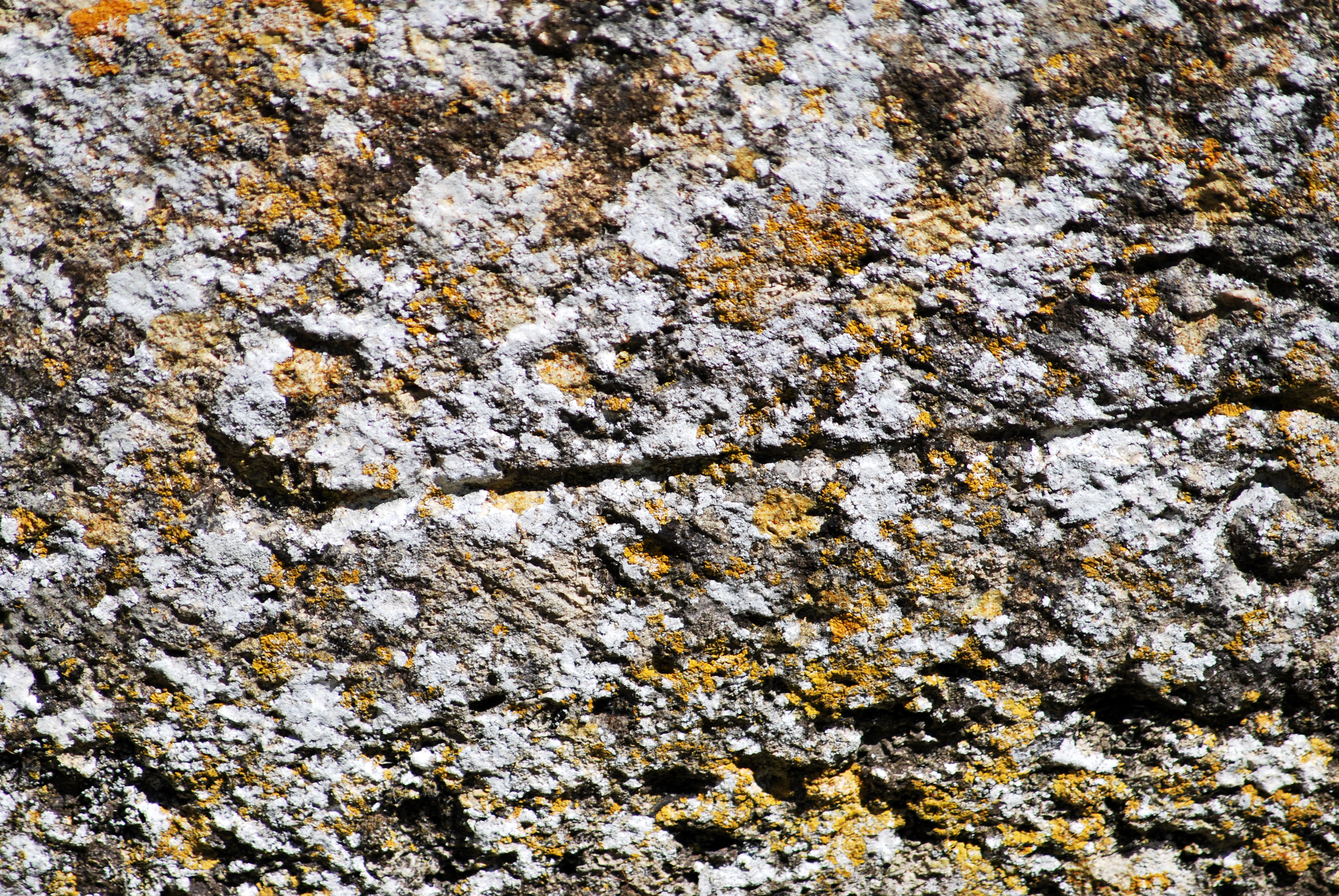
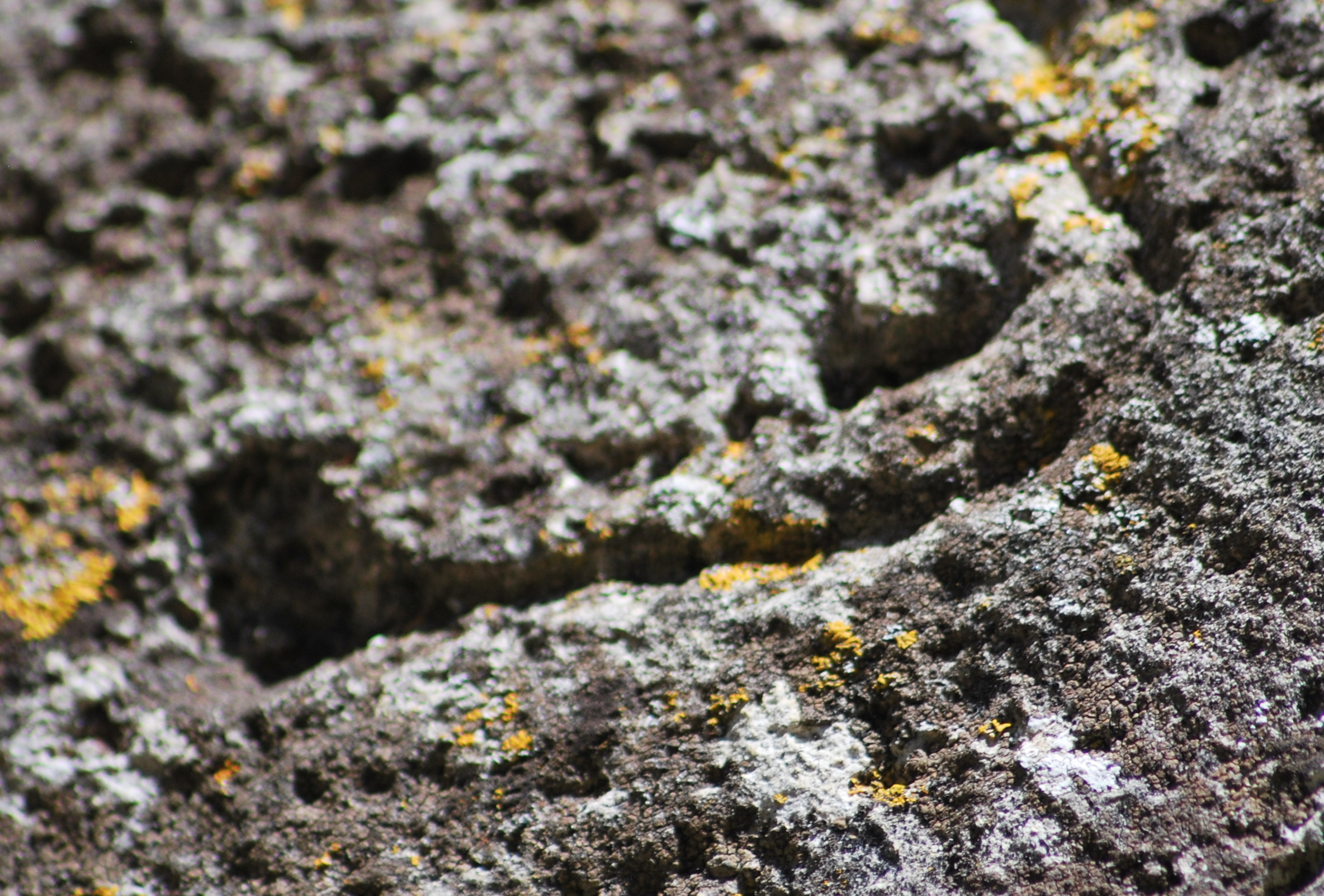
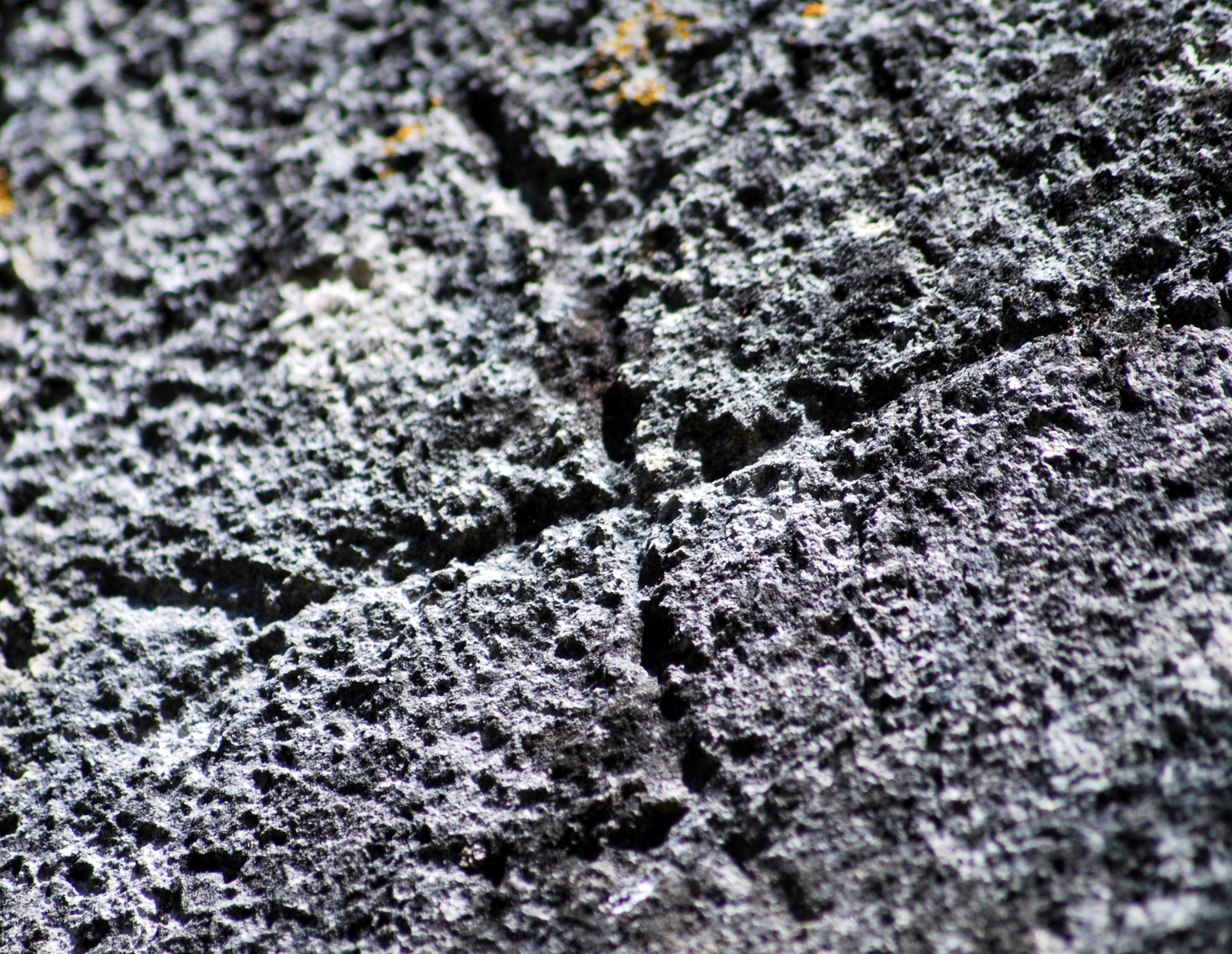
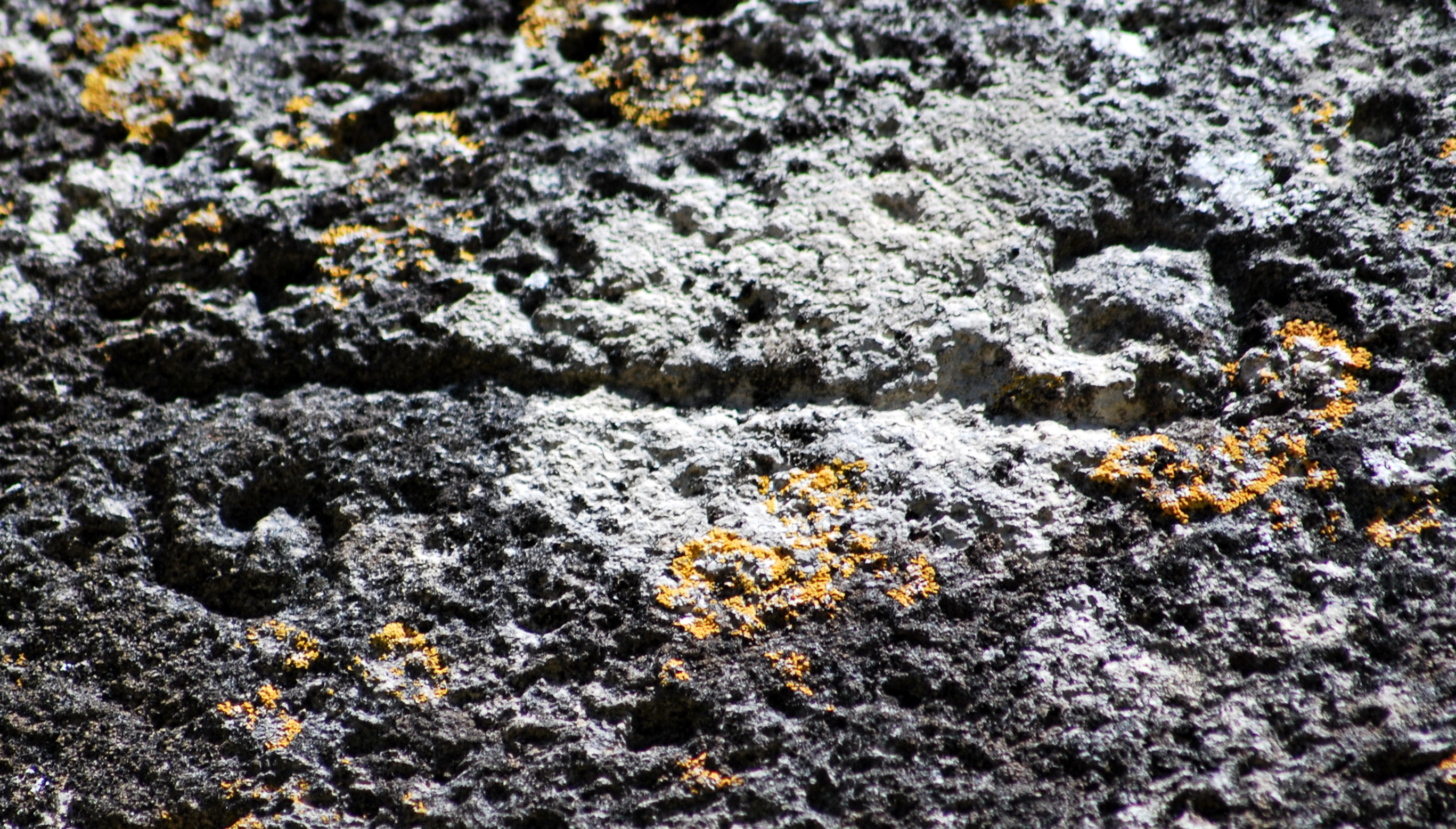
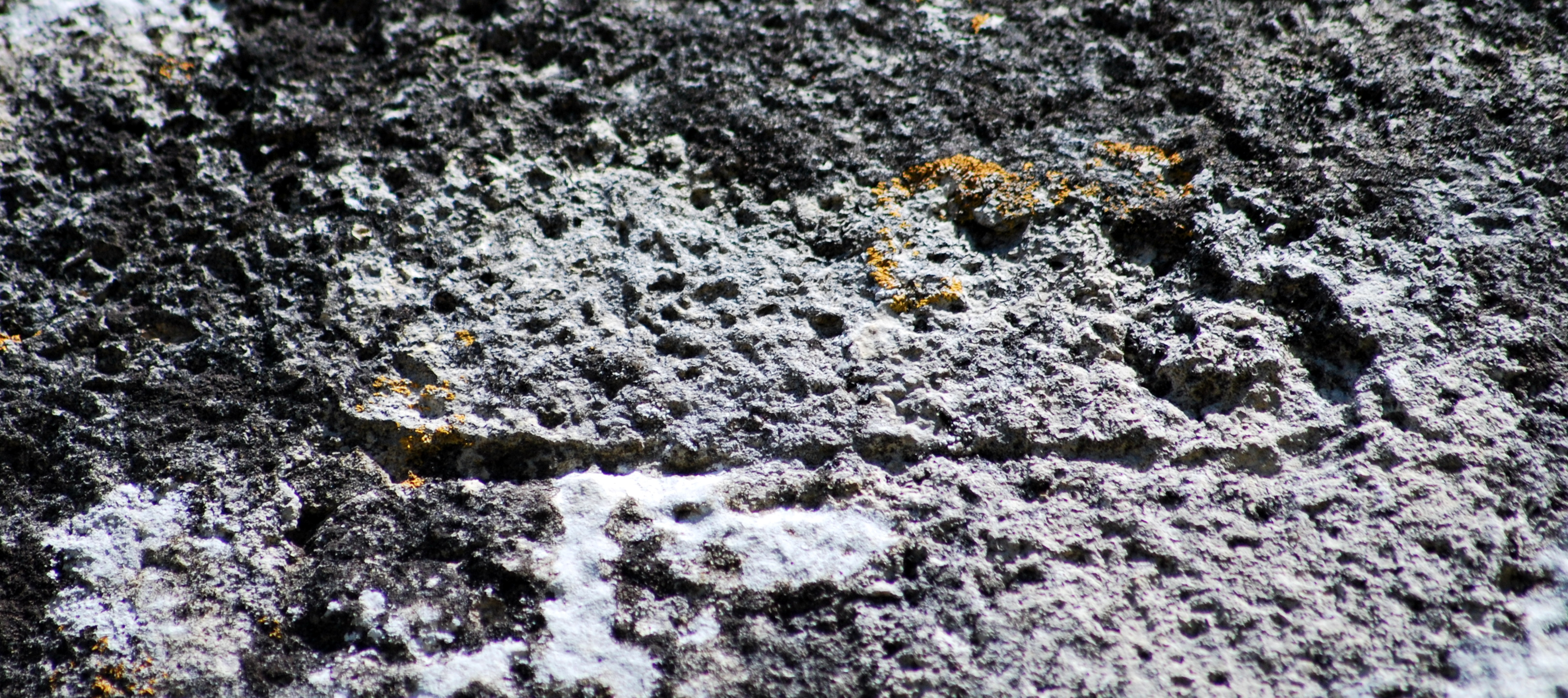
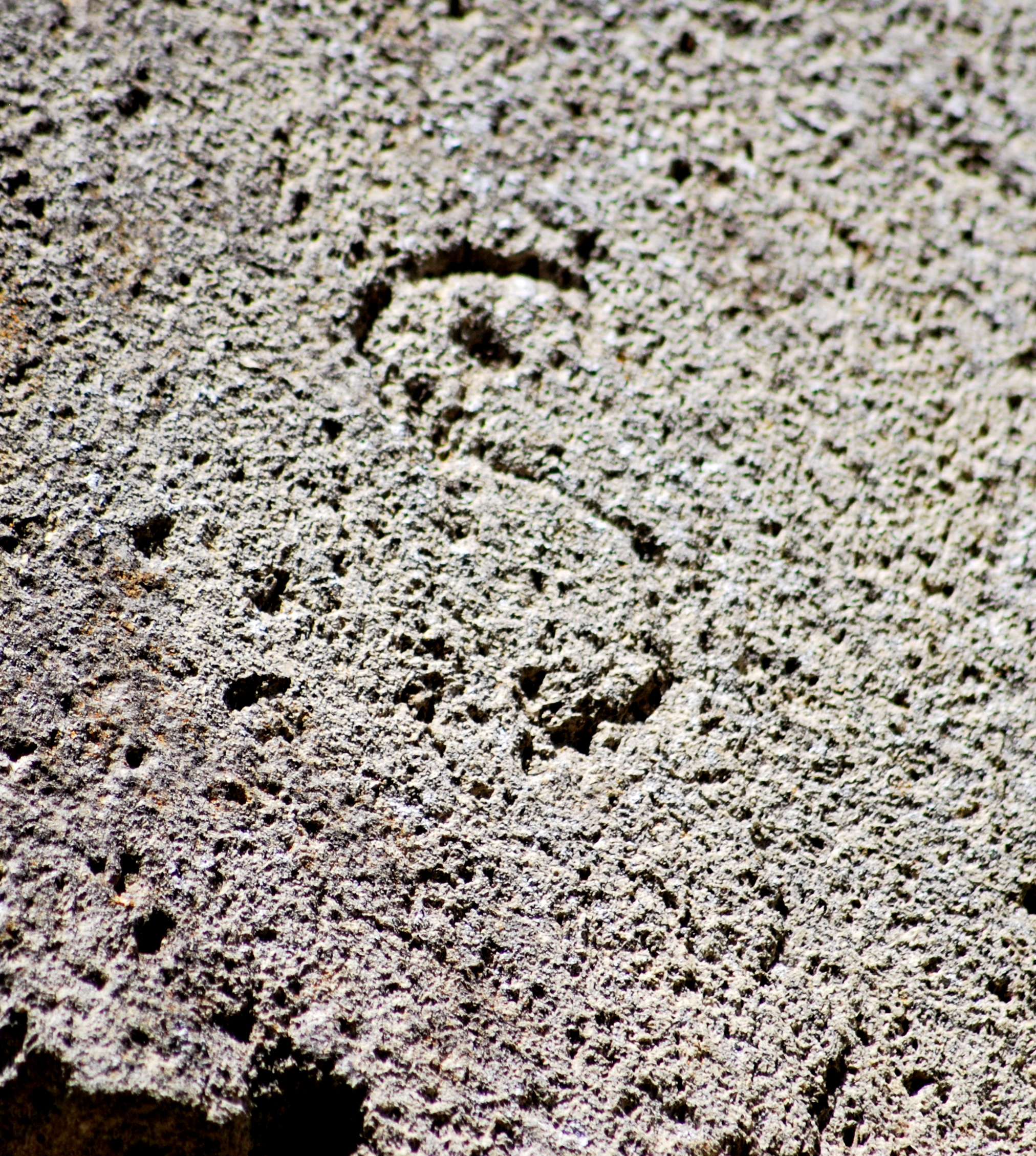
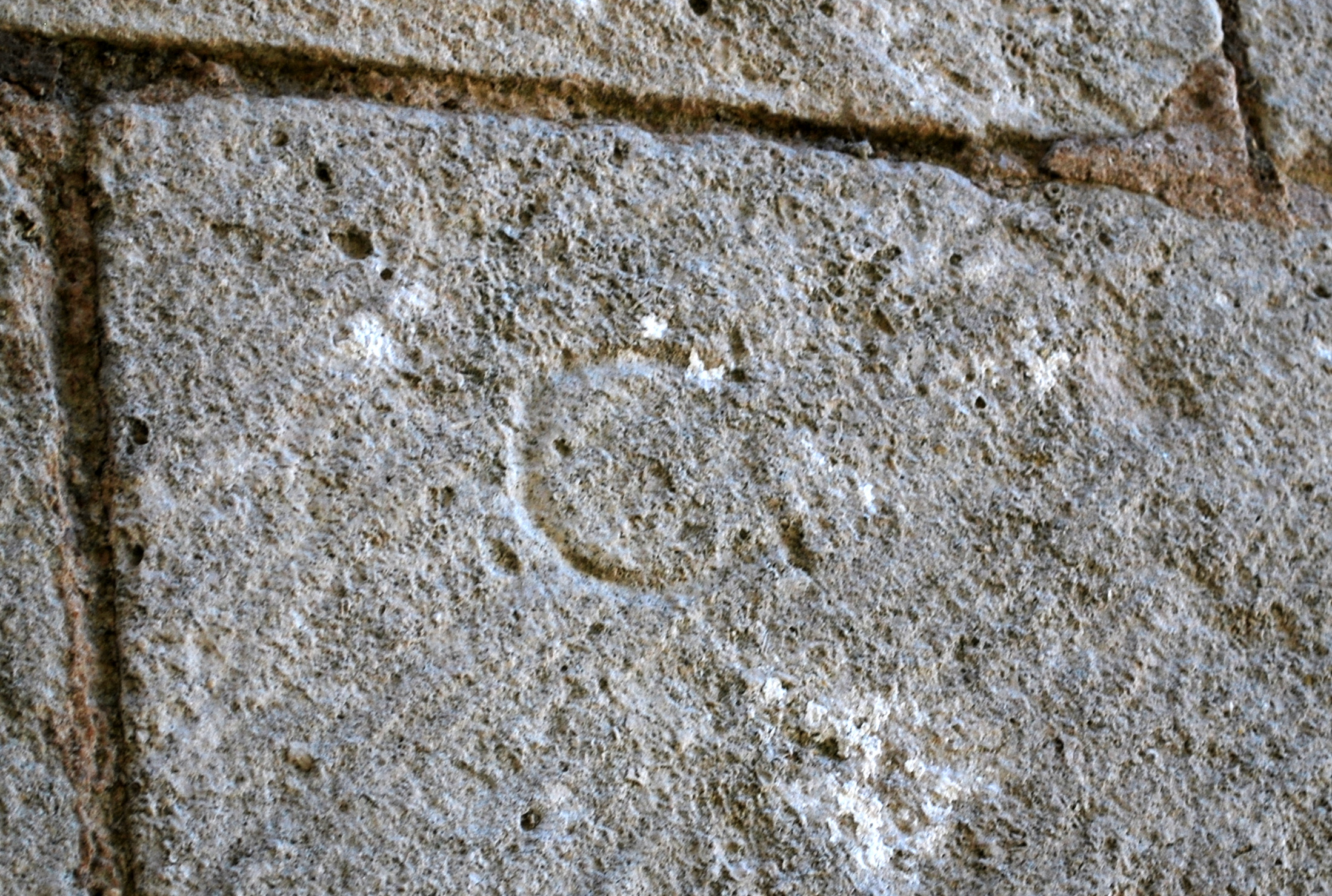
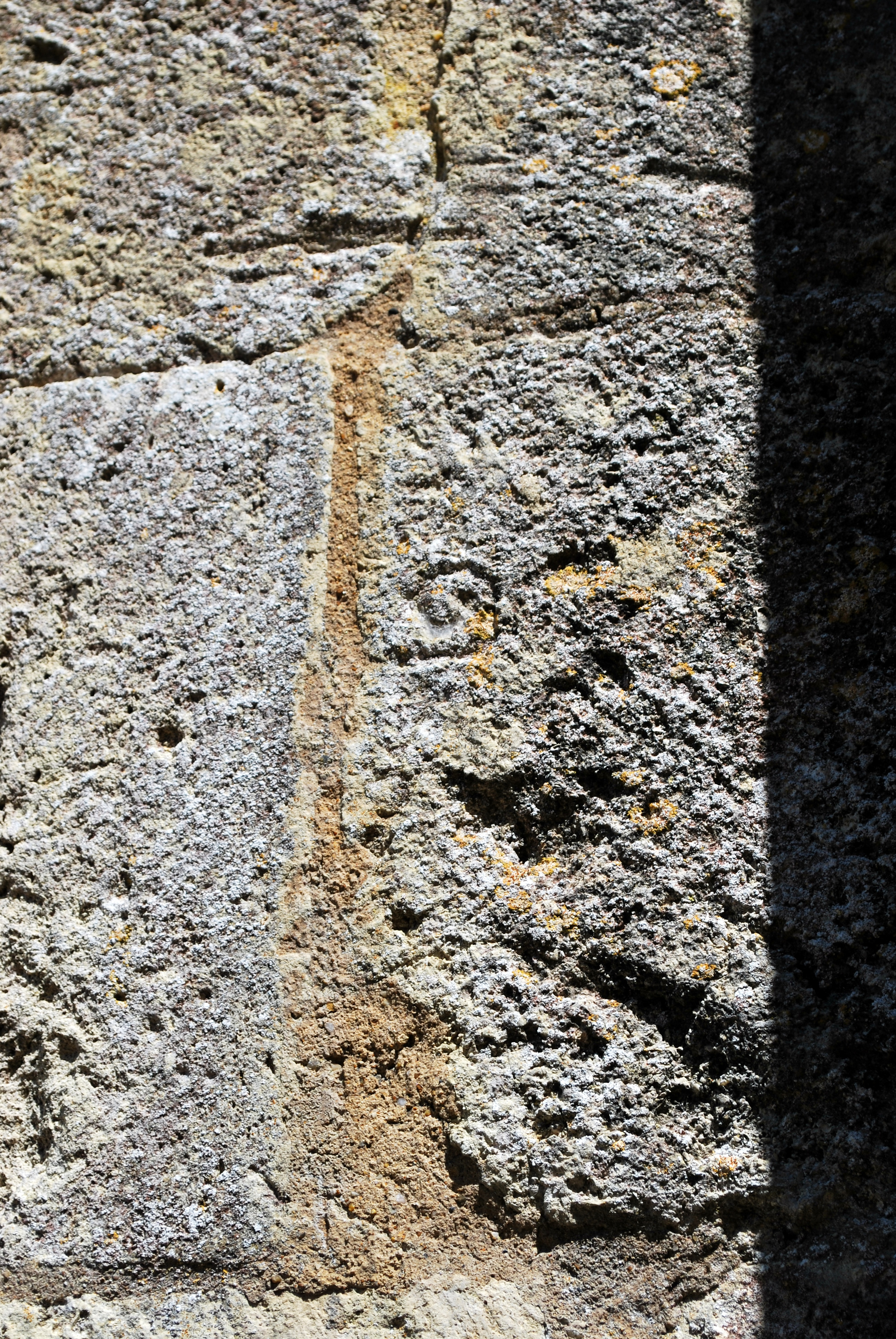

## Les sculptures dispersées
Pendant le démantèlement de l'abbaye, au XIXe siècle, un certain nombre d’antiquaires et de personnes privées se sont emparés des pièces (chapiteaux, clefs de voûte et modillons) pour les sauver de la destruction. Quelques-unes de ces sculptures se trouvent actuellement exposées dans des musées. Un nombre inconnu de ces pièces est resté dans des collections privées et elles ne sont pas répertoriées.

### Sculptures au musée lapidaire de La Sauve

#### Les clefs de voûte
La sculpture animée des modillons ayant été exclue par la mode des corbeilles gothiques, l'art des imagiers s'est perpétué sur les clefs de voûte. De telles clefs étaient très nombreuses dans l'abbaye ; le cloître à lui seul, par exemple, représente 31 travées sur croisées d'ogives. Il y en a deux qui sont toujours en place, celles des travées II et III de la nef. Le musée lapidaire en expose un certain nombre, d'autres sont au Musée d'Aquitaine à Bordeaux, et certaines églises dans les environs ont récupéré des clefs et les ont incrustées dans les façades.
Une série de clefs de voûte relate des scènes des Ancien et Nouveau Testaments. Il en subsiste seulement neuf, quatre exposées au musée lapidaire, une au musée d'Aquitaine de Bordeaux et quatre incrustées dans la façade de l'église Saint-Martin de Haux. Selon dom Dulaura, les clefs de voûte des galeries nord et ouest du cloître étaient décorées par des scènes inspirées par l'Ancien Testament et celles des galeries est et sud par des scènes du Nouveau Testament.

Cycle des Ancien et Nouveau Testaments
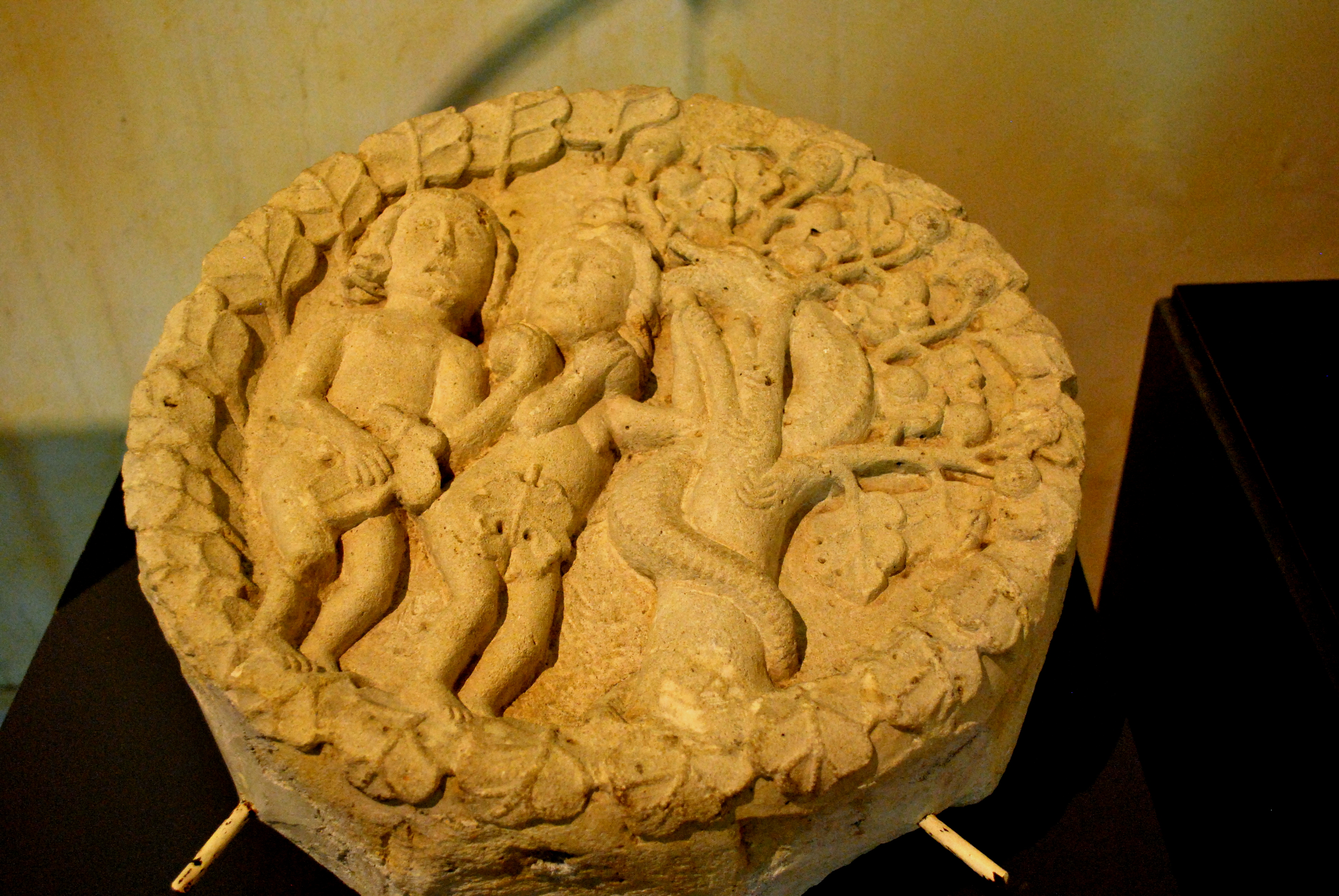
Adam et Ève
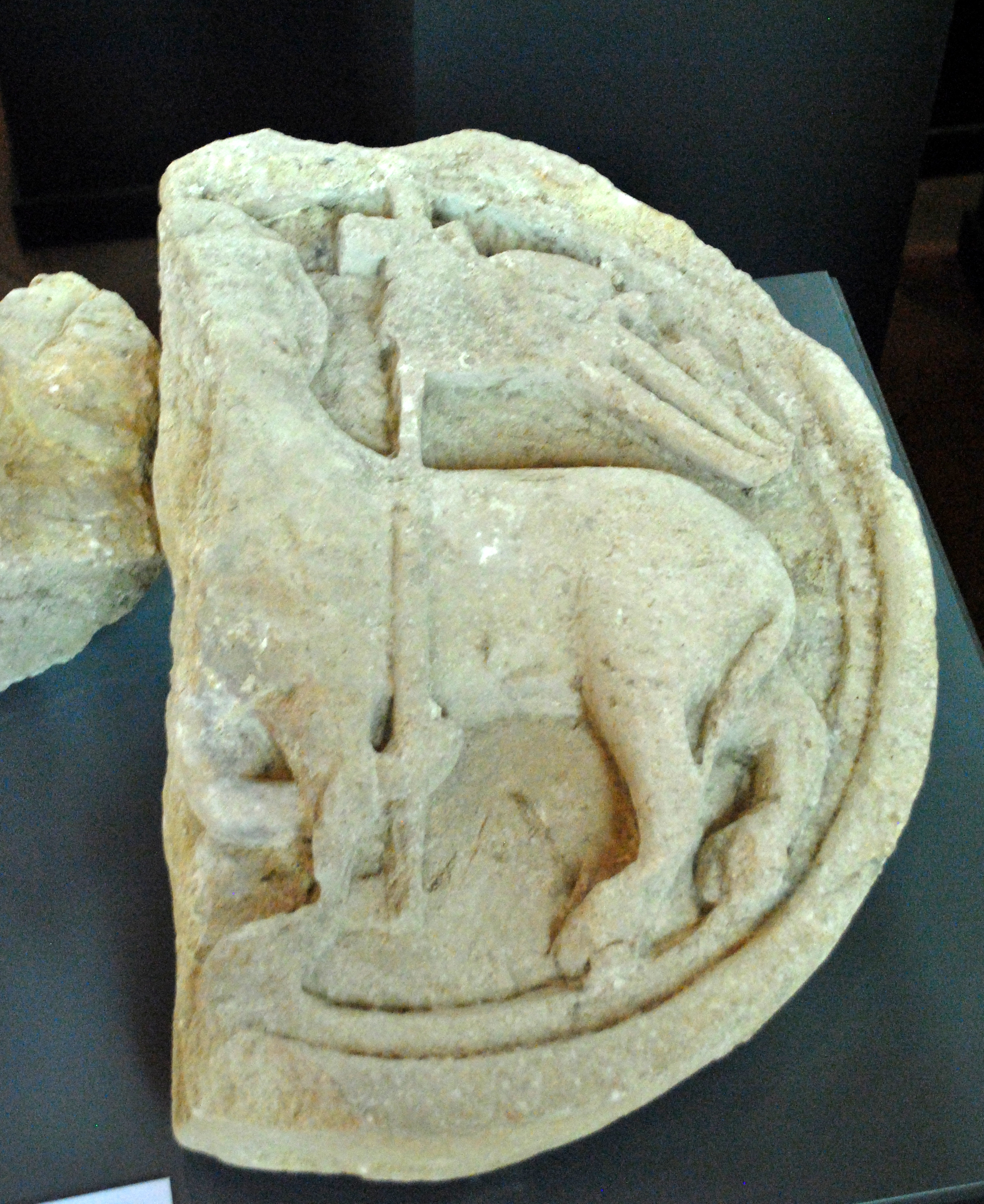
Agneau mystique
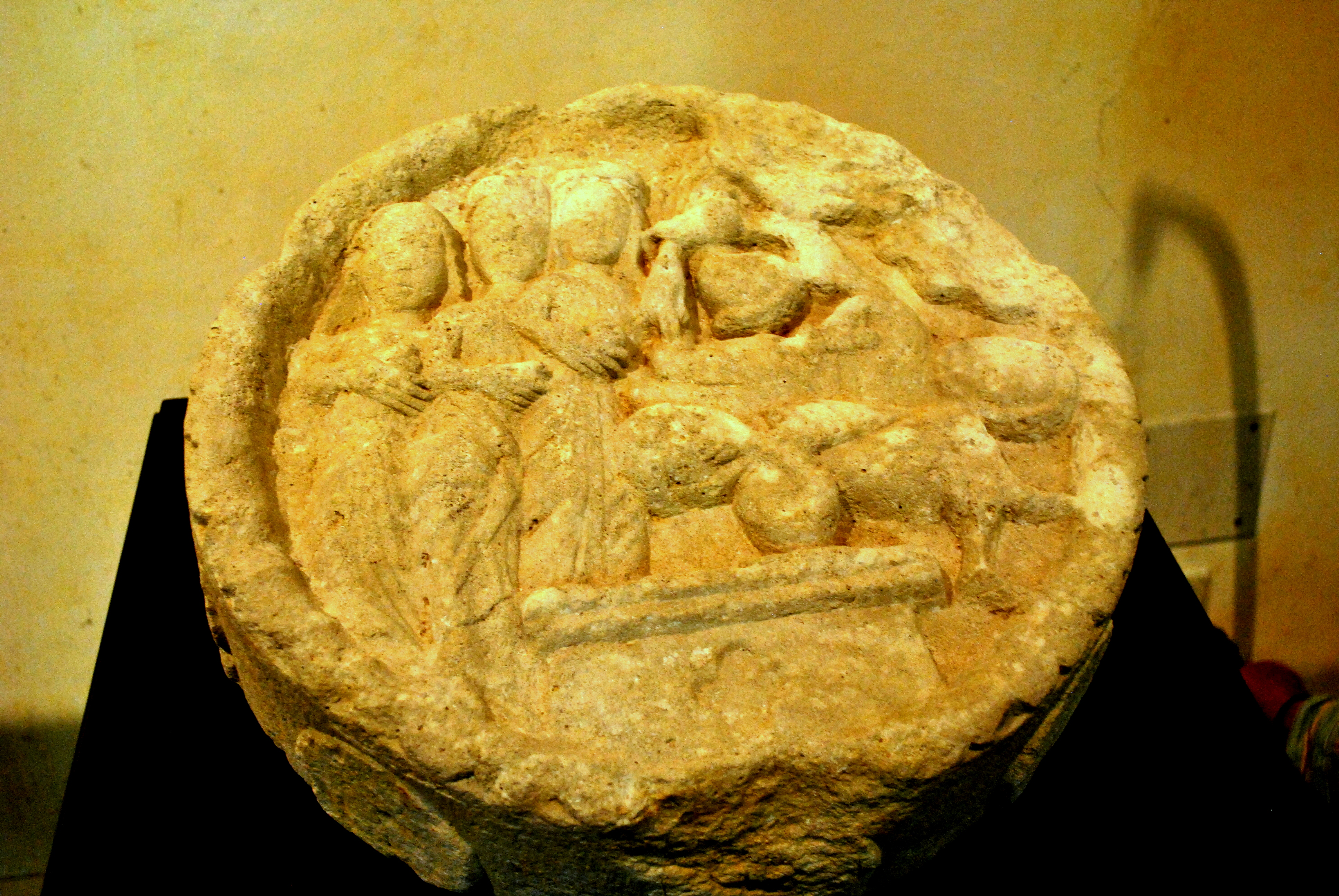
Les Myrrhophores
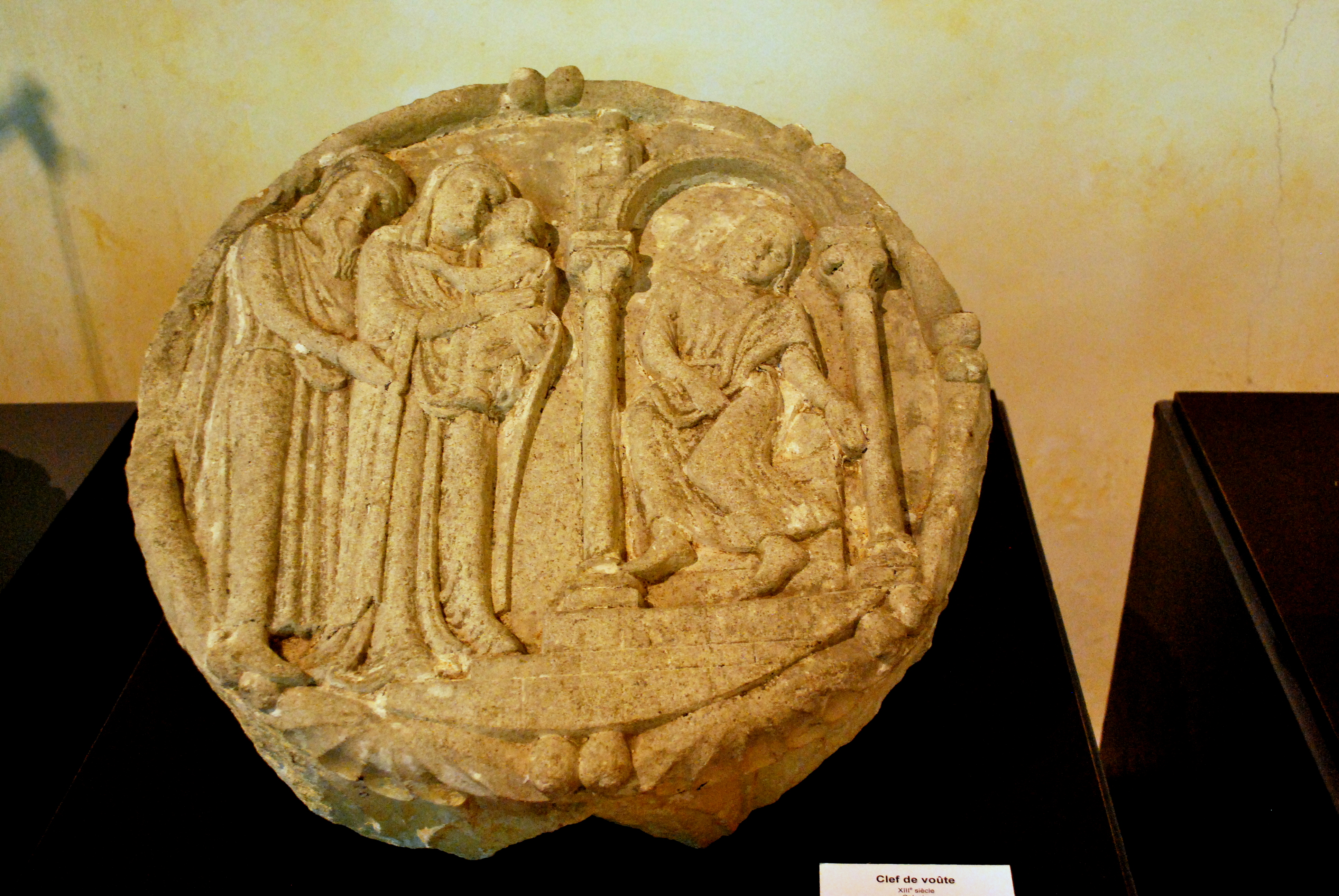
Chute des idoles d’Égypte

Représentations profanes
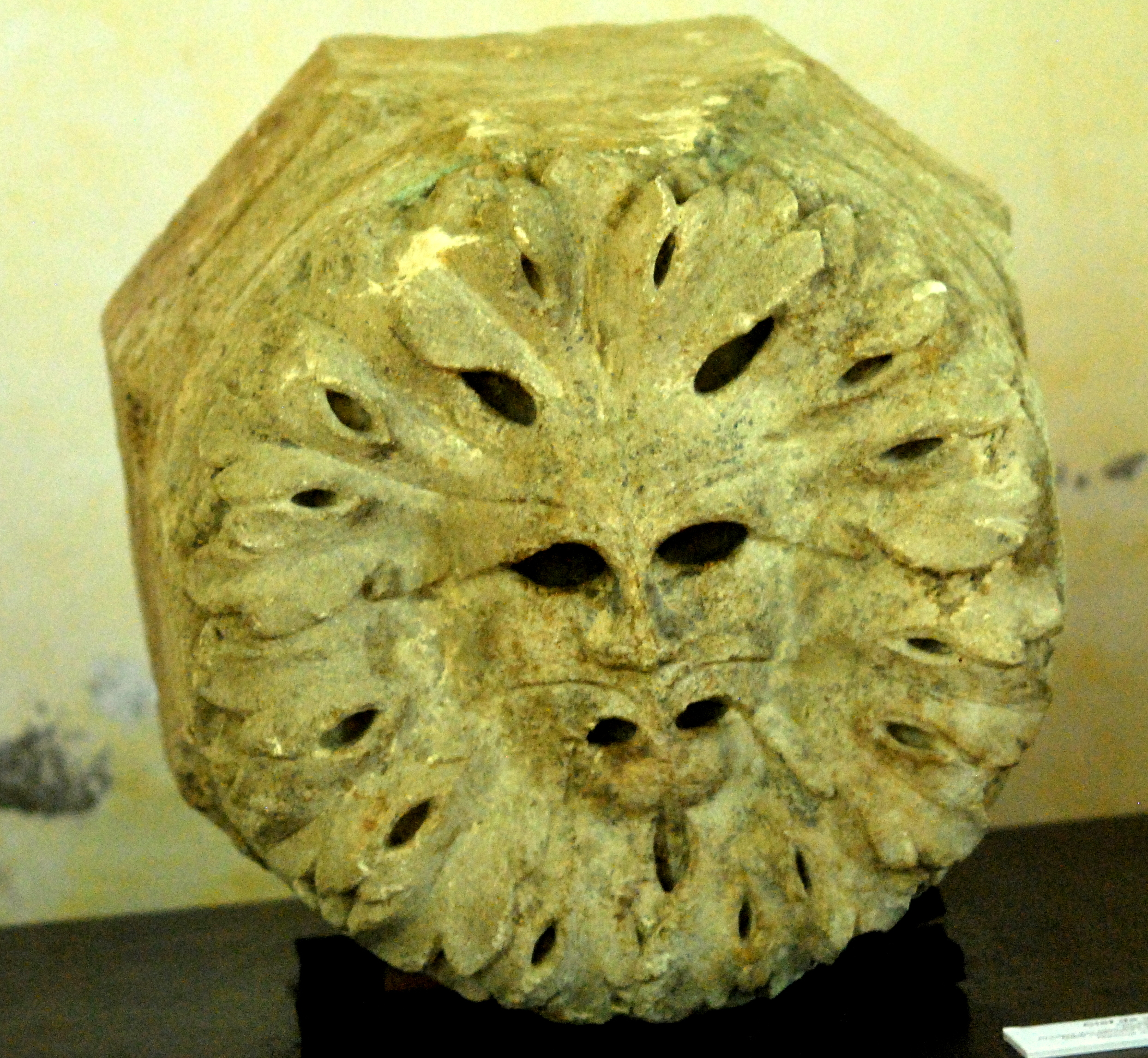
Soleil
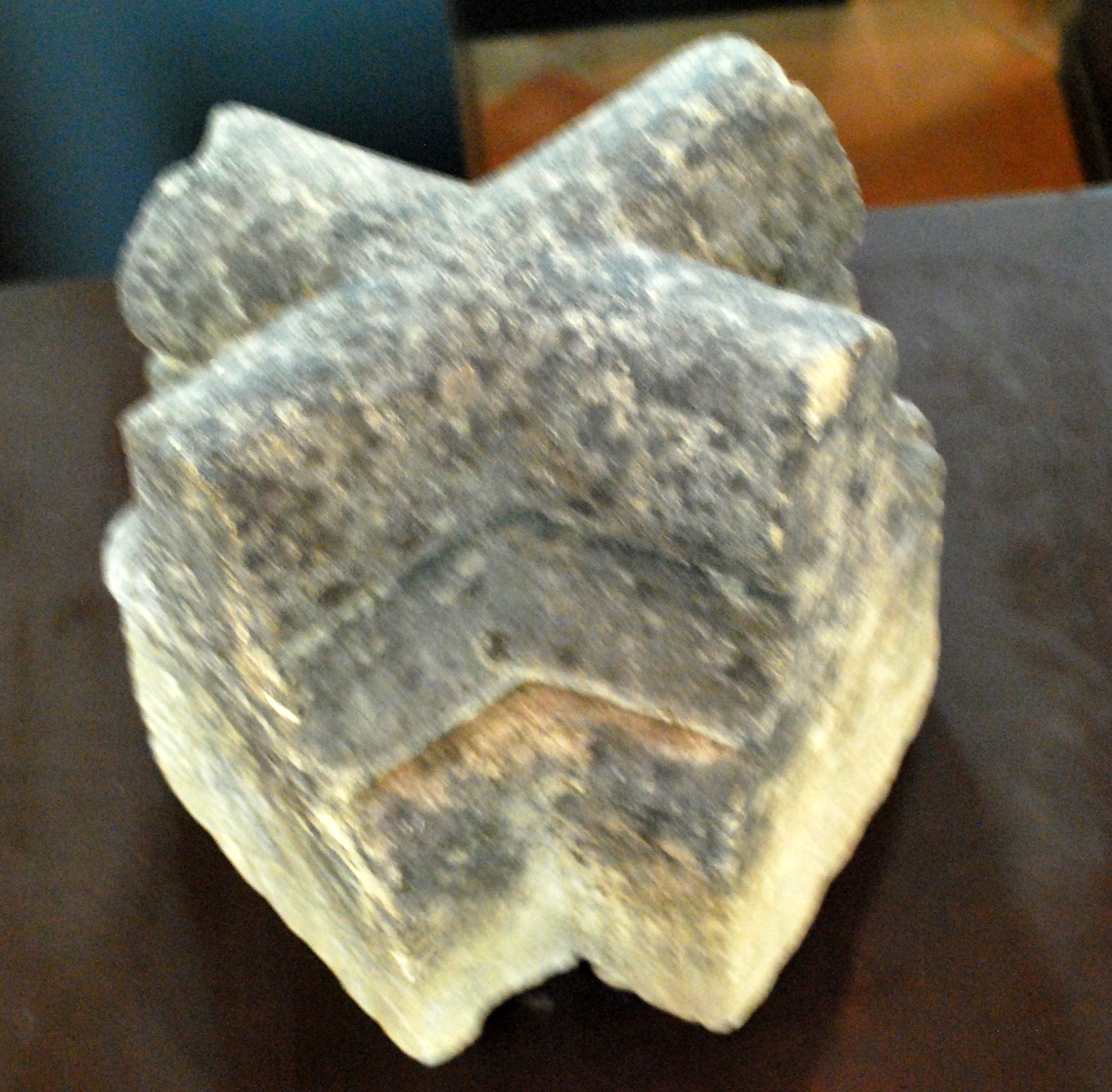
Croix
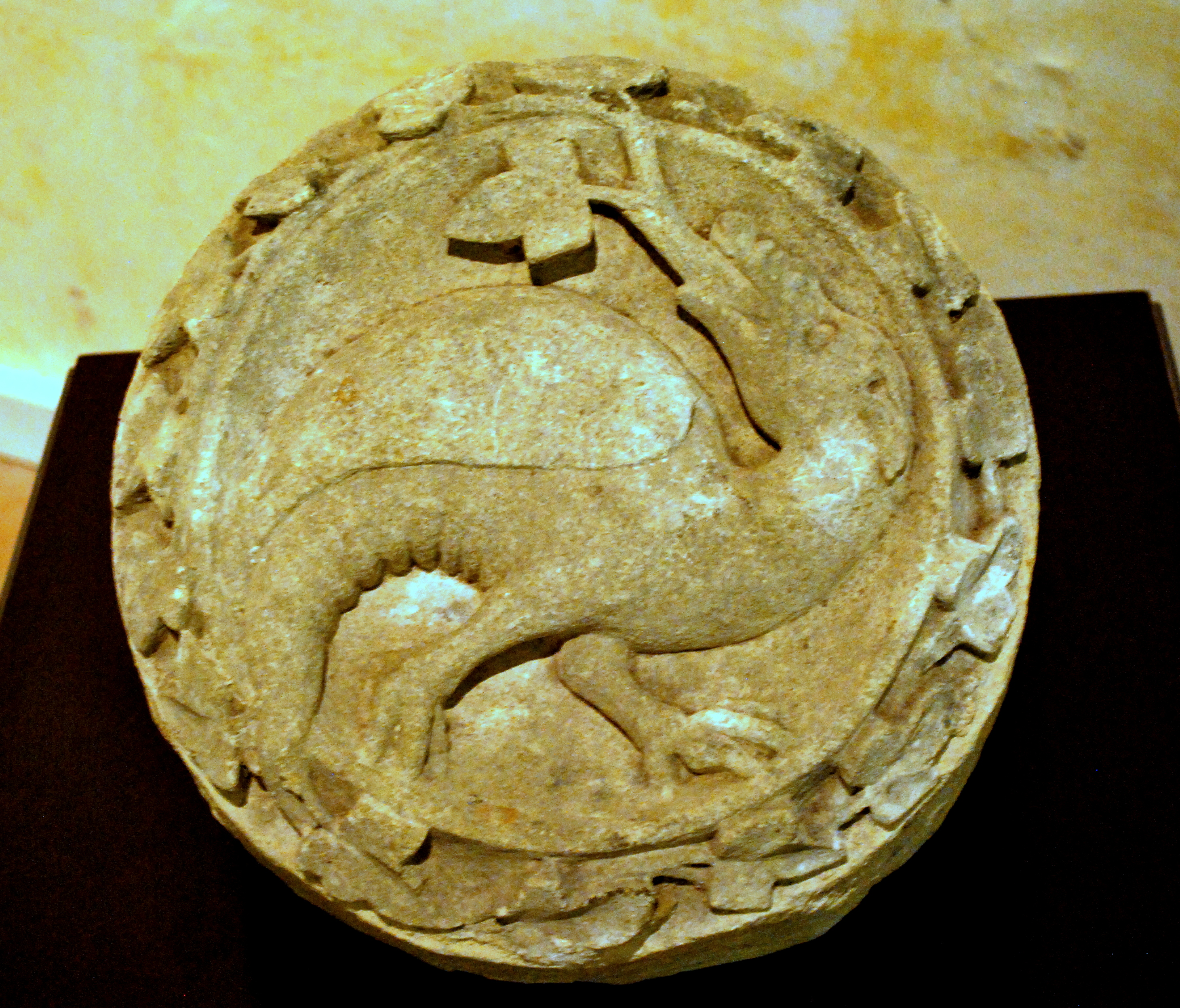
Dragon
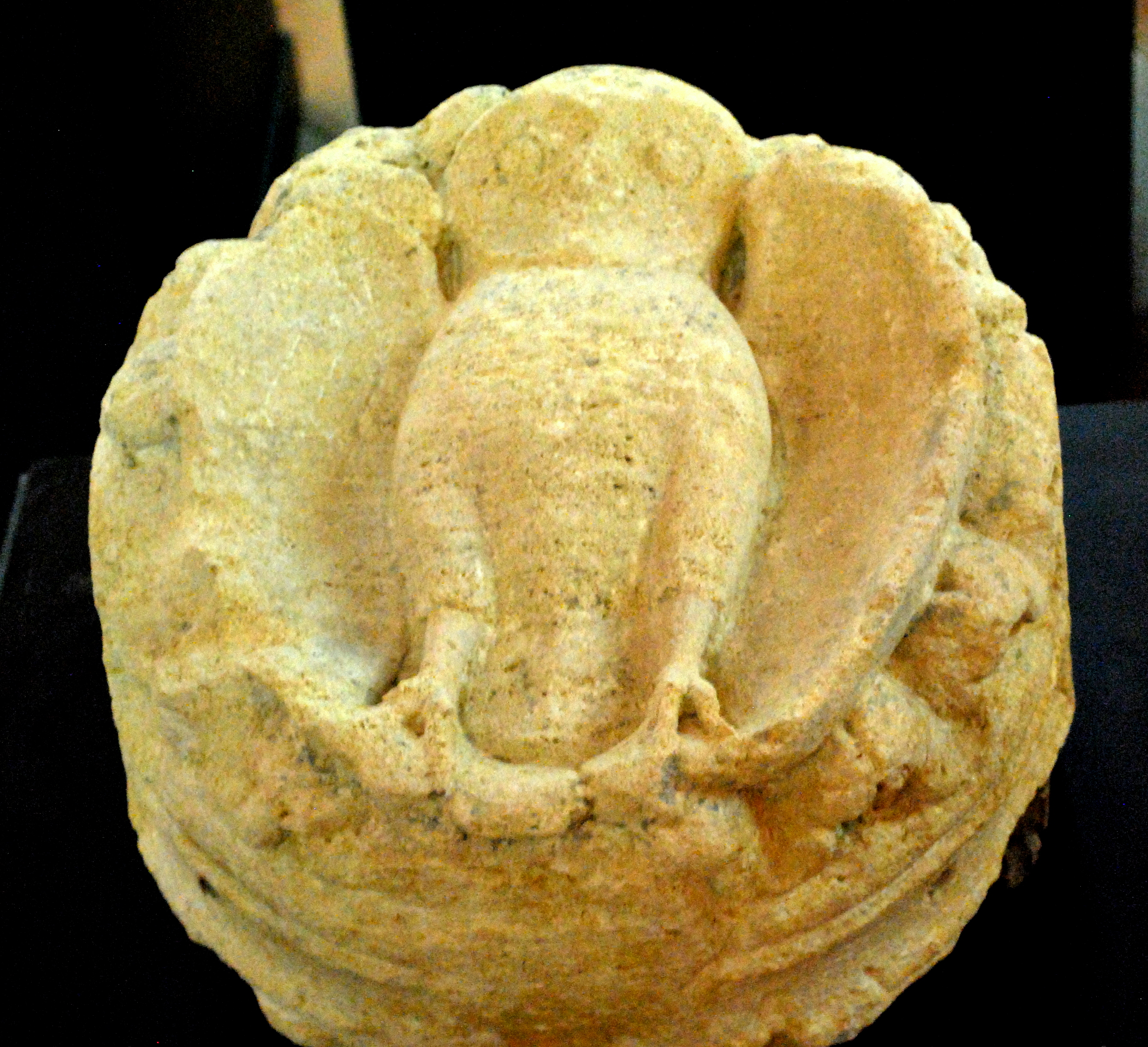
Chouette

Tourbillon de feuillages
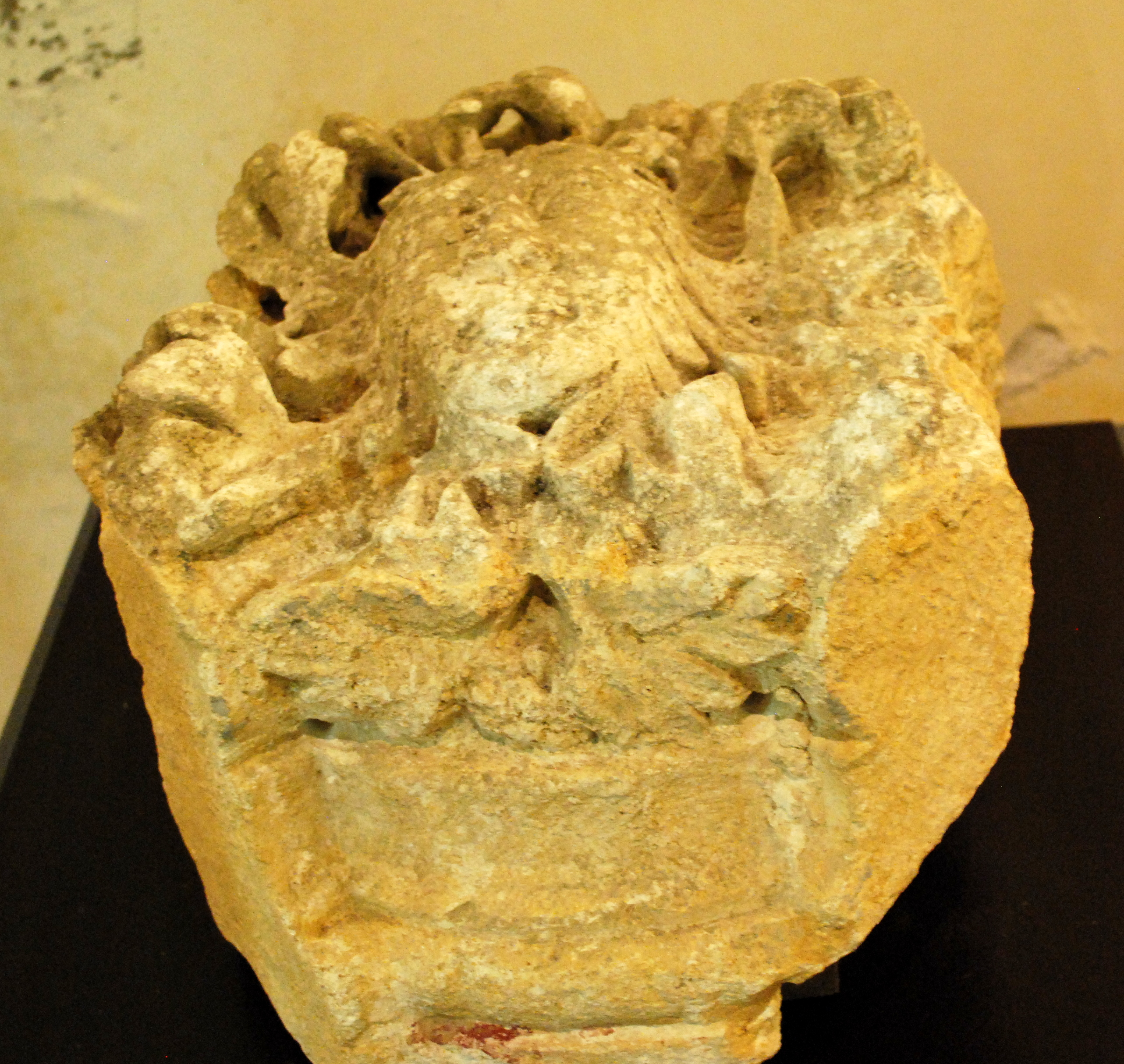
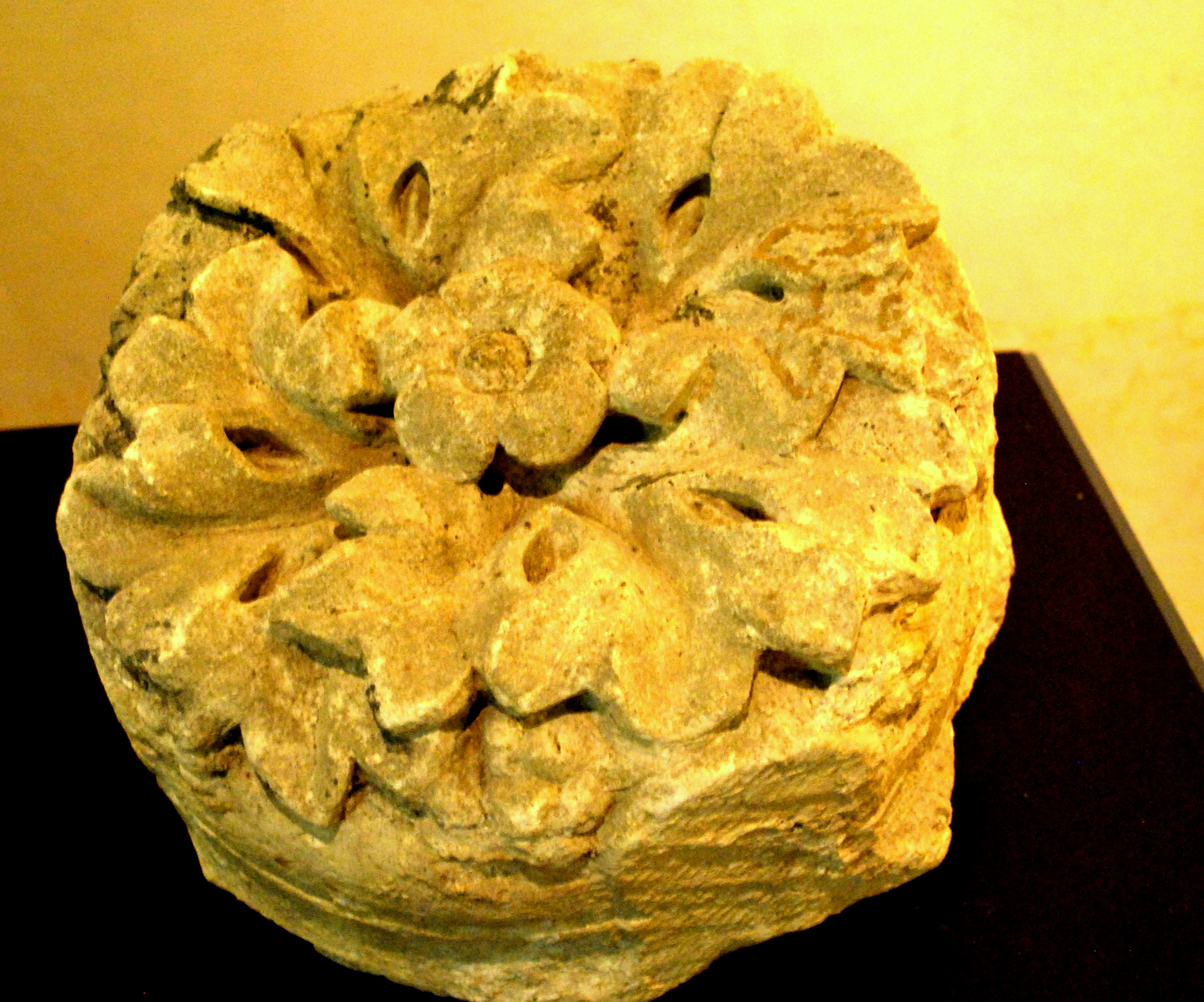
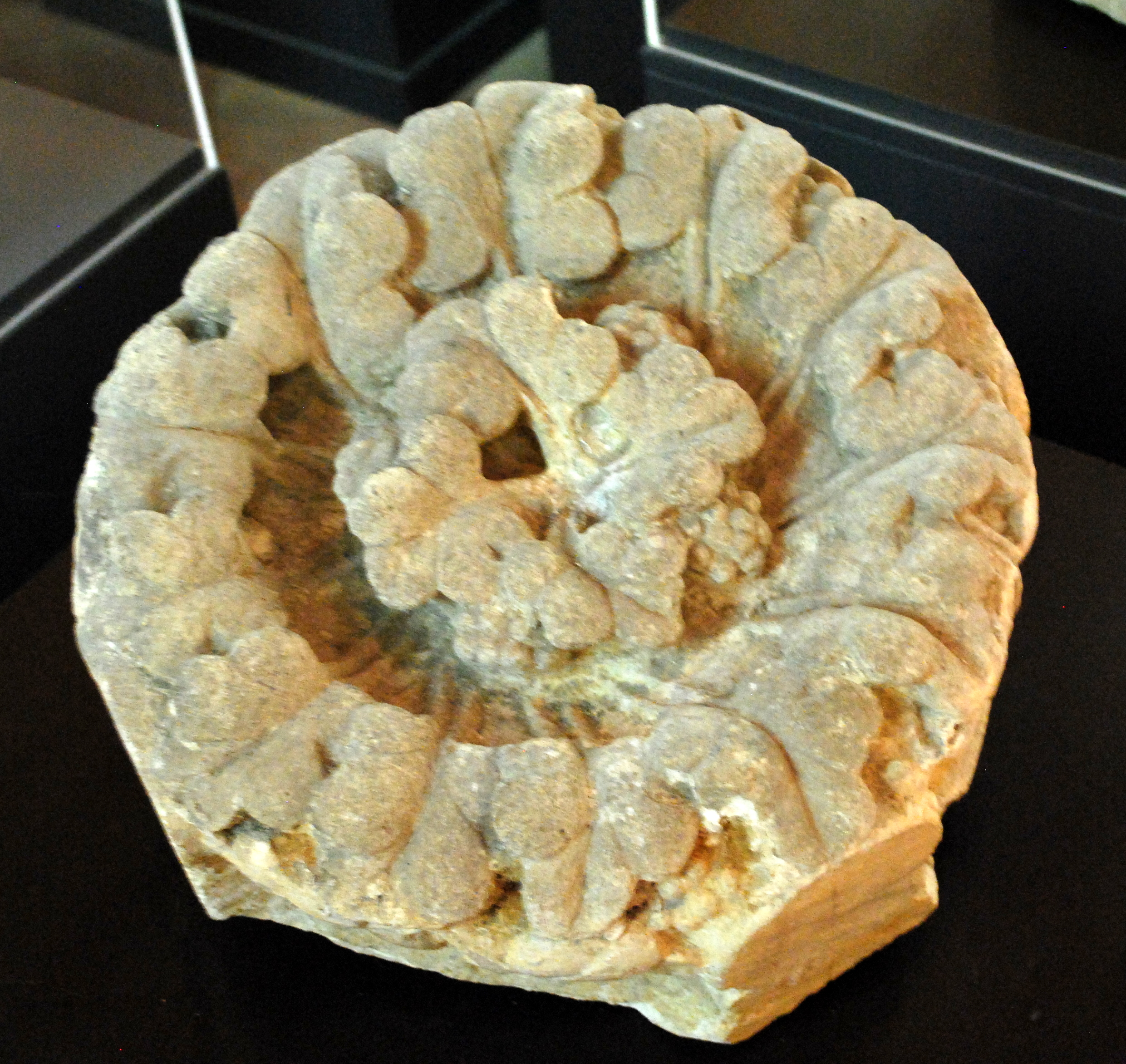
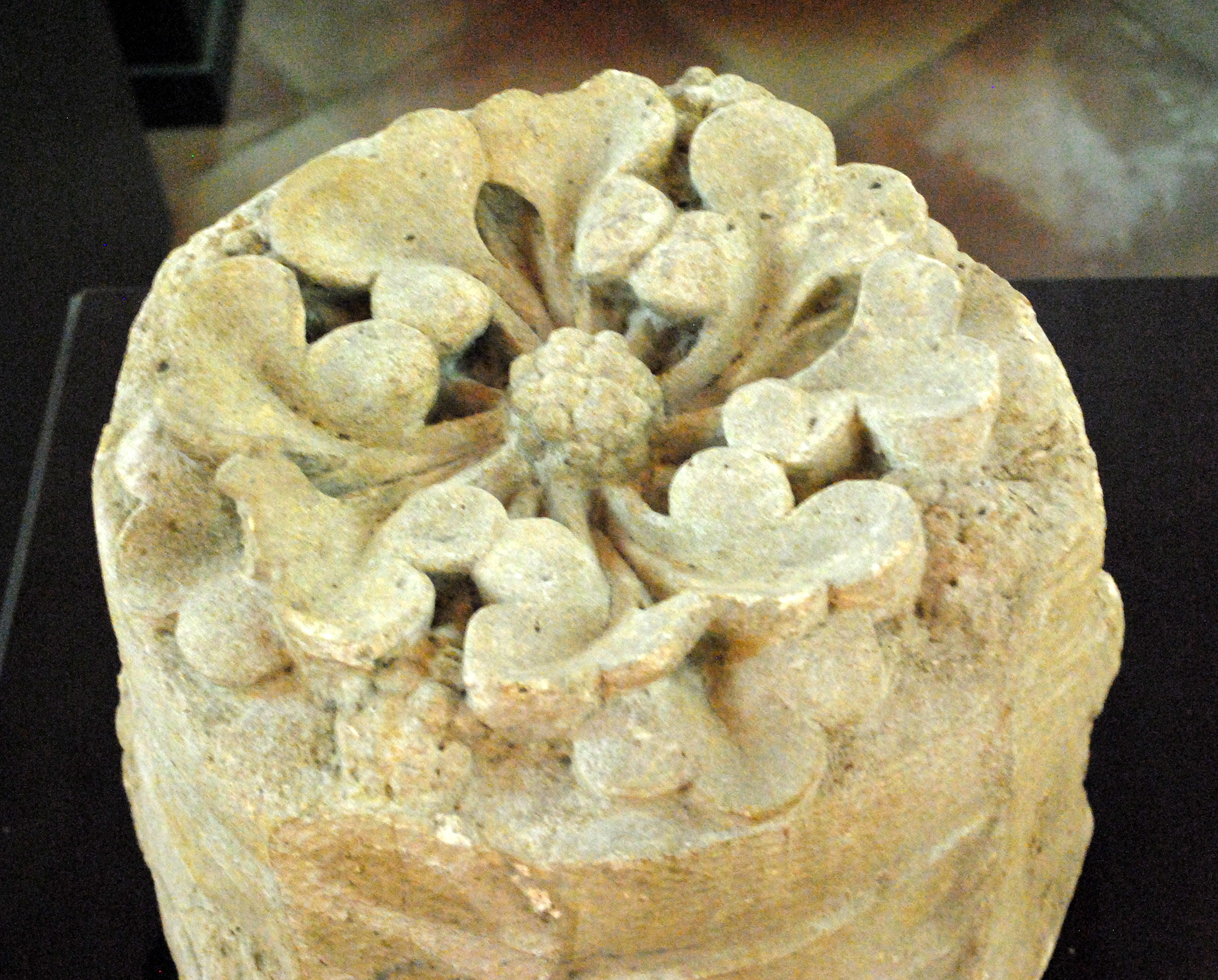
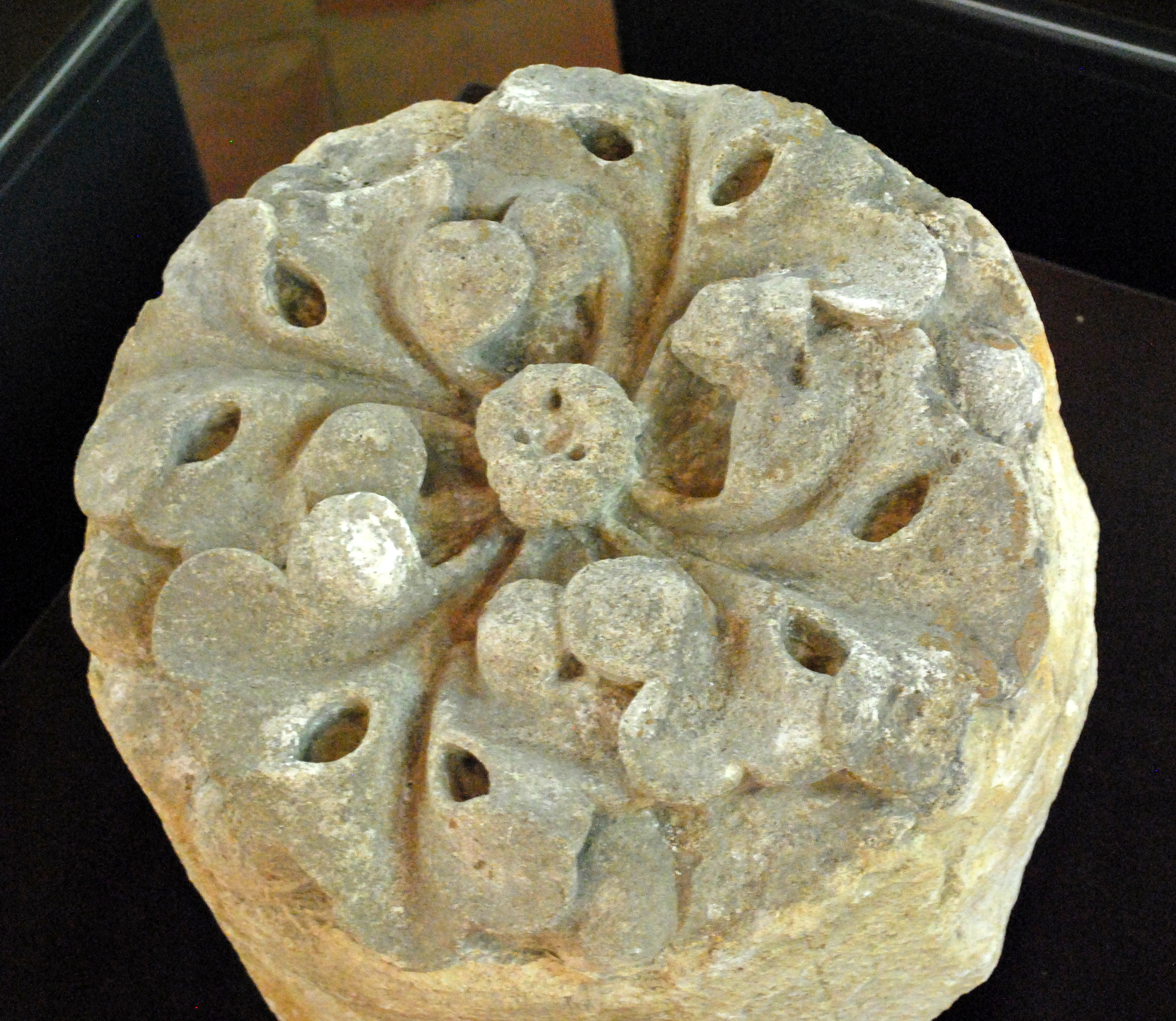
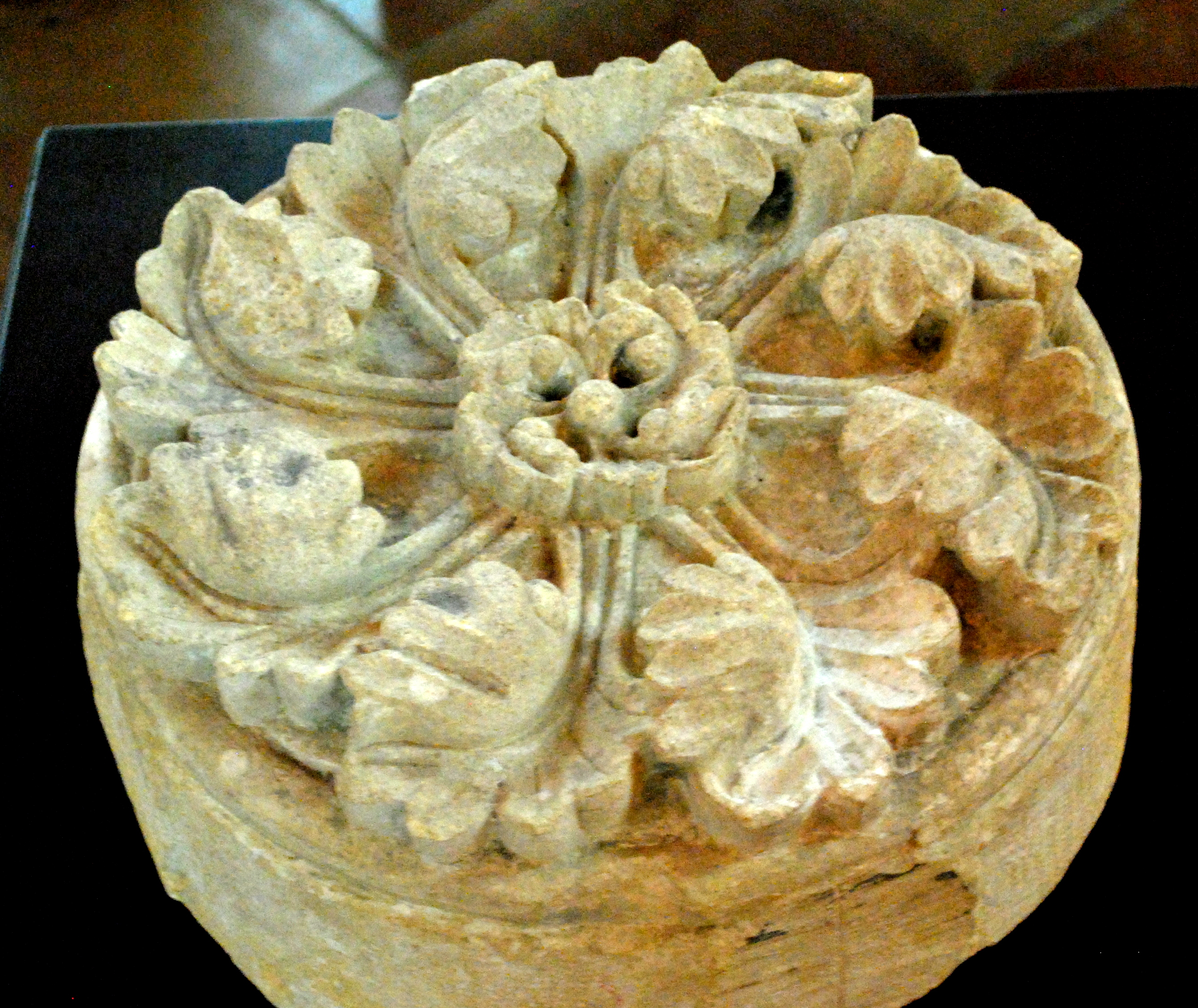

#### Modillons

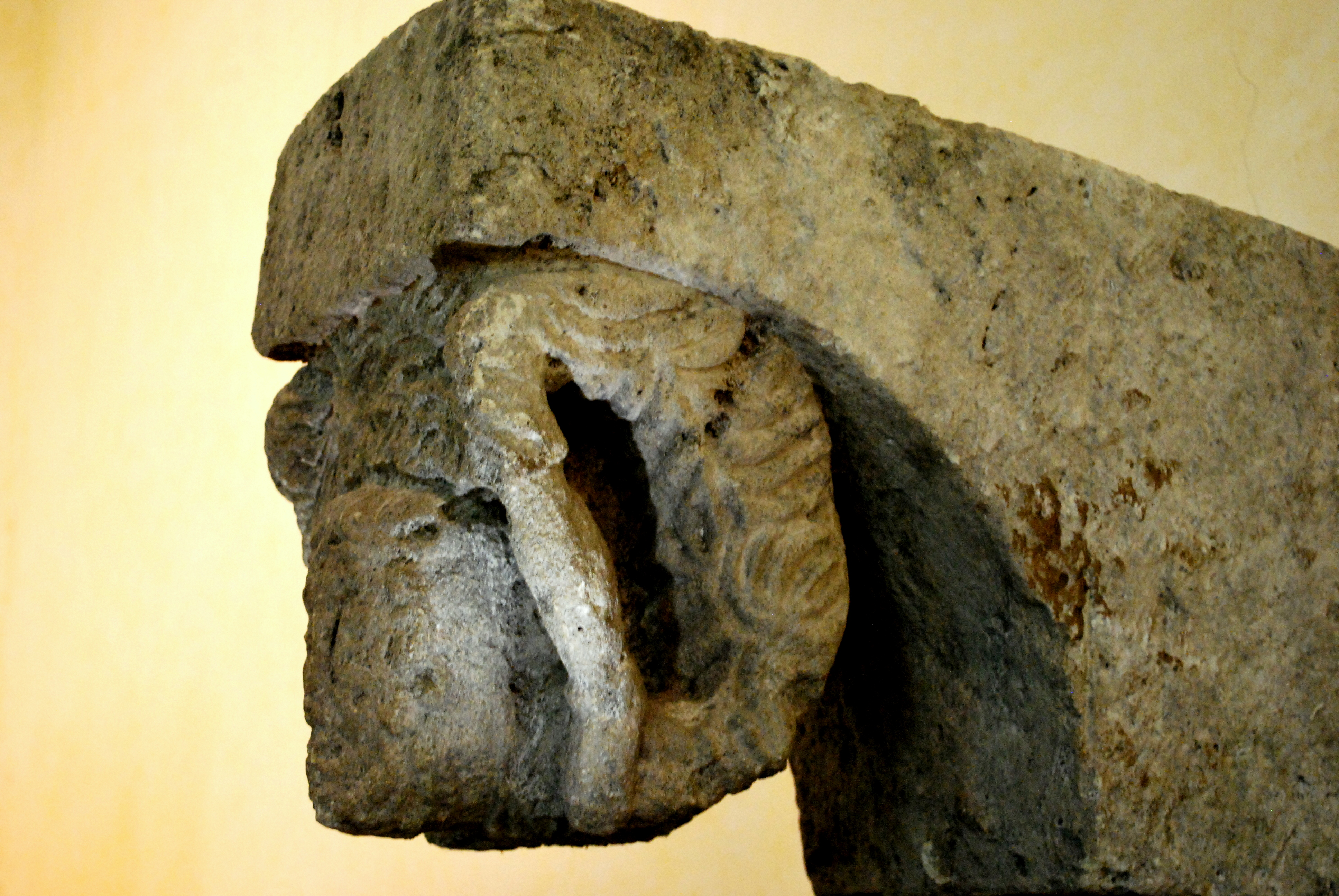
Acrobate
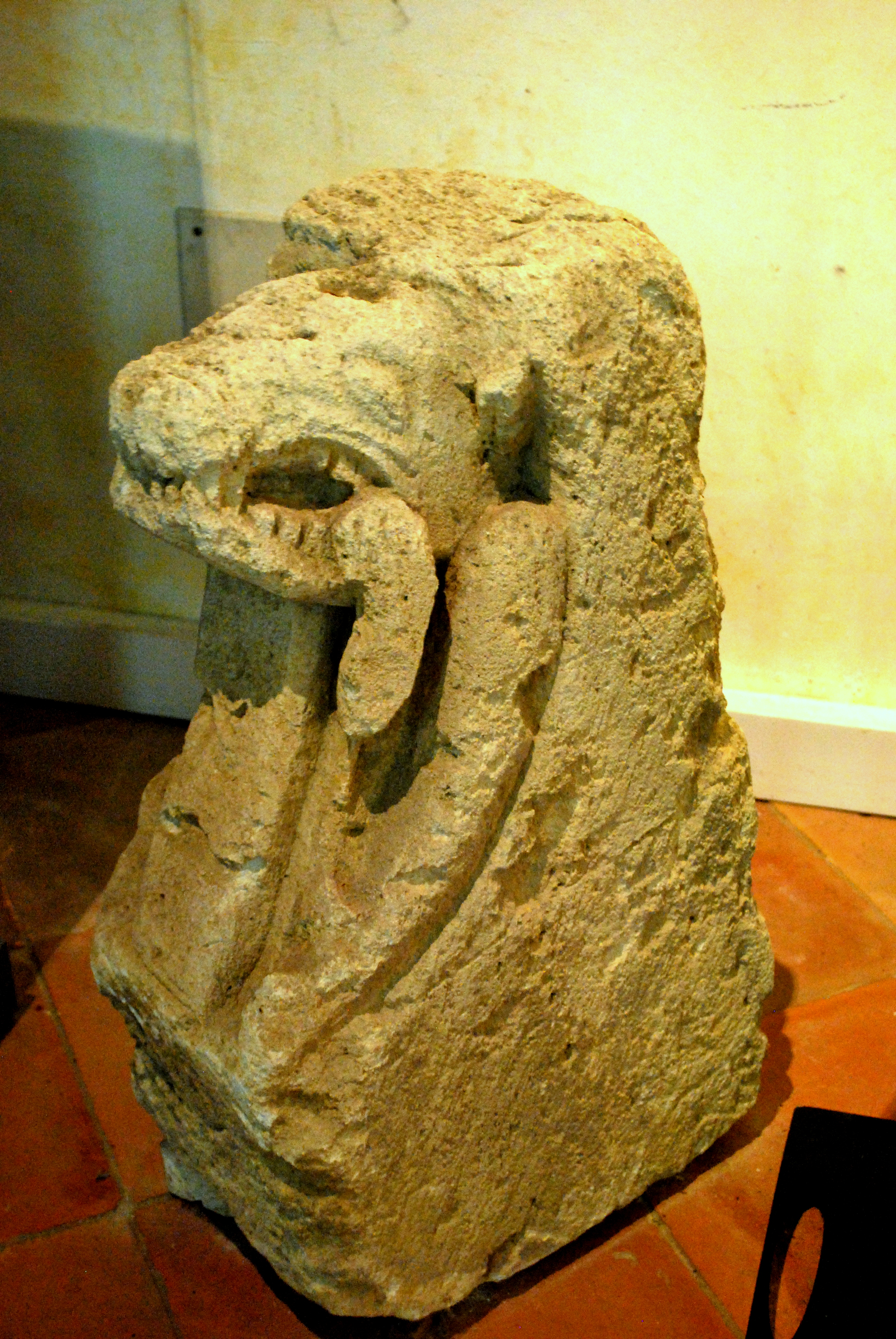
Loup
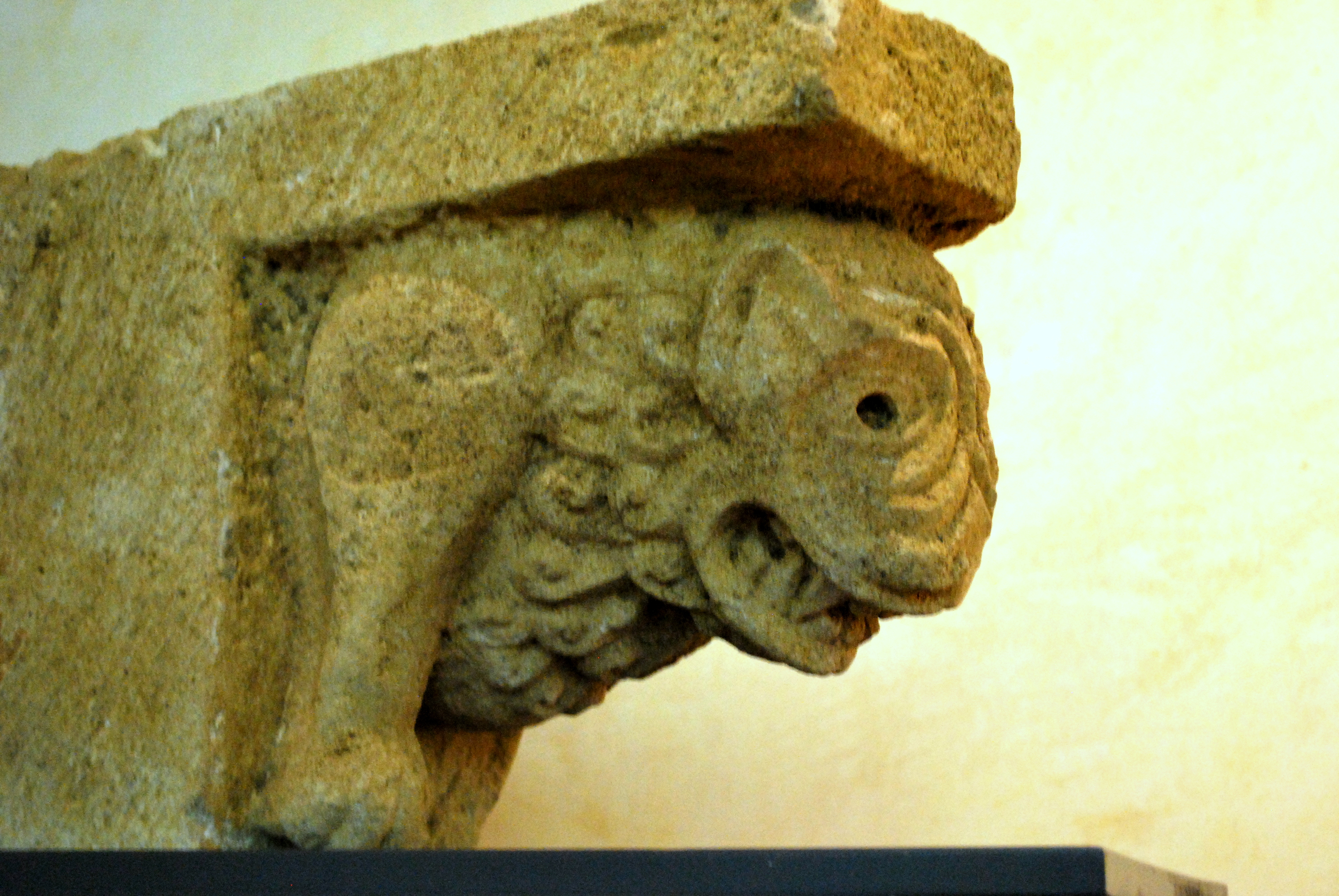
Monstre
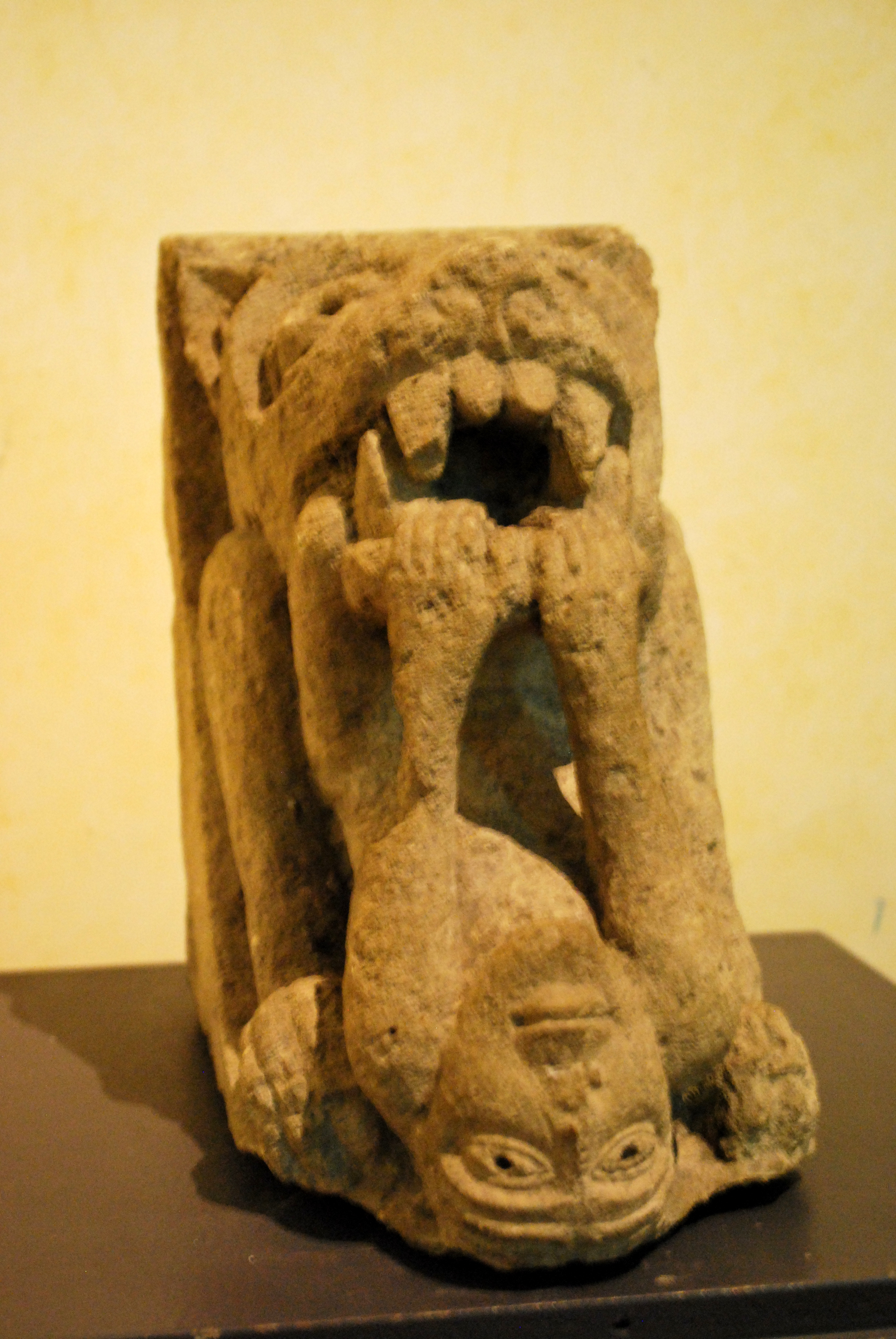
Monstre dévorant l'homme

#### Sculptures

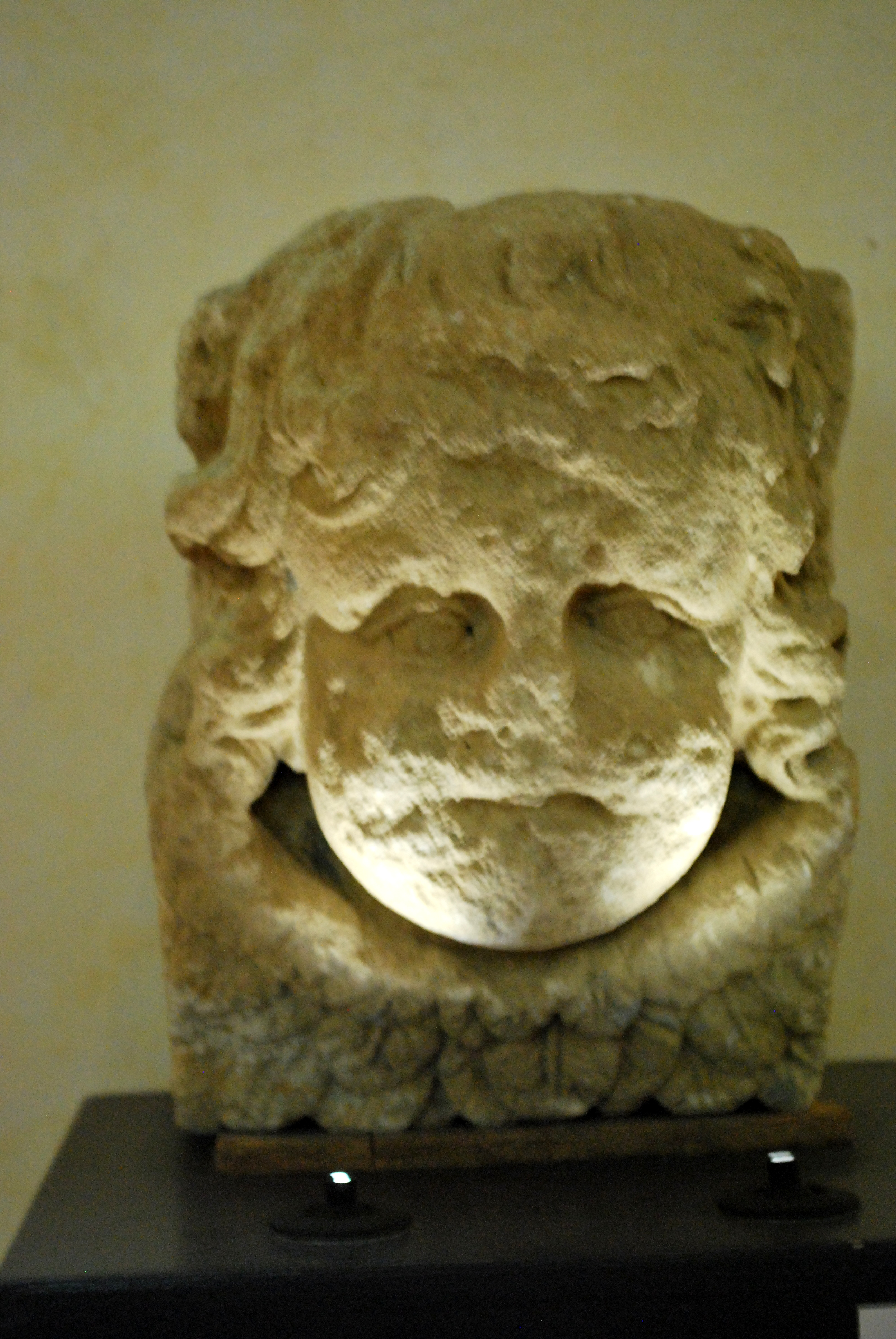
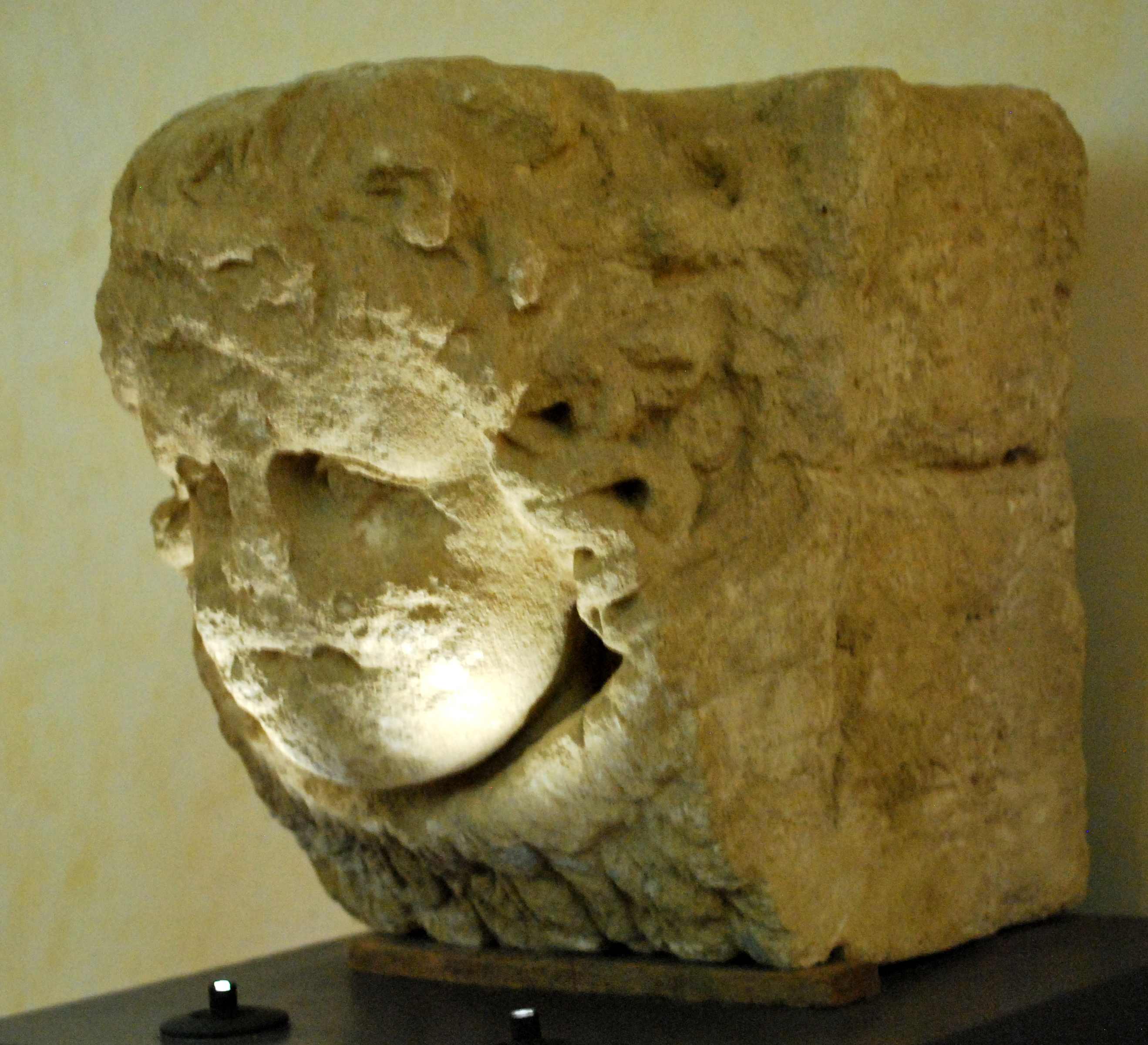

Tête d’ecclésiastique, barbu et tonsuré. La sculpture date du XIVe siècle et pourrait provenir d'un tombeau.

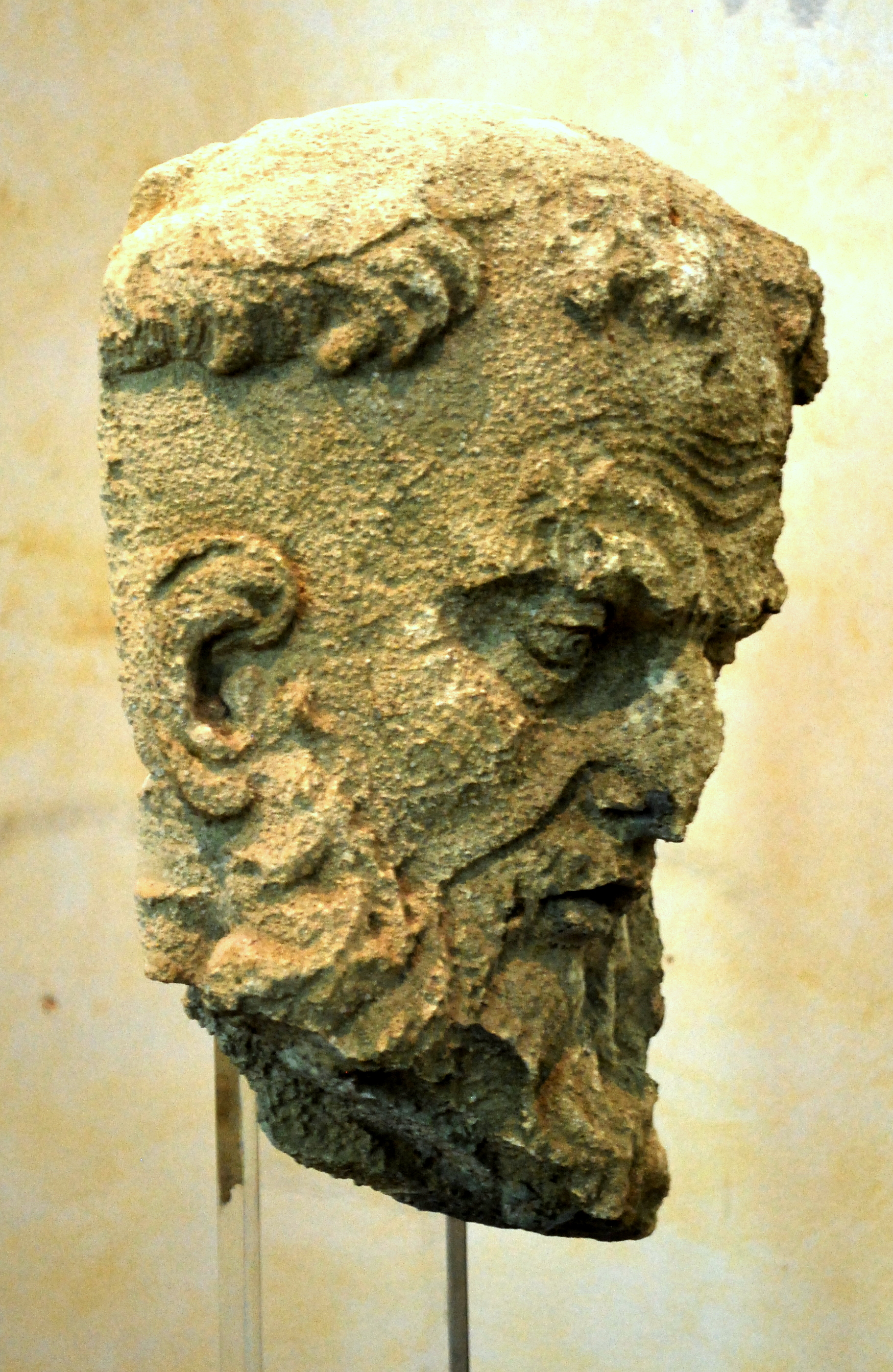
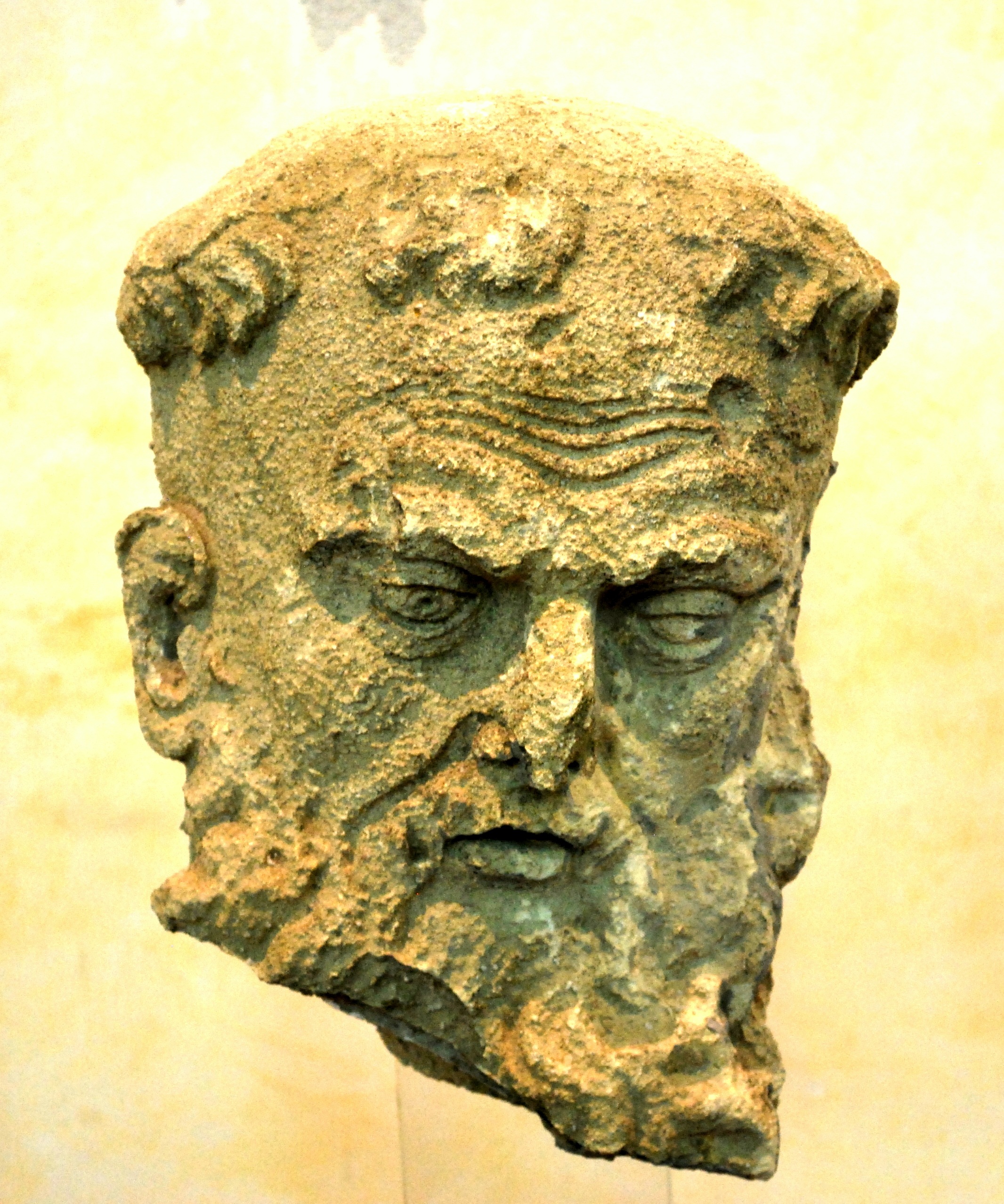
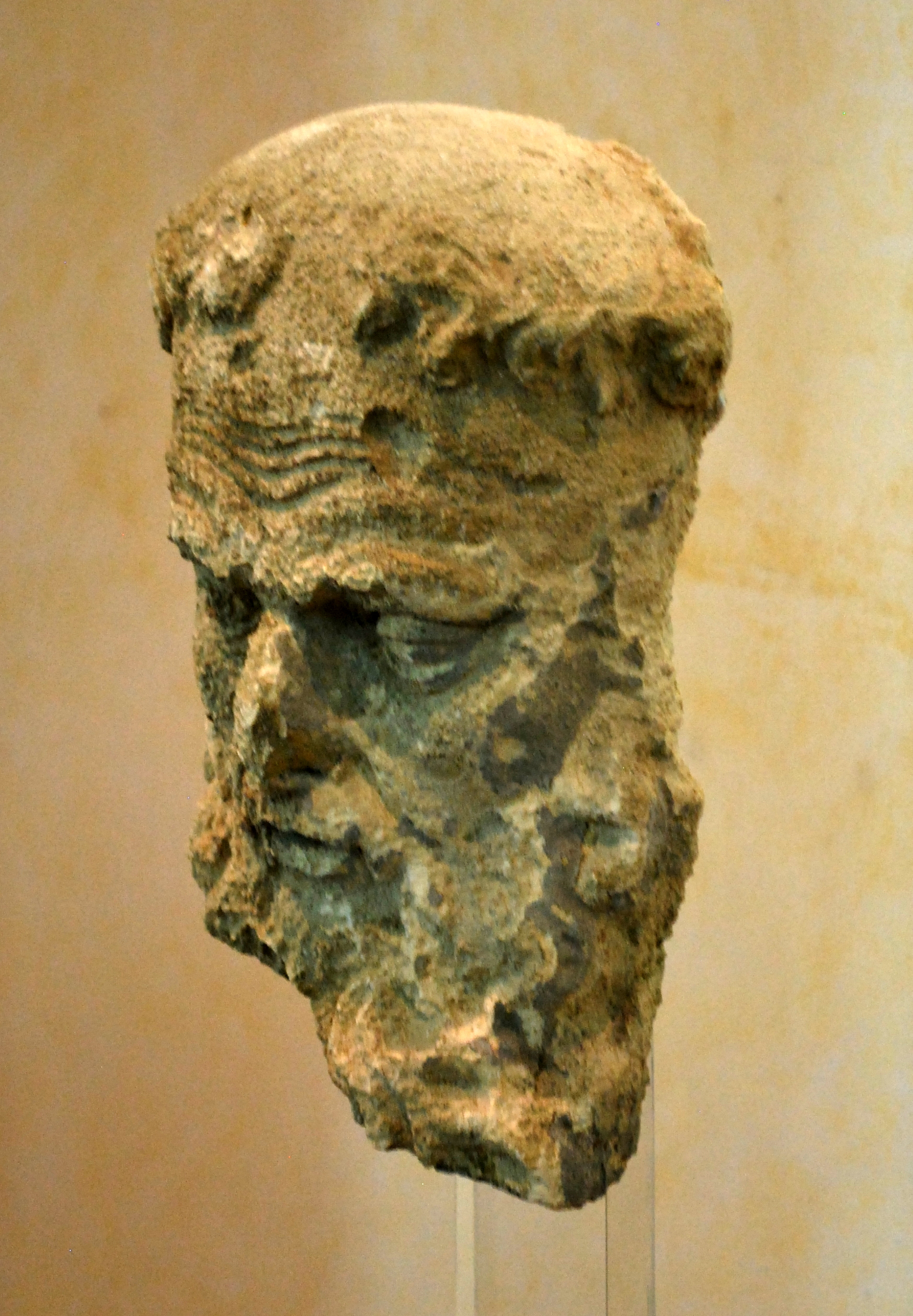

Combat des bêtes. Ces deux chapiteaux, sculptés sur les quatre côtés, viennent du cloître. La composition est répétitive : sur chaque face, se trouve un rapace perché sur le dos d'un quadrupède. L'oiseau mordille le mammifère, qui à son tour lui croque la cuisse. En plus, on voit des serpents et des masques démoniaques. Leur style est celui du début du XIIIe siècle et un peu éloigné du style roman propre à l'atelier de l'abbaye. On peut penser au travail d'un atelier bordelais, comme celui de la cathédrale Saint-André où l'on trouvait le même type de chapiteau dans son cloître.
Le thème roman de ces combats d'animaux superposés, orchestrés par Satan, était très répandu. Il se veut être un avertissement symbolique, adressé au spectateur, pour que la société de l'homme ne devienne pas cette jungle où les fauves font la loi, et que l'homme ne se transforme pas, lui aussi, en loup pour autrui.

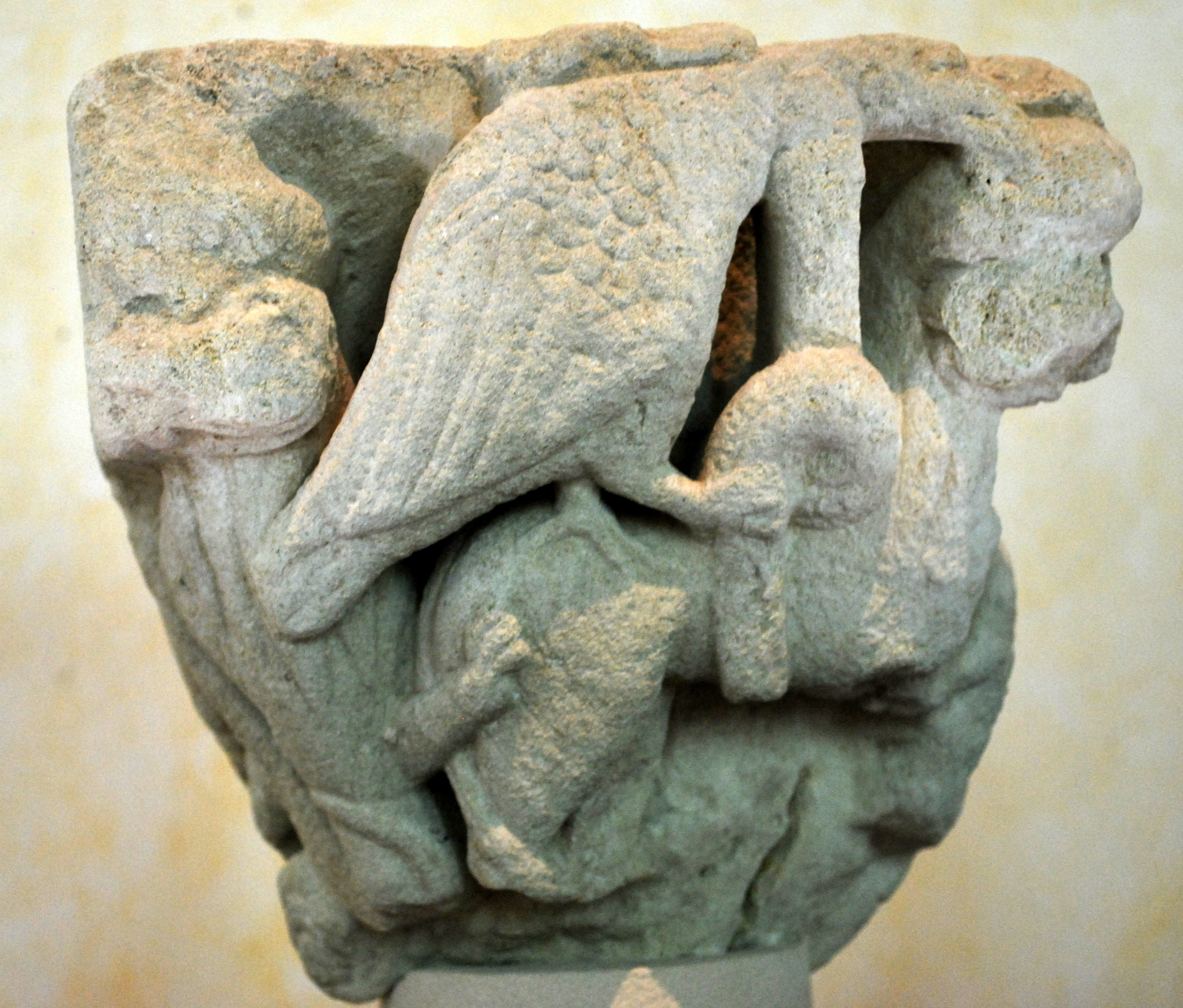
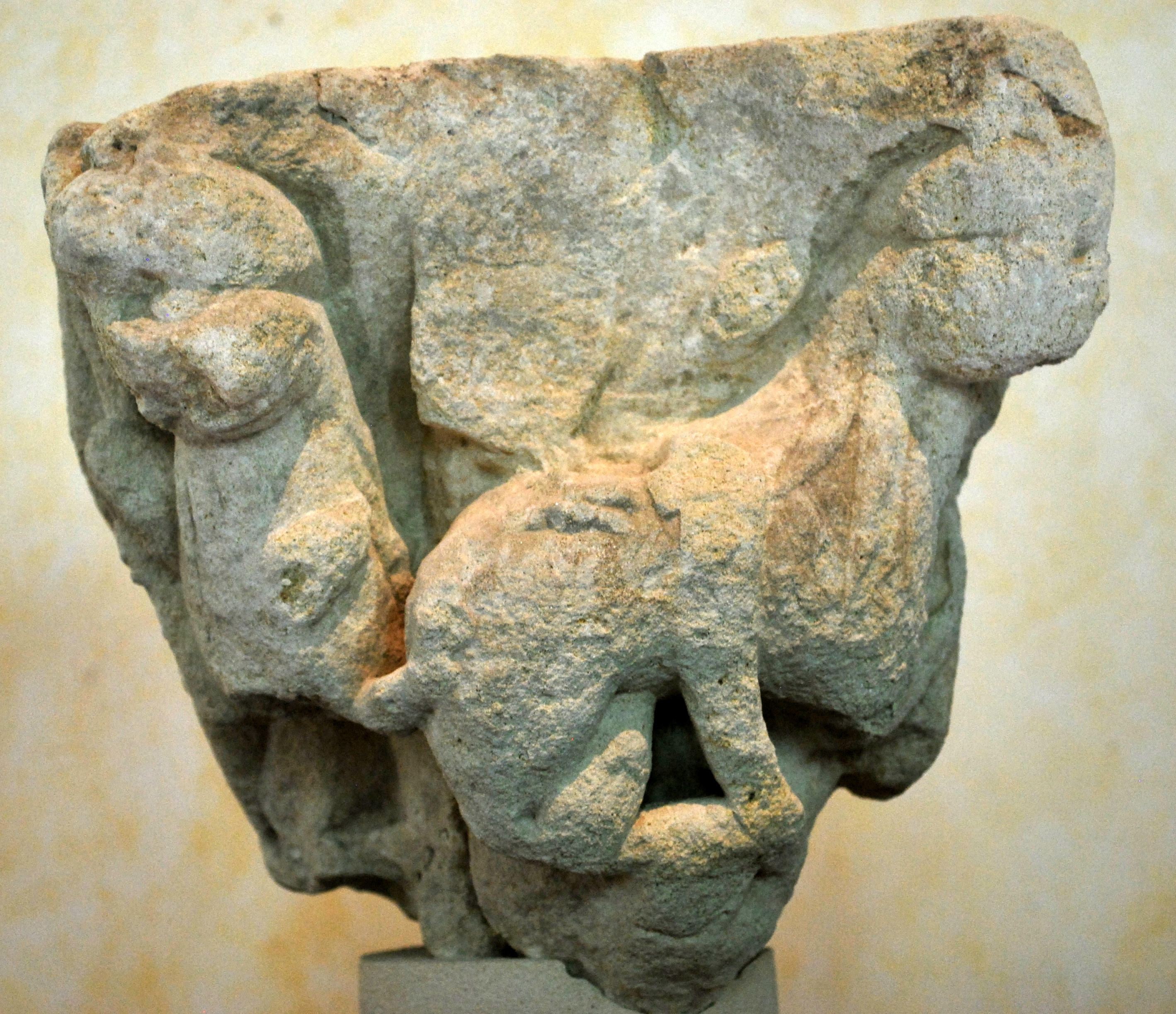
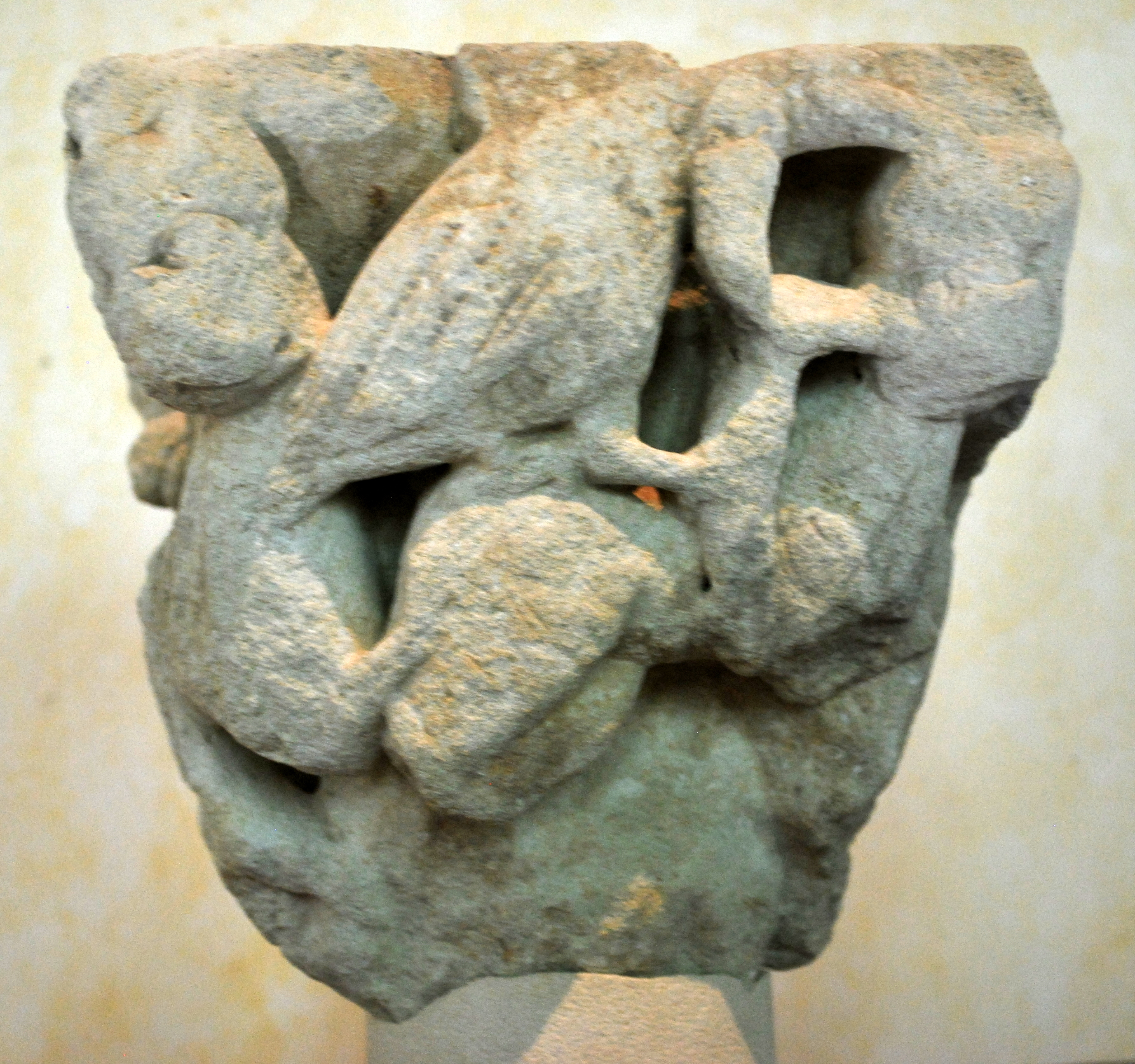
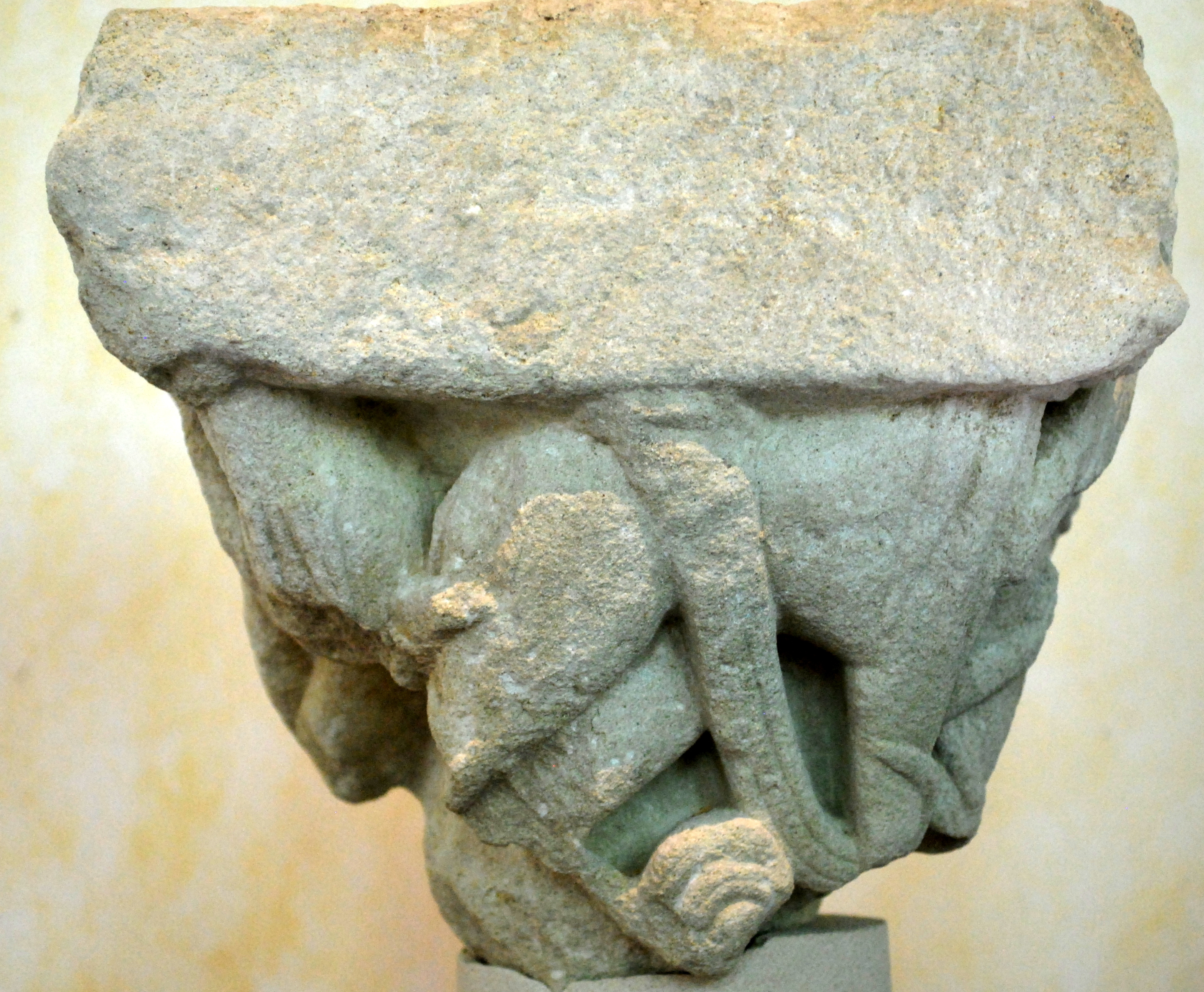

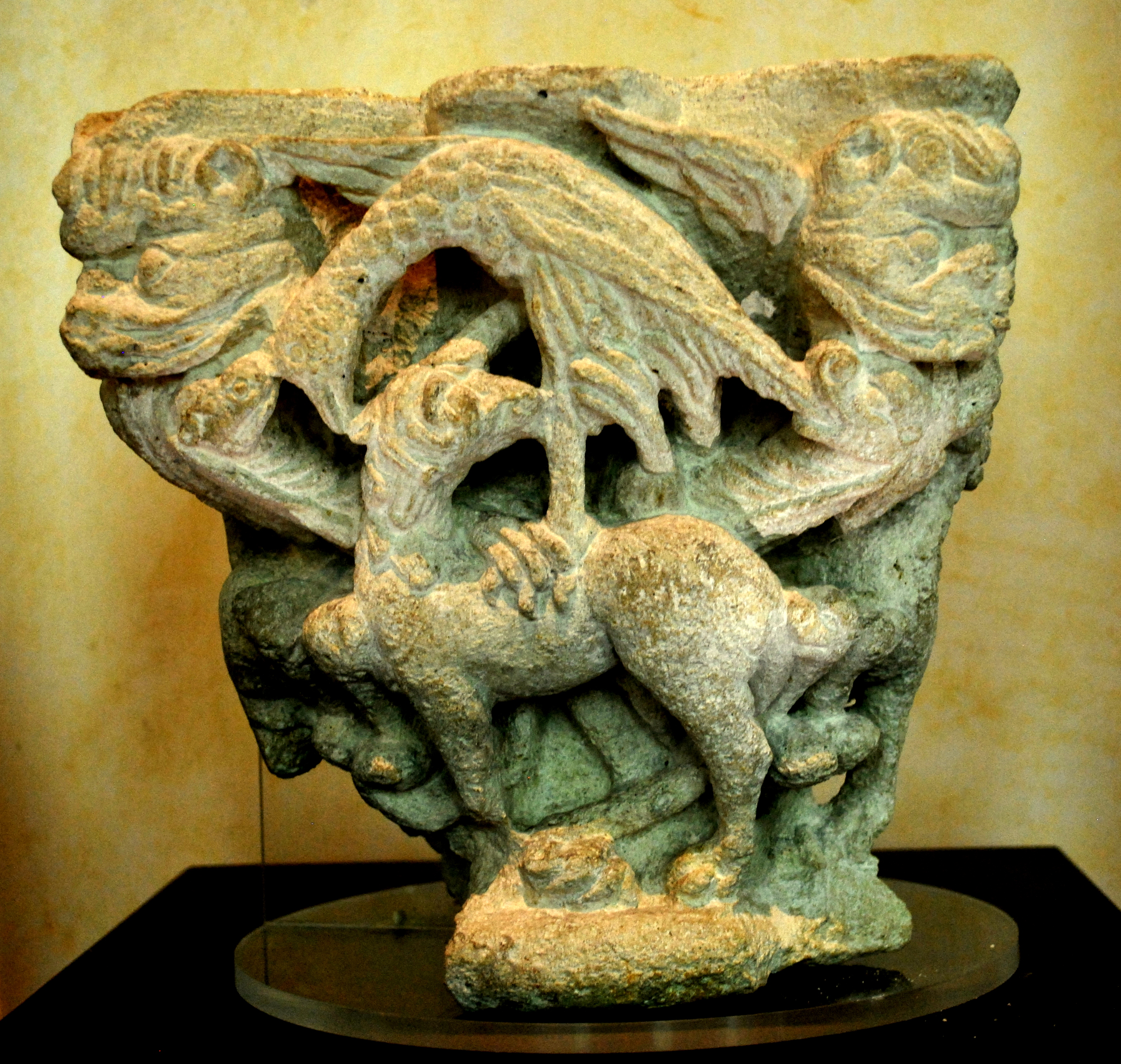
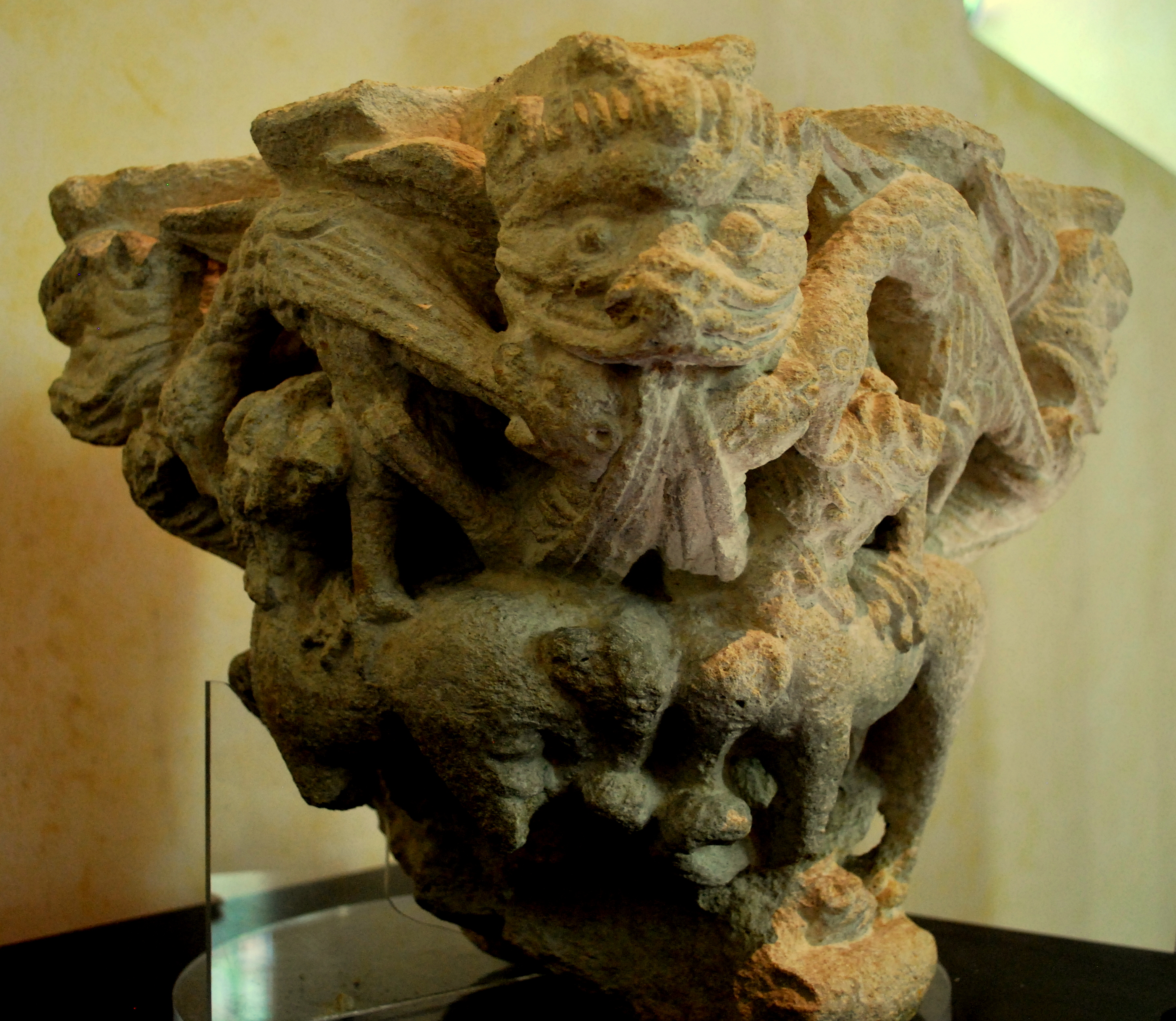
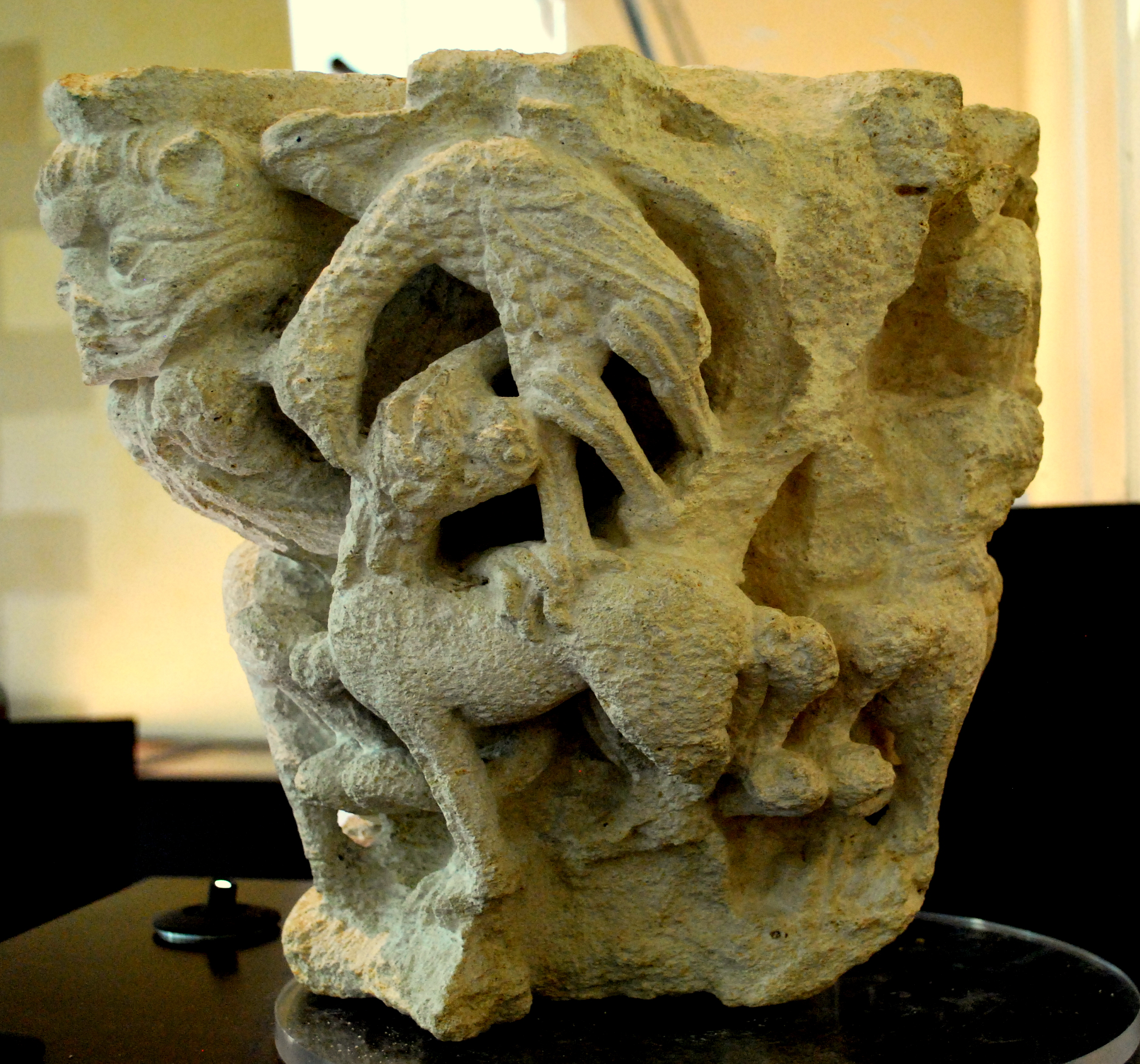
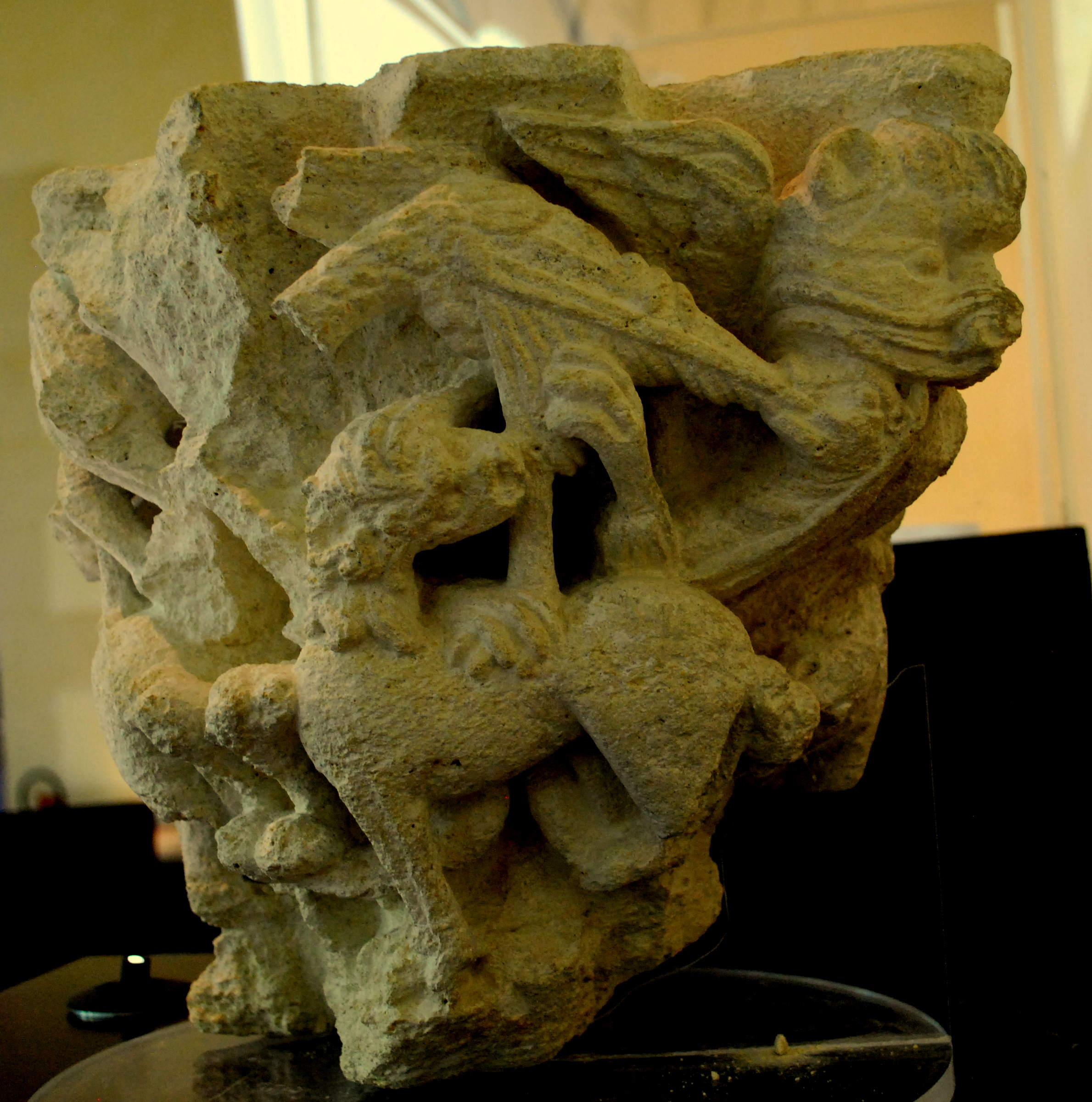
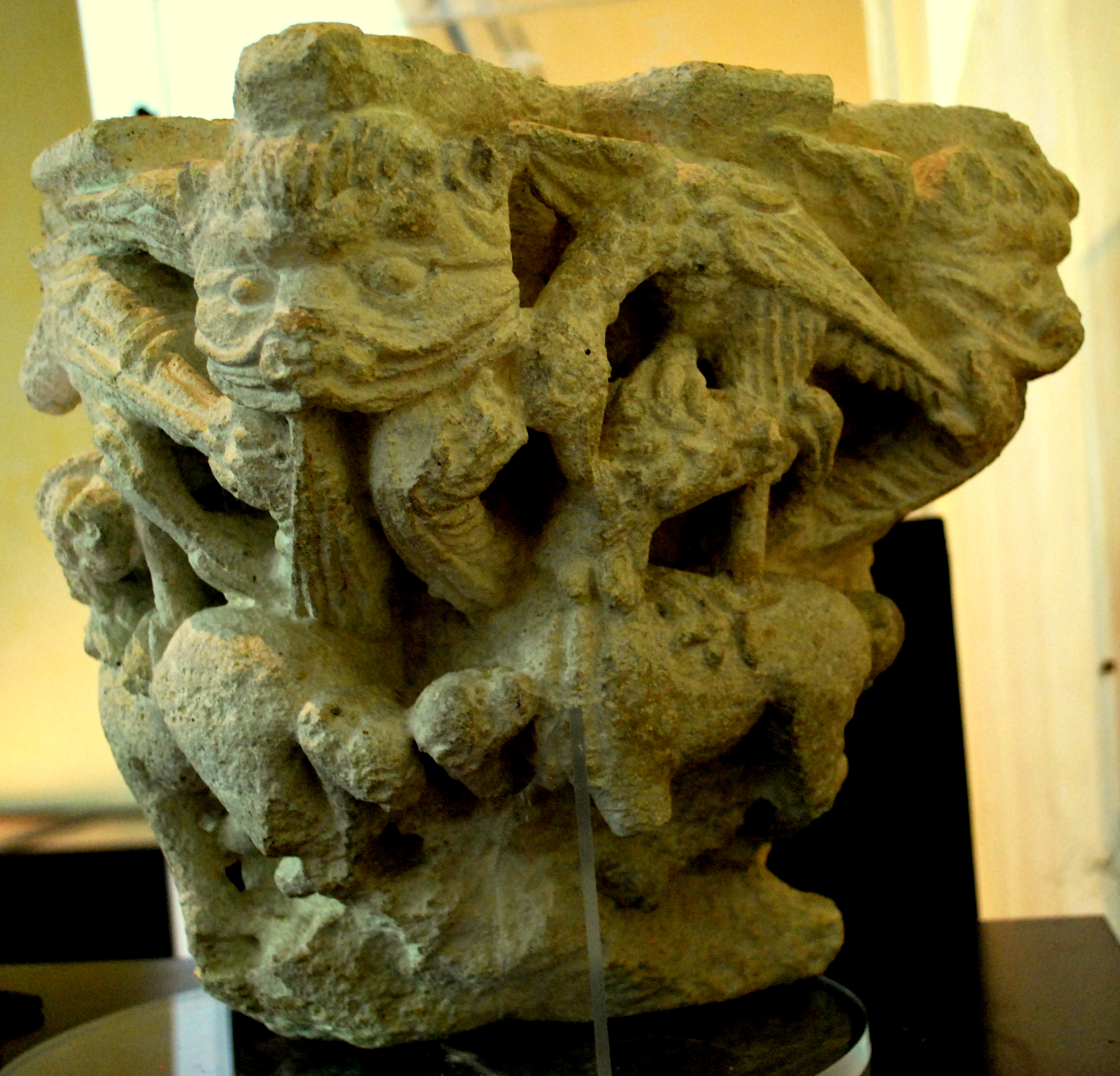

Saint Gérard, agenouillé. La sculpture, qui date de 1206 à 1221, est en ronde-bosse. Le fondateur de l'abbaye, à genoux, tenait devant lui sa crosse, aujourd'hui disparue. La statue provient du tombeau d'Amauvin, le douzième abbé (1206-1222) de la Sauve-Majeure, de même que la statue de la Vierge à l'Enfant, actuellement dans l'église Notre-Dame de Créon.

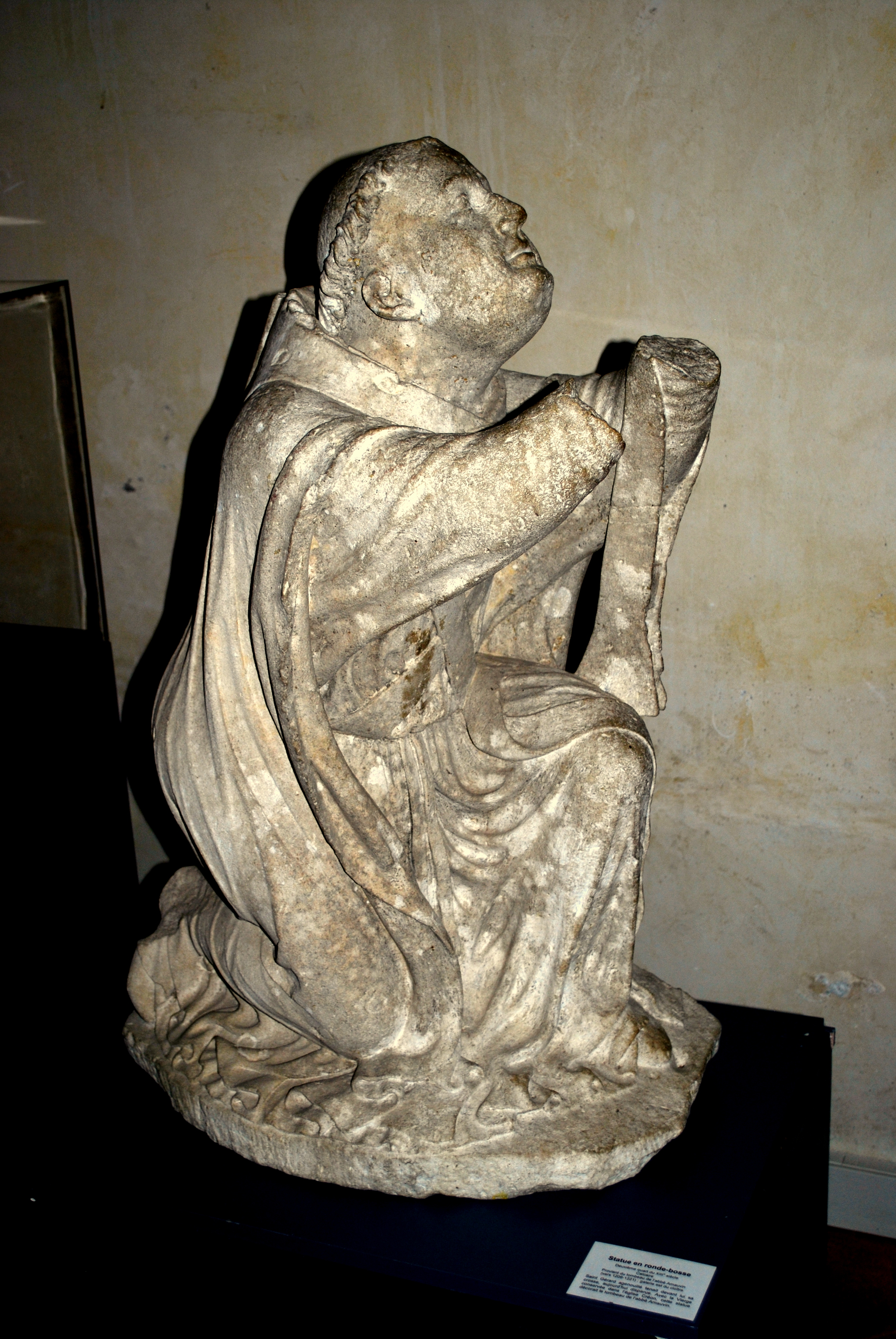
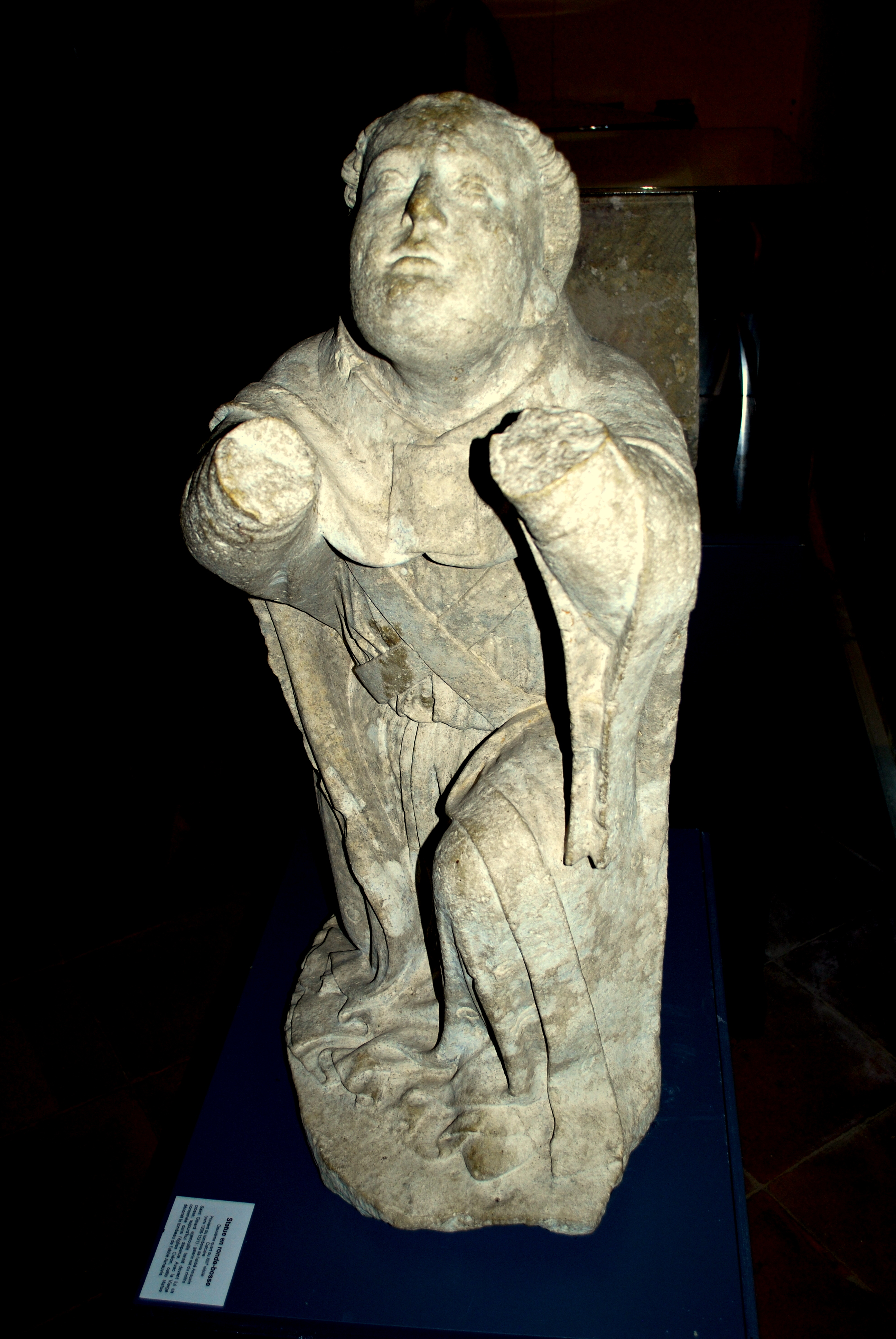

- Têtes d'anges : Ces sculptures ornaient le sommet des arcs brisés qui couraient le long des murs de la galerie du cloître. Deux anges semblables se trouvent sur l'église Notre-Dame de Créon.
- Chapiteau double : Cet ensemble est parmi les rares éléments que l'on peut attribuer à la claire-voie du cloître de l'abbaye. Il est l'illustration du style de transition entre l'art roman et l'art gothique, développé en Aquitaine à partir de 1200. Un chapiteau double semblable se trouve dans l'église Saint-Martin de Haux.

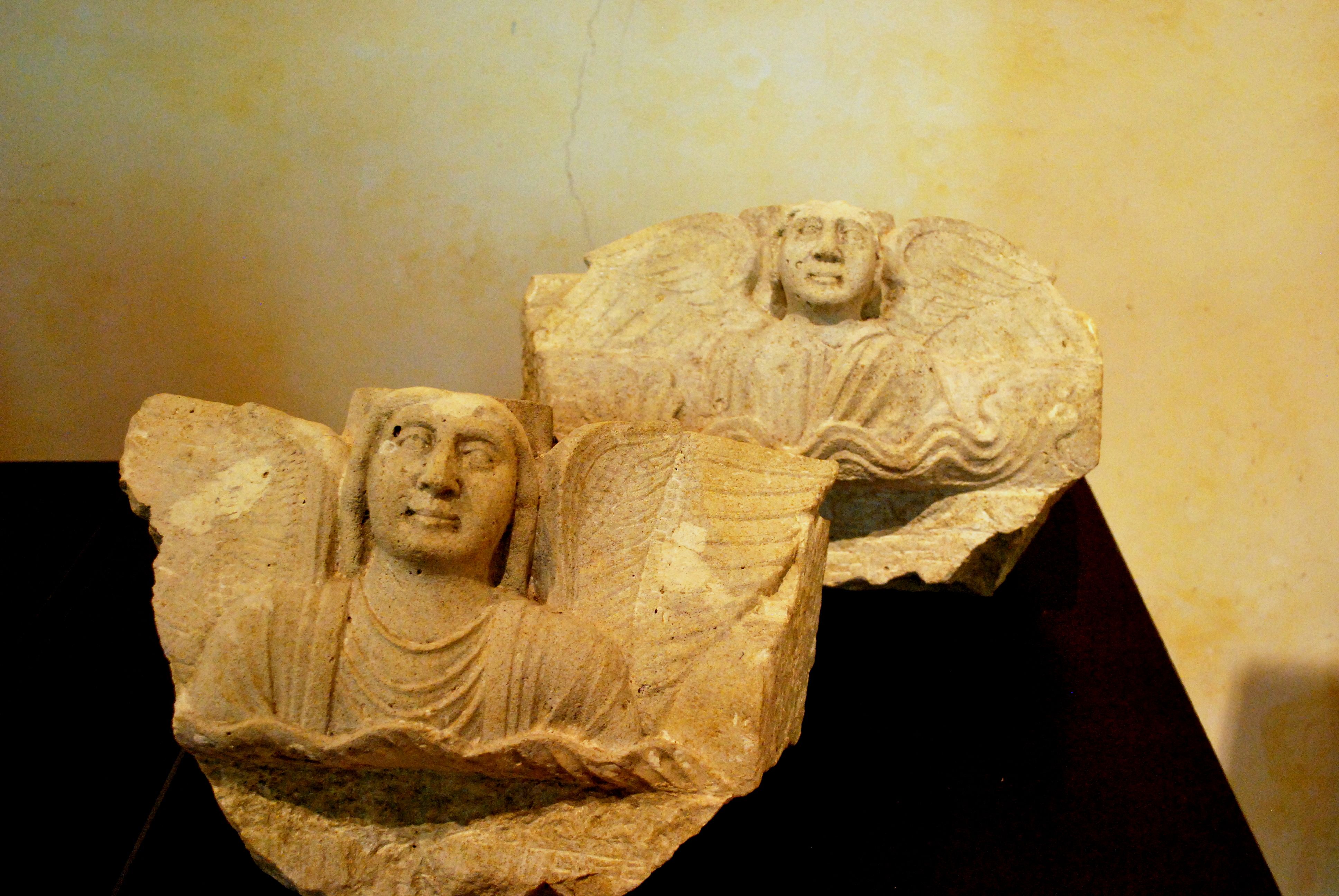
Têtes d'anges
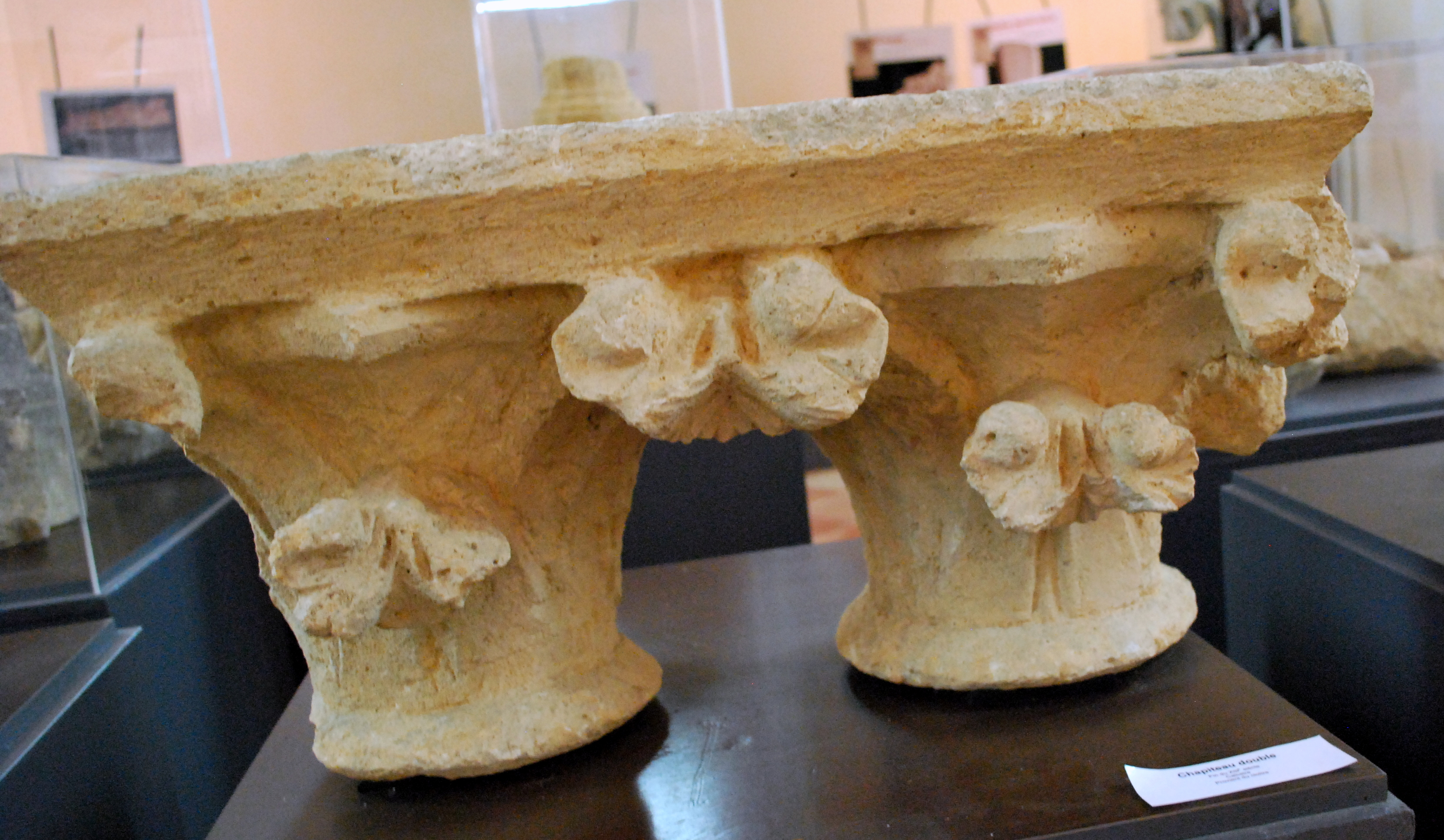
Chapiteau double
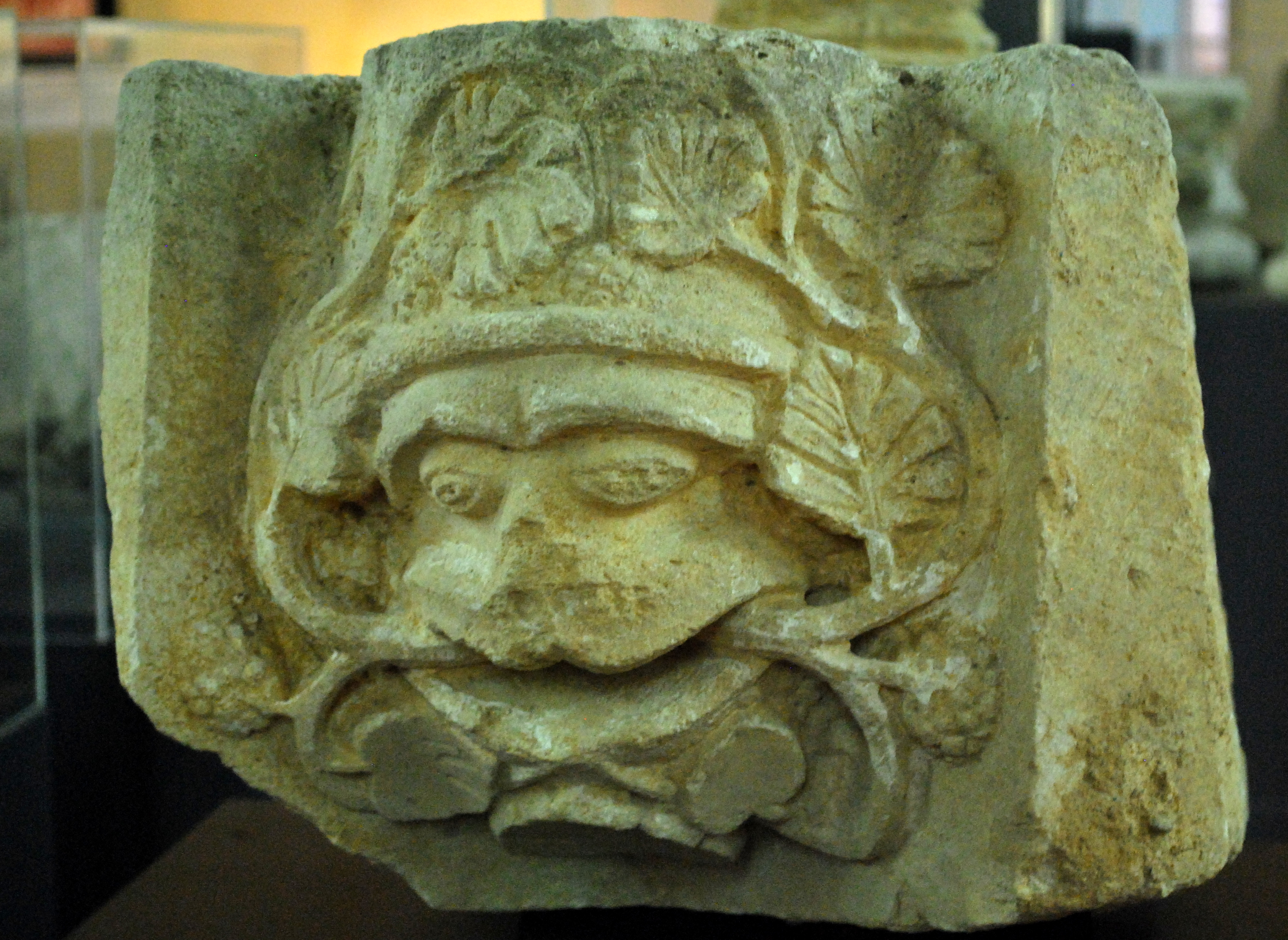
Monstre crachant des rinceaux
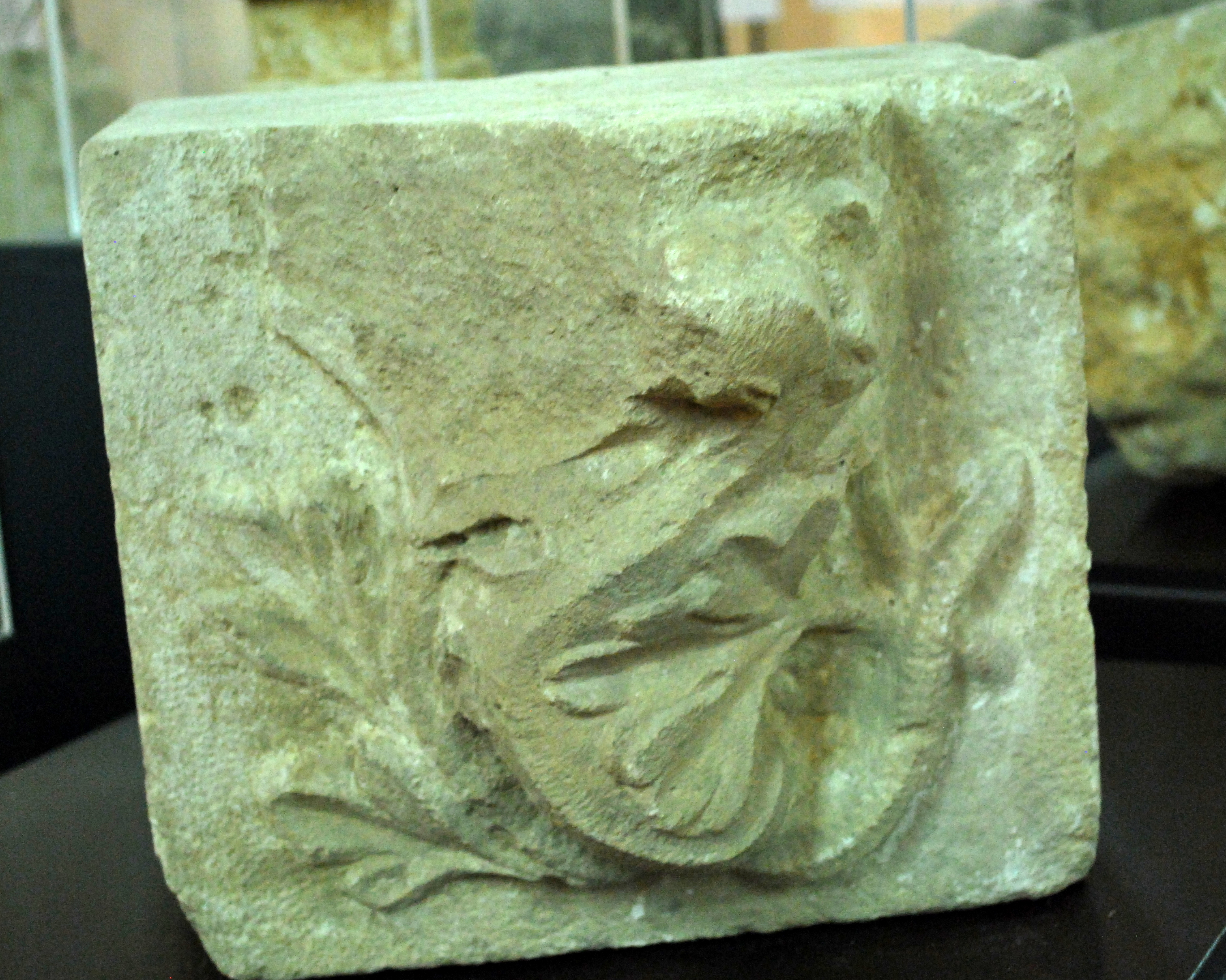
Lézard et feuillage
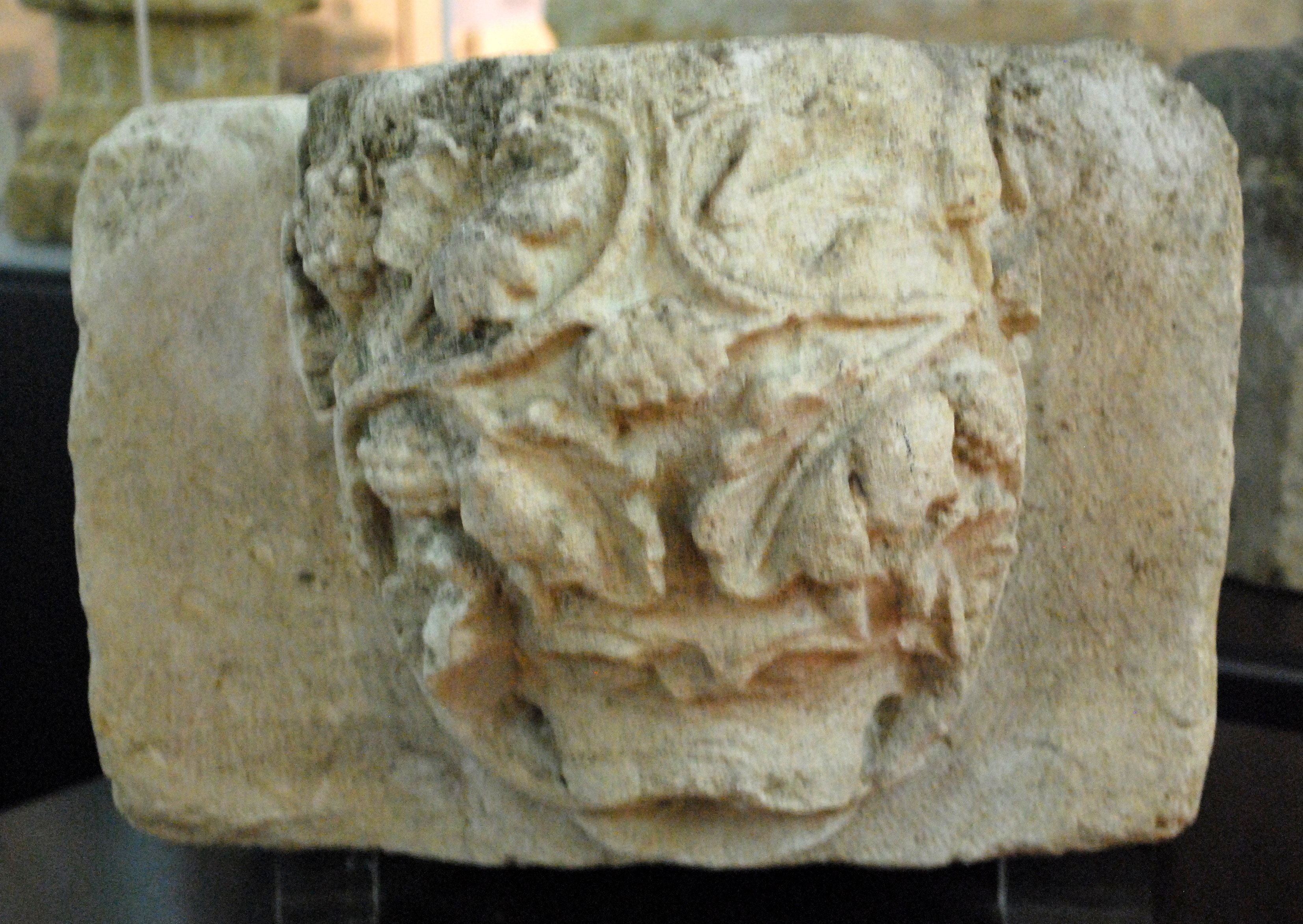
Feuillage

#### Carrelages
Le chapitre avait pour pavage des carreaux de 12 centimètres de côté, émaillés et vernissés sur chaque face, représentant des lions, des oiseaux, des fleurs-de-lis, des moulures géométriques de différentes sortes. Ces carreaux datent de la fin du XIVe siècle.
Les animaux sont noirs ou rouges sur fond jaune ou vert, et vice-versa. Dans le creux des moulures géométriques, un émail coloré avait été coulé.

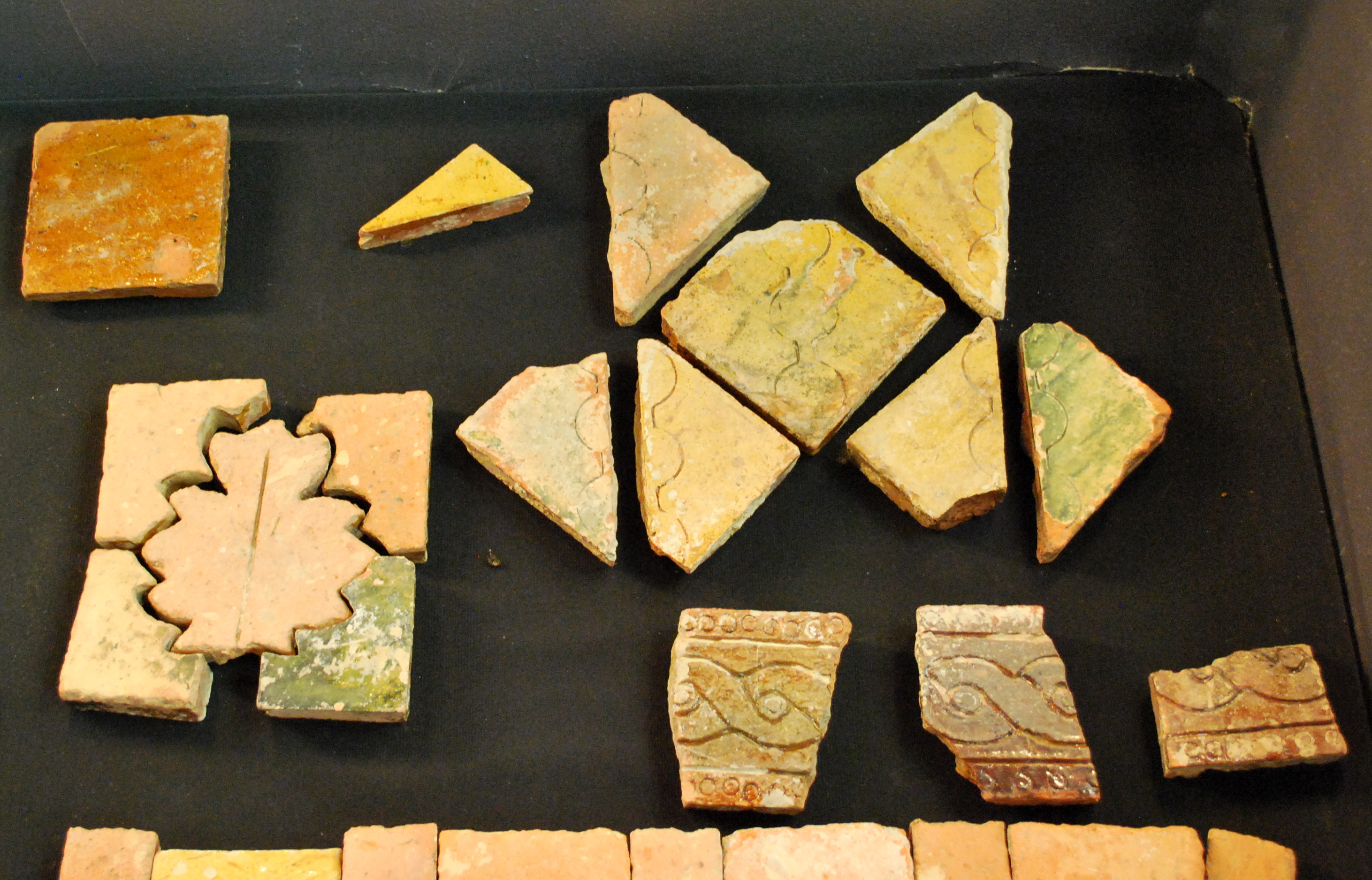
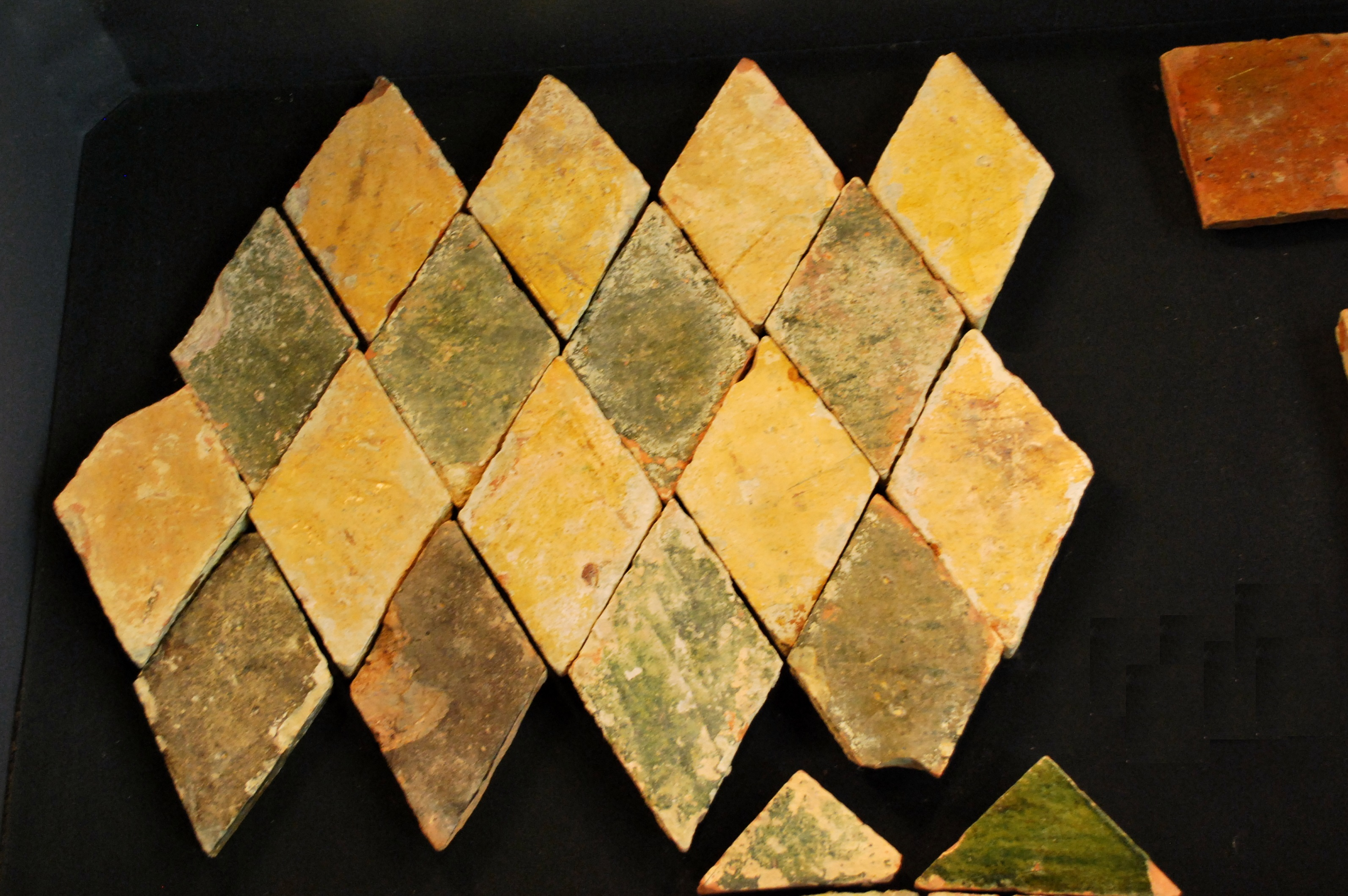
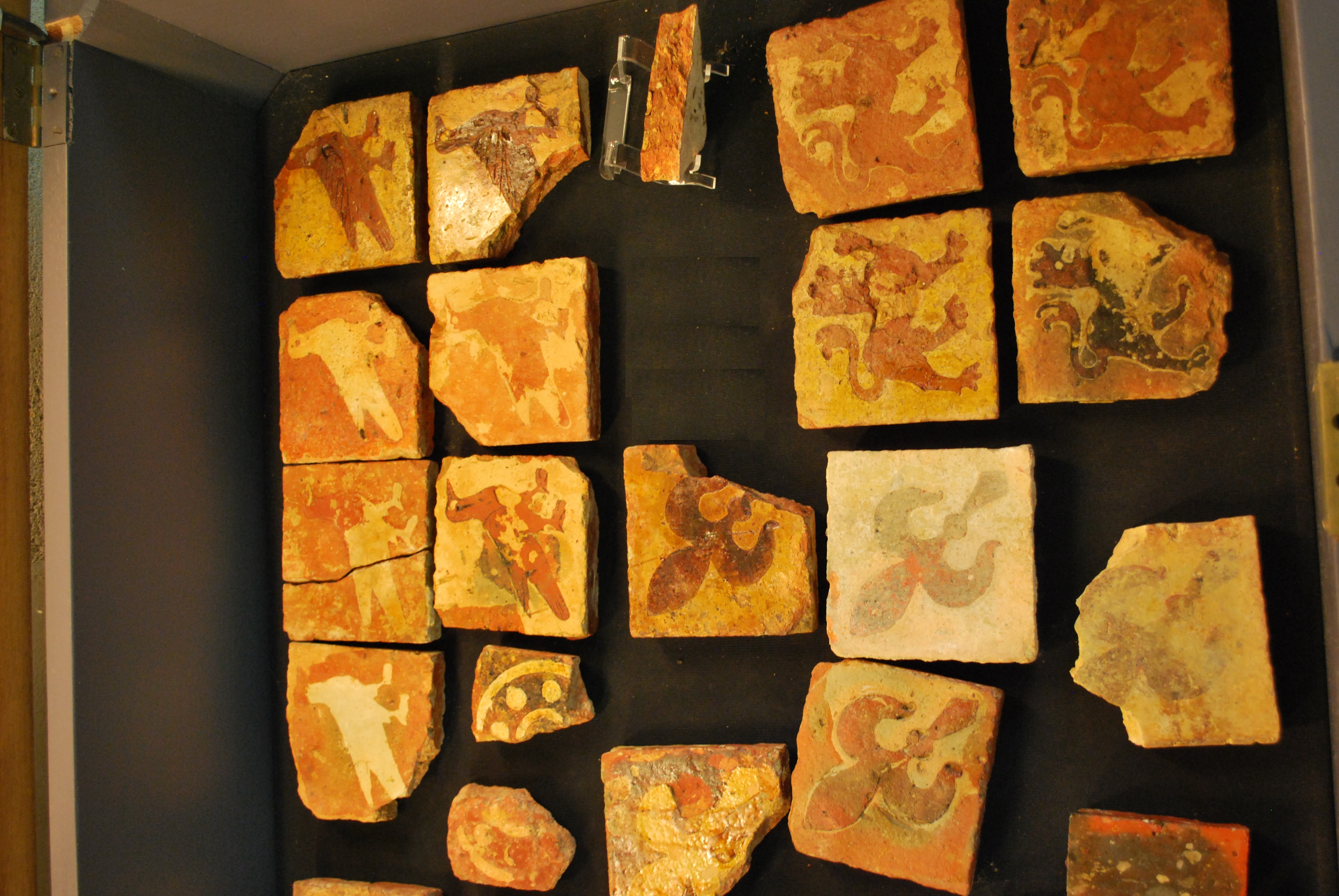
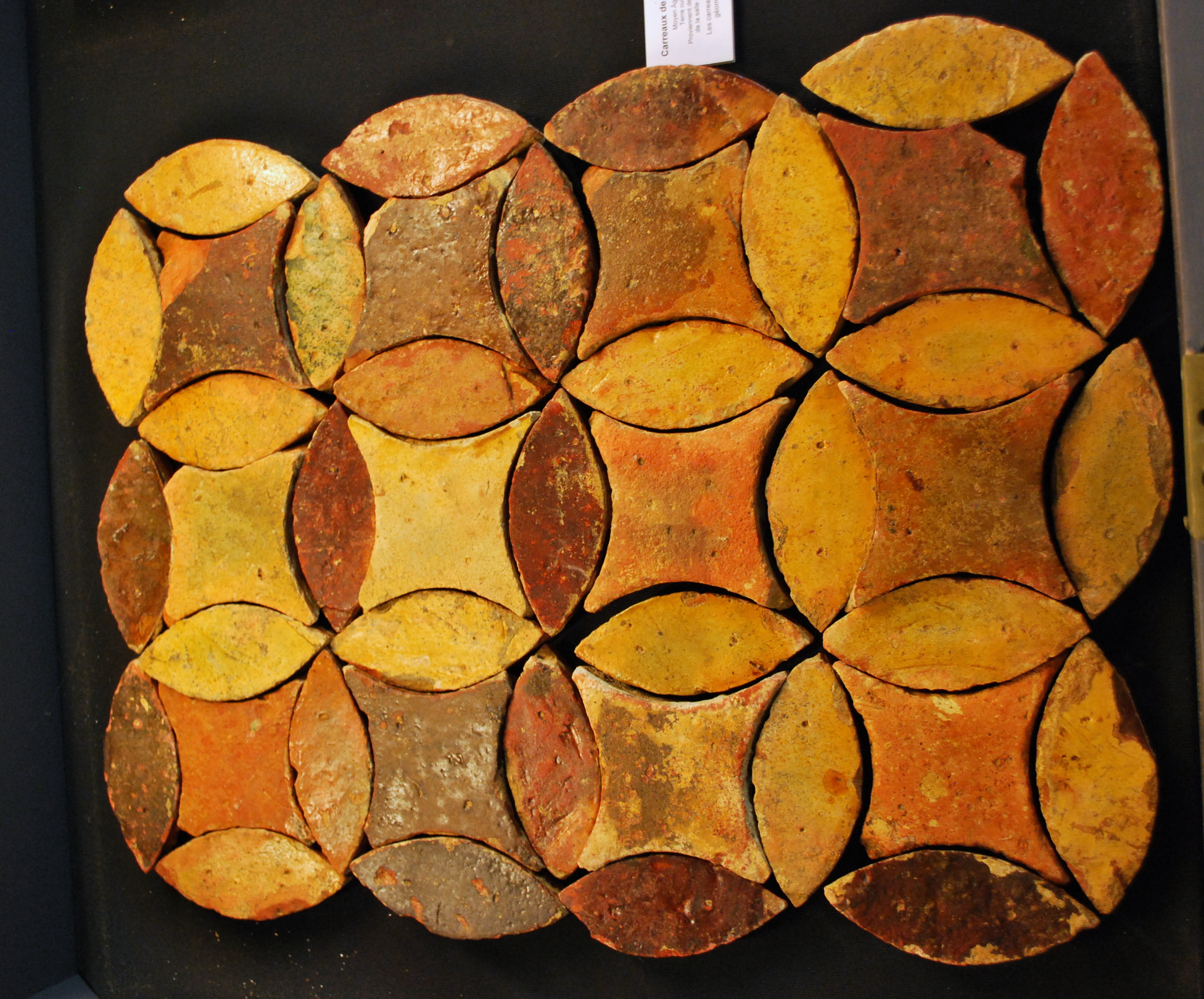
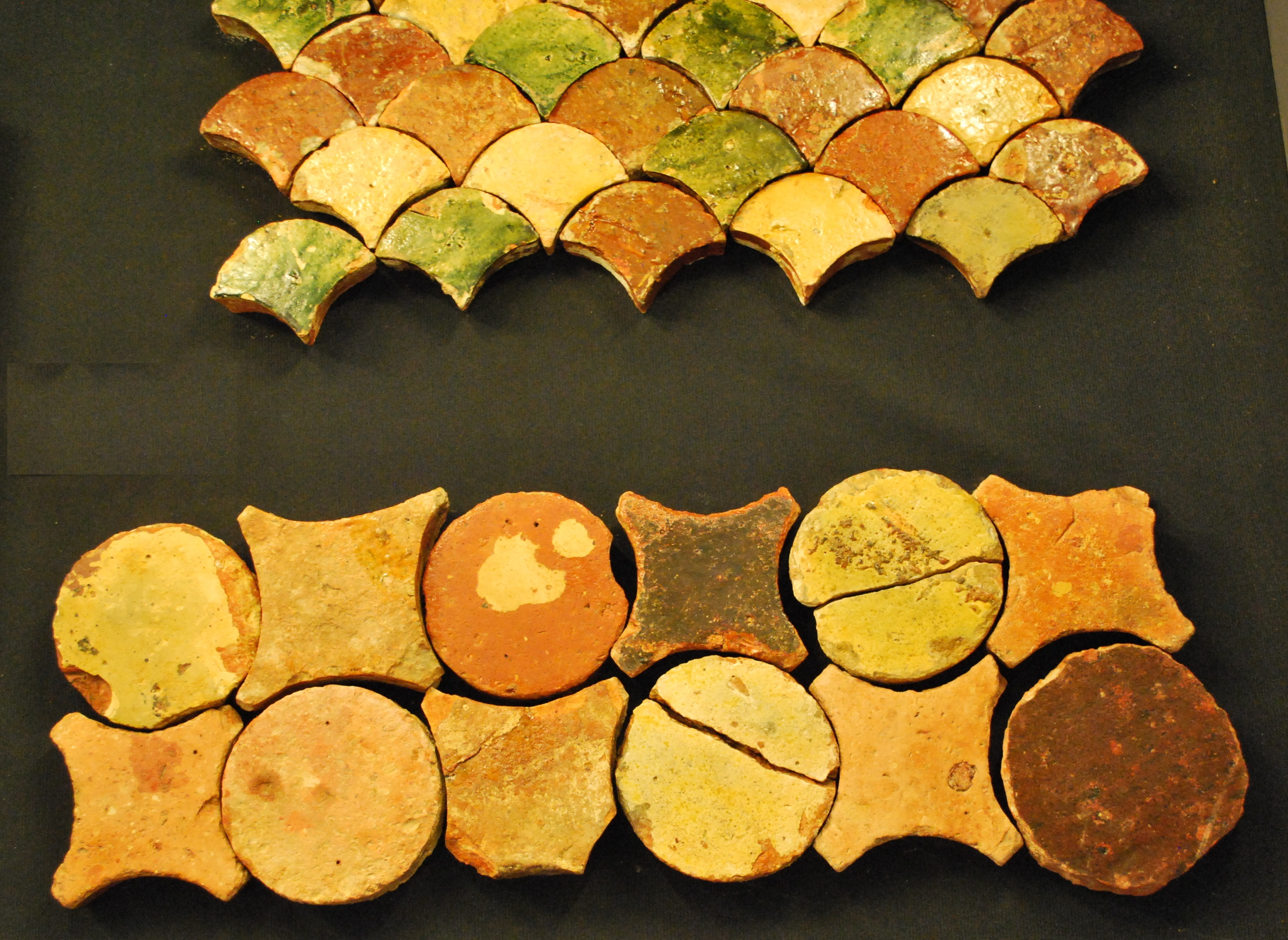
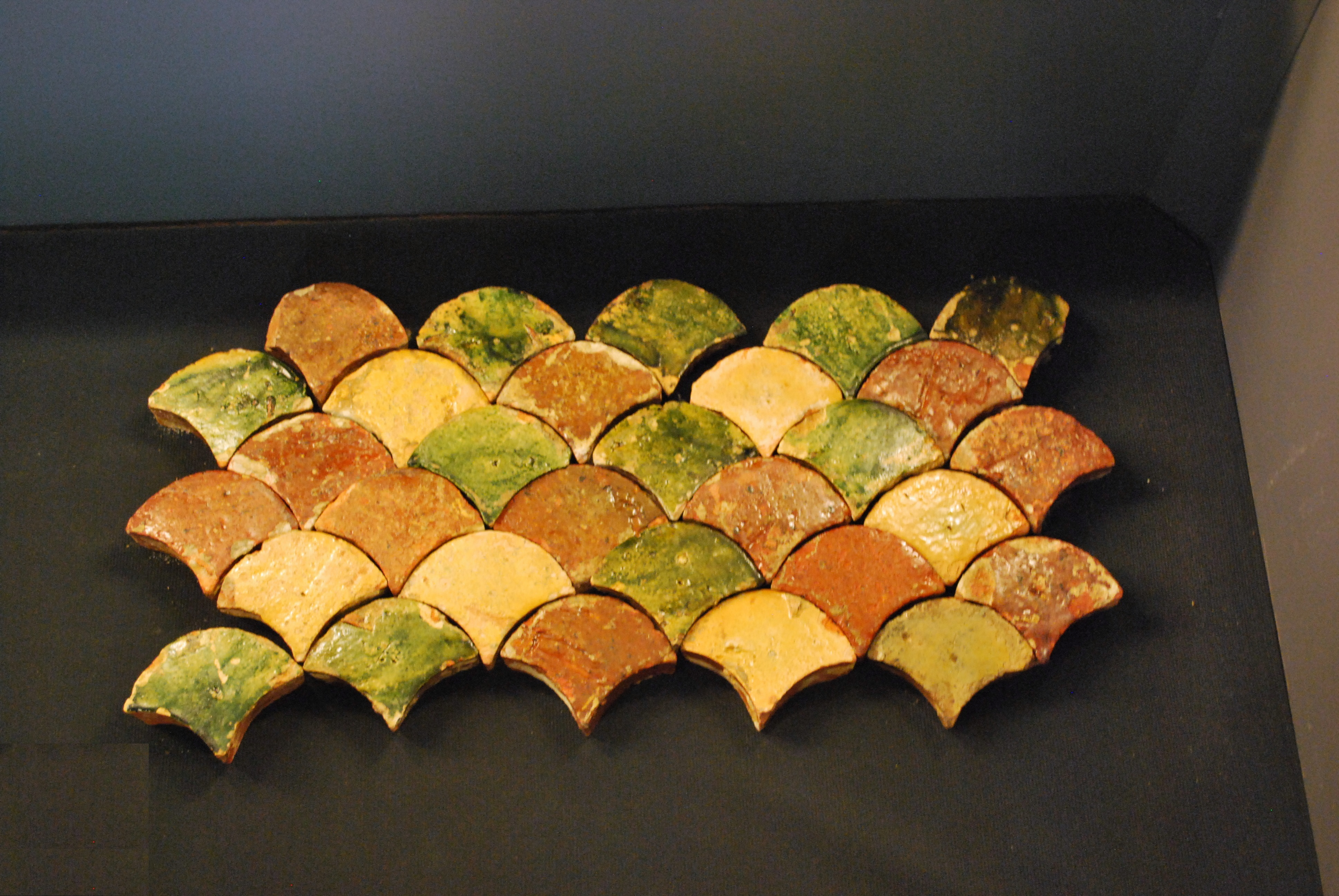
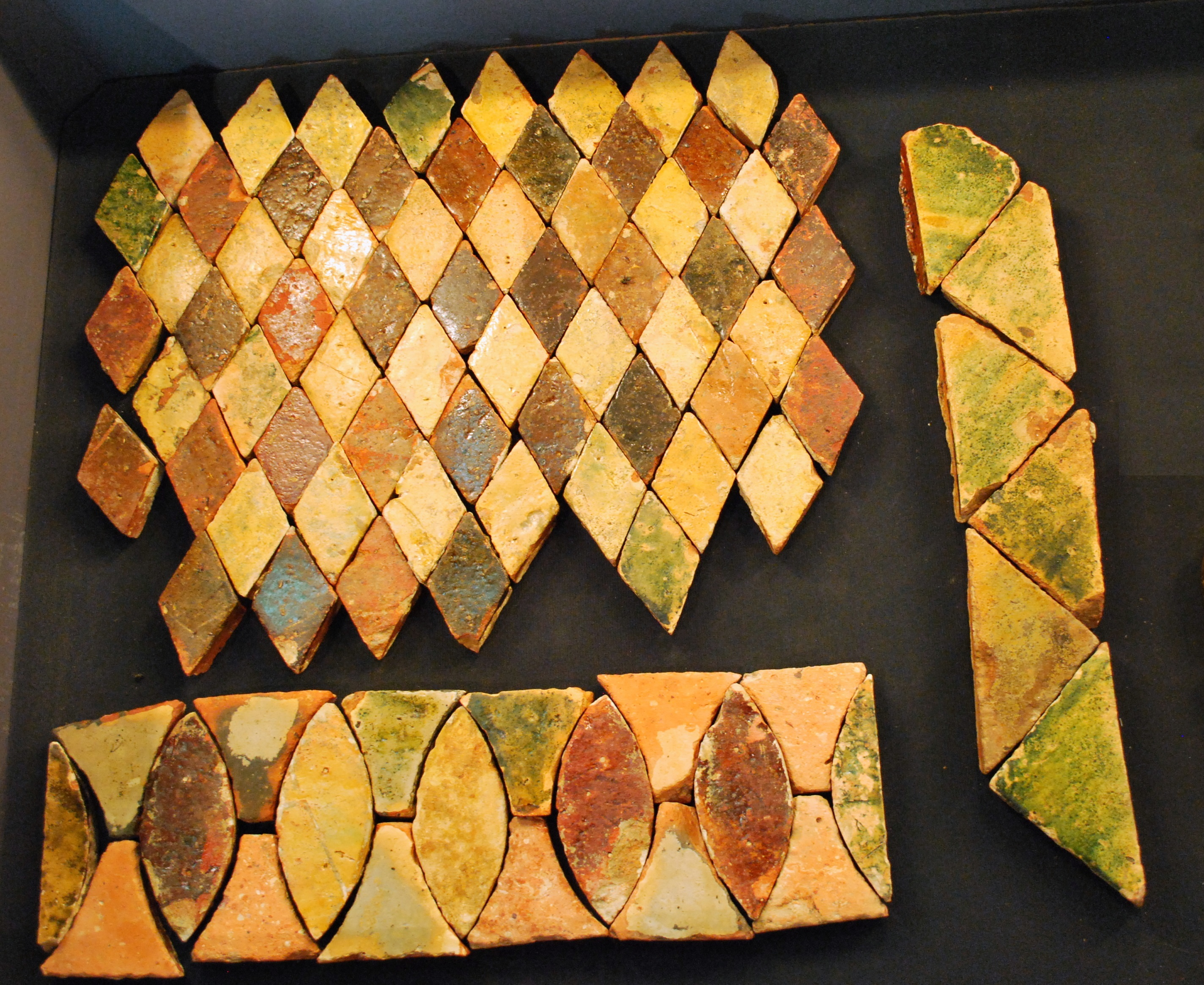

### Sculptures au Musée d'Aquitaine de Bordeaux
Clef de voûte
Selon dom Dulaura, les clefs de voûte des galeries nord et ouest du cloître étaient décorées par des scènes inspirées par l'Ancien Testament. Avec celle de la Tentation conservée au musée lapidaire, la seule qui nous soit parvenue de ce cycle est celle du sacrifice d'Abraham. La clef, de diamètre 0,46 m, a été dessinée par E. Piganeau en 1875, à l'époque ou la clef était conservée dans une propriété privée.

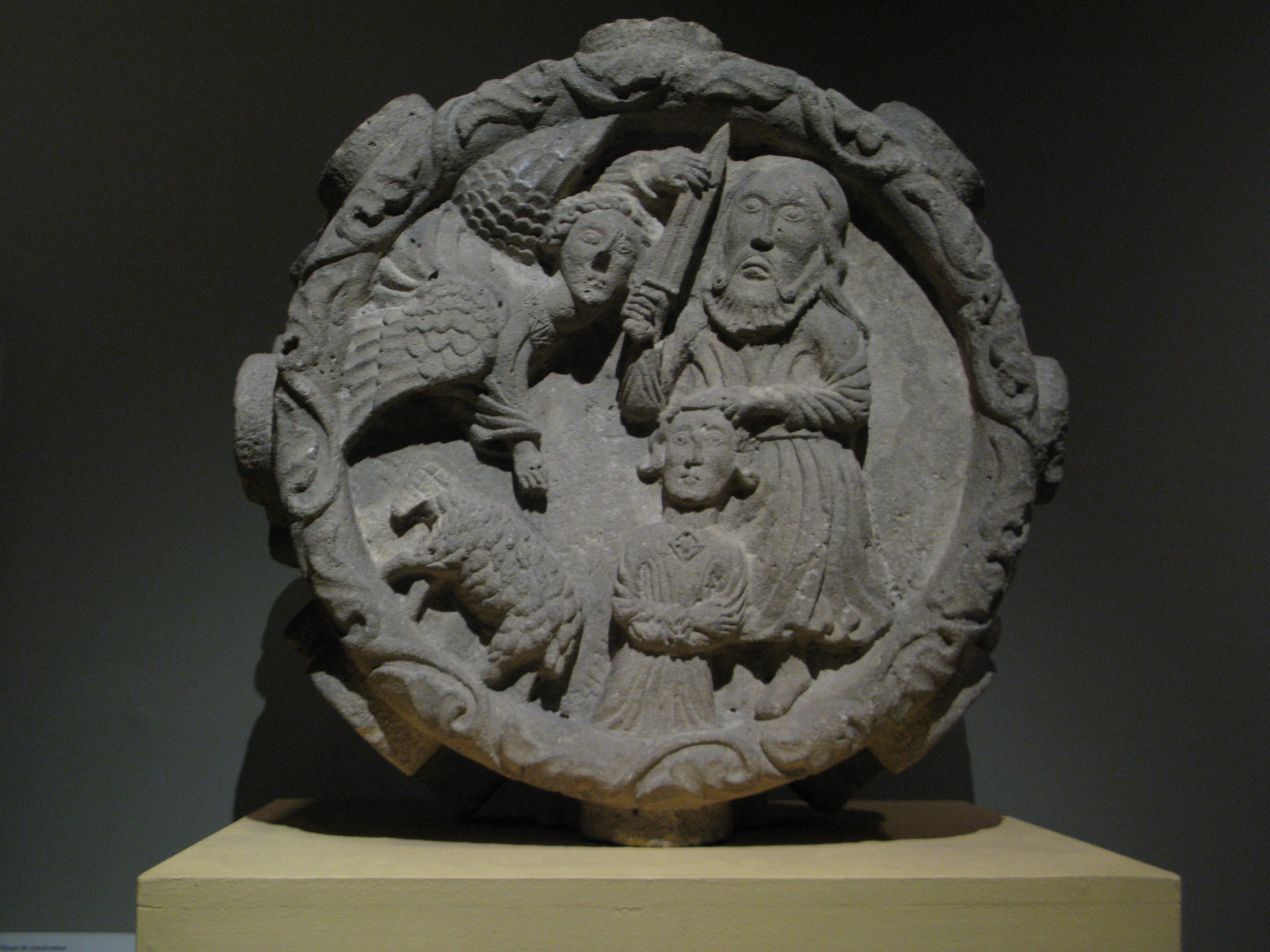
Le sacrifice d'Abraham
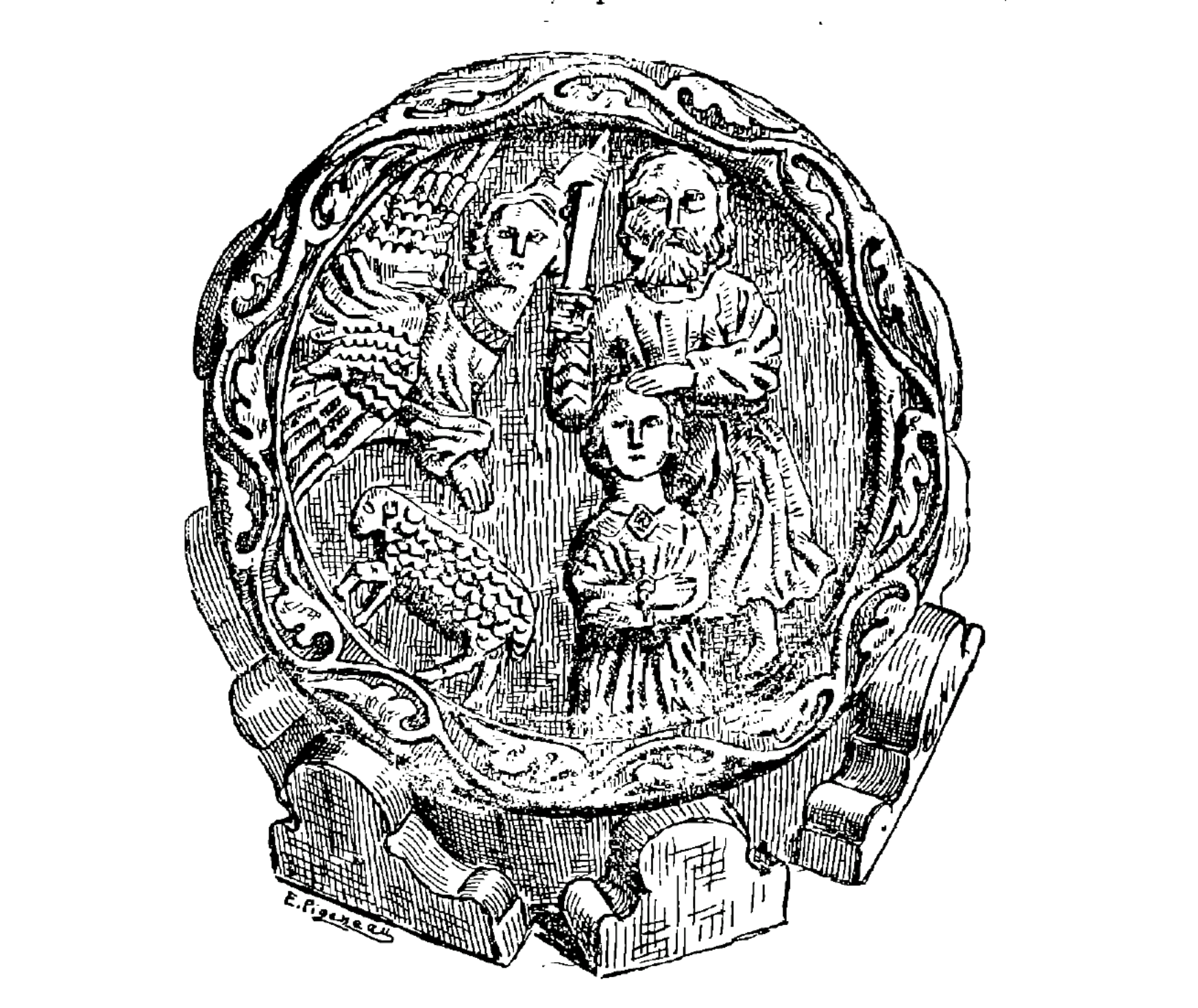
Dessin de Piganeau
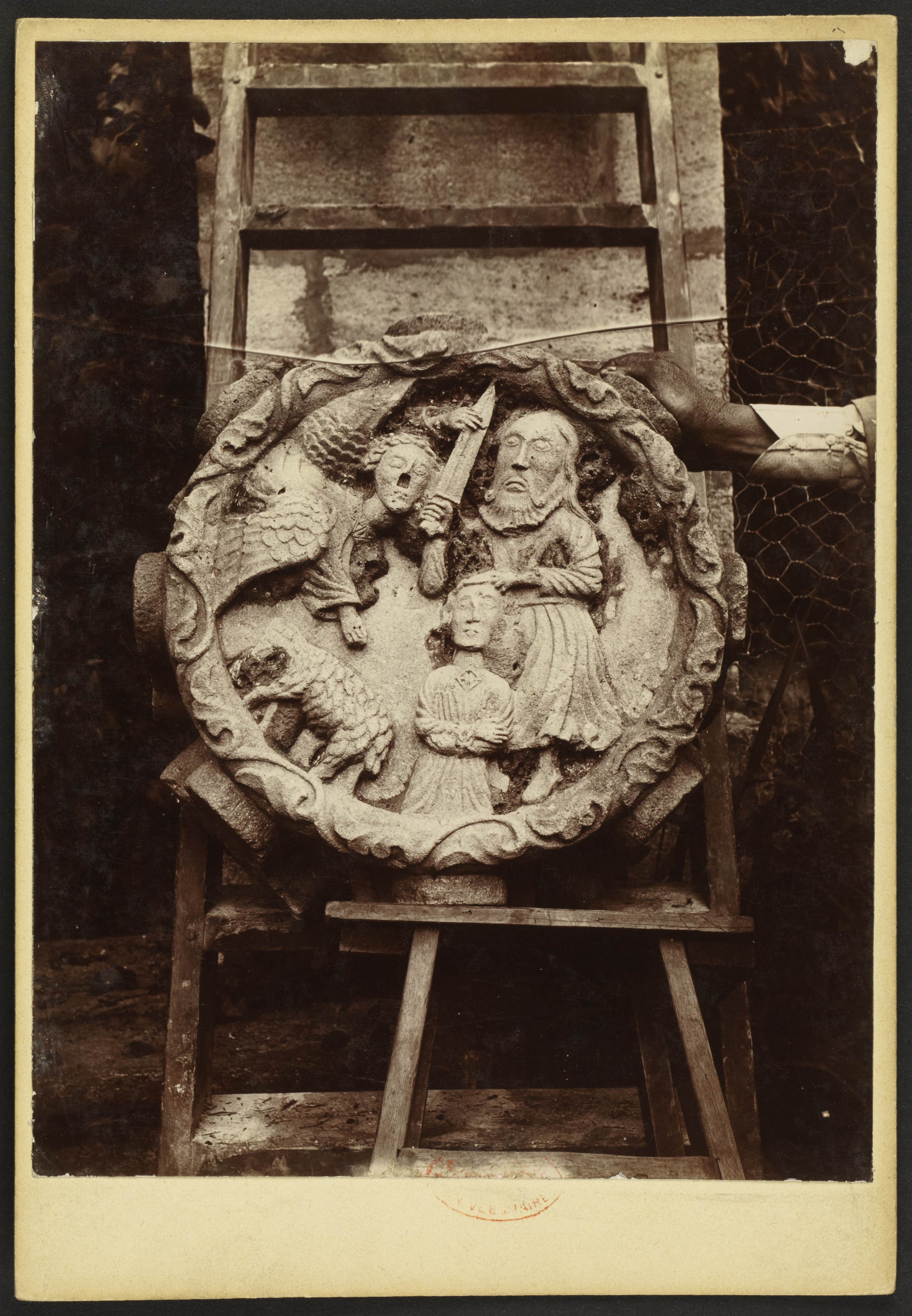
Photo de Brutails

Modillons
Les quatre modillons ont été donnés au musée d'Aquitaine en 1977. Ils proviennent de la collection privée Klingebiel. Malgré une certaine érosion, les modillons sont clairement dans la tradition de mise en garde contre les péchés capitaux et, en particulier, la luxure. On trouve : un félin maléfique, deux hommes acrobates (une profession maudite), un homme ithyphallique qui porte un fardeau (échelle), une femme nue exhibant son sexe. (Voir Iconographie des modillons romans pour plus de détails).

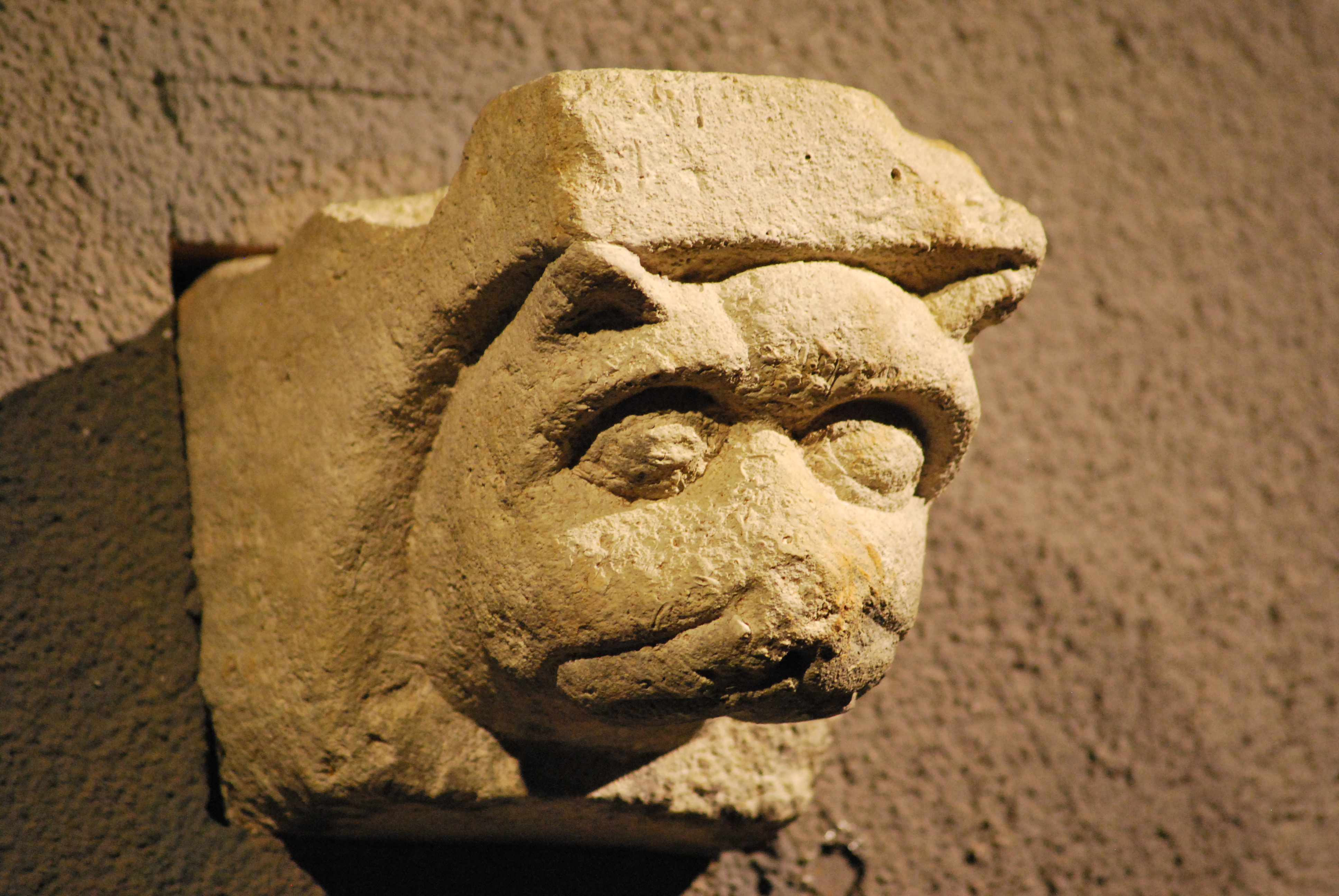
Félin maléfique
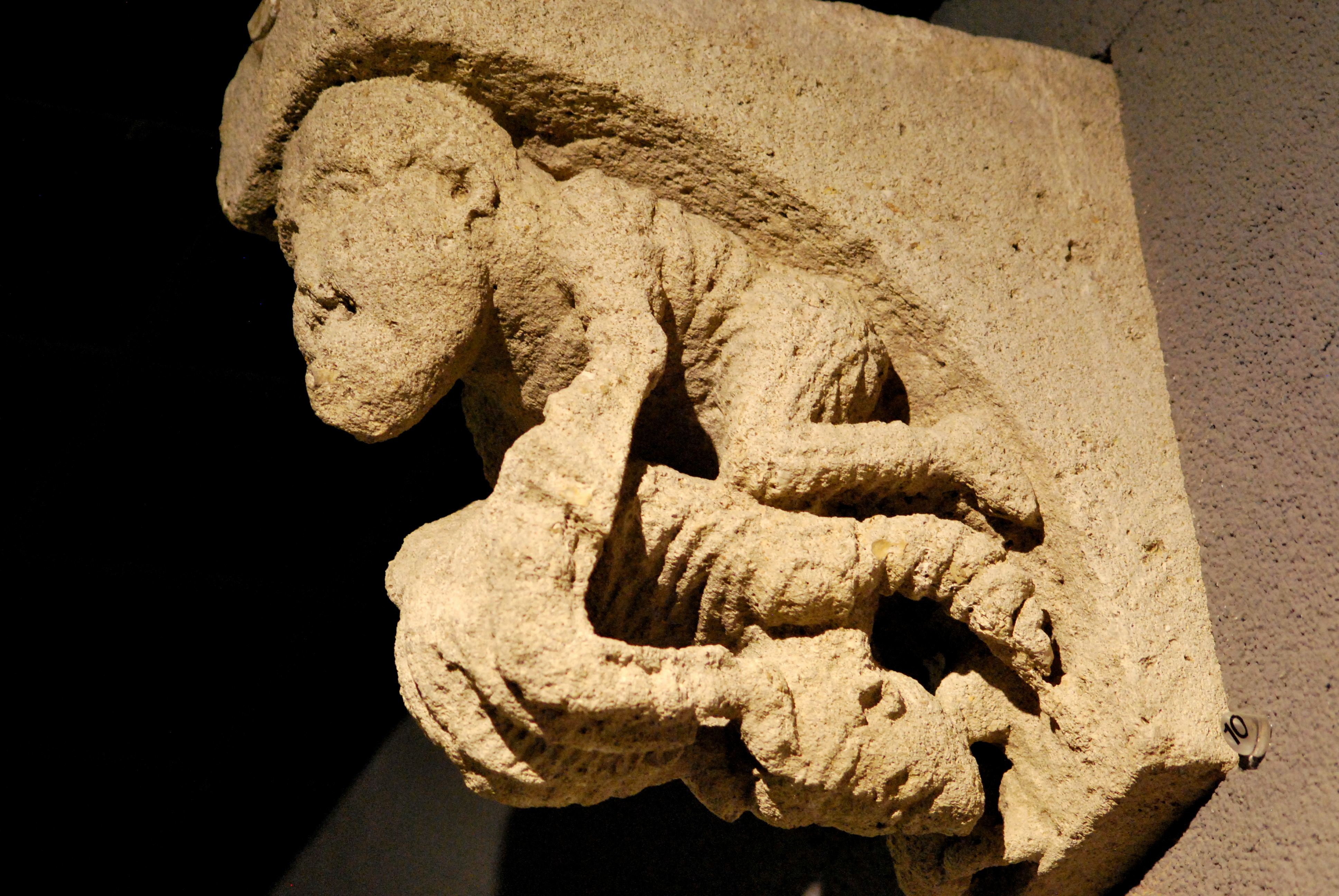
Deux acrobates
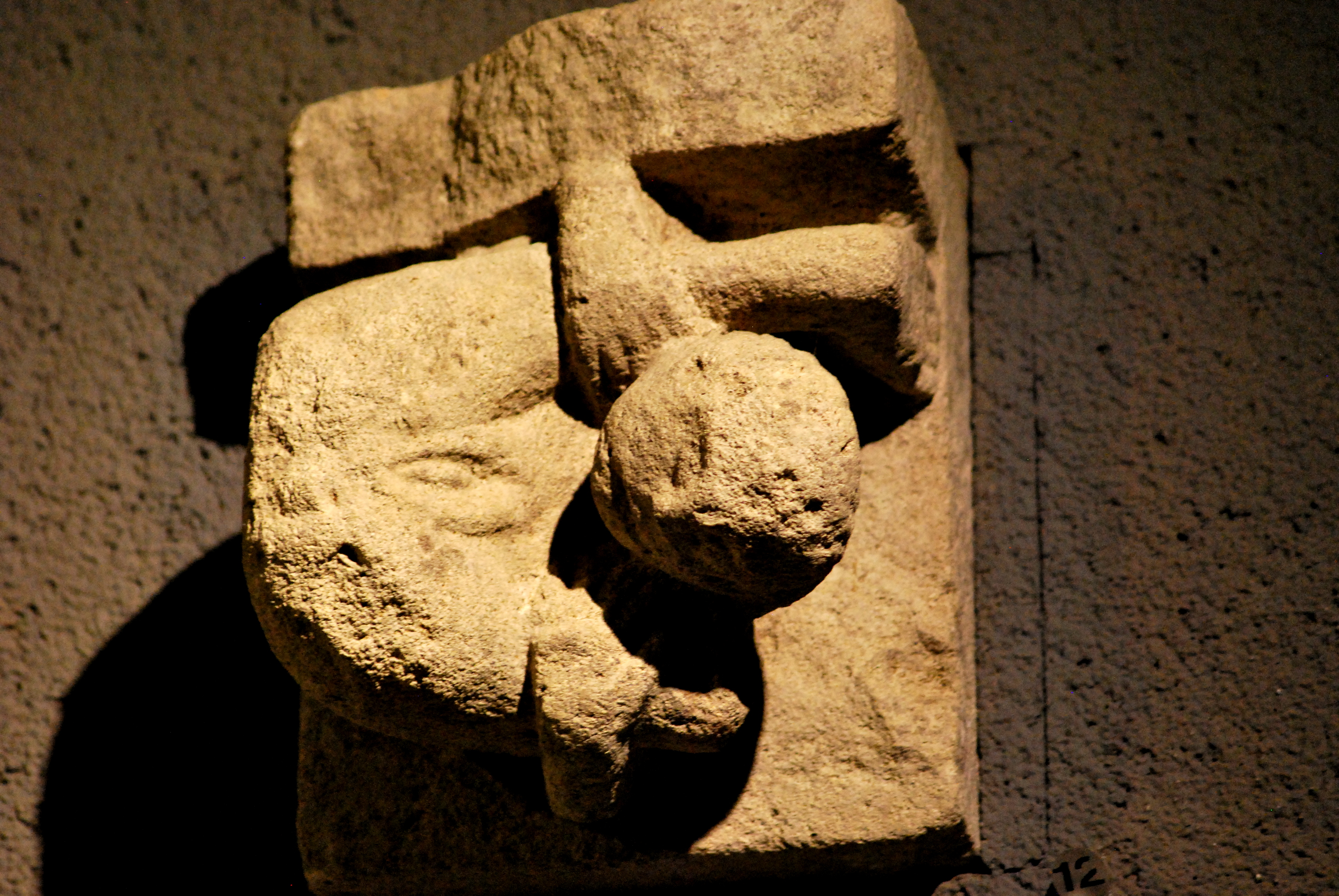
Femme exhibitionniste
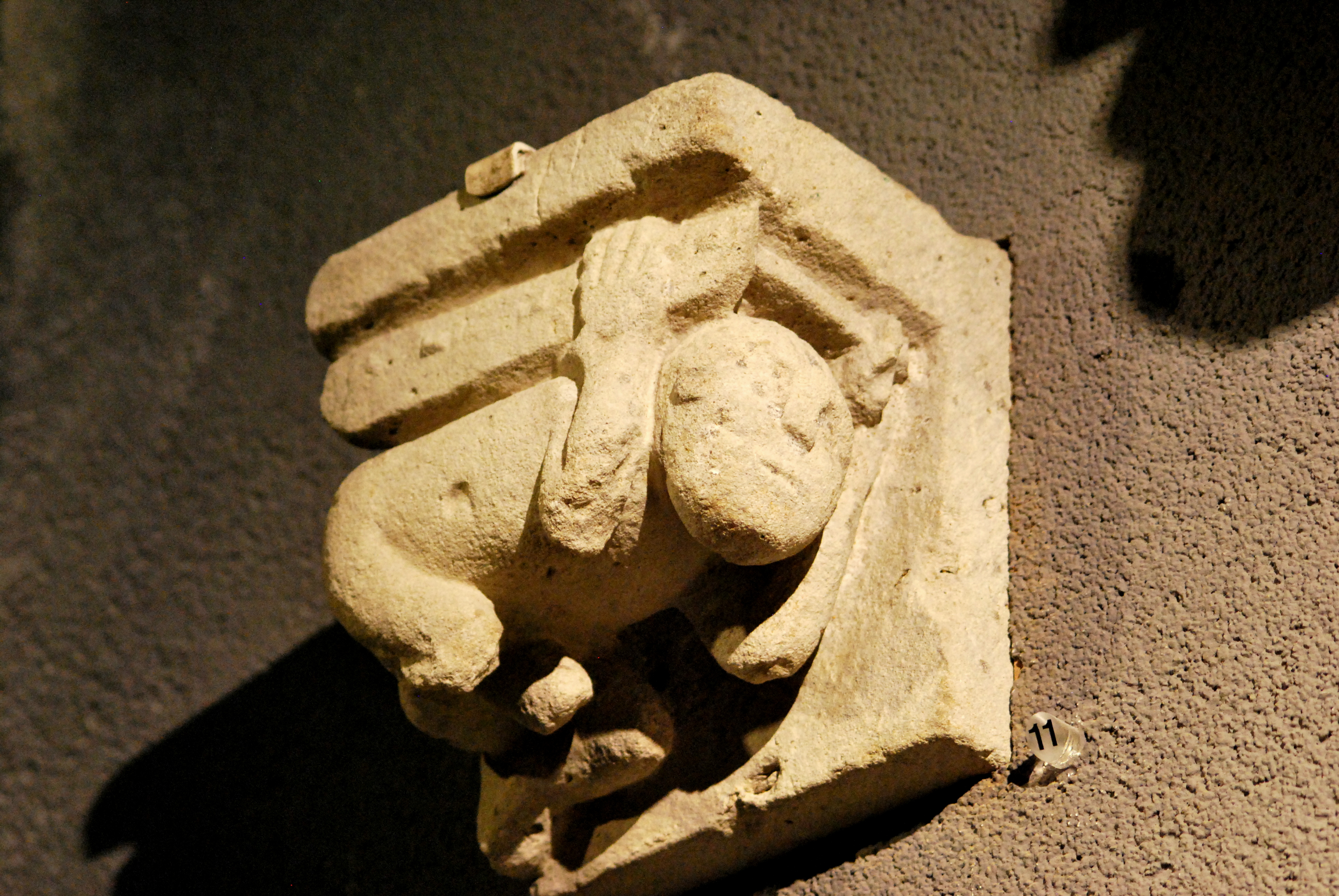
Homme ithyphallique

Les deux derniers modillons ne proviendraient pas nécessairement de l'abbaye. Les personnages y sont représentés de profil ; sur tous les modillons de l'abbaye, les personnages sont de face. Il y a deux autres sources possibles pour la commune de La Sauve : l'église paroissiale Saint-Pierre, mais tous les modillons y sont également de face ; l'ancienne église Saint-Jean, aujourd'hui totalement détruite. Cette église se trouvait à l'emplacement du parc de stationnement du marché couvert, au nord de l'abbaye. Cependant, la quasi absence, en Gironde, de modillons avec les personnages de profil suggère la possibilité que ces deux modillons proviennent d'une autre région.
Dalle funéraire
La Plate-tombe d'Aliénor de Vipont, épouse de Roger de Leyburn, et mort en 1270, a été retrouvé dans un étang près de Créon en 1895.

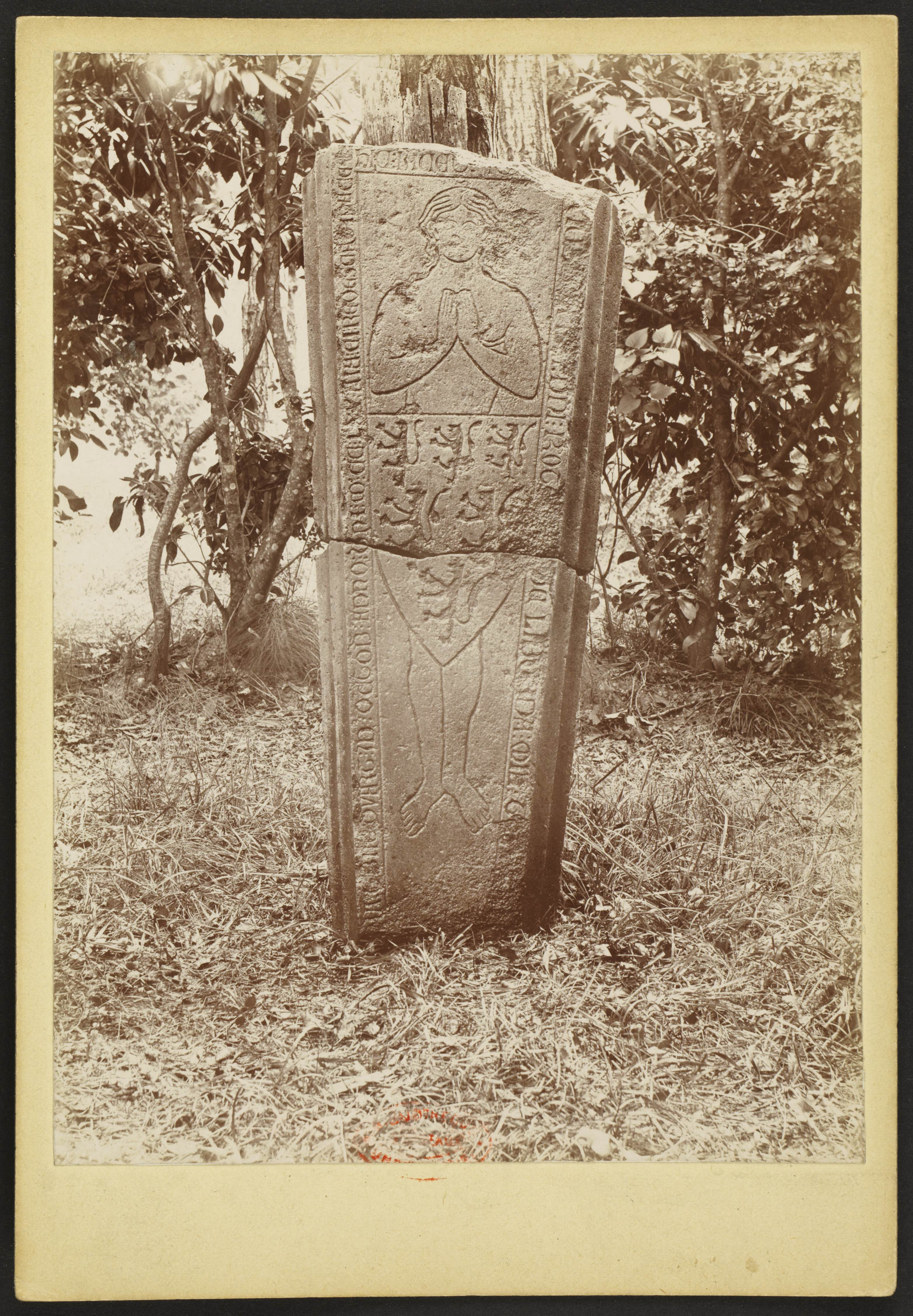

### Sculptures conservées dans les églises à proximité

#### Église Saint-Martin de Haux
- Clefs de voûte : On trouve incrustées sur les deux contreforts et la façade de l'église Saint-Martin de Haux quatre clefs de voûte datant du XIIIe siècle, qui représentent La Nativité, l'Adoration des rois Mages, la Fuite en Égypte et la Présentation au Temple.
Le premier curé constitutionnel de Haux, Jean-Baptiste Castel, faisait partie des derniers moines que la Terreur avait expulsés de l'abbaye de La Sauve-Majeure[20]. Il est probable que ce curé ait fait venir les clefs de voûte des ruines de son ancienne abbaye, qui se trouve à seulement quelques kilomètres de son église.

Clefs de voûte sur l'église de Haux
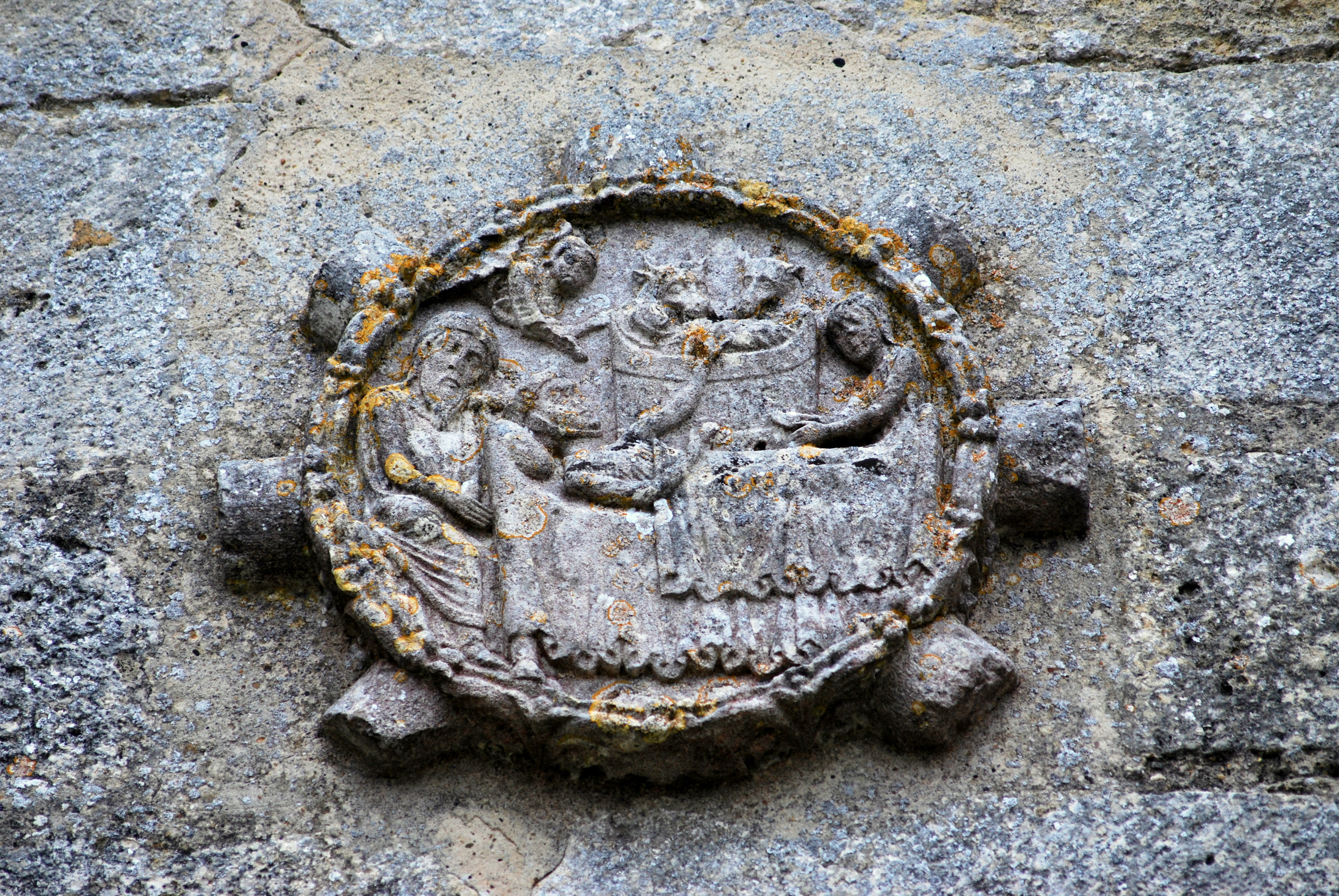
La Nativité
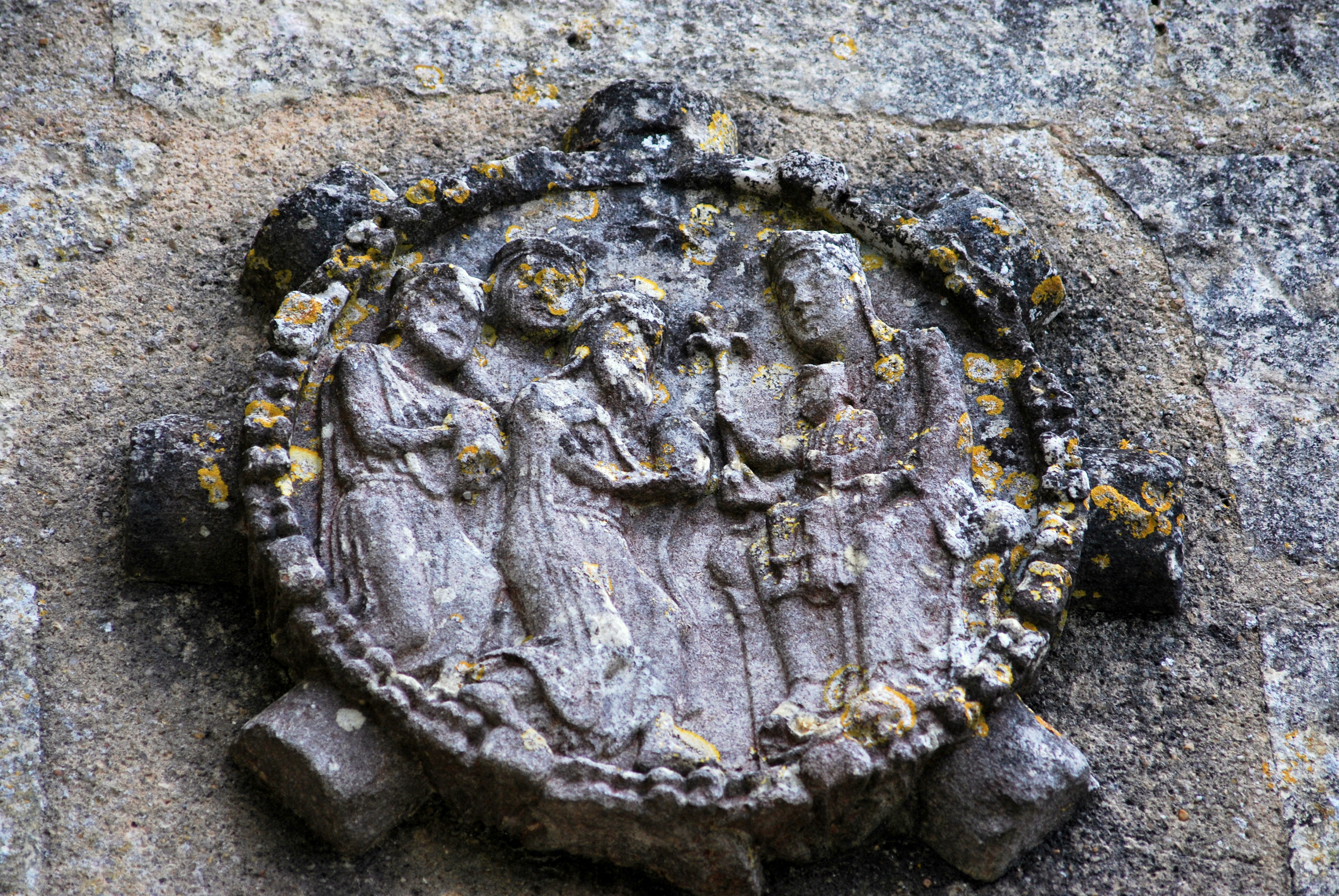
Adoration des Mages
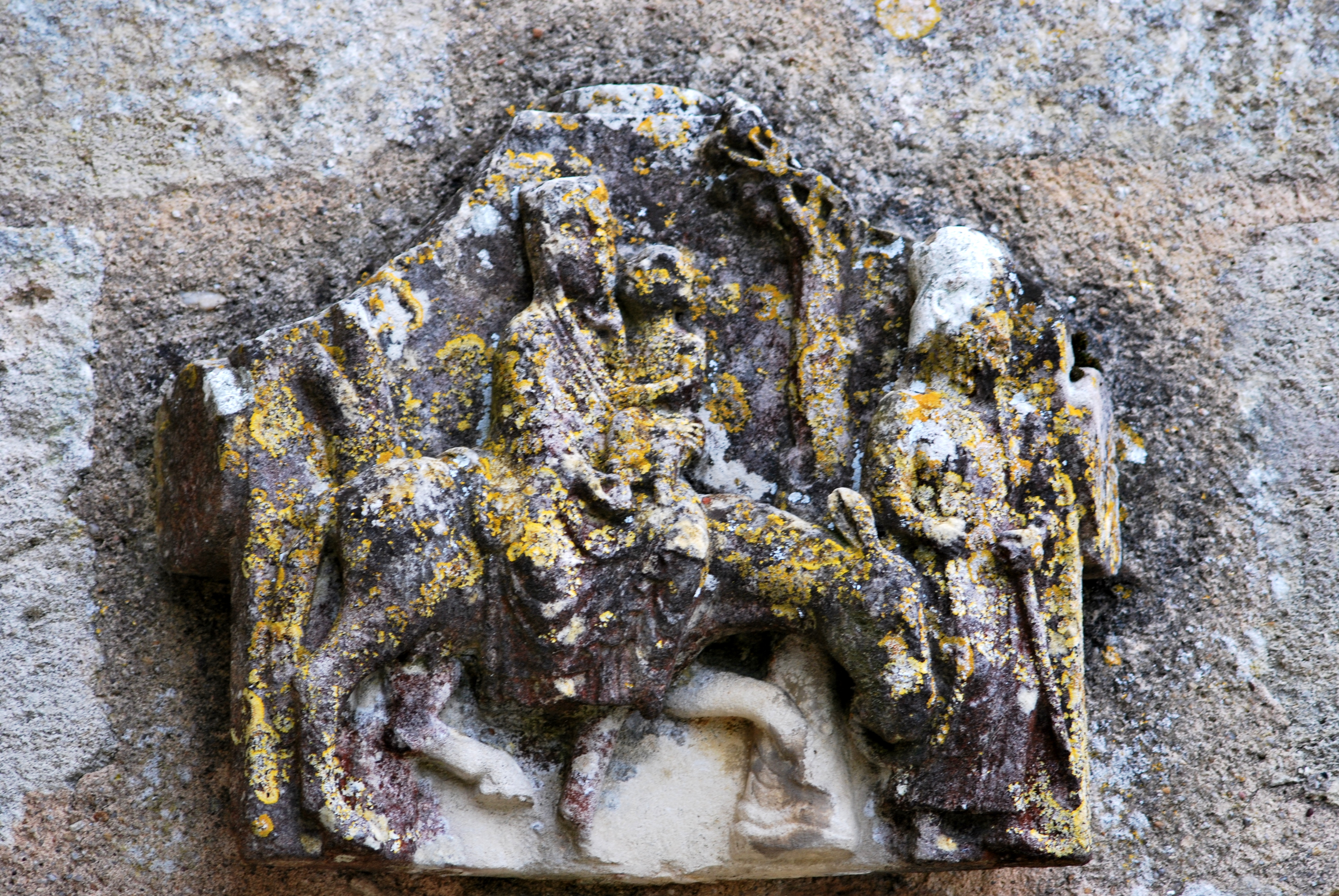
La fuite en Égypte
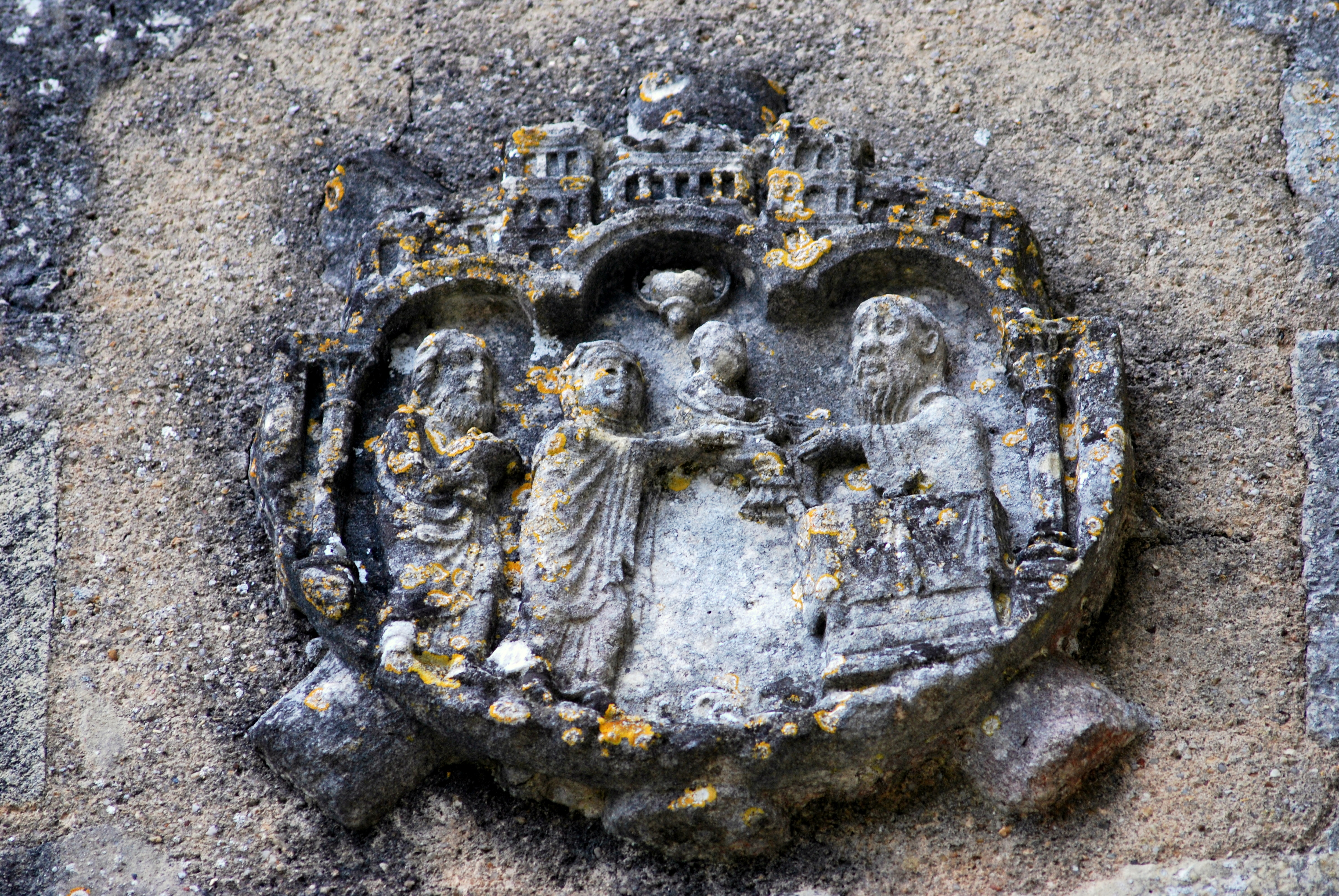
Présentation de Jésus au Temple

Dessins de E. Piganeau (1875)
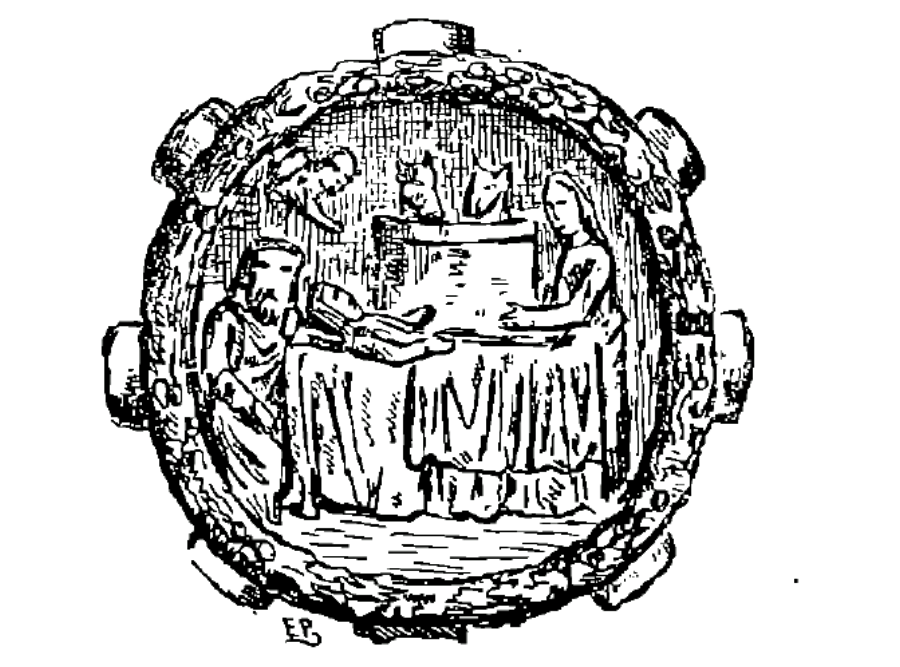
La Nativité
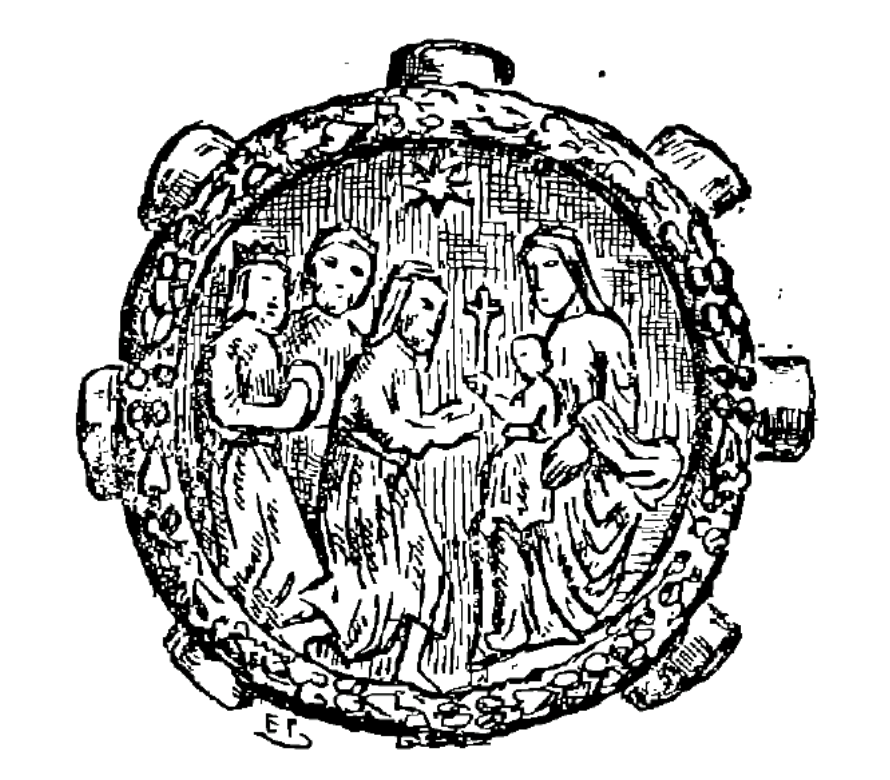
Adoration des Mages
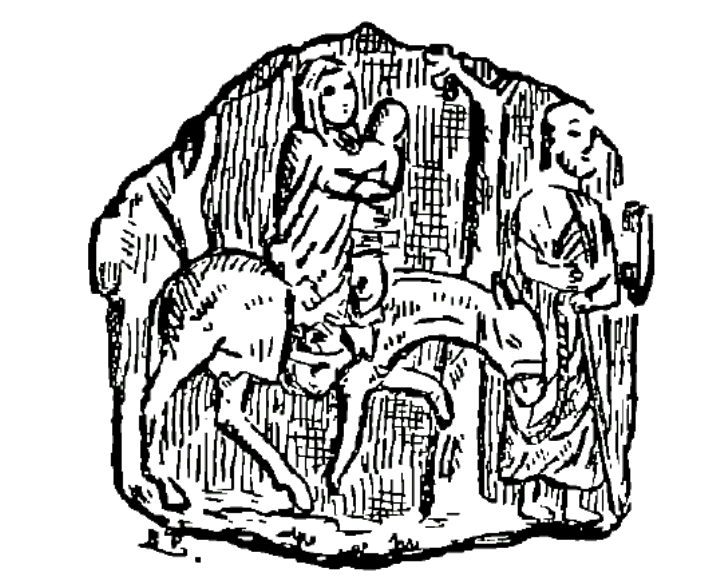
La fuite en Égypte
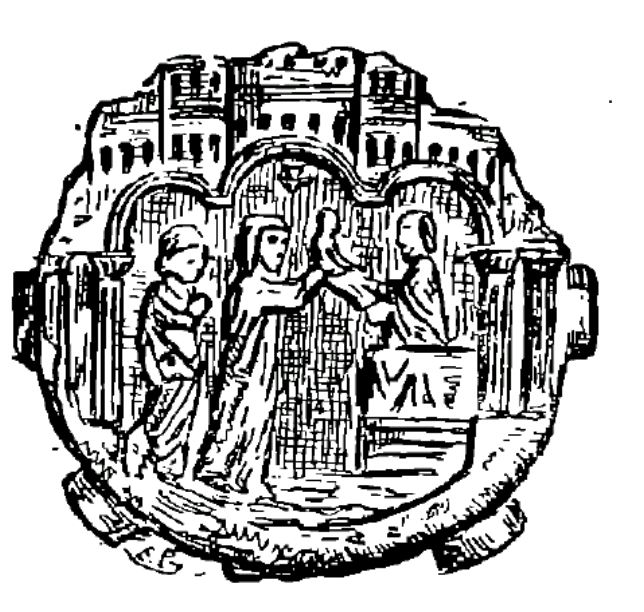
Présentation de Jésus au Temple

- Chapiteau double : Cet ensemble est parmi les rares éléments que l'on peut attribuer à la claire-voie du cloître de l'abbaye. Il est l'illustration du style de transition entre l'art roman et l'art gothique, développé en Aquitaine à partir de 1200. Son tailloir est d'allure romane et une tête sculptée décore chacun des angles ; elle sort du corps lisse de la corbeille.

Chapiteau double du cloître, actuellement dans l'église de Haux
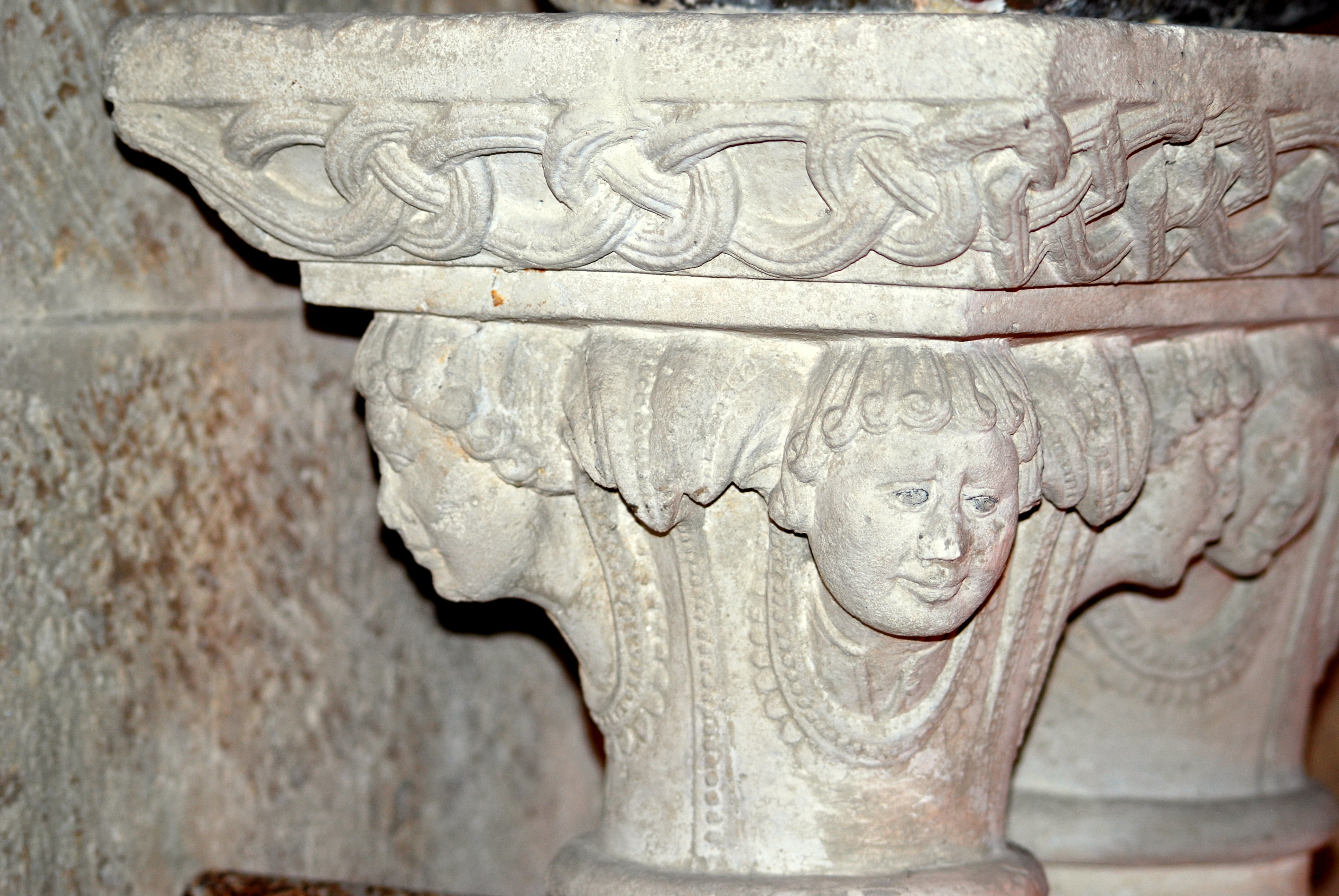
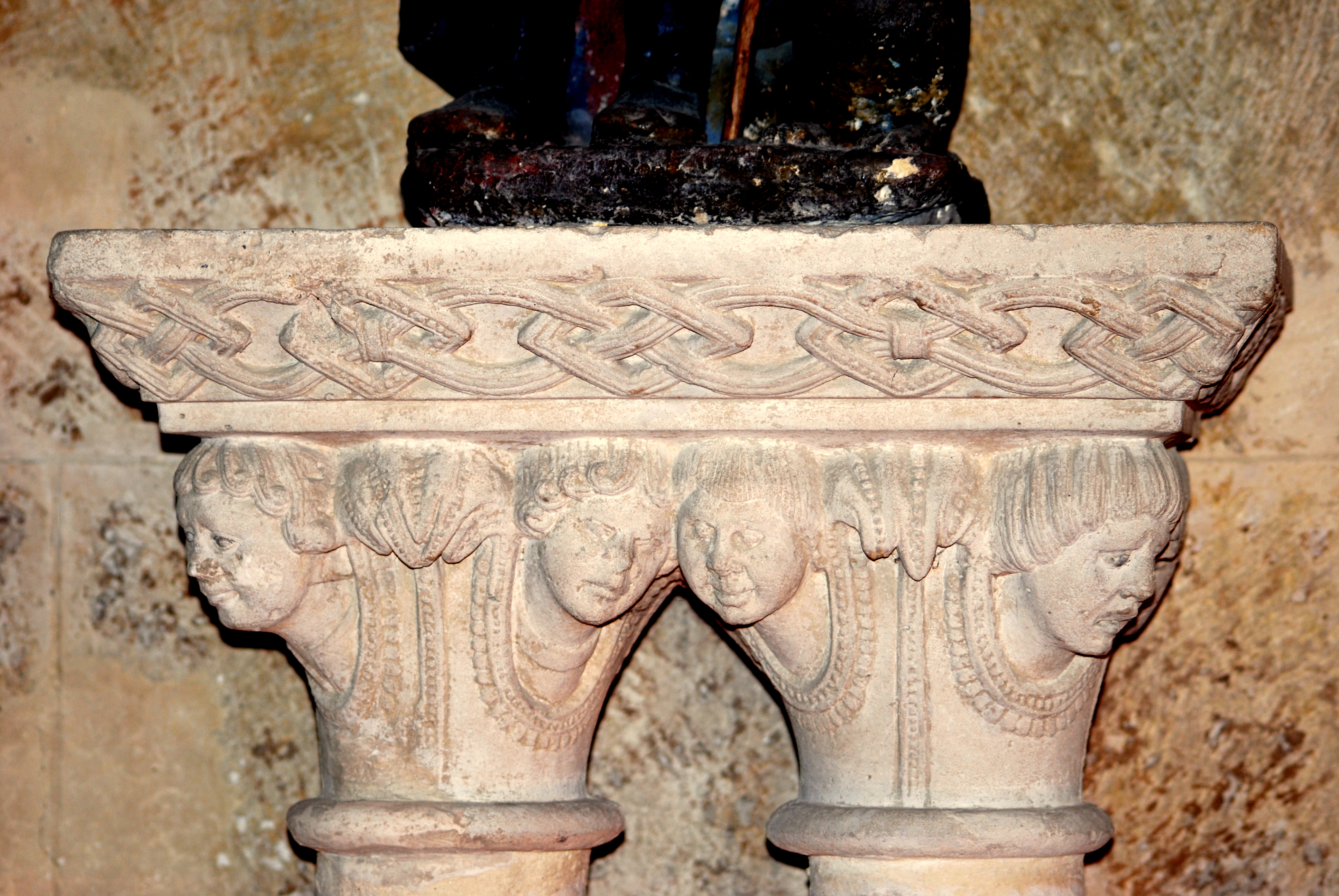
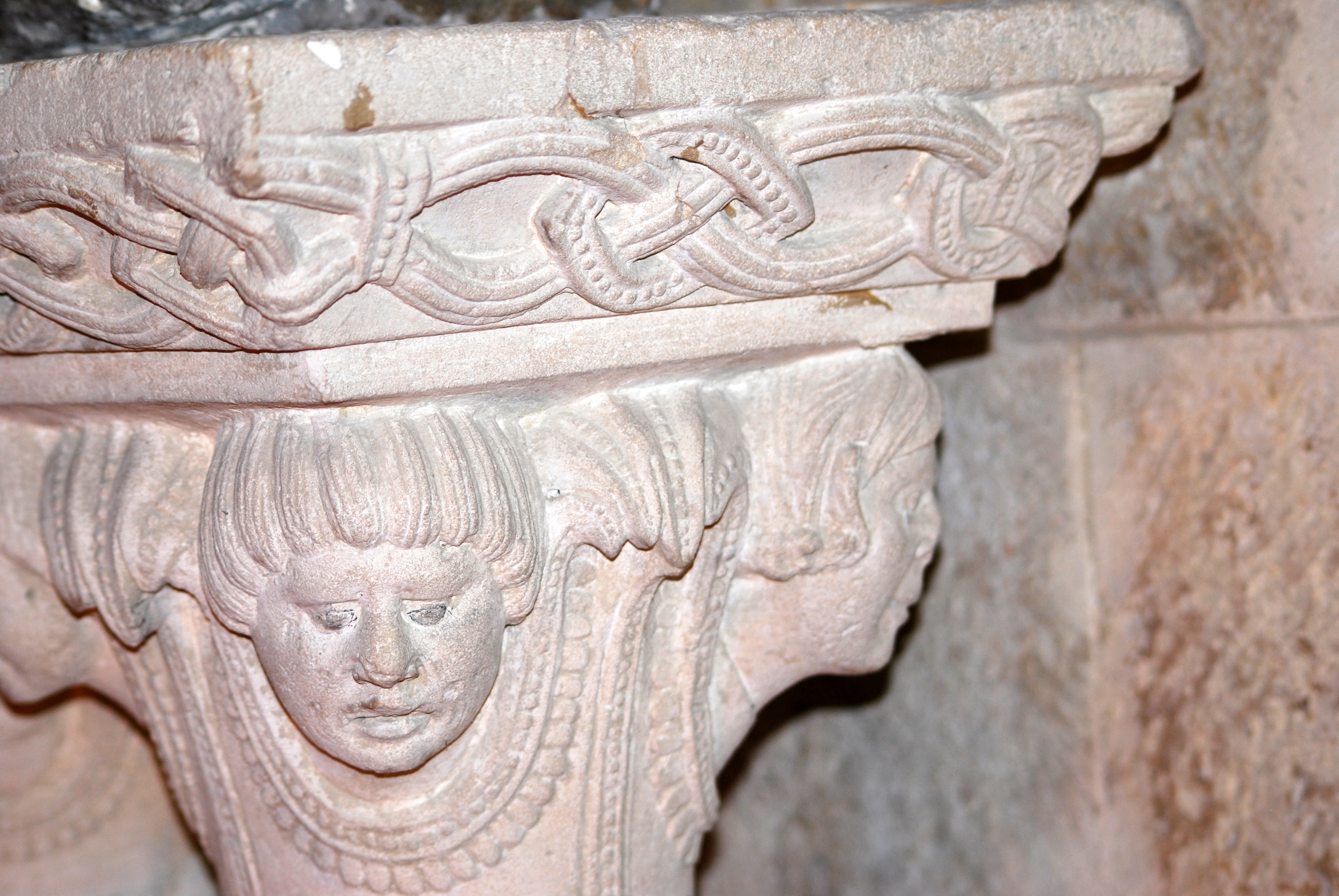
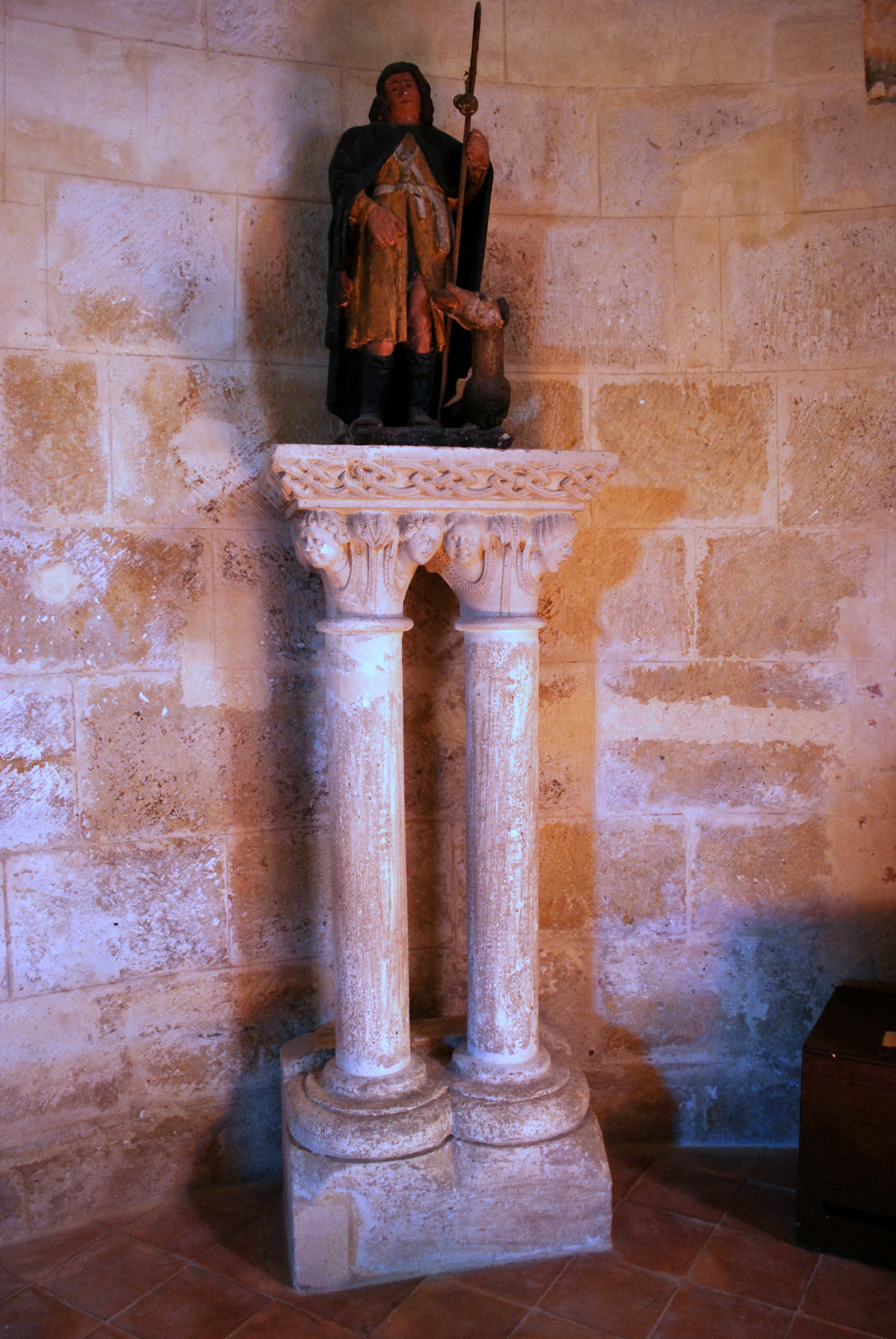

#### Église Saint-Pierre de La Sauve
Le bénitier de l'église Saint-Pierre de La Sauve est creusé dans la corbeille d'un chapiteau roman de l'abbaye. La forme d'ancrage et celle de la section correspondent à une ancienne colonne engagée. La sculpture représente « Daniel dans la fosse aux lions » et a précédé d'un demi-siècle celle qui se trouve actuellement à l'entrée de la grande absidiole sud.

Daniel entre deux lions
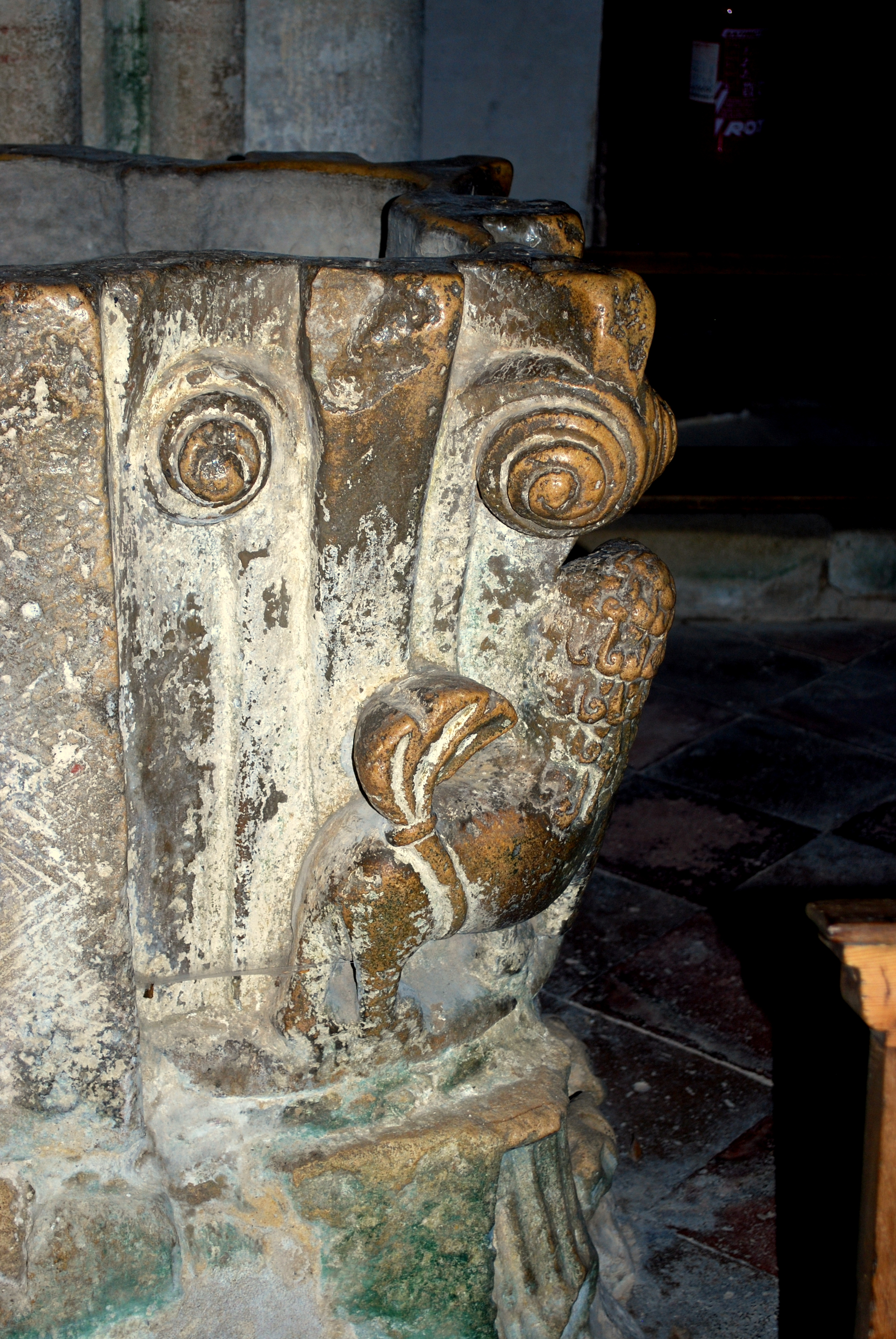
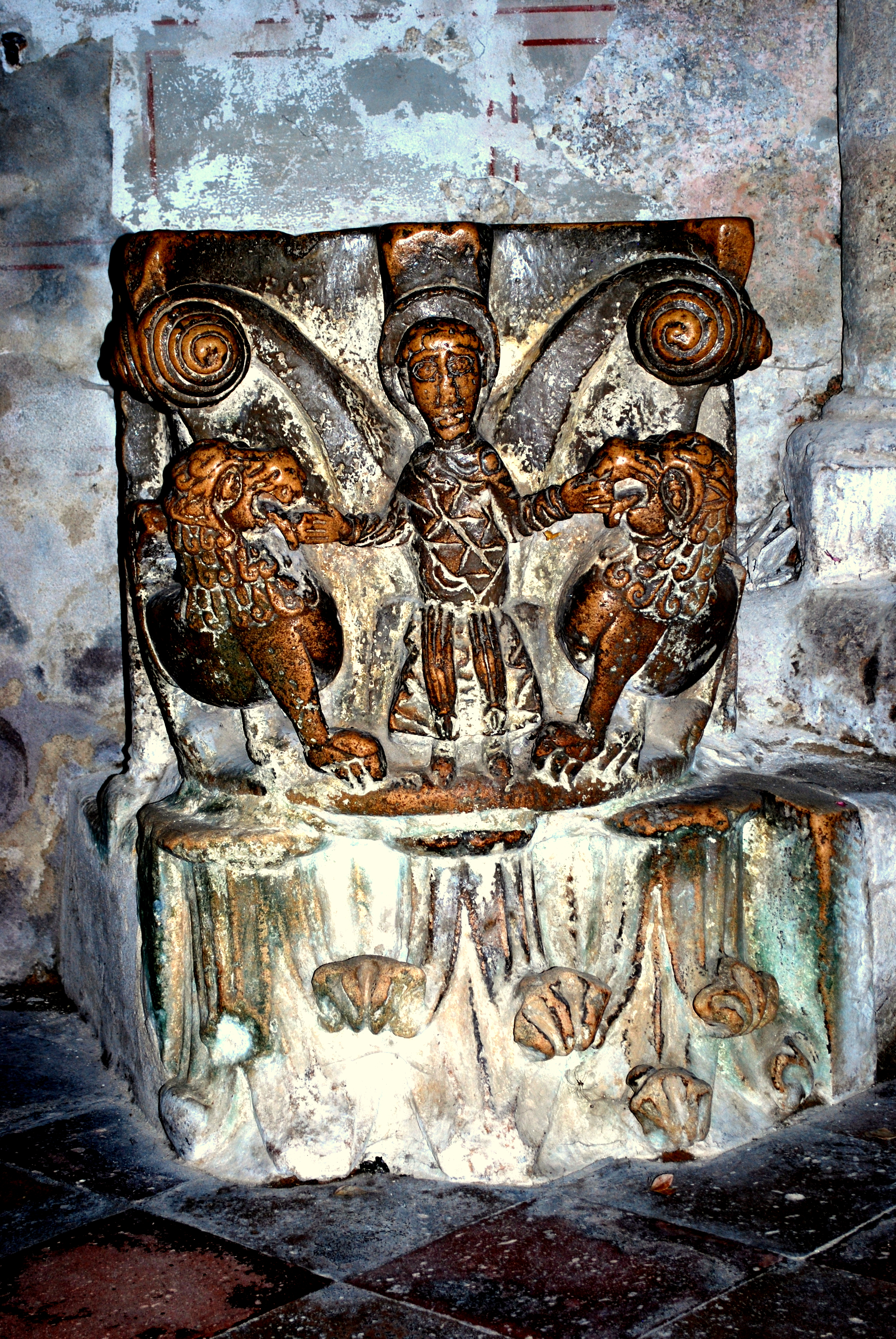
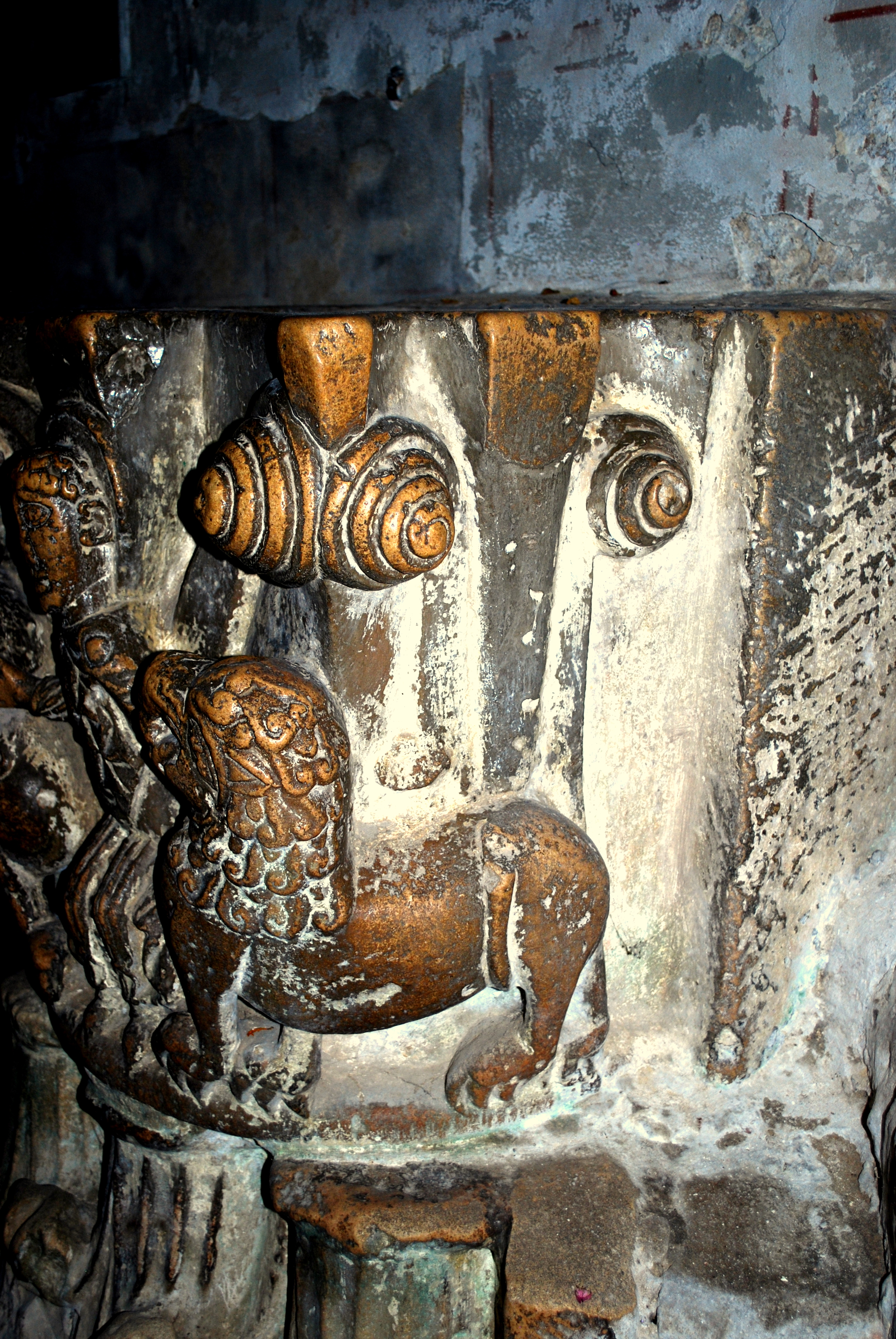

Ici, Daniel est un jeune homme nimbé, assis sur une banquette entre deux lions placides qui lèchent ses mains. Les lions, à bouclettes et à queue rentrée et fleuronnée, sont typiques de l'atelier de La Sauve. Un « Daniel entre deux lions », directement inspiré de cette corbeille se trouve sur le portail de l'église Saint-Siméon de Bouliac.

#### Église Notre-Dame de Créon
- Vierge à l'Enfant : Cette statue, avec celle de saint Gérard, actuellement exposée au musée lapidaire, appartient au groupe sculpté qui ornait le tombeau d'Amauvin, le douzième abbé (1206-1222) de la Sauve-Majeure.

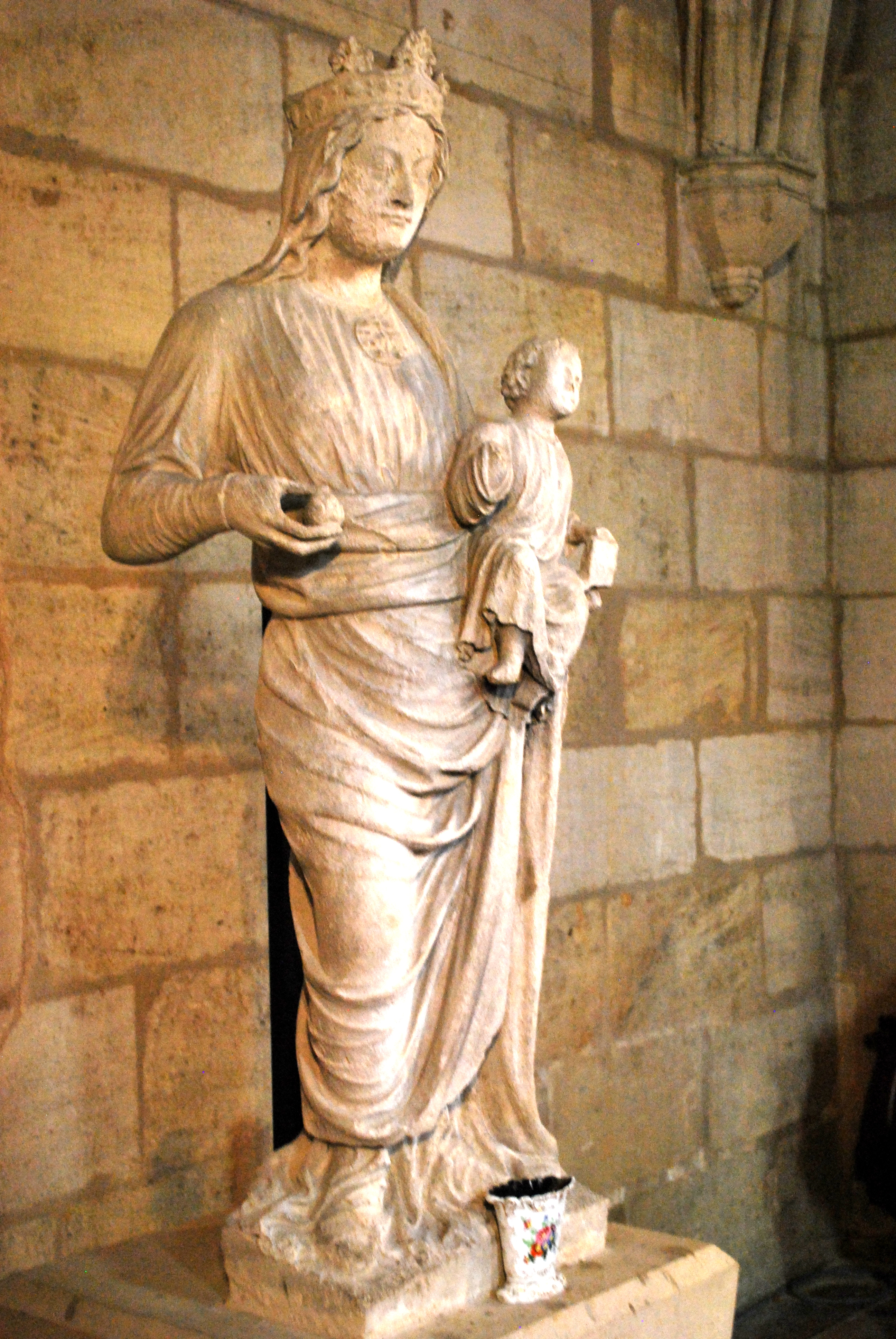

- Têtes d'anges : Ces sculptures ornaient le sommet des arcs brisés qui couraient le long des murs de la galerie du cloître. Deux anges semblables sont exposés dans le musée lapidaire de l'abbaye

#### Église Saint-Martin de Sadirac
- Cette statue de la Vierge à l'Enfant[21] ornait le maître-autel de l'église abbatiale. Marie est assise sur un trône, elle tient dans sa main droite un sceptre et sa tête est ceinte d'une couronne, aujourd'hui très mutilée. Sur son genou, elle porte l'enfant Jésus.

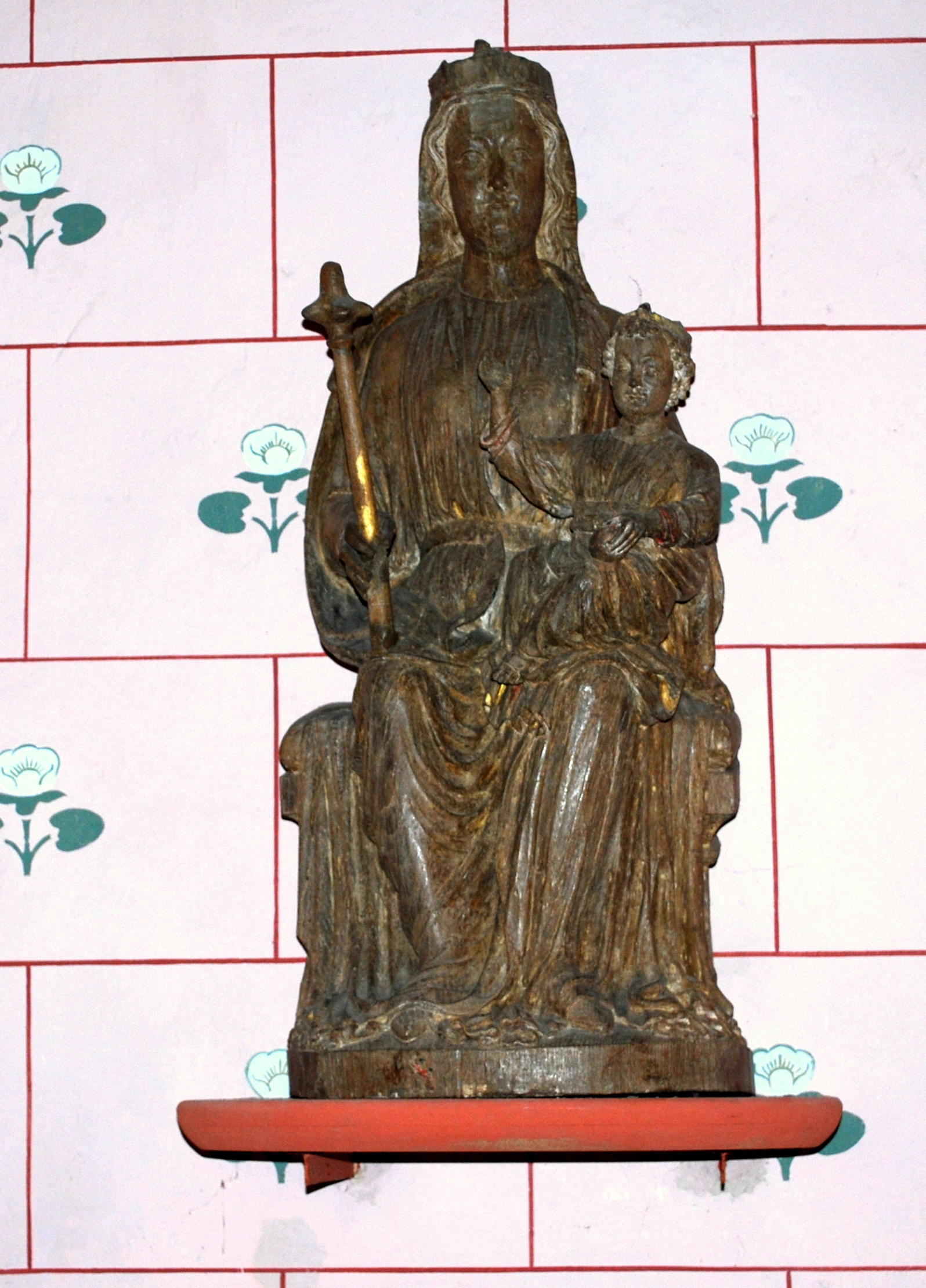

### Sculptures aux États-Unis
Le Metropolitan Museum of Art, New York, expose dix modillons et deux chapiteaux du cloître.
Peu après 1920, le riche homme d'affaires new-yorkais George Blumenthal (1858-1941) entreprit avec sa femme Florence la construction d'une « salle de musique » dans leur maison de Paris, appelée aussi « salle gothique » en raison de sa décoration. Pour ce faire, le couple fit l'acquisition, partout en France, de divers éléments d'architecture datant du Moyen Âge, dont les modillons de l'abbaye. Administrateur du Cloisters Museum (un composant du Metropolitan Museum of Art) à partir de 1909, il en devint président en 1934 et, pour l'occasion, lui fit don de dix modillons.

Modillons conservés au Metropolitan Art Museum, New York
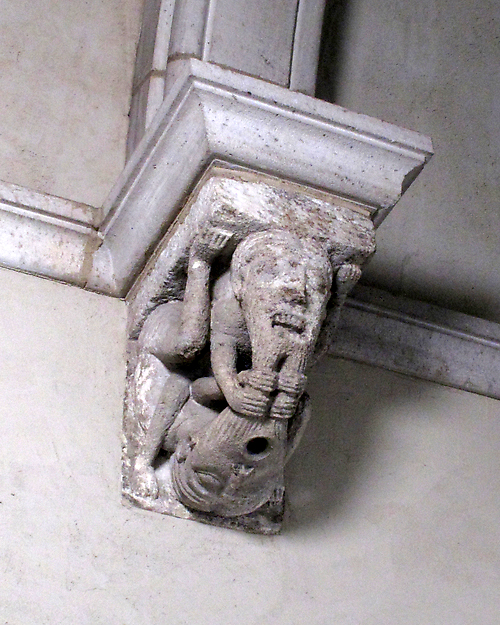
Deux sodomites
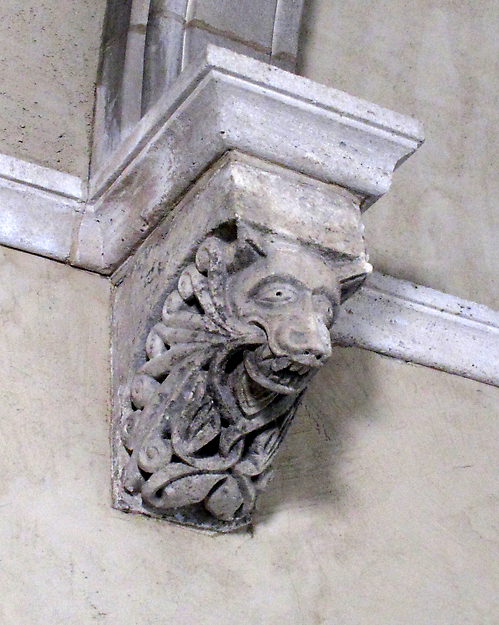
Loup crachant des rinceaux
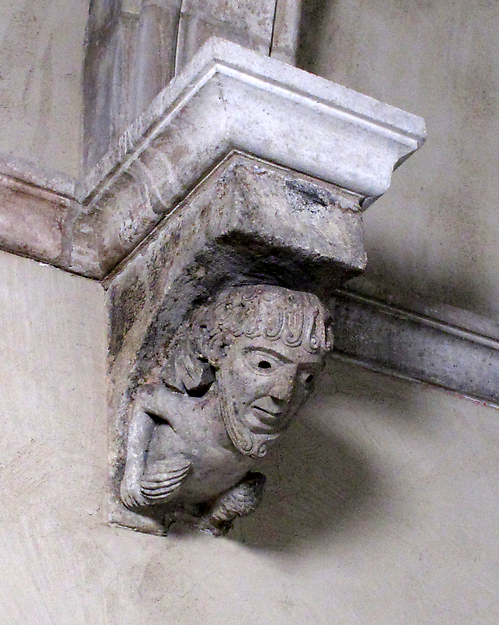
Ephèbe avec deux pignes
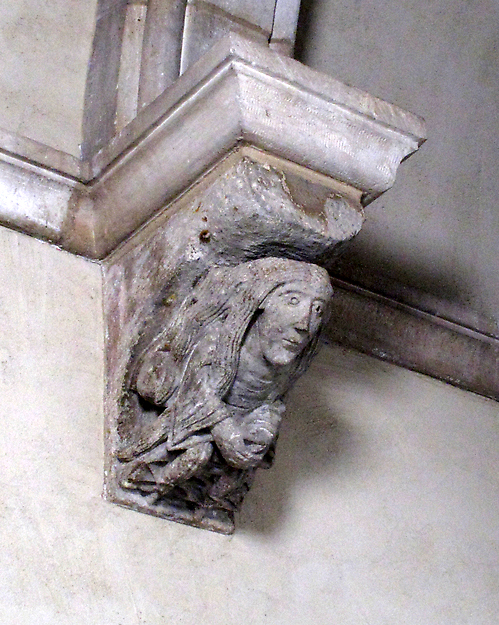
Buste de femme
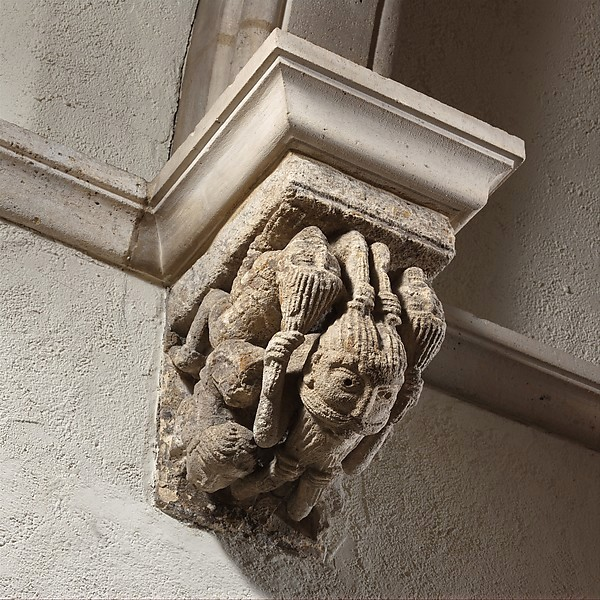
Cinq mauvais sujets

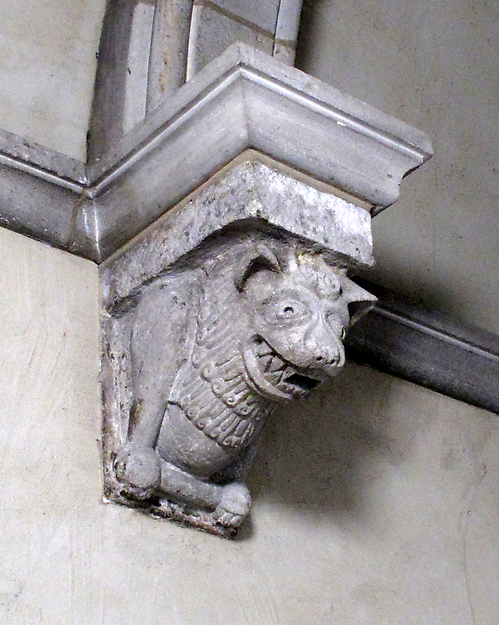
Masque de bête
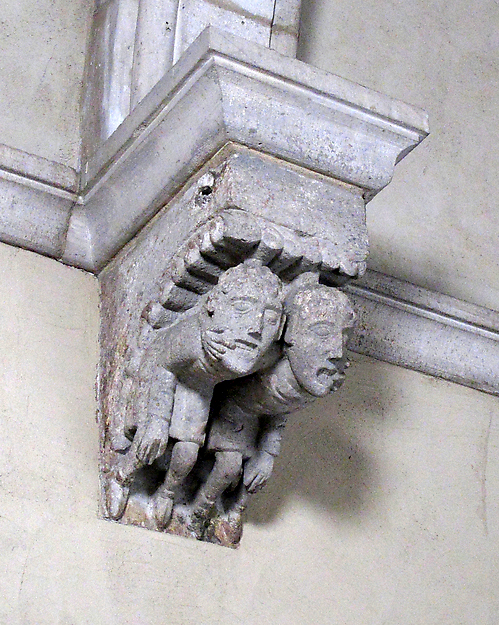
Deux hommes tirant les commissures
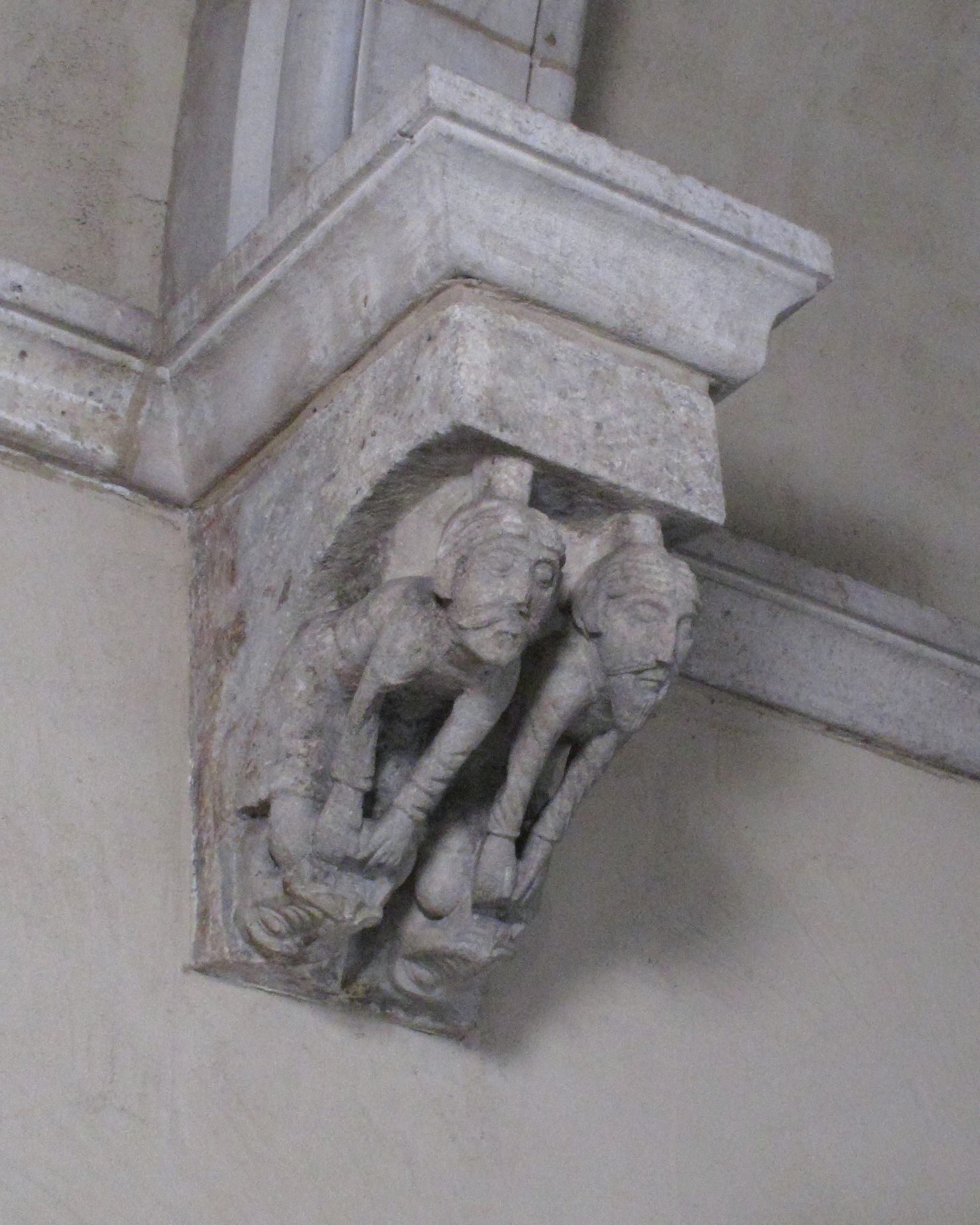
Deux hommes dans la gueule d'une bête
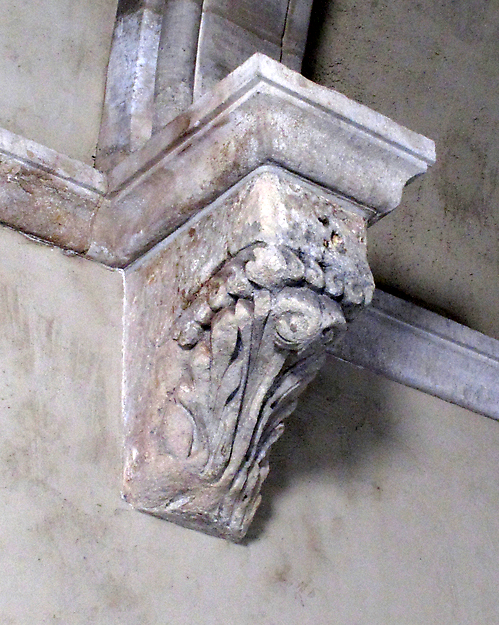
Feuille
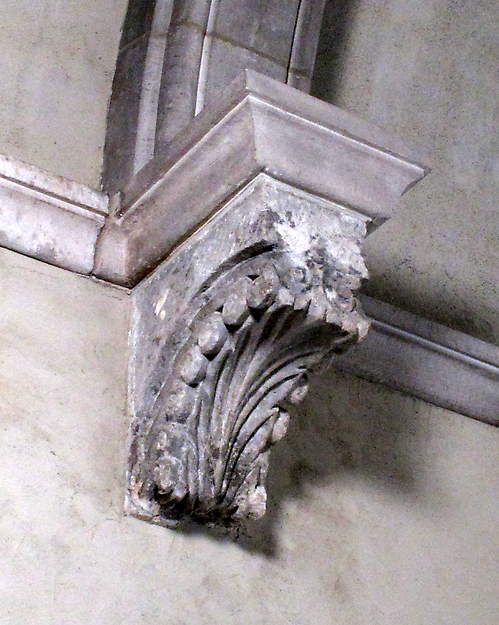
Feuille

Chapiteaux du cloître conservés au Metropolitan Art Museum, New York
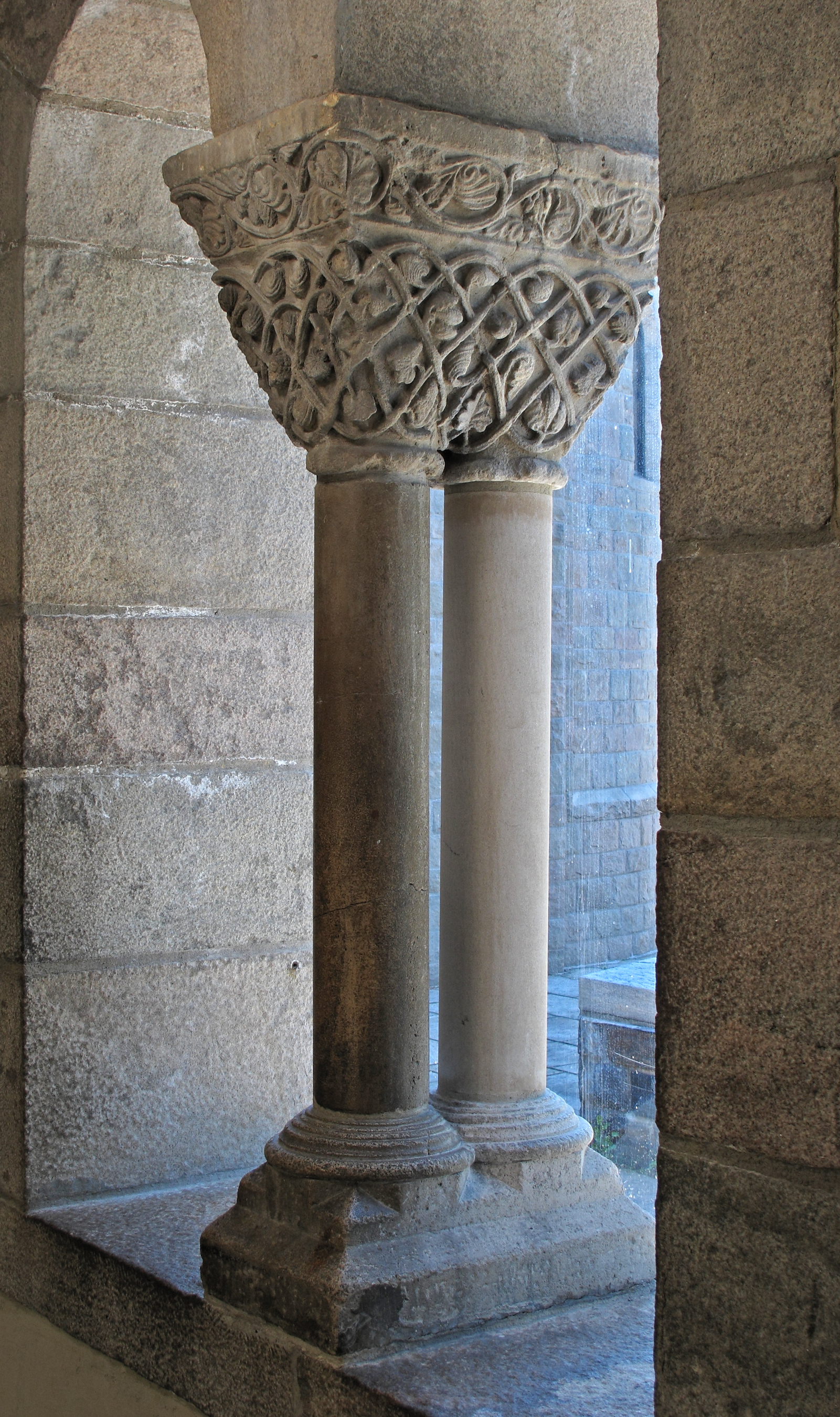
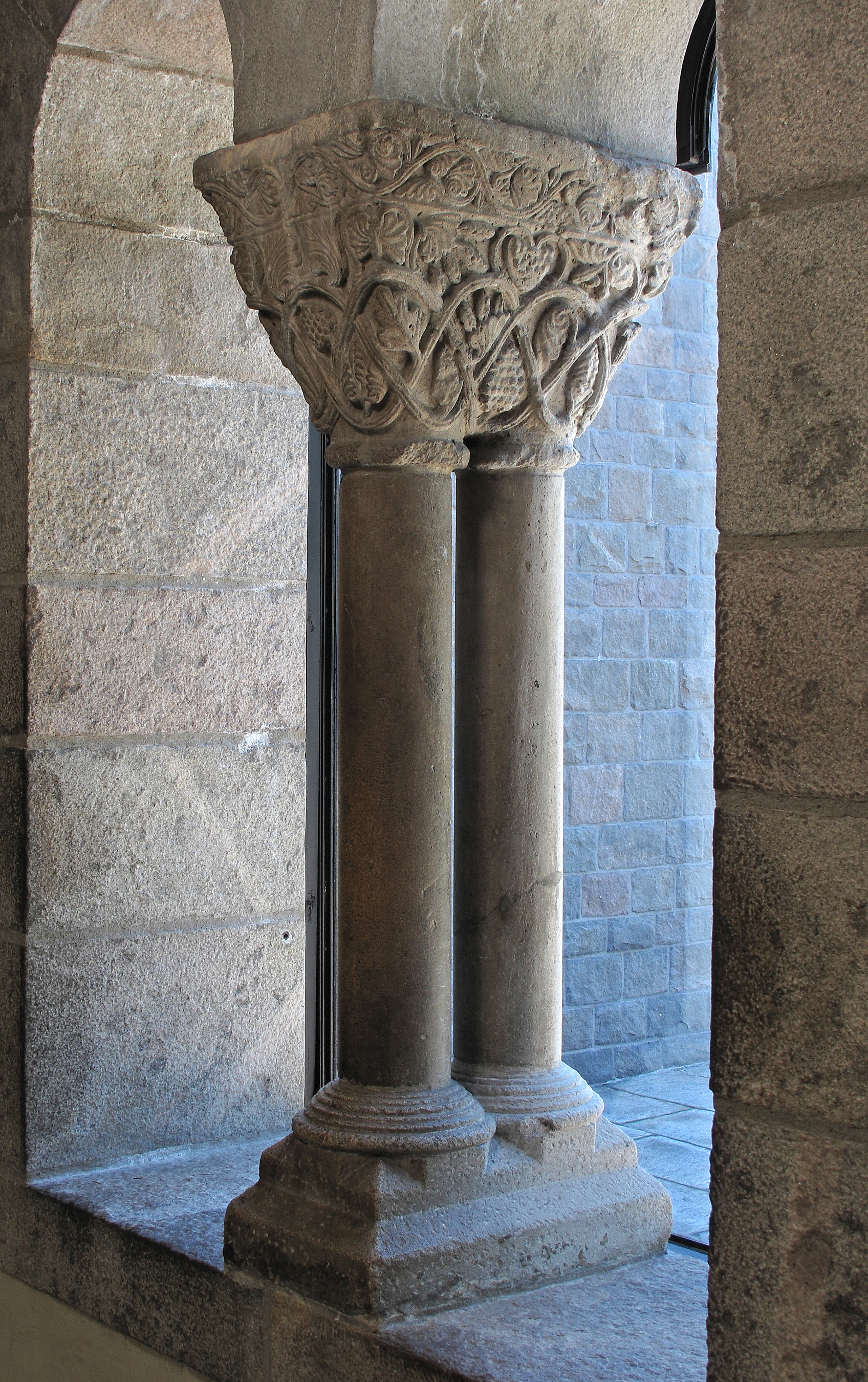

L'Art Institute of Chicago possède également six modillons qui proviennent de la dispersion d'une partie de la collection Blumenthal.

## La bibliothèque et le scriptorium
Pendant la Révolution, la bibliothèque et les archives de l'abbaye sont envoyées au château de Cadillac. En 1806, ce dépôt est rapporté à Bordeaux, et partagé entre la bibliothèque municipale et les archives départementales de la Gironde. La première reçoit des livres imprimés et les principaux manuscrits, dont trois bibles, deux évangéliaires et les deux plus importants cartulaires. Le reste échoit aux archives départementales.
Malgré les mesures de préservation, l'antiquaire Amans-Alexis Monteil (1769-1850) fait l'acquisition de très nombreuses pièces manuscrites, qu'il revend à un bibliophile anglais hors norme, sir Thomas Phillipps. À la mort de ce dernier, des négociations avec ses héritiers permettent aux archives départementales de la Gironde d’acquérir une partie des manuscrits en provenance de l'abbaye. D'autres documents de l'abbaye sont toujours dans des collections privées, à Paris, Manchester, Oslo, ou à l'université Yale, aux États-Unis.
Selon de multiples indications, l'abbaye est dotée d'une riche bibliothèque. Dans les ruines, on peut retrouver les vestiges de deux grandes armoires à livres aménagées dans les maçonneries : l'une dans la grande absidiole sud et l'autre dans la galerie orientale du cloître. Avant la guerre de Cent Ans, l'abbaye semble avoir possédé un scriptorium actif. Aux XIIe et XIIIe siècles, à côté des offices de sacristain et de chantre, le bibliothécaire (armarius) apparaît très fréquemment dans les actes du grand cartulaire, preuve de l'importance du livre au sein de la communauté des moines. Au XVIIe siècle, Dulaura rapporte l'histoire des honneurs rendus à la mémoire d'un moine nommé Petrus Scriptor, « de la main duquel nous avons plusieurs livres de l’Écriture sainte et des saints-pères, et, entre autres, deux bibles presque entières en grand parchemin, à la fin de l'une desquelles il est dépeint écrivant. Cette figure est d'or et de miniature, aussi bien que toutes les premières lettres de chaque livre et les sacrés noms de Jésus et de Marie. Il mourut le 18 décembre. »
Les manuscrits les plus remarquables de l'abbaye de la Sauve-Majeure sont aujourd'hui conservés à la bibliothèque municipale de Bordeaux. En particulier :

### Bible dite «bible de la Sauve-Majeure»

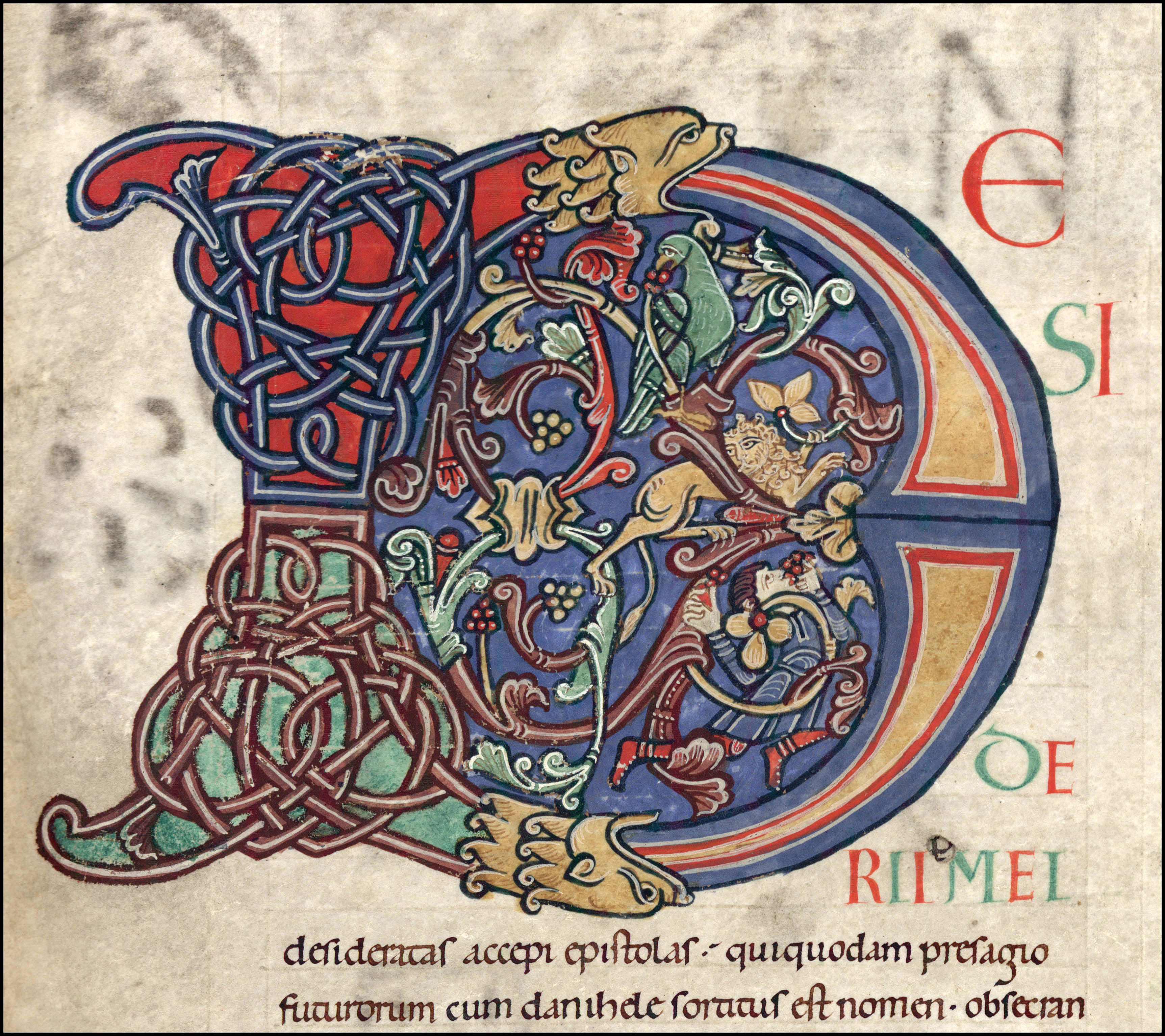
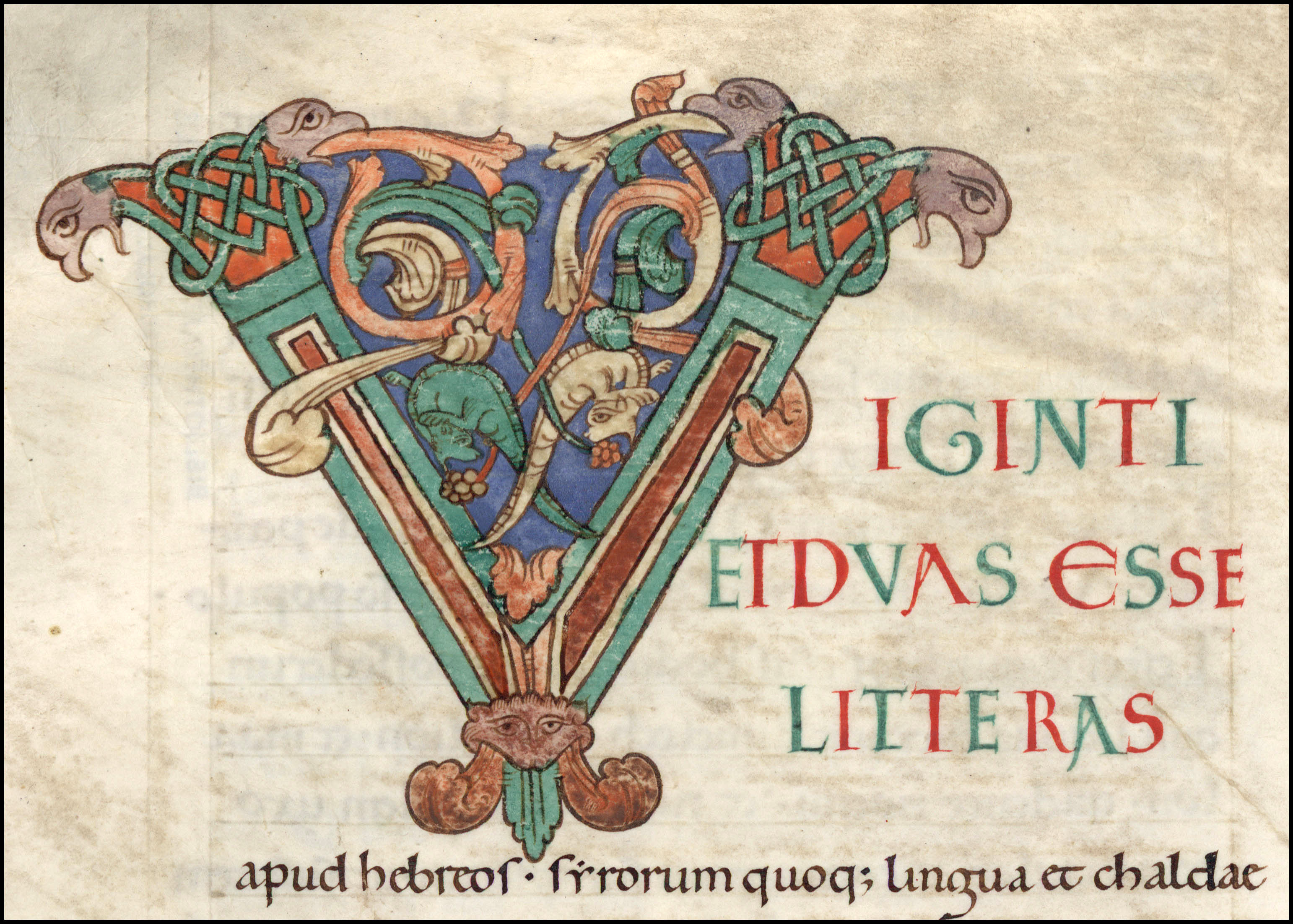
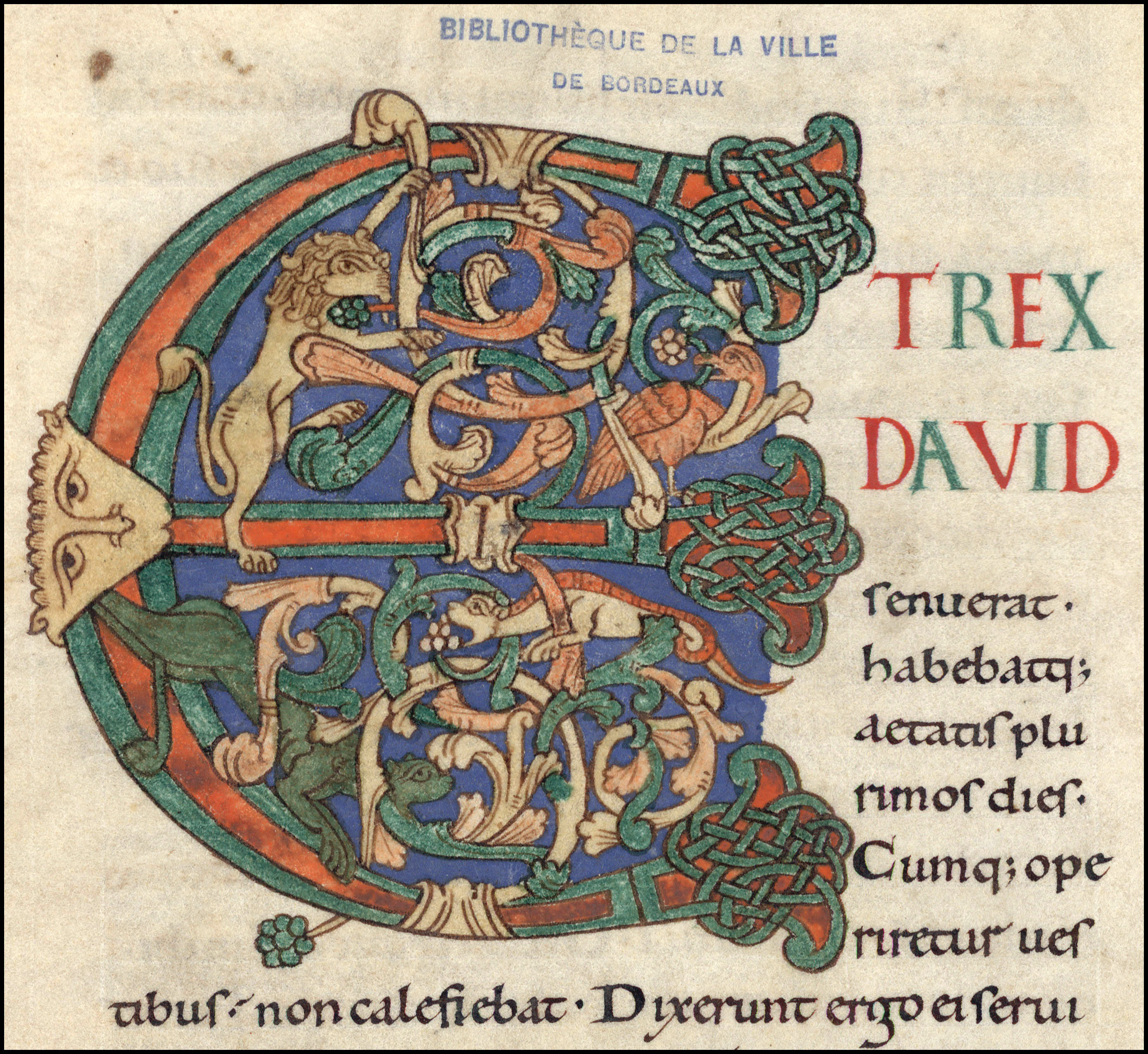
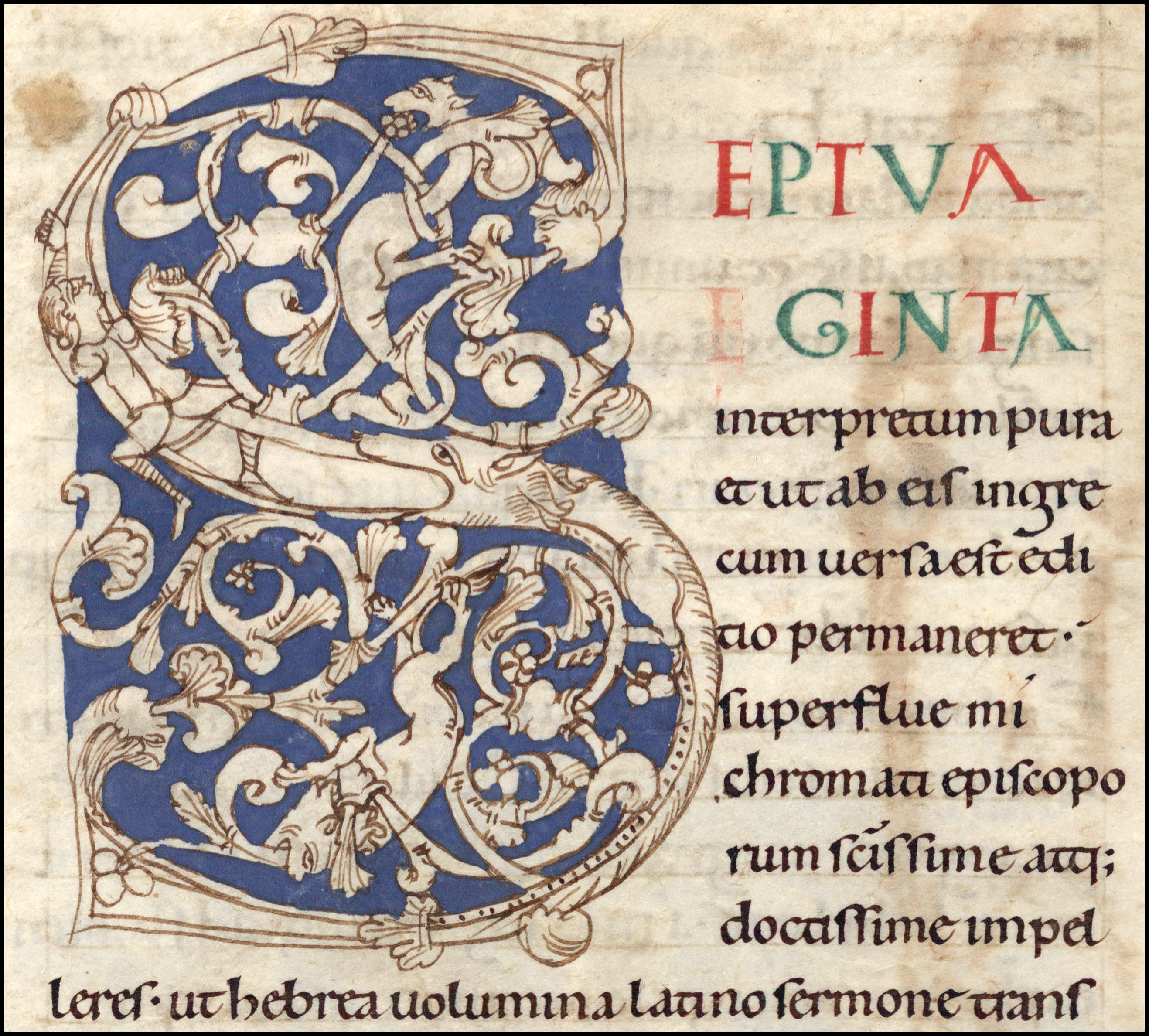

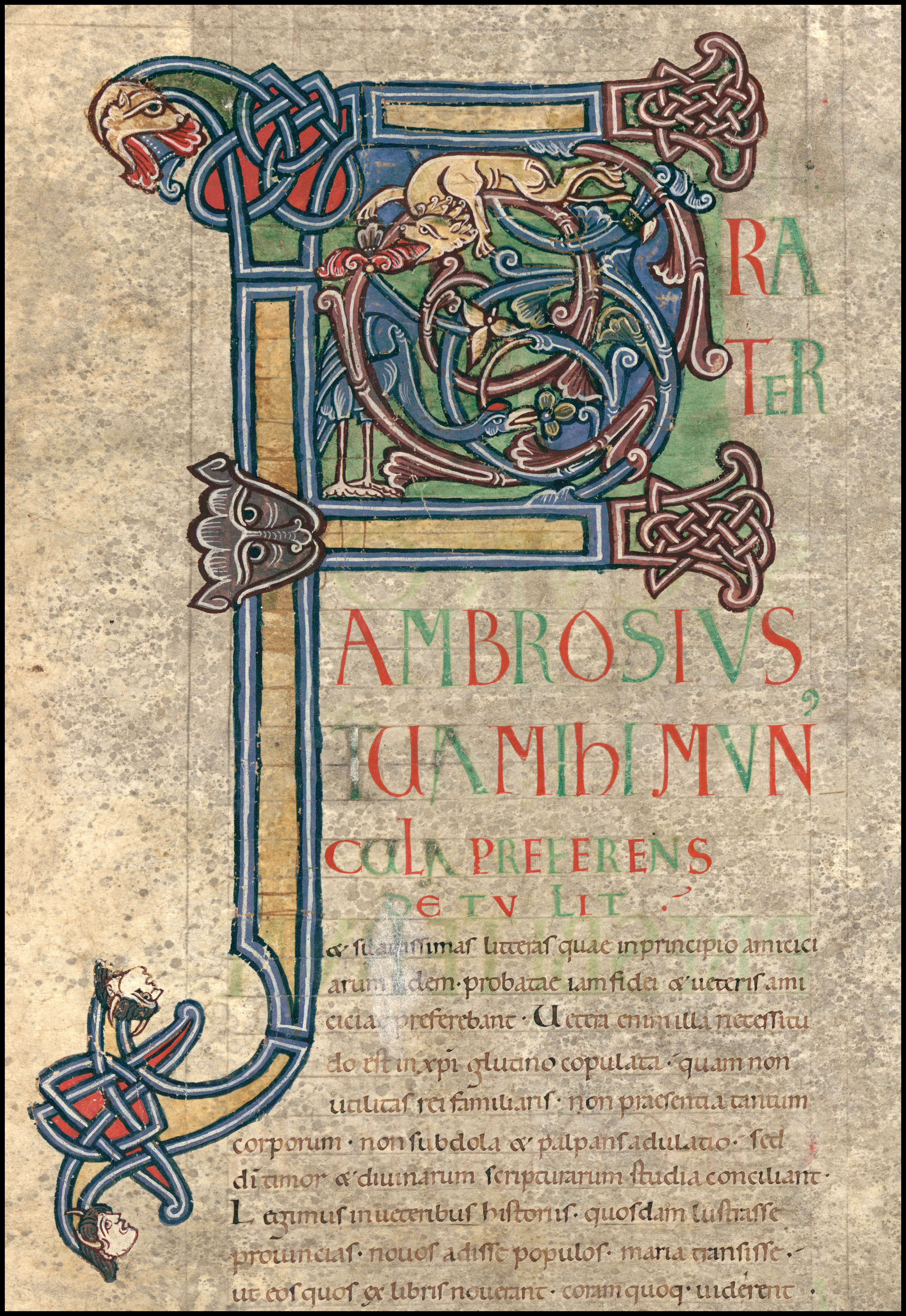
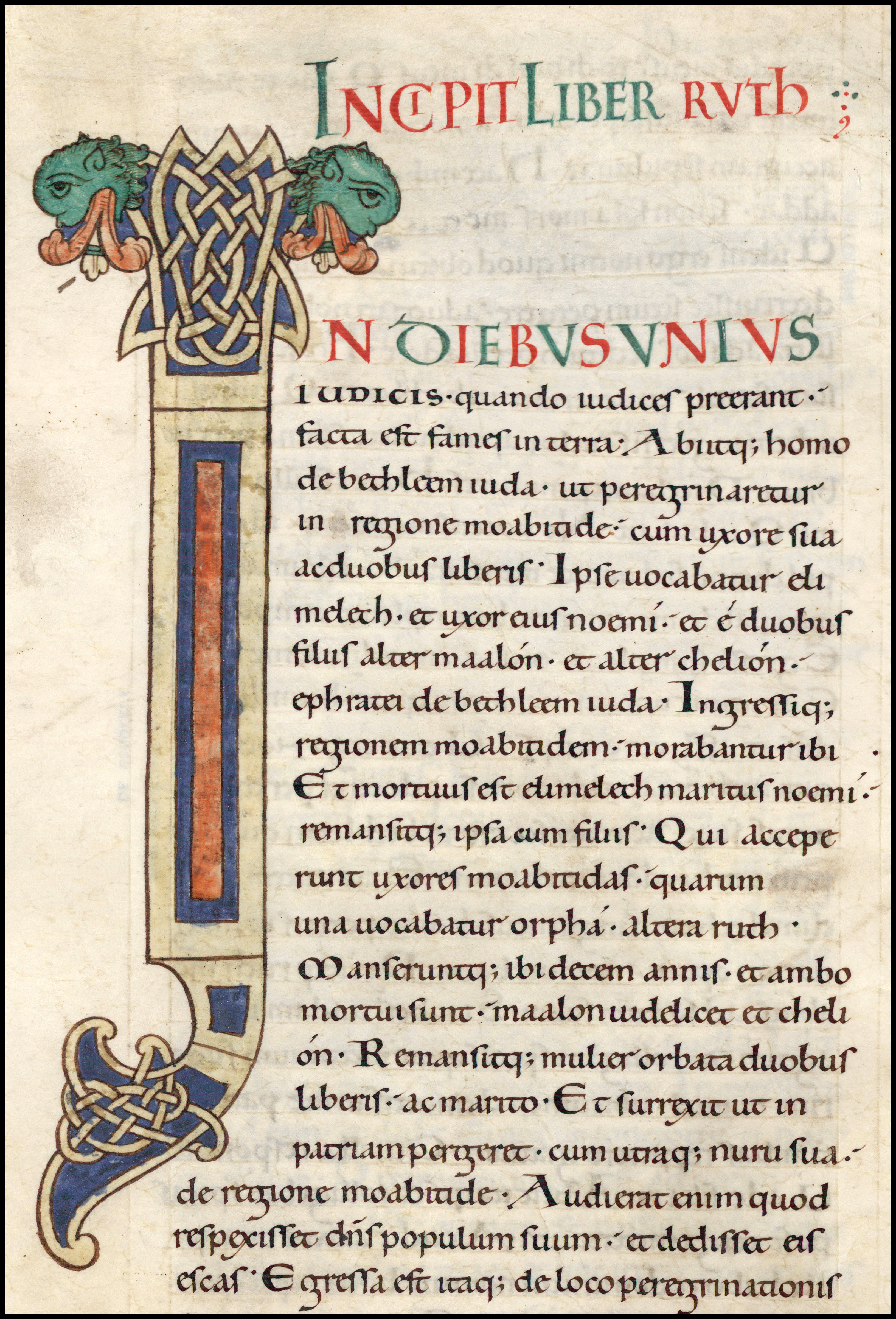
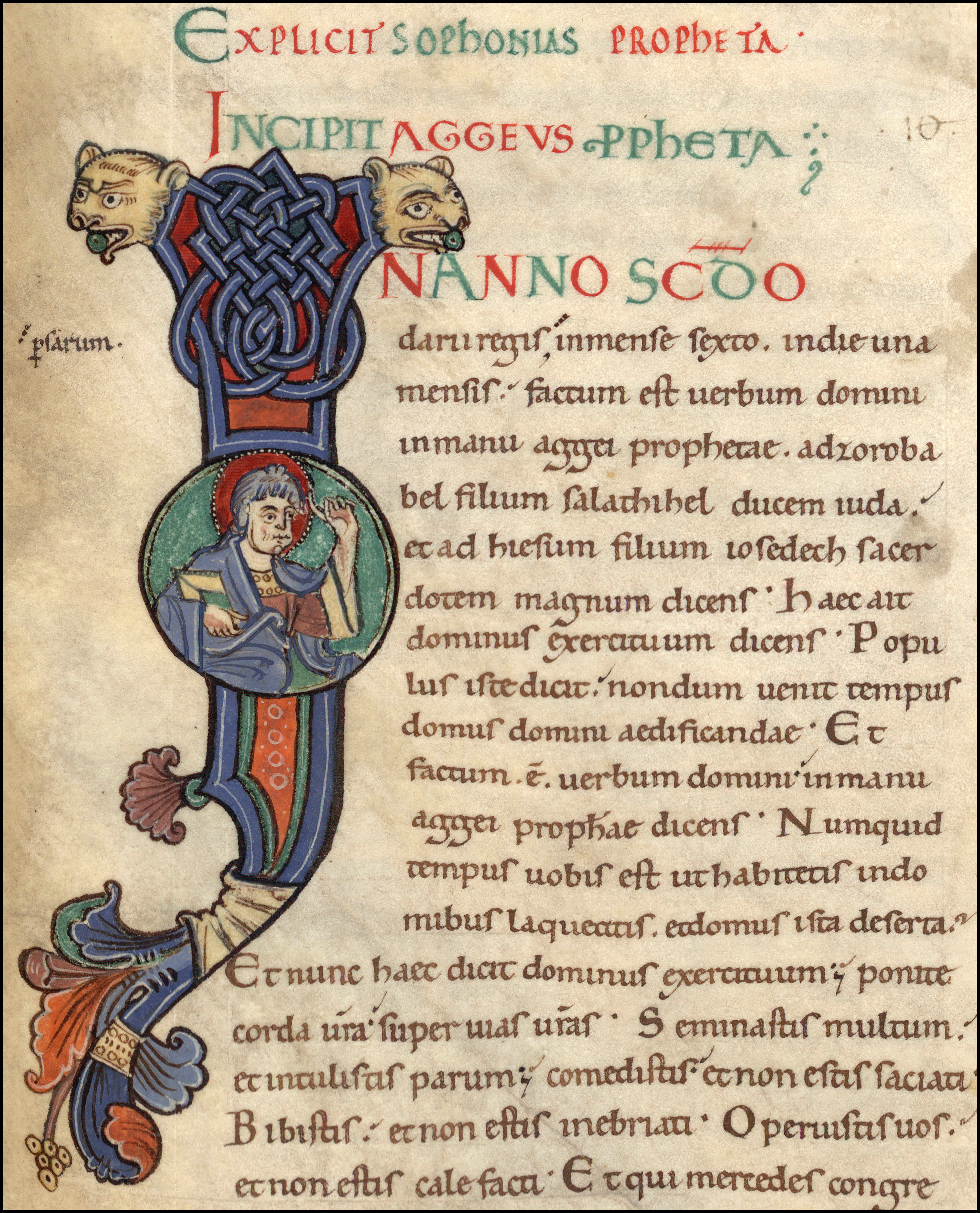
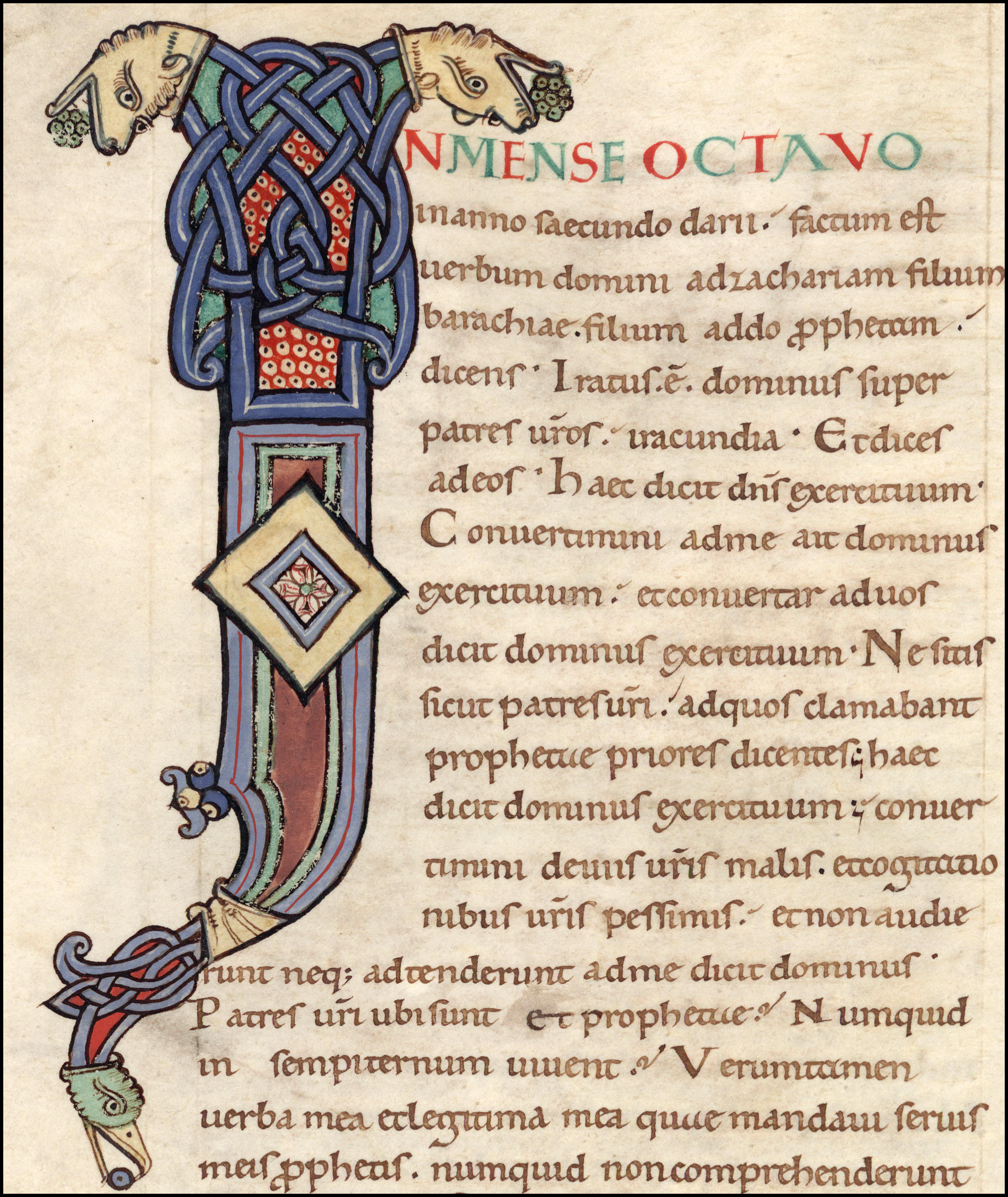

La bible dite de la Sauve-Majeure est conçue dans le scriptorium de l'abbaye du Mont-Saint-Michel entre 1070 et 1090. Avant d’appartenir à une abbaye du sud-ouest, elle est la propriété de l’abbaye Saint-Sauveur de Redon, à qui elle n'était pas destinée à l'origine. Elle passe ensuite par un scriptorium de l'ouest de la France entre 1090 et 1100.
Elle est ultérieurement divisée en deux volumes par le relieur. Le premier volume est constitué de la Genèse, de l’Exode, du Lévitique, des Nombres, du Deutéronome, du Livre de Josué, du Livre des Juges, du Livre de Ruth, du Premier et du Deuxième Livre des Rois, et des Paralipomènes. Une note est placée à la fin de ce tome, prévenant que les livres contenus dans le volume suivant sont agencés différemment.
Le second volume contient les Livres d’Esdras, d’Isaïe, de Jérémie et d’Ézéchiel, les Douze Prophètes, les Livres de Job, des Psaumes et des Proverbes, l’Ecclésiaste, le Cantique des Cantiques, la Sagesse, Esther, Tobie, Judith, et le Premier et le Deuxième Livre des Maccabées.
Chacun de ces Livres est précédé d’une préface, d’un prologue et d’une table des chapitres.
À partir du folio 356, des feuillets ont été enlevés. Il manque le texte des quatre évangélistes ainsi que les trois derniers chapitres de l'Épître aux Hébreux.
Des miniatures et des lettres ornées illustrent le texte.
Des pièces extérieures sont incluses dans cette Bible.
Folio 249v, il s’agit d’une bulle du pape Eugène III du 24 juin 1147, en faveur d’Yves, abbé du monastère de Redon.
Le folio 259v présente une bulle du pape Grégoire VII en faveur d’Almodus, abbé de Redon ainsi qu’un extrait d’un ancien cartulaire de Redon concernant les largesses de Ratfred Malemain envers l’abbaye en contrepartie de l’intégration de son fils au sein de l’abbaye.
Au folio 377, on découvre des vers latins composés par le pape Damase II en l’honneur de saint Paul.
Notons que pour ce deuxième volume, folioté de 152 à 405, la foliotation passe de 209 à 230, de 322 à 324, de 336 à 338 et de 372 à 374. Les feuillets 248v, 249r et 356v sont restés blancs.
La totalité du manuscrit a été numérisé et est consultable sur le site de la Bibliothèque municipale de Bordeaux,.
Bibliographie
- Hélène Belleaigue, « Bible de La Sauve-Majeure, Bible de Redon », dans Les Entretiens de La Sauve-Majeure, Les éditions de l'Entre-deux-Mers, 2006 (ISBN 978-2-913568-44-0).

- F. JOUANNET, Statistique de la Gironde : 1837-1843, t. II, 1843 (lire en ligne sur Gallica).
- J. DELPIT, Bibliothèque municipale de Bordeaux : Catalogue des manuscrits, t. I, Bordeaux, 1880, pages 1–4.
- J.B. GERGERES, Histoire et Description de la Bibliothèque Publique de la Ville de Bordeaux : Apercu des Principaux Ouvrages, Soit Imprimes, Soit Manuscrits qu'elle Renferme, Bordeaux, Forgotten books, 2018 (1re éd. 1884) (ISBN 978-0266161516), page 221.
- C. COUDERC, Catalogue général des manuscrits des bibliothèques publiques de France, t. XXIII, 1894, pages 1–3.

### Bible avec les prologues de saint Jérôme
Cette bible est un autre des chefs-d’œuvre de l'ancienne bibliothèque. Elle est remarquable par la qualité de sa décoration, caractéristique du début du XIVe siècle. Le texte est recopié sur deux colonnes en petites lettres gothiques. Inscrites dans un cadre décoré, les initiales de chaque livre ont été peintes avec une extrême délicatesse. Certaines d'entre elles se détachent sur un fond d'or ou d'argent. D'autres livres sont historiés de scènes développant le contenu du texte.

### Cartulaires de l'abbaye
Le Grand Cartulaire est un ensemble de quatre manuscrits qui ont été conservés jusqu'à la Révolution à l'abbaye de la Sauve-Majeure. Les manuscrits sont actuellement conservés a la Bibliothèque municipale de Bordeaux et sont visibles en version numérisée haute résolution.
Ces manuscrits sont reproduits et commentés dans le livre Grand cartulaire de La Sauve-Majeure de Charles et Arlette Higounet.
Le volume d’origine a subi plusieurs dommages. Tout d’abord, plusieurs morceaux de parchemin ont été découpés dans les marges. Ensuite, l'un des bibliothécaires, jugeant certainement qu’un volume de 492 pages était difficilement manipulable, a décidé de le séparer en deux parties et ce, sans prendre le soin de vérifier si certains feuillets avaient été transposés.
Un autre cartulaire de l'Abbaye, conservé aux Archives départementales de la Gironde dans les fonds de la Sauve-Majeure, est formé de 10 pièces de parchemin cousues bout à bout, un rouleau de parchemin, long de 4,95 m, est décrit par Jean-Auguste Brutails.. Il contient la transcription de 35 actes relatifs aux possessions de l'Abbaye en Espagne.
Les manuscrits conservés à la Bibliothèque municipale de Bordeaux sont :
- Silvae Majoris abbatiae Chartularium majus I (Cartulaire de l'abbaye Notre-Dame de la Sauve-Majeure, volume I)[28]
- Silvae Majoris abbatiae Chartularium majus II (Cartulaire de l'abbaye Notre-Dame de la Sauve-Majeure, volume II)[29]

|  |

Les deux premiers manuscrits couvrent la période 1099 à 1398. Le premier manuscrit, sur 224 feuilles de parchemin et le deuxième sur 267 feuilles.
Le manuscrit est en majeure partie de la fin du XIIe siècle et du début du XIIIe siècle. Les ajouts faits jusqu’au XIVe siècle sont peu nombreux.
Le premier volume est composé des feuillets anciennement chiffrés II à CXI. Ils ont reçu, par la suite, une pagination moderne et sont numérotés de 3 à 224. On peut ainsi voir qu’il manque les deux premières pages.
Le texte débute au folio 3 par : « …subjectum, obque sui tutelam ».
Les deux volumes retranscrivent près de 1480 actes couvrant la période de 1079 à 1356. Ces actes sont regroupés selon leur thématique et la topographie. Ils permettent notamment de suivre l’expansion et l’implantation des terres de l’abbaye durant cette période. Plusieurs de ces actes sont accompagnés des signatures ou monogrammes des contractants ou des témoins. Certaines de ces signatures sont en langue arabe.
Certains feuillets sont ornés d'initiales en couleur.
|  |

- Silvae majoris abbatiae chartularium minus (titre de référence : Cartulaire mineur de l'abbaye Notre-Dame de la Sauve-Majeure)[30]

Le troisième manuscrit, sur 57 feuillets de parchemin, couvrant la période 1199 à 1298 est un cartulaire produit dans le scriptorium de l'abbaye de la Sauve-Majeure, dont il retranscrit les droits et titres.
Le second propriétaire connu, après l’abbaye, est Alexis Monteil. Ce paléographe, né en 1769, est l’auteur du Traité de matériaux manuscrits dans lequel il fait l’inventaire de nombreuses pièces d’archives. Sensible à la destruction des manuscrits, notamment sous la Révolution, il n’a de cesse d’alerter l’opinion afin que l’État procède à la mise en place d’une protection du patrimoine écrit. Son nom est inscrit sur la première page : « CARTULAIRE DE L’ABBAYE DE LA SAUVE-MAJEURE. MANUSCRIT DU XIIIe SECe. APPt. A M r. MONTEIL. ».
Le troisième propriétaire, Sir Thomas Phillipps, est cité dans l’ex-libris de la page de garde : « Sir T.P. Horblit Hill no 69 ». Cet antiquaire anglais a possédé l’une des plus grandes collections de manuscrits au XIXe siècle. La collection Phillipps a été dispersée en plusieurs ventes, il semble que ce cartulaire ait été vendu en 1886.
C’est en 1894 qu’il entre dans le fonds ancien de la Bibliothèque municipale de Bordeaux avec la mention de provenance suivante : « Lib. Curie de Bordeaux. ».
- Chartularium minus (titre de référence Cartulaire de l'abbaye Notre-Dame de la Sauve-Majeure)[31].

Le manuscrit, sur 228 pages à 2 colonnes de parchemin, couvre la période 1299 - 1798.
Ce manuscrit a été commencé au début XIVe siècle. À quelques exceptions, il contient les mêmes pièces que le grand cartulaire (ms 769 conservé à Bordeaux). On notera ici la présence de la transcription de la fondation de l’abbaye. Quelques additions ont été faites au XVIe siècle, par exemple entre les pages 122 et 124. C’est au XVIIIe siècle que les notes marginales ont été ajoutées; il s’agit pour la plus grande part d’analyses des pièces. Les feuillets A-D, qui retranscrivent les premiers feuillets d’origine fortement abîmés et devenus très difficile à lire, ainsi que les feuillets I-IV et A-Q présentant un « répertoire de ce qui est contenu dans le Cartulaire » ont aussi été joints au XVIIIe siècle. Grâce au procès-verbal du 31 août 1563 de Nicolas de Mongelos, grand vicaire de l’archevêché de Bordeaux, on sait que ce manuscrit comportait 117 feuillets. Il en manque cinq aujourd’hui (84-85, 108-109 et 114).

### Œuvres de saint Hilaire
Ce manuscrit présente beaucoup d'analogies avec le Grand Cartulaire de l'abbaye : les initiales peintes en rouge, ainsi que l'écriture du texte. Seules deux miniatures parmi toutes celles prévues par le scribe ont été réalisées. Au dernier feuillet, une main plus tardive a écrit une liste des livres qui constitue le seul élément de catalogue que nous ayons du contenu de la bibliothèque de l'abbaye.
Tous les manuscrits de l'abbaye ont été numérisés.